# Anweshaa
Anweshaa (cuyo nombre verdadero es Anweshaa Dutta Gupta, nacida el 15 de diciembre de 1993, Calcuta) es una cantante india, que se hizo conocer en la escena musical a la edad de 13 años, a través de un programa de telerrealidad llamado "Amul STAR Voice of India". 
Anweshaa fue subcampeona en la final, donde el resultado fue decidido en el número de votos obtenidos. Ella fue la favorita de los jueces del evento, durante todo el concurso, tuvo su única distinción para todas sus actuaciones. Anweshaa es conocida por su interpretación conmovedora de una canción basada en la película clásica de "Bhool Bhulaiyaa", con el tema musical "Mere Dholna". A pesar de ser la más joven de la serie, derrotó a grandes ganadores y participantes de diversos espectáculos como (Idol indio, JJWS, SVOI y Saregamapa), quienes participaron en el evento musical de "Music ka maha muqqabla" y recibiendo además un reconocimiento por su talento. Ella fue apoyada y aplaudida enormemente en este espectáculo, por sus interpretaciones impecables y mecedoras, lo que le ayudó a su equipo llegar a la fase final. También uno de los equipos opuestos en el show, Shankar Mahadevan, dijo que "ella era la mejor intérprete que jamás salió de un reality show después de Shreya Ghoshal, durante la década de los años 90". Ella también hizo su debut como cantante de playback para un comercial de una película Hindi titulada "Golmaal Returns". Anweshaa ha interpretado un tema musical titulado "Tha Karke", pues se dijo que esta canción, fue la más costosa que jamás se volvería a rodar en el Bollywood. Aparte de algunas canciones de Bollywood, también lanzó otros álbumes con temas musicales cantados en bengalíes, dos canciones en tamiles y uno en telugu, esta última para la película (Uu Kodathara? Ulikki Padathara?). Junto con otros premios, ella ganó el premio como la Mejor cantante de playback femenina, con una canción cantada en bengalí para los premios Tele Cine 2011 (nominaciones incluyeron que incluyeron también a Shreya Ghoshal, Richa Sharma, June Banerjee).

## Discografía
| Año  | Canciones                     | Película                 | Director musical   | Co-intérprete(s)                            | Idioma |
| 2008 | Tha Kar Ke Tha Kar Ke (Remix) | Golmaal Returns          | Pritam             | Neeraj Shridhar, Akriti Kakkar, Earl, Indie | Hindi  |
| 2010 | Megam Vandhu Pogum            | Mandhira Punnagai        | Vidyasagar         | Madhu Balakrishnan                          | Tamil  |
| 2011 | Mazhayil Kulitha              | Ilaignan                 | Vidyasagar         | Karthik                                     | Tamil  |
| 2012 | Ishq Mein Ruswaa              | Dangerous Ishhq          | Himesh Reshammiya  | Solo                                        | Hindi  |
| 2011 | Banarasiya                    | Raanjhanaa               | A. R. Rahman       | Shreya Ghoshal, Meenal Jain                 | Hindi  |
| 2014 | Tu Sab Kuch Re                | Kaanchi: The Unbreakable | Ismail Darbar      | Sonu Nigam, Ismail Darbar                   | Hindi  |
| 2014 | Koshampa                      | Kaanchi: The Unbreakable | Ismail Darbar      | Aman Trikha, Sanchita, Subhash Ghai         | Hindi  |
| 2014 | Bol Rahi Hai Payal            | Revolver Rani            | Sanjeev Srivastava | Avi Dutta                                   | Hindi  |

### Ejecución y resultados
| Episodio #              | Episodio #              | Episodio #              | Episodio #              | Episodio #              | Episodio #              | Episodio #              | Episodio #              | Episodio #              | Episodio #              | Episodio #              | Episodio #              | Episodio #              | Episodio #              | Episodio #              | Episodio #              | Episodio #              | Episodio #              | Episodio #              | Episodio #              | Episodio #              | Episodio #              | Episodio #              | Episodio #              | Episodio #              | Episodio #              | Episodio #              | Episodio #              | Episodio #              | Episodio #              | Episodio #              | Episodio #              | Episodio #              | Episodio #              | Episodio #              | Episodio #              | Episodio #              | Episodio #              | Episodio #              | Episodio #              | Episodio #              | Episodio #              | Episodio #              | Episodio #              | Episodio #              | Episodio #              | Episodio #              | Episodio #              | Episodio #              | Episodio #              | Episodio #              | Episodio #              | Episodio #              | Episodio #              | Episodio #              | Episodio #              | Episodio #              | Episodio #              | Episodio #              | Episodio #              | Episodio #              | Episodio #              | Episodio #              | Episodio #              | Episodio #              | Episodio #              | Episodio #              | Episodio #              | Episodio #              | Episodio #              | Episodio #              | Episodio #              | Episodio #              | Episodio #              | Episodio #              | Episodio #              | Episodio #              | Episodio #              | Episodio #              | Episodio #              | Episodio #              | Episodio #              | Episodio #              | Episodio #              | Episodio #              | Episodio #              | Episodio #              | Episodio #              | Episodio #              | Episodio #              | Datos (Tema)                   | Datos (Tema)                   | Datos (Tema)                   | Datos (Tema)                   | Datos (Tema)                   | Datos (Tema)                   | Datos (Tema)                   | Datos (Tema)                   | Datos (Tema)                   | Datos (Tema)                   | Datos (Tema)                   | Datos (Tema)                   | Datos (Tema)                   | Datos (Tema)                   | Datos (Tema)                   | Datos (Tema)                   | Datos (Tema)                   | Datos (Tema)                   | Datos (Tema)                   | Datos (Tema)                   | Datos (Tema)                   | Datos (Tema)                   | Datos (Tema)                   | Datos (Tema)                   | Datos (Tema)                   | Datos (Tema)                   | Datos (Tema)                   | Datos (Tema)                   | Datos (Tema)                   | Datos (Tema)                   | Datos (Tema)                   | Datos (Tema)                   | Datos (Tema)                   | Datos (Tema)                   | Datos (Tema)                   | Datos (Tema)                   | Datos (Tema)                   | Datos (Tema)                   | Datos (Tema)                   | Datos (Tema)                   | Datos (Tema)                   | Datos (Tema)                   | Datos (Tema)                   | Datos (Tema)                   | Datos (Tema)                   | Datos (Tema)                   | Datos (Tema)                   | Datos (Tema)                   | Datos (Tema)                   | Datos (Tema)                   | Datos (Tema)                   | Datos (Tema)                   | Datos (Tema)                   | Datos (Tema)                   | Datos (Tema)                   | Datos (Tema)                   | Datos (Tema)                   | Datos (Tema)                   | Datos (Tema)                   | Datos (Tema)                   | Datos (Tema)                   | Datos (Tema)                   | Datos (Tema)                   | Datos (Tema)                   | Datos (Tema)                   | Datos (Tema)                   | Datos (Tema)                   | Datos (Tema)                   | Datos (Tema)                   | Datos (Tema)                   | Datos (Tema)                   | Datos (Tema)                   | Datos (Tema)                   | Datos (Tema)                   | Datos (Tema)                   | Datos (Tema)                   | Datos (Tema)                   | Datos (Tema)                   | Datos (Tema)                   | Datos (Tema)                   | Datos (Tema)                   | Datos (Tema)                   | Datos (Tema)                   | Datos (Tema)                   | Datos (Tema)                   | Datos (Tema)                   | Datos (Tema)                   | Datos (Tema)                   | Datos (Tema)                   | Datos (Tema)                   | Datos (Tema)                   | Datos (Tema)                   | Datos (Tema)                   | Datos (Tema)                   | Datos (Tema)                   | Datos (Tema)                   | Datos (Tema)                   | Datos (Tema)                   | Datos (Tema)                   | Datos (Tema)                   | Canción | Canción | Canción | Canción | Canción | Canción | Canción | Canción | Canción | Canción | Canción | Canción | Canción | Canción | Canción | Canción | Canción | Canción | Canción | Canción | Canción | Canción | Canción | Canción | Canción | Canción | Canción | Canción | Canción | Canción | Canción | Canción | Canción | Canción | Canción | Canción | Canción | Canción | Canción | Canción | Canción | Canción | Canción | Canción | Canción | Canción | Canción | Canción | Canción | Canción | Canción | Canción | Canción | Canción | Canción | Canción | Canción | Canción | Canción | Canción | Canción | Canción | Canción | Canción | Canción | Canción | Canción | Canción | Canción | Canción | Canción | Canción | Canción | Canción | Canción | Canción | Canción | Canción | Canción | Canción | Canción | Canción | Canción | Canción | Canción | Canción | Canción | Canción | Canción | Canción | Canción | Canción | Canción | Canción | Canción | Canción | Canción | Canción | Canción | Canción | Canción | Canción | Canción | Canción | Canción | Canción | Canción | Canción | Canción | Canción | Canción | Canción | Canción | Canción | Canción | Canción | Canción | Canción | Canción | Canción | Canción | Canción | Canción | Canción | Canción | Canción | Canción | Canción | Canción | Canción | Artista riginal | Artista riginal | Artista riginal | Artista riginal | Artista riginal | Artista riginal | Artista riginal | Artista riginal | Artista riginal | Artista riginal | Artista riginal | Artista riginal | Artista riginal | Artista riginal | Artista riginal | Artista riginal | Artista riginal | Artista riginal | Artista riginal | Artista riginal | Artista riginal | Artista riginal | Artista riginal | Artista riginal | Artista riginal | Artista riginal | Artista riginal | Artista riginal | Artista riginal | Artista riginal | Artista riginal | Artista riginal | Artista riginal | Artista riginal | Artista riginal | Artista riginal | Artista riginal | Artista riginal | Artista riginal | Artista riginal | Artista riginal | Artista riginal | Artista riginal | Artista riginal | Artista riginal | Artista riginal | Artista riginal | Artista riginal | Artista riginal | Artista riginal | Artista riginal | Artista riginal | Artista riginal | Artista riginal | Artista riginal | Artista riginal | Artista riginal | Artista riginal | Artista riginal | Artista riginal | Artista riginal | Artista riginal | Artista riginal | Artista riginal | Artista riginal | Artista riginal | Artista riginal | Artista riginal | Artista riginal | Artista riginal | Artista riginal | Artista riginal | Artista riginal | Artista riginal | Artista riginal | Artista riginal | Artista riginal | Artista riginal | Artista riginal | Artista riginal | Artista riginal | Artista riginal | Artista riginal | Artista riginal | Artista riginal | Artista riginal | Artista riginal | Artista riginal | Artista riginal | Artista riginal | Artista riginal | Artista riginal | Artista riginal | Artista riginal | Artista riginal | Artista riginal | Artista riginal | Artista riginal | Artista riginal | Artista riginal | Celebridades                        | Celebridades                        | Celebridades                        | Celebridades                        | Celebridades                        | Celebridades                        | Celebridades                        | Celebridades                        | Celebridades                        | Celebridades                        | Celebridades                        | Celebridades                        | Celebridades                        | Celebridades                        | Celebridades                        | Celebridades                        | Celebridades                        | Celebridades                        | Celebridades                        | Celebridades                        | Celebridades                        | Celebridades                        | Celebridades                        | Celebridades                        | Celebridades                        | Celebridades                        | Celebridades                        | Celebridades                        | Celebridades                        | Celebridades                        | Celebridades                        | Celebridades                        | Celebridades                        | Celebridades                        | Celebridades                        | Celebridades                        | Celebridades                        | Celebridades                        | Celebridades                        | Celebridades                        | Celebridades                        | Celebridades                        | Celebridades                        | Celebridades                        | Celebridades                        | Celebridades                        | Celebridades                        | Celebridades                        | Celebridades                        | Celebridades                        | Celebridades                        | Celebridades                        | Celebridades                        | Celebridades                        | Celebridades                        | Celebridades                        | Celebridades                        | Celebridades                        | Celebridades                        | Celebridades                        | Celebridades                        | Celebridades                        | Celebridades                        | Celebridades                        | Celebridades                        | Celebridades                        | Celebridades                        | Celebridades                        | Celebridades                        | Celebridades                        | Celebridades                        | Celebridades                        | Celebridades                        | Celebridades                        | Celebridades                        | Celebridades                        | Celebridades                        | Celebridades                        | Celebridades                        | Celebridades                        | Celebridades                        | Celebridades                        | Celebridades                        | Celebridades                        | Celebridades                        | Celebridades                        | Celebridades                        | Celebridades                        | Celebridades                        | Celebridades                        | Celebridades                        | Celebridades                        | Celebridades                        | Celebridades                        | Celebridades                        | Celebridades                        | Celebridades                        | Celebridades                        | Celebridades                        | Celebridades                        | Otras ejecuciones                                                | Otras ejecuciones                                                | Otras ejecuciones                                                | Otras ejecuciones                                                | Otras ejecuciones                                                | Otras ejecuciones                                                | Otras ejecuciones                                                | Otras ejecuciones                                                | Otras ejecuciones                                                | Otras ejecuciones                                                | Otras ejecuciones                                                | Otras ejecuciones                                                | Otras ejecuciones                                                | Otras ejecuciones                                                | Otras ejecuciones                                                | Otras ejecuciones                                                | Otras ejecuciones                                                | Otras ejecuciones                                                | Otras ejecuciones                                                | Otras ejecuciones                                                | Otras ejecuciones                                                | Otras ejecuciones                                                | Otras ejecuciones                                                | Otras ejecuciones                                                | Otras ejecuciones                                                | Otras ejecuciones                                                | Otras ejecuciones                                                | Otras ejecuciones                                                | Otras ejecuciones                                                | Otras ejecuciones                                                | Otras ejecuciones                                                | Otras ejecuciones                                                | Otras ejecuciones                                                | Otras ejecuciones                                                | Otras ejecuciones                                                | Otras ejecuciones                                                | Otras ejecuciones                                                | Otras ejecuciones                                                | Otras ejecuciones                                                | Otras ejecuciones                                                | Otras ejecuciones                                                | Otras ejecuciones                                                | Otras ejecuciones                                                | Otras ejecuciones                                                | Otras ejecuciones                                                | Otras ejecuciones                                                | Otras ejecuciones                                                | Otras ejecuciones                                                | Otras ejecuciones                                                | Otras ejecuciones                                                | Otras ejecuciones                                                | Otras ejecuciones                                                | Otras ejecuciones                                                | Otras ejecuciones                                                | Otras ejecuciones                                                | Otras ejecuciones                                                | Otras ejecuciones                                                | Otras ejecuciones                                                | Otras ejecuciones                                                | Otras ejecuciones                                                | Otras ejecuciones                                                | Otras ejecuciones                                                | Otras ejecuciones                                                | Otras ejecuciones                                                | Otras ejecuciones                                                | Otras ejecuciones                                                | Otras ejecuciones                                                | Otras ejecuciones                                                | Otras ejecuciones                                                | Otras ejecuciones                                                | Otras ejecuciones                                                | Otras ejecuciones                                                | Otras ejecuciones                                                | Otras ejecuciones                                                | Otras ejecuciones                                                | Otras ejecuciones                                                | Otras ejecuciones                                                | Otras ejecuciones                                                | Otras ejecuciones                                                | Otras ejecuciones                                                | Otras ejecuciones                                                | Otras ejecuciones                                                | Otras ejecuciones                                                | Otras ejecuciones                                                | Otras ejecuciones                                                | Otras ejecuciones                                                | Otras ejecuciones                                                | Otras ejecuciones                                                | Otras ejecuciones                                                | Otras ejecuciones                                                | Otras ejecuciones                                                | Otras ejecuciones                                                | Otras ejecuciones                                                | Otras ejecuciones                                                | Otras ejecuciones                                                | Otras ejecuciones                                                | Otras ejecuciones                                                | Otras ejecuciones                                                | Otras ejecuciones                                                | Otras ejecuciones                                                | Resultados         | Resultados         | Resultados         | Resultados         | Resultados         | Resultados         | Resultados         | Resultados         | Resultados         | Resultados         | Resultados         | Resultados         | Resultados         | Resultados         | Resultados         | Resultados         | Resultados         | Resultados         | Resultados         | Resultados         | Resultados         | Resultados         | Resultados         | Resultados         | Resultados         | Resultados         | Resultados         | Resultados         | Resultados         | Resultados         | Resultados         | Resultados         | Resultados         | Resultados         | Resultados         | Resultados         | Resultados         | Resultados         | Resultados         | Resultados         | Resultados         | Resultados         | Resultados         | Resultados         | Resultados         | Resultados         | Resultados         | Resultados         | Resultados         | Resultados         | Resultados         | Resultados         | Resultados         | Resultados         | Resultados         | Resultados         | Resultados         | Resultados         | Resultados         | Resultados         | Resultados         | Resultados         | Resultados         | Resultados         | Resultados         | Resultados         | Resultados         | Resultados         | Resultados         | Resultados         |
| Curtain Raiser          | Curtain Raiser          | Curtain Raiser          | Curtain Raiser          | Curtain Raiser          | Curtain Raiser          | Curtain Raiser          | Curtain Raiser          | Curtain Raiser          | Curtain Raiser          | Curtain Raiser          | Curtain Raiser          | Curtain Raiser          | Curtain Raiser          | Curtain Raiser          | Curtain Raiser          | Curtain Raiser          | Curtain Raiser          | Curtain Raiser          | Curtain Raiser          | Curtain Raiser          | Curtain Raiser          | Curtain Raiser          | Curtain Raiser          | Curtain Raiser          | Curtain Raiser          | Curtain Raiser          | Curtain Raiser          | Curtain Raiser          | Curtain Raiser          | Curtain Raiser          | Curtain Raiser          | Curtain Raiser          | Curtain Raiser          | Curtain Raiser          | Curtain Raiser          | Curtain Raiser          | Curtain Raiser          | Curtain Raiser          | Curtain Raiser          | Curtain Raiser          | Curtain Raiser          | Curtain Raiser          | Curtain Raiser          | Curtain Raiser          | Curtain Raiser          | Curtain Raiser          | Curtain Raiser          | Curtain Raiser          | Curtain Raiser          | Curtain Raiser          | Curtain Raiser          | Curtain Raiser          | Curtain Raiser          | Curtain Raiser          | Curtain Raiser          | Curtain Raiser          | Curtain Raiser          | Curtain Raiser          | Curtain Raiser          | Curtain Raiser          | Curtain Raiser          | Curtain Raiser          | Curtain Raiser          | Curtain Raiser          | Curtain Raiser          | Curtain Raiser          | Curtain Raiser          | Curtain Raiser          | Curtain Raiser          | Curtain Raiser          | Curtain Raiser          | Curtain Raiser          | Curtain Raiser          | Curtain Raiser          | Curtain Raiser          | Curtain Raiser          | Curtain Raiser          | Curtain Raiser          | Curtain Raiser          | Curtain Raiser          | Curtain Raiser          | Curtain Raiser          | Curtain Raiser          | Curtain Raiser          | Curtain Raiser          | Curtain Raiser          | Curtain Raiser          | Curtain Raiser          | Curtain Raiser          | Introduction                   | Introduction                   | Introduction                   | Introduction                   | Introduction                   | Introduction                   | Introduction                   | Introduction                   | Introduction                   | Introduction                   | Introduction                   | Introduction                   | Introduction                   | Introduction                   | Introduction                   | Introduction                   | Introduction                   | Introduction                   | Introduction                   | Introduction                   | Introduction                   | Introduction                   | Introduction                   | Introduction                   | Introduction                   | Introduction                   | Introduction                   | Introduction                   | Introduction                   | Introduction                   | Introduction                   | Introduction                   | Introduction                   | Introduction                   | Introduction                   | Introduction                   | Introduction                   | Introduction                   | Introduction                   | Introduction                   | Introduction                   | Introduction                   | Introduction                   | Introduction                   | Introduction                   | Introduction                   | Introduction                   | Introduction                   | Introduction                   | Introduction                   | Introduction                   | Introduction                   | Introduction                   | Introduction                   | Introduction                   | Introduction                   | Introduction                   | Introduction                   | Introduction                   | Introduction                   | Introduction                   | Introduction                   | Introduction                   | Introduction                   | Introduction                   | Introduction                   | Introduction                   | Introduction                   | Introduction                   | Introduction                   | Introduction                   | Introduction                   | Introduction                   | Introduction                   | Introduction                   | Introduction                   | Introduction                   | Introduction                   | Introduction                   | Introduction                   | Introduction                   | Introduction                   | Introduction                   | Introduction                   | Introduction                   | Introduction                   | Introduction                   | Introduction                   | Introduction                   | Introduction                   | Introduction                   | Introduction                   | Introduction                   | Introduction                   | Introduction                   | Introduction                   | Introduction                   | Introduction                   | Introduction                   | Introduction                   | "Hare Rama Hare Krishna"                                                                                           | "Hare Rama Hare Krishna"                                                                                           | "Hare Rama Hare Krishna"                                                                                           | "Hare Rama Hare Krishna"                                                                                           | "Hare Rama Hare Krishna"                                                                                           | "Hare Rama Hare Krishna"                                                                                           | "Hare Rama Hare Krishna"                                                                                           | "Hare Rama Hare Krishna"                                                                                           | "Hare Rama Hare Krishna"                                                                                           | "Hare Rama Hare Krishna"                                                                                           | "Hare Rama Hare Krishna"                                                                                           | "Hare Rama Hare Krishna"                                                                                           | "Hare Rama Hare Krishna"                                                                                           | "Hare Rama Hare Krishna"                                                                                           | "Hare Rama Hare Krishna"                                                                                           | "Hare Rama Hare Krishna"                                                                                           | "Hare Rama Hare Krishna"                                                                                           | "Hare Rama Hare Krishna"                                                                                           | "Hare Rama Hare Krishna"                                                                                           | "Hare Rama Hare Krishna"                                                                                           | "Hare Rama Hare Krishna"                                                                                           | "Hare Rama Hare Krishna"                                                                                           | "Hare Rama Hare Krishna"                                                                                           | "Hare Rama Hare Krishna"                                                                                           | "Hare Rama Hare Krishna"                                                                                           | "Hare Rama Hare Krishna"                                                                                           | "Hare Rama Hare Krishna"                                                                                           | "Hare Rama Hare Krishna"                                                                                           | "Hare Rama Hare Krishna"                                                                                           | "Hare Rama Hare Krishna"                                                                                           | "Hare Rama Hare Krishna"                                                                                           | "Hare Rama Hare Krishna"                                                                                           | "Hare Rama Hare Krishna"                                                                                           | "Hare Rama Hare Krishna"                                                                                           | "Hare Rama Hare Krishna"                                                                                           | "Hare Rama Hare Krishna"                                                                                           | "Hare Rama Hare Krishna"                                                                                           | "Hare Rama Hare Krishna"                                                                                           | "Hare Rama Hare Krishna"                                                                                           | "Hare Rama Hare Krishna"                                                                                           | "Hare Rama Hare Krishna"                                                                                           | "Hare Rama Hare Krishna"                                                                                           | "Hare Rama Hare Krishna"                                                                                           | "Hare Rama Hare Krishna"                                                                                           | "Hare Rama Hare Krishna"                                                                                           | "Hare Rama Hare Krishna"                                                                                           | "Hare Rama Hare Krishna"                                                                                           | "Hare Rama Hare Krishna"                                                                                           | "Hare Rama Hare Krishna"                                                                                           | "Hare Rama Hare Krishna"                                                                                           | "Hare Rama Hare Krishna"                                                                                           | "Hare Rama Hare Krishna"                                                                                           | "Hare Rama Hare Krishna"                                                                                           | "Hare Rama Hare Krishna"                                                                                           | "Hare Rama Hare Krishna"                                                                                           | "Hare Rama Hare Krishna"                                                                                           | "Hare Rama Hare Krishna"                                                                                           | "Hare Rama Hare Krishna"                                                                                           | "Hare Rama Hare Krishna"                                                                                           | "Hare Rama Hare Krishna"                                                                                           | "Hare Rama Hare Krishna"                                                                                           | "Hare Rama Hare Krishna"                                                                                           | "Hare Rama Hare Krishna"                                                                                           | "Hare Rama Hare Krishna"                                                                                           | "Hare Rama Hare Krishna"                                                                                           | "Hare Rama Hare Krishna"                                                                                           | "Hare Rama Hare Krishna"                                                                                           | "Hare Rama Hare Krishna"                                                                                           | "Hare Rama Hare Krishna"                                                                                           | "Hare Rama Hare Krishna"                                                                                           | "Hare Rama Hare Krishna"                                                                                           | "Hare Rama Hare Krishna"                                                                                           | "Hare Rama Hare Krishna"                                                                                           | "Hare Rama Hare Krishna"                                                                                           | "Hare Rama Hare Krishna"                                                                                           | "Hare Rama Hare Krishna"                                                                                           | "Hare Rama Hare Krishna"                                                                                           | "Hare Rama Hare Krishna"                                                                                           | "Hare Rama Hare Krishna"                                                                                           | "Hare Rama Hare Krishna"                                                                                           | "Hare Rama Hare Krishna"                                                                                           | "Hare Rama Hare Krishna"                                                                                           | "Hare Rama Hare Krishna"                                                                                           | "Hare Rama Hare Krishna"                                                                                           | "Hare Rama Hare Krishna"                                                                                           | "Hare Rama Hare Krishna"                                                                                           | "Hare Rama Hare Krishna"                                                                                           | "Hare Rama Hare Krishna"                                                                                           | "Hare Rama Hare Krishna"                                                                                           | "Hare Rama Hare Krishna"                                                                                           | "Hare Rama Hare Krishna"                                                                                           | "Hare Rama Hare Krishna"                                                                                           | "Hare Rama Hare Krishna"                                                                                           | "Hare Rama Hare Krishna"                                                                                           | "Hare Rama Hare Krishna"                                                                                           | "Hare Rama Hare Krishna"                                                                                           | "Hare Rama Hare Krishna"                                                                                           | "Hare Rama Hare Krishna"                                                                                           | "Hare Rama Hare Krishna"                                                                                           | "Hare Rama Hare Krishna"                                                                                           | "Hare Rama Hare Krishna"                                                                                           | "Hare Rama Hare Krishna"                                                                                           | "Hare Rama Hare Krishna"                                                                                           | "Hare Rama Hare Krishna"                                                                                           | "Hare Rama Hare Krishna"                                                                                           | "Hare Rama Hare Krishna"                                                                                           | "Hare Rama Hare Krishna"                                                                                           | "Hare Rama Hare Krishna"                                                                                           | "Hare Rama Hare Krishna"                                                                                           | "Hare Rama Hare Krishna"                                                                                           | "Hare Rama Hare Krishna"                                                                                           | "Hare Rama Hare Krishna"                                                                                           | "Hare Rama Hare Krishna"                                                                                           | "Hare Rama Hare Krishna"                                                                                           | "Hare Rama Hare Krishna"                                                                                           | "Hare Rama Hare Krishna"                                                                                           | "Hare Rama Hare Krishna"                                                                                           | "Hare Rama Hare Krishna"                                                                                           | "Hare Rama Hare Krishna"                                                                                           | "Hare Rama Hare Krishna"                                                                                           | "Hare Rama Hare Krishna"                                                                                           | "Hare Rama Hare Krishna"                                                                                           | "Hare Rama Hare Krishna"                                                                                           | "Hare Rama Hare Krishna"                                                                                           | "Hare Rama Hare Krishna"                                                                                           | "Hare Rama Hare Krishna"                                                                                           | "Hare Rama Hare Krishna"                                                                                           | "Hare Rama Hare Krishna"                                                                                           | "Hare Rama Hare Krishna"                                                                                           | "Hare Rama Hare Krishna"                                                                                           | Asha Bhosle & Usha Uthup                                                                                           | Asha Bhosle & Usha Uthup                                                                                           | Asha Bhosle & Usha Uthup                                                                                           | Asha Bhosle & Usha Uthup                                                                                           | Asha Bhosle & Usha Uthup                                                                                           | Asha Bhosle & Usha Uthup                                                                                           | Asha Bhosle & Usha Uthup                                                                                           | Asha Bhosle & Usha Uthup                                                                                           | Asha Bhosle & Usha Uthup                                                                                           | Asha Bhosle & Usha Uthup                                                                                           | Asha Bhosle & Usha Uthup                                                                                           | Asha Bhosle & Usha Uthup                                                                                           | Asha Bhosle & Usha Uthup                                                                                           | Asha Bhosle & Usha Uthup                                                                                           | Asha Bhosle & Usha Uthup                                                                                           | Asha Bhosle & Usha Uthup                                                                                           | Asha Bhosle & Usha Uthup                                                                                           | Asha Bhosle & Usha Uthup                                                                                           | Asha Bhosle & Usha Uthup                                                                                           | Asha Bhosle & Usha Uthup                                                                                           | Asha Bhosle & Usha Uthup                                                                                           | Asha Bhosle & Usha Uthup                                                                                           | Asha Bhosle & Usha Uthup                                                                                           | Asha Bhosle & Usha Uthup                                                                                           | Asha Bhosle & Usha Uthup                                                                                           | Asha Bhosle & Usha Uthup                                                                                           | Asha Bhosle & Usha Uthup                                                                                           | Asha Bhosle & Usha Uthup                                                                                           | Asha Bhosle & Usha Uthup                                                                                           | Asha Bhosle & Usha Uthup                                                                                           | Asha Bhosle & Usha Uthup                                                                                           | Asha Bhosle & Usha Uthup                                                                                           | Asha Bhosle & Usha Uthup                                                                                           | Asha Bhosle & Usha Uthup                                                                                           | Asha Bhosle & Usha Uthup                                                                                           | Asha Bhosle & Usha Uthup                                                                                           | Asha Bhosle & Usha Uthup                                                                                           | Asha Bhosle & Usha Uthup                                                                                           | Asha Bhosle & Usha Uthup                                                                                           | Asha Bhosle & Usha Uthup                                                                                           | Asha Bhosle & Usha Uthup                                                                                           | Asha Bhosle & Usha Uthup                                                                                           | Asha Bhosle & Usha Uthup                                                                                           | Asha Bhosle & Usha Uthup                                                                                           | Asha Bhosle & Usha Uthup                                                                                           | Asha Bhosle & Usha Uthup                                                                                           | Asha Bhosle & Usha Uthup                                                                                           | Asha Bhosle & Usha Uthup                                                                                           | Asha Bhosle & Usha Uthup                                                                                           | Asha Bhosle & Usha Uthup                                                                                           | Asha Bhosle & Usha Uthup                                                                                           | Asha Bhosle & Usha Uthup                                                                                           | Asha Bhosle & Usha Uthup                                                                                           | Asha Bhosle & Usha Uthup                                                                                           | Asha Bhosle & Usha Uthup                                                                                           | Asha Bhosle & Usha Uthup                                                                                           | Asha Bhosle & Usha Uthup                                                                                           | Asha Bhosle & Usha Uthup                                                                                           | Asha Bhosle & Usha Uthup                                                                                           | Asha Bhosle & Usha Uthup                                                                                           | Asha Bhosle & Usha Uthup                                                                                           | Asha Bhosle & Usha Uthup                                                                                           | Asha Bhosle & Usha Uthup                                                                                           | Asha Bhosle & Usha Uthup                                                                                           | Asha Bhosle & Usha Uthup                                                                                           | Asha Bhosle & Usha Uthup                                                                                           | Asha Bhosle & Usha Uthup                                                                                           | Asha Bhosle & Usha Uthup                                                                                           | Asha Bhosle & Usha Uthup                                                                                           | Asha Bhosle & Usha Uthup                                                                                           | Asha Bhosle & Usha Uthup                                                                                           | Asha Bhosle & Usha Uthup                                                                                           | Asha Bhosle & Usha Uthup                                                                                           | Asha Bhosle & Usha Uthup                                                                                           | Asha Bhosle & Usha Uthup                                                                                           | Asha Bhosle & Usha Uthup                                                                                           | Asha Bhosle & Usha Uthup                                                                                           | Asha Bhosle & Usha Uthup                                                                                           | Asha Bhosle & Usha Uthup                                                                                           | Asha Bhosle & Usha Uthup                                                                                           | Asha Bhosle & Usha Uthup                                                                                           | Asha Bhosle & Usha Uthup                                                                                           | Asha Bhosle & Usha Uthup                                                                                           | Asha Bhosle & Usha Uthup                                                                                           | Asha Bhosle & Usha Uthup                                                                                           | Asha Bhosle & Usha Uthup                                                                                           | Asha Bhosle & Usha Uthup                                                                                           | Asha Bhosle & Usha Uthup                                                                                           | Asha Bhosle & Usha Uthup                                                                                           | Asha Bhosle & Usha Uthup                                                                                           | Asha Bhosle & Usha Uthup                                                                                           | Asha Bhosle & Usha Uthup                                                                                           | Asha Bhosle & Usha Uthup                                                                                           | Asha Bhosle & Usha Uthup                                                                                           | Asha Bhosle & Usha Uthup                                                                                           | Asha Bhosle & Usha Uthup                                                                                           | Asha Bhosle & Usha Uthup                                                                                           | Asha Bhosle & Usha Uthup                                                                                           | Asha Bhosle & Usha Uthup                                                                                           | Asha Bhosle & Usha Uthup                                                                                           |                                     |                                     |                                     |                                     |                                     |                                     |                                     |                                     |                                     |                                     |                                     |                                     |                                     |                                     |                                     |                                     |                                     |                                     |                                     |                                     |                                     |                                     |                                     |                                     |                                     |                                     |                                     |                                     |                                     |                                     |                                     |                                     |                                     |                                     |                                     |                                     |                                     |                                     |                                     |                                     |                                     |                                     |                                     |                                     |                                     |                                     |                                     |                                     |                                     |                                     |                                     |                                     |                                     |                                     |                                     |                                     |                                     |                                     |                                     |                                     |                                     |                                     |                                     |                                     |                                     |                                     |                                     |                                     |                                     |                                     |                                     |                                     |                                     |                                     |                                     |                                     |                                     |                                     |                                     |                                     |                                     |                                     |                                     |                                     |                                     |                                     |                                     |                                     |                                     |                                     |                                     |                                     |                                     |                                     |                                     |                                     |                                     |                                     |                                     |                                     |                                                                  |                                                                  |                                                                  |                                                                  |                                                                  |                                                                  |                                                                  |                                                                  |                                                                  |                                                                  |                                                                  |                                                                  |                                                                  |                                                                  |                                                                  |                                                                  |                                                                  |                                                                  |                                                                  |                                                                  |                                                                  |                                                                  |                                                                  |                                                                  |                                                                  |                                                                  |                                                                  |                                                                  |                                                                  |                                                                  |                                                                  |                                                                  |                                                                  |                                                                  |                                                                  |                                                                  |                                                                  |                                                                  |                                                                  |                                                                  |                                                                  |                                                                  |                                                                  |                                                                  |                                                                  |                                                                  |                                                                  |                                                                  |                                                                  |                                                                  |                                                                  |                                                                  |                                                                  |                                                                  |                                                                  |                                                                  |                                                                  |                                                                  |                                                                  |                                                                  |                                                                  |                                                                  |                                                                  |                                                                  |                                                                  |                                                                  |                                                                  |                                                                  |                                                                  |                                                                  |                                                                  |                                                                  |                                                                  |                                                                  |                                                                  |                                                                  |                                                                  |                                                                  |                                                                  |                                                                  |                                                                  |                                                                  |                                                                  |                                                                  |                                                                  |                                                                  |                                                                  |                                                                  |                                                                  |                                                                  |                                                                  |                                                                  |                                                                  |                                                                  |                                                                  |                                                                  |                                                                  |                                                                  |                                                                  |                                                                  |                    |                    |                    |                    |                    |                    |                    |                    |                    |                    |                    |                    |                    |                    |                    |                    |                    |                    |                    |                    |                    |                    |                    |                    |                    |                    |                    |                    |                    |                    |                    |                    |                    |                    |                    |                    |                    |                    |                    |                    |                    |                    |                    |                    |                    |                    |                    |                    |                    |                    |                    |                    |                    |                    |                    |                    |                    |                    |                    |                    |                    |                    |                    |                    |                    |                    |                    |                    |                    |                    |
| Episode 1               | Episode 1               | Episode 1               | Episode 1               | Episode 1               | Episode 1               | Episode 1               | Episode 1               | Episode 1               | Episode 1               | Episode 1               | Episode 1               | Episode 1               | Episode 1               | Episode 1               | Episode 1               | Episode 1               | Episode 1               | Episode 1               | Episode 1               | Episode 1               | Episode 1               | Episode 1               | Episode 1               | Episode 1               | Episode 1               | Episode 1               | Episode 1               | Episode 1               | Episode 1               | Episode 1               | Episode 1               | Episode 1               | Episode 1               | Episode 1               | Episode 1               | Episode 1               | Episode 1               | Episode 1               | Episode 1               | Episode 1               | Episode 1               | Episode 1               | Episode 1               | Episode 1               | Episode 1               | Episode 1               | Episode 1               | Episode 1               | Episode 1               | Episode 1               | Episode 1               | Episode 1               | Episode 1               | Episode 1               | Episode 1               | Episode 1               | Episode 1               | Episode 1               | Episode 1               | Episode 1               | Episode 1               | Episode 1               | Episode 1               | Episode 1               | Episode 1               | Episode 1               | Episode 1               | Episode 1               | Episode 1               | Episode 1               | Episode 1               | Episode 1               | Episode 1               | Episode 1               | Episode 1               | Episode 1               | Episode 1               | Episode 1               | Episode 1               | Episode 1               | Episode 1               | Episode 1               | Episode 1               | Episode 1               | Episode 1               | Episode 1               | Episode 1               | Episode 1               | Episode 1               | 7 Dec 2007                     | 7 Dec 2007                     | 7 Dec 2007                     | 7 Dec 2007                     | 7 Dec 2007                     | 7 Dec 2007                     | 7 Dec 2007                     | 7 Dec 2007                     | 7 Dec 2007                     | 7 Dec 2007                     | 7 Dec 2007                     | 7 Dec 2007                     | 7 Dec 2007                     | 7 Dec 2007                     | 7 Dec 2007                     | 7 Dec 2007                     | 7 Dec 2007                     | 7 Dec 2007                     | 7 Dec 2007                     | 7 Dec 2007                     | 7 Dec 2007                     | 7 Dec 2007                     | 7 Dec 2007                     | 7 Dec 2007                     | 7 Dec 2007                     | 7 Dec 2007                     | 7 Dec 2007                     | 7 Dec 2007                     | 7 Dec 2007                     | 7 Dec 2007                     | 7 Dec 2007                     | 7 Dec 2007                     | 7 Dec 2007                     | 7 Dec 2007                     | 7 Dec 2007                     | 7 Dec 2007                     | 7 Dec 2007                     | 7 Dec 2007                     | 7 Dec 2007                     | 7 Dec 2007                     | 7 Dec 2007                     | 7 Dec 2007                     | 7 Dec 2007                     | 7 Dec 2007                     | 7 Dec 2007                     | 7 Dec 2007                     | 7 Dec 2007                     | 7 Dec 2007                     | 7 Dec 2007                     | 7 Dec 2007                     | 7 Dec 2007                     | 7 Dec 2007                     | 7 Dec 2007                     | 7 Dec 2007                     | 7 Dec 2007                     | 7 Dec 2007                     | 7 Dec 2007                     | 7 Dec 2007                     | 7 Dec 2007                     | 7 Dec 2007                     | 7 Dec 2007                     | 7 Dec 2007                     | 7 Dec 2007                     | 7 Dec 2007                     | 7 Dec 2007                     | 7 Dec 2007                     | 7 Dec 2007                     | 7 Dec 2007                     | 7 Dec 2007                     | 7 Dec 2007                     | 7 Dec 2007                     | 7 Dec 2007                     | 7 Dec 2007                     | 7 Dec 2007                     | 7 Dec 2007                     | 7 Dec 2007                     | 7 Dec 2007                     | 7 Dec 2007                     | 7 Dec 2007                     | 7 Dec 2007                     | 7 Dec 2007                     | 7 Dec 2007                     | 7 Dec 2007                     | 7 Dec 2007                     | 7 Dec 2007                     | 7 Dec 2007                     | 7 Dec 2007                     | 7 Dec 2007                     | 7 Dec 2007                     | 7 Dec 2007                     | 7 Dec 2007                     | 7 Dec 2007                     | 7 Dec 2007                     | 7 Dec 2007                     | 7 Dec 2007                     | 7 Dec 2007                     | 7 Dec 2007                     | 7 Dec 2007                     | 7 Dec 2007                     | 7 Dec 2007                     | "Hum Dil De Chuke Sanam"                                                                                           | "Hum Dil De Chuke Sanam"                                                                                           | "Hum Dil De Chuke Sanam"                                                                                           | "Hum Dil De Chuke Sanam"                                                                                           | "Hum Dil De Chuke Sanam"                                                                                           | "Hum Dil De Chuke Sanam"                                                                                           | "Hum Dil De Chuke Sanam"                                                                                           | "Hum Dil De Chuke Sanam"                                                                                           | "Hum Dil De Chuke Sanam"                                                                                           | "Hum Dil De Chuke Sanam"                                                                                           | "Hum Dil De Chuke Sanam"                                                                                           | "Hum Dil De Chuke Sanam"                                                                                           | "Hum Dil De Chuke Sanam"                                                                                           | "Hum Dil De Chuke Sanam"                                                                                           | "Hum Dil De Chuke Sanam"                                                                                           | "Hum Dil De Chuke Sanam"                                                                                           | "Hum Dil De Chuke Sanam"                                                                                           | "Hum Dil De Chuke Sanam"                                                                                           | "Hum Dil De Chuke Sanam"                                                                                           | "Hum Dil De Chuke Sanam"                                                                                           | "Hum Dil De Chuke Sanam"                                                                                           | "Hum Dil De Chuke Sanam"                                                                                           | "Hum Dil De Chuke Sanam"                                                                                           | "Hum Dil De Chuke Sanam"                                                                                           | "Hum Dil De Chuke Sanam"                                                                                           | "Hum Dil De Chuke Sanam"                                                                                           | "Hum Dil De Chuke Sanam"                                                                                           | "Hum Dil De Chuke Sanam"                                                                                           | "Hum Dil De Chuke Sanam"                                                                                           | "Hum Dil De Chuke Sanam"                                                                                           | "Hum Dil De Chuke Sanam"                                                                                           | "Hum Dil De Chuke Sanam"                                                                                           | "Hum Dil De Chuke Sanam"                                                                                           | "Hum Dil De Chuke Sanam"                                                                                           | "Hum Dil De Chuke Sanam"                                                                                           | "Hum Dil De Chuke Sanam"                                                                                           | "Hum Dil De Chuke Sanam"                                                                                           | "Hum Dil De Chuke Sanam"                                                                                           | "Hum Dil De Chuke Sanam"                                                                                           | "Hum Dil De Chuke Sanam"                                                                                           | "Hum Dil De Chuke Sanam"                                                                                           | "Hum Dil De Chuke Sanam"                                                                                           | "Hum Dil De Chuke Sanam"                                                                                           | "Hum Dil De Chuke Sanam"                                                                                           | "Hum Dil De Chuke Sanam"                                                                                           | "Hum Dil De Chuke Sanam"                                                                                           | "Hum Dil De Chuke Sanam"                                                                                           | "Hum Dil De Chuke Sanam"                                                                                           | "Hum Dil De Chuke Sanam"                                                                                           | "Hum Dil De Chuke Sanam"                                                                                           | "Hum Dil De Chuke Sanam"                                                                                           | "Hum Dil De Chuke Sanam"                                                                                           | "Hum Dil De Chuke Sanam"                                                                                           | "Hum Dil De Chuke Sanam"                                                                                           | "Hum Dil De Chuke Sanam"                                                                                           | "Hum Dil De Chuke Sanam"                                                                                           | "Hum Dil De Chuke Sanam"                                                                                           | "Hum Dil De Chuke Sanam"                                                                                           | "Hum Dil De Chuke Sanam"                                                                                           | "Hum Dil De Chuke Sanam"                                                                                           | "Hum Dil De Chuke Sanam"                                                                                           | "Hum Dil De Chuke Sanam"                                                                                           | "Hum Dil De Chuke Sanam"                                                                                           | "Hum Dil De Chuke Sanam"                                                                                           | "Hum Dil De Chuke Sanam"                                                                                           | "Hum Dil De Chuke Sanam"                                                                                           | "Hum Dil De Chuke Sanam"                                                                                           | "Hum Dil De Chuke Sanam"                                                                                           | "Hum Dil De Chuke Sanam"                                                                                           | "Hum Dil De Chuke Sanam"                                                                                           | "Hum Dil De Chuke Sanam"                                                                                           | "Hum Dil De Chuke Sanam"                                                                                           | "Hum Dil De Chuke Sanam"                                                                                           | "Hum Dil De Chuke Sanam"                                                                                           | "Hum Dil De Chuke Sanam"                                                                                           | "Hum Dil De Chuke Sanam"                                                                                           | "Hum Dil De Chuke Sanam"                                                                                           | "Hum Dil De Chuke Sanam"                                                                                           | "Hum Dil De Chuke Sanam"                                                                                           | "Hum Dil De Chuke Sanam"                                                                                           | "Hum Dil De Chuke Sanam"                                                                                           | "Hum Dil De Chuke Sanam"                                                                                           | "Hum Dil De Chuke Sanam"                                                                                           | "Hum Dil De Chuke Sanam"                                                                                           | "Hum Dil De Chuke Sanam"                                                                                           | "Hum Dil De Chuke Sanam"                                                                                           | "Hum Dil De Chuke Sanam"                                                                                           | "Hum Dil De Chuke Sanam"                                                                                           | "Hum Dil De Chuke Sanam"                                                                                           | "Hum Dil De Chuke Sanam"                                                                                           | "Hum Dil De Chuke Sanam"                                                                                           | "Hum Dil De Chuke Sanam"                                                                                           | "Hum Dil De Chuke Sanam"                                                                                           | "Hum Dil De Chuke Sanam"                                                                                           | "Hum Dil De Chuke Sanam"                                                                                           | "Hum Dil De Chuke Sanam"                                                                                           | "Hum Dil De Chuke Sanam"                                                                                           | "Hum Dil De Chuke Sanam"                                                                                           | "Hum Dil De Chuke Sanam"                                                                                           | "Hum Dil De Chuke Sanam"                                                                                           | "Hum Dil De Chuke Sanam"                                                                                           | "Hum Dil De Chuke Sanam"                                                                                           | "Hum Dil De Chuke Sanam"                                                                                           | "Hum Dil De Chuke Sanam"                                                                                           | "Hum Dil De Chuke Sanam"                                                                                           | "Hum Dil De Chuke Sanam"                                                                                           | "Hum Dil De Chuke Sanam"                                                                                           | "Hum Dil De Chuke Sanam"                                                                                           | "Hum Dil De Chuke Sanam"                                                                                           | "Hum Dil De Chuke Sanam"                                                                                           | "Hum Dil De Chuke Sanam"                                                                                           | "Hum Dil De Chuke Sanam"                                                                                           | "Hum Dil De Chuke Sanam"                                                                                           | "Hum Dil De Chuke Sanam"                                                                                           | "Hum Dil De Chuke Sanam"                                                                                           | "Hum Dil De Chuke Sanam"                                                                                           | "Hum Dil De Chuke Sanam"                                                                                           | "Hum Dil De Chuke Sanam"                                                                                           | "Hum Dil De Chuke Sanam"                                                                                           | "Hum Dil De Chuke Sanam"                                                                                           | "Hum Dil De Chuke Sanam"                                                                                           | "Hum Dil De Chuke Sanam"                                                                                           | "Hum Dil De Chuke Sanam"                                                                                           | "Hum Dil De Chuke Sanam"                                                                                           | "Hum Dil De Chuke Sanam"                                                                                           | "Hum Dil De Chuke Sanam"                                                                                           | "Hum Dil De Chuke Sanam"                                                                                           | "Hum Dil De Chuke Sanam"                                                                                           | "Hum Dil De Chuke Sanam"                                                                                           | "Hum Dil De Chuke Sanam"                                                                                           | Mohd Salamat, Dominique & Kavita Krishnamurthy                                                                     | Mohd Salamat, Dominique & Kavita Krishnamurthy                                                                     | Mohd Salamat, Dominique & Kavita Krishnamurthy                                                                     | Mohd Salamat, Dominique & Kavita Krishnamurthy                                                                     | Mohd Salamat, Dominique & Kavita Krishnamurthy                                                                     | Mohd Salamat, Dominique & Kavita Krishnamurthy                                                                     | Mohd Salamat, Dominique & Kavita Krishnamurthy                                                                     | Mohd Salamat, Dominique & Kavita Krishnamurthy                                                                     | Mohd Salamat, Dominique & Kavita Krishnamurthy                                                                     | Mohd Salamat, Dominique & Kavita Krishnamurthy                                                                     | Mohd Salamat, Dominique & Kavita Krishnamurthy                                                                     | Mohd Salamat, Dominique & Kavita Krishnamurthy                                                                     | Mohd Salamat, Dominique & Kavita Krishnamurthy                                                                     | Mohd Salamat, Dominique & Kavita Krishnamurthy                                                                     | Mohd Salamat, Dominique & Kavita Krishnamurthy                                                                     | Mohd Salamat, Dominique & Kavita Krishnamurthy                                                                     | Mohd Salamat, Dominique & Kavita Krishnamurthy                                                                     | Mohd Salamat, Dominique & Kavita Krishnamurthy                                                                     | Mohd Salamat, Dominique & Kavita Krishnamurthy                                                                     | Mohd Salamat, Dominique & Kavita Krishnamurthy                                                                     | Mohd Salamat, Dominique & Kavita Krishnamurthy                                                                     | Mohd Salamat, Dominique & Kavita Krishnamurthy                                                                     | Mohd Salamat, Dominique & Kavita Krishnamurthy                                                                     | Mohd Salamat, Dominique & Kavita Krishnamurthy                                                                     | Mohd Salamat, Dominique & Kavita Krishnamurthy                                                                     | Mohd Salamat, Dominique & Kavita Krishnamurthy                                                                     | Mohd Salamat, Dominique & Kavita Krishnamurthy                                                                     | Mohd Salamat, Dominique & Kavita Krishnamurthy                                                                     | Mohd Salamat, Dominique & Kavita Krishnamurthy                                                                     | Mohd Salamat, Dominique & Kavita Krishnamurthy                                                                     | Mohd Salamat, Dominique & Kavita Krishnamurthy                                                                     | Mohd Salamat, Dominique & Kavita Krishnamurthy                                                                     | Mohd Salamat, Dominique & Kavita Krishnamurthy                                                                     | Mohd Salamat, Dominique & Kavita Krishnamurthy                                                                     | Mohd Salamat, Dominique & Kavita Krishnamurthy                                                                     | Mohd Salamat, Dominique & Kavita Krishnamurthy                                                                     | Mohd Salamat, Dominique & Kavita Krishnamurthy                                                                     | Mohd Salamat, Dominique & Kavita Krishnamurthy                                                                     | Mohd Salamat, Dominique & Kavita Krishnamurthy                                                                     | Mohd Salamat, Dominique & Kavita Krishnamurthy                                                                     | Mohd Salamat, Dominique & Kavita Krishnamurthy                                                                     | Mohd Salamat, Dominique & Kavita Krishnamurthy                                                                     | Mohd Salamat, Dominique & Kavita Krishnamurthy                                                                     | Mohd Salamat, Dominique & Kavita Krishnamurthy                                                                     | Mohd Salamat, Dominique & Kavita Krishnamurthy                                                                     | Mohd Salamat, Dominique & Kavita Krishnamurthy                                                                     | Mohd Salamat, Dominique & Kavita Krishnamurthy                                                                     | Mohd Salamat, Dominique & Kavita Krishnamurthy                                                                     | Mohd Salamat, Dominique & Kavita Krishnamurthy                                                                     | Mohd Salamat, Dominique & Kavita Krishnamurthy                                                                     | Mohd Salamat, Dominique & Kavita Krishnamurthy                                                                     | Mohd Salamat, Dominique & Kavita Krishnamurthy                                                                     | Mohd Salamat, Dominique & Kavita Krishnamurthy                                                                     | Mohd Salamat, Dominique & Kavita Krishnamurthy                                                                     | Mohd Salamat, Dominique & Kavita Krishnamurthy                                                                     | Mohd Salamat, Dominique & Kavita Krishnamurthy                                                                     | Mohd Salamat, Dominique & Kavita Krishnamurthy                                                                     | Mohd Salamat, Dominique & Kavita Krishnamurthy                                                                     | Mohd Salamat, Dominique & Kavita Krishnamurthy                                                                     | Mohd Salamat, Dominique & Kavita Krishnamurthy                                                                     | Mohd Salamat, Dominique & Kavita Krishnamurthy                                                                     | Mohd Salamat, Dominique & Kavita Krishnamurthy                                                                     | Mohd Salamat, Dominique & Kavita Krishnamurthy                                                                     | Mohd Salamat, Dominique & Kavita Krishnamurthy                                                                     | Mohd Salamat, Dominique & Kavita Krishnamurthy                                                                     | Mohd Salamat, Dominique & Kavita Krishnamurthy                                                                     | Mohd Salamat, Dominique & Kavita Krishnamurthy                                                                     | Mohd Salamat, Dominique & Kavita Krishnamurthy                                                                     | Mohd Salamat, Dominique & Kavita Krishnamurthy                                                                     | Mohd Salamat, Dominique & Kavita Krishnamurthy                                                                     | Mohd Salamat, Dominique & Kavita Krishnamurthy                                                                     | Mohd Salamat, Dominique & Kavita Krishnamurthy                                                                     | Mohd Salamat, Dominique & Kavita Krishnamurthy                                                                     | Mohd Salamat, Dominique & Kavita Krishnamurthy                                                                     | Mohd Salamat, Dominique & Kavita Krishnamurthy                                                                     | Mohd Salamat, Dominique & Kavita Krishnamurthy                                                                     | Mohd Salamat, Dominique & Kavita Krishnamurthy                                                                     | Mohd Salamat, Dominique & Kavita Krishnamurthy                                                                     | Mohd Salamat, Dominique & Kavita Krishnamurthy                                                                     | Mohd Salamat, Dominique & Kavita Krishnamurthy                                                                     | Mohd Salamat, Dominique & Kavita Krishnamurthy                                                                     | Mohd Salamat, Dominique & Kavita Krishnamurthy                                                                     | Mohd Salamat, Dominique & Kavita Krishnamurthy                                                                     | Mohd Salamat, Dominique & Kavita Krishnamurthy                                                                     | Mohd Salamat, Dominique & Kavita Krishnamurthy                                                                     | Mohd Salamat, Dominique & Kavita Krishnamurthy                                                                     | Mohd Salamat, Dominique & Kavita Krishnamurthy                                                                     | Mohd Salamat, Dominique & Kavita Krishnamurthy                                                                     | Mohd Salamat, Dominique & Kavita Krishnamurthy                                                                     | Mohd Salamat, Dominique & Kavita Krishnamurthy                                                                     | Mohd Salamat, Dominique & Kavita Krishnamurthy                                                                     | Mohd Salamat, Dominique & Kavita Krishnamurthy                                                                     | Mohd Salamat, Dominique & Kavita Krishnamurthy                                                                     | Mohd Salamat, Dominique & Kavita Krishnamurthy                                                                     | Mohd Salamat, Dominique & Kavita Krishnamurthy                                                                     | Mohd Salamat, Dominique & Kavita Krishnamurthy                                                                     | Mohd Salamat, Dominique & Kavita Krishnamurthy                                                                     | Mohd Salamat, Dominique & Kavita Krishnamurthy                                                                     | Mohd Salamat, Dominique & Kavita Krishnamurthy                                                                     | Mohd Salamat, Dominique & Kavita Krishnamurthy                                                                     | Shaan                               | Shaan                               | Shaan                               | Shaan                               | Shaan                               | Shaan                               | Shaan                               | Shaan                               | Shaan                               | Shaan                               | Shaan                               | Shaan                               | Shaan                               | Shaan                               | Shaan                               | Shaan                               | Shaan                               | Shaan                               | Shaan                               | Shaan                               | Shaan                               | Shaan                               | Shaan                               | Shaan                               | Shaan                               | Shaan                               | Shaan                               | Shaan                               | Shaan                               | Shaan                               | Shaan                               | Shaan                               | Shaan                               | Shaan                               | Shaan                               | Shaan                               | Shaan                               | Shaan                               | Shaan                               | Shaan                               | Shaan                               | Shaan                               | Shaan                               | Shaan                               | Shaan                               | Shaan                               | Shaan                               | Shaan                               | Shaan                               | Shaan                               | Shaan                               | Shaan                               | Shaan                               | Shaan                               | Shaan                               | Shaan                               | Shaan                               | Shaan                               | Shaan                               | Shaan                               | Shaan                               | Shaan                               | Shaan                               | Shaan                               | Shaan                               | Shaan                               | Shaan                               | Shaan                               | Shaan                               | Shaan                               | Shaan                               | Shaan                               | Shaan                               | Shaan                               | Shaan                               | Shaan                               | Shaan                               | Shaan                               | Shaan                               | Shaan                               | Shaan                               | Shaan                               | Shaan                               | Shaan                               | Shaan                               | Shaan                               | Shaan                               | Shaan                               | Shaan                               | Shaan                               | Shaan                               | Shaan                               | Shaan                               | Shaan                               | Shaan                               | Shaan                               | Shaan                               | Shaan                               | Shaan                               | Shaan                               |                                                                  |                                                                  |                                                                  |                                                                  |                                                                  |                                                                  |                                                                  |                                                                  |                                                                  |                                                                  |                                                                  |                                                                  |                                                                  |                                                                  |                                                                  |                                                                  |                                                                  |                                                                  |                                                                  |                                                                  |                                                                  |                                                                  |                                                                  |                                                                  |                                                                  |                                                                  |                                                                  |                                                                  |                                                                  |                                                                  |                                                                  |                                                                  |                                                                  |                                                                  |                                                                  |                                                                  |                                                                  |                                                                  |                                                                  |                                                                  |                                                                  |                                                                  |                                                                  |                                                                  |                                                                  |                                                                  |                                                                  |                                                                  |                                                                  |                                                                  |                                                                  |                                                                  |                                                                  |                                                                  |                                                                  |                                                                  |                                                                  |                                                                  |                                                                  |                                                                  |                                                                  |                                                                  |                                                                  |                                                                  |                                                                  |                                                                  |                                                                  |                                                                  |                                                                  |                                                                  |                                                                  |                                                                  |                                                                  |                                                                  |                                                                  |                                                                  |                                                                  |                                                                  |                                                                  |                                                                  |                                                                  |                                                                  |                                                                  |                                                                  |                                                                  |                                                                  |                                                                  |                                                                  |                                                                  |                                                                  |                                                                  |                                                                  |                                                                  |                                                                  |                                                                  |                                                                  |                                                                  |                                                                  |                                                                  |                                                                  |                    |                    |                    |                    |                    |                    |                    |                    |                    |                    |                    |                    |                    |                    |                    |                    |                    |                    |                    |                    |                    |                    |                    |                    |                    |                    |                    |                    |                    |                    |                    |                    |                    |                    |                    |                    |                    |                    |                    |                    |                    |                    |                    |                    |                    |                    |                    |                    |                    |                    |                    |                    |                    |                    |                    |                    |                    |                    |                    |                    |                    |                    |                    |                    |                    |                    |                    |                    |                    |                    |
| Episode 2               | Episode 2               | Episode 2               | Episode 2               | Episode 2               | Episode 2               | Episode 2               | Episode 2               | Episode 2               | Episode 2               | Episode 2               | Episode 2               | Episode 2               | Episode 2               | Episode 2               | Episode 2               | Episode 2               | Episode 2               | Episode 2               | Episode 2               | Episode 2               | Episode 2               | Episode 2               | Episode 2               | Episode 2               | Episode 2               | Episode 2               | Episode 2               | Episode 2               | Episode 2               | Episode 2               | Episode 2               | Episode 2               | Episode 2               | Episode 2               | Episode 2               | Episode 2               | Episode 2               | Episode 2               | Episode 2               | Episode 2               | Episode 2               | Episode 2               | Episode 2               | Episode 2               | Episode 2               | Episode 2               | Episode 2               | Episode 2               | Episode 2               | Episode 2               | Episode 2               | Episode 2               | Episode 2               | Episode 2               | Episode 2               | Episode 2               | Episode 2               | Episode 2               | Episode 2               | Episode 2               | Episode 2               | Episode 2               | Episode 2               | Episode 2               | Episode 2               | Episode 2               | Episode 2               | Episode 2               | Episode 2               | Episode 2               | Episode 2               | Episode 2               | Episode 2               | Episode 2               | Episode 2               | Episode 2               | Episode 2               | Episode 2               | Episode 2               | Episode 2               | Episode 2               | Episode 2               | Episode 2               | Episode 2               | Episode 2               | Episode 2               | Episode 2               | Episode 2               | Episode 2               | 8 Dec 2007                     | 8 Dec 2007                     | 8 Dec 2007                     | 8 Dec 2007                     | 8 Dec 2007                     | 8 Dec 2007                     | 8 Dec 2007                     | 8 Dec 2007                     | 8 Dec 2007                     | 8 Dec 2007                     | 8 Dec 2007                     | 8 Dec 2007                     | 8 Dec 2007                     | 8 Dec 2007                     | 8 Dec 2007                     | 8 Dec 2007                     | 8 Dec 2007                     | 8 Dec 2007                     | 8 Dec 2007                     | 8 Dec 2007                     | 8 Dec 2007                     | 8 Dec 2007                     | 8 Dec 2007                     | 8 Dec 2007                     | 8 Dec 2007                     | 8 Dec 2007                     | 8 Dec 2007                     | 8 Dec 2007                     | 8 Dec 2007                     | 8 Dec 2007                     | 8 Dec 2007                     | 8 Dec 2007                     | 8 Dec 2007                     | 8 Dec 2007                     | 8 Dec 2007                     | 8 Dec 2007                     | 8 Dec 2007                     | 8 Dec 2007                     | 8 Dec 2007                     | 8 Dec 2007                     | 8 Dec 2007                     | 8 Dec 2007                     | 8 Dec 2007                     | 8 Dec 2007                     | 8 Dec 2007                     | 8 Dec 2007                     | 8 Dec 2007                     | 8 Dec 2007                     | 8 Dec 2007                     | 8 Dec 2007                     | 8 Dec 2007                     | 8 Dec 2007                     | 8 Dec 2007                     | 8 Dec 2007                     | 8 Dec 2007                     | 8 Dec 2007                     | 8 Dec 2007                     | 8 Dec 2007                     | 8 Dec 2007                     | 8 Dec 2007                     | 8 Dec 2007                     | 8 Dec 2007                     | 8 Dec 2007                     | 8 Dec 2007                     | 8 Dec 2007                     | 8 Dec 2007                     | 8 Dec 2007                     | 8 Dec 2007                     | 8 Dec 2007                     | 8 Dec 2007                     | 8 Dec 2007                     | 8 Dec 2007                     | 8 Dec 2007                     | 8 Dec 2007                     | 8 Dec 2007                     | 8 Dec 2007                     | 8 Dec 2007                     | 8 Dec 2007                     | 8 Dec 2007                     | 8 Dec 2007                     | 8 Dec 2007                     | 8 Dec 2007                     | 8 Dec 2007                     | 8 Dec 2007                     | 8 Dec 2007                     | 8 Dec 2007                     | 8 Dec 2007                     | 8 Dec 2007                     | 8 Dec 2007                     | 8 Dec 2007                     | 8 Dec 2007                     | 8 Dec 2007                     | 8 Dec 2007                     | 8 Dec 2007                     | 8 Dec 2007                     | 8 Dec 2007                     | 8 Dec 2007                     | 8 Dec 2007                     | 8 Dec 2007                     | 8 Dec 2007                     | "Is Mod Se Jaate Hai"                                                                                              | "Is Mod Se Jaate Hai"                                                                                              | "Is Mod Se Jaate Hai"                                                                                              | "Is Mod Se Jaate Hai"                                                                                              | "Is Mod Se Jaate Hai"                                                                                              | "Is Mod Se Jaate Hai"                                                                                              | "Is Mod Se Jaate Hai"                                                                                              | "Is Mod Se Jaate Hai"                                                                                              | "Is Mod Se Jaate Hai"                                                                                              | "Is Mod Se Jaate Hai"                                                                                              | "Is Mod Se Jaate Hai"                                                                                              | "Is Mod Se Jaate Hai"                                                                                              | "Is Mod Se Jaate Hai"                                                                                              | "Is Mod Se Jaate Hai"                                                                                              | "Is Mod Se Jaate Hai"                                                                                              | "Is Mod Se Jaate Hai"                                                                                              | "Is Mod Se Jaate Hai"                                                                                              | "Is Mod Se Jaate Hai"                                                                                              | "Is Mod Se Jaate Hai"                                                                                              | "Is Mod Se Jaate Hai"                                                                                              | "Is Mod Se Jaate Hai"                                                                                              | "Is Mod Se Jaate Hai"                                                                                              | "Is Mod Se Jaate Hai"                                                                                              | "Is Mod Se Jaate Hai"                                                                                              | "Is Mod Se Jaate Hai"                                                                                              | "Is Mod Se Jaate Hai"                                                                                              | "Is Mod Se Jaate Hai"                                                                                              | "Is Mod Se Jaate Hai"                                                                                              | "Is Mod Se Jaate Hai"                                                                                              | "Is Mod Se Jaate Hai"                                                                                              | "Is Mod Se Jaate Hai"                                                                                              | "Is Mod Se Jaate Hai"                                                                                              | "Is Mod Se Jaate Hai"                                                                                              | "Is Mod Se Jaate Hai"                                                                                              | "Is Mod Se Jaate Hai"                                                                                              | "Is Mod Se Jaate Hai"                                                                                              | "Is Mod Se Jaate Hai"                                                                                              | "Is Mod Se Jaate Hai"                                                                                              | "Is Mod Se Jaate Hai"                                                                                              | "Is Mod Se Jaate Hai"                                                                                              | "Is Mod Se Jaate Hai"                                                                                              | "Is Mod Se Jaate Hai"                                                                                              | "Is Mod Se Jaate Hai"                                                                                              | "Is Mod Se Jaate Hai"                                                                                              | "Is Mod Se Jaate Hai"                                                                                              | "Is Mod Se Jaate Hai"                                                                                              | "Is Mod Se Jaate Hai"                                                                                              | "Is Mod Se Jaate Hai"                                                                                              | "Is Mod Se Jaate Hai"                                                                                              | "Is Mod Se Jaate Hai"                                                                                              | "Is Mod Se Jaate Hai"                                                                                              | "Is Mod Se Jaate Hai"                                                                                              | "Is Mod Se Jaate Hai"                                                                                              | "Is Mod Se Jaate Hai"                                                                                              | "Is Mod Se Jaate Hai"                                                                                              | "Is Mod Se Jaate Hai"                                                                                              | "Is Mod Se Jaate Hai"                                                                                              | "Is Mod Se Jaate Hai"                                                                                              | "Is Mod Se Jaate Hai"                                                                                              | "Is Mod Se Jaate Hai"                                                                                              | "Is Mod Se Jaate Hai"                                                                                              | "Is Mod Se Jaate Hai"                                                                                              | "Is Mod Se Jaate Hai"                                                                                              | "Is Mod Se Jaate Hai"                                                                                              | "Is Mod Se Jaate Hai"                                                                                              | "Is Mod Se Jaate Hai"                                                                                              | "Is Mod Se Jaate Hai"                                                                                              | "Is Mod Se Jaate Hai"                                                                                              | "Is Mod Se Jaate Hai"                                                                                              | "Is Mod Se Jaate Hai"                                                                                              | "Is Mod Se Jaate Hai"                                                                                              | "Is Mod Se Jaate Hai"                                                                                              | "Is Mod Se Jaate Hai"                                                                                              | "Is Mod Se Jaate Hai"                                                                                              | "Is Mod Se Jaate Hai"                                                                                              | "Is Mod Se Jaate Hai"                                                                                              | "Is Mod Se Jaate Hai"                                                                                              | "Is Mod Se Jaate Hai"                                                                                              | "Is Mod Se Jaate Hai"                                                                                              | "Is Mod Se Jaate Hai"                                                                                              | "Is Mod Se Jaate Hai"                                                                                              | "Is Mod Se Jaate Hai"                                                                                              | "Is Mod Se Jaate Hai"                                                                                              | "Is Mod Se Jaate Hai"                                                                                              | "Is Mod Se Jaate Hai"                                                                                              | "Is Mod Se Jaate Hai"                                                                                              | "Is Mod Se Jaate Hai"                                                                                              | "Is Mod Se Jaate Hai"                                                                                              | "Is Mod Se Jaate Hai"                                                                                              | "Is Mod Se Jaate Hai"                                                                                              | "Is Mod Se Jaate Hai"                                                                                              | "Is Mod Se Jaate Hai"                                                                                              | "Is Mod Se Jaate Hai"                                                                                              | "Is Mod Se Jaate Hai"                                                                                              | "Is Mod Se Jaate Hai"                                                                                              | "Is Mod Se Jaate Hai"                                                                                              | "Is Mod Se Jaate Hai"                                                                                              | "Is Mod Se Jaate Hai"                                                                                              | "Is Mod Se Jaate Hai"                                                                                              | "Is Mod Se Jaate Hai"                                                                                              | "Is Mod Se Jaate Hai"                                                                                              | "Is Mod Se Jaate Hai"                                                                                              | "Is Mod Se Jaate Hai"                                                                                              | "Is Mod Se Jaate Hai"                                                                                              | "Is Mod Se Jaate Hai"                                                                                              | "Is Mod Se Jaate Hai"                                                                                              | "Is Mod Se Jaate Hai"                                                                                              | "Is Mod Se Jaate Hai"                                                                                              | "Is Mod Se Jaate Hai"                                                                                              | "Is Mod Se Jaate Hai"                                                                                              | "Is Mod Se Jaate Hai"                                                                                              | "Is Mod Se Jaate Hai"                                                                                              | "Is Mod Se Jaate Hai"                                                                                              | "Is Mod Se Jaate Hai"                                                                                              | "Is Mod Se Jaate Hai"                                                                                              | "Is Mod Se Jaate Hai"                                                                                              | "Is Mod Se Jaate Hai"                                                                                              | "Is Mod Se Jaate Hai"                                                                                              | "Is Mod Se Jaate Hai"                                                                                              | "Is Mod Se Jaate Hai"                                                                                              | "Is Mod Se Jaate Hai"                                                                                              | "Is Mod Se Jaate Hai"                                                                                              | "Is Mod Se Jaate Hai"                                                                                              | "Is Mod Se Jaate Hai"                                                                                              | "Is Mod Se Jaate Hai"                                                                                              | "Is Mod Se Jaate Hai"                                                                                              | "Is Mod Se Jaate Hai"                                                                                              | "Is Mod Se Jaate Hai"                                                                                              | "Is Mod Se Jaate Hai"                                                                                              | "Is Mod Se Jaate Hai"                                                                                              | Kishore Kumar & Lata Mangeshkar                                                                                    | Kishore Kumar & Lata Mangeshkar                                                                                    | Kishore Kumar & Lata Mangeshkar                                                                                    | Kishore Kumar & Lata Mangeshkar                                                                                    | Kishore Kumar & Lata Mangeshkar                                                                                    | Kishore Kumar & Lata Mangeshkar                                                                                    | Kishore Kumar & Lata Mangeshkar                                                                                    | Kishore Kumar & Lata Mangeshkar                                                                                    | Kishore Kumar & Lata Mangeshkar                                                                                    | Kishore Kumar & Lata Mangeshkar                                                                                    | Kishore Kumar & Lata Mangeshkar                                                                                    | Kishore Kumar & Lata Mangeshkar                                                                                    | Kishore Kumar & Lata Mangeshkar                                                                                    | Kishore Kumar & Lata Mangeshkar                                                                                    | Kishore Kumar & Lata Mangeshkar                                                                                    | Kishore Kumar & Lata Mangeshkar                                                                                    | Kishore Kumar & Lata Mangeshkar                                                                                    | Kishore Kumar & Lata Mangeshkar                                                                                    | Kishore Kumar & Lata Mangeshkar                                                                                    | Kishore Kumar & Lata Mangeshkar                                                                                    | Kishore Kumar & Lata Mangeshkar                                                                                    | Kishore Kumar & Lata Mangeshkar                                                                                    | Kishore Kumar & Lata Mangeshkar                                                                                    | Kishore Kumar & Lata Mangeshkar                                                                                    | Kishore Kumar & Lata Mangeshkar                                                                                    | Kishore Kumar & Lata Mangeshkar                                                                                    | Kishore Kumar & Lata Mangeshkar                                                                                    | Kishore Kumar & Lata Mangeshkar                                                                                    | Kishore Kumar & Lata Mangeshkar                                                                                    | Kishore Kumar & Lata Mangeshkar                                                                                    | Kishore Kumar & Lata Mangeshkar                                                                                    | Kishore Kumar & Lata Mangeshkar                                                                                    | Kishore Kumar & Lata Mangeshkar                                                                                    | Kishore Kumar & Lata Mangeshkar                                                                                    | Kishore Kumar & Lata Mangeshkar                                                                                    | Kishore Kumar & Lata Mangeshkar                                                                                    | Kishore Kumar & Lata Mangeshkar                                                                                    | Kishore Kumar & Lata Mangeshkar                                                                                    | Kishore Kumar & Lata Mangeshkar                                                                                    | Kishore Kumar & Lata Mangeshkar                                                                                    | Kishore Kumar & Lata Mangeshkar                                                                                    | Kishore Kumar & Lata Mangeshkar                                                                                    | Kishore Kumar & Lata Mangeshkar                                                                                    | Kishore Kumar & Lata Mangeshkar                                                                                    | Kishore Kumar & Lata Mangeshkar                                                                                    | Kishore Kumar & Lata Mangeshkar                                                                                    | Kishore Kumar & Lata Mangeshkar                                                                                    | Kishore Kumar & Lata Mangeshkar                                                                                    | Kishore Kumar & Lata Mangeshkar                                                                                    | Kishore Kumar & Lata Mangeshkar                                                                                    | Kishore Kumar & Lata Mangeshkar                                                                                    | Kishore Kumar & Lata Mangeshkar                                                                                    | Kishore Kumar & Lata Mangeshkar                                                                                    | Kishore Kumar & Lata Mangeshkar                                                                                    | Kishore Kumar & Lata Mangeshkar                                                                                    | Kishore Kumar & Lata Mangeshkar                                                                                    | Kishore Kumar & Lata Mangeshkar                                                                                    | Kishore Kumar & Lata Mangeshkar                                                                                    | Kishore Kumar & Lata Mangeshkar                                                                                    | Kishore Kumar & Lata Mangeshkar                                                                                    | Kishore Kumar & Lata Mangeshkar                                                                                    | Kishore Kumar & Lata Mangeshkar                                                                                    | Kishore Kumar & Lata Mangeshkar                                                                                    | Kishore Kumar & Lata Mangeshkar                                                                                    | Kishore Kumar & Lata Mangeshkar                                                                                    | Kishore Kumar & Lata Mangeshkar                                                                                    | Kishore Kumar & Lata Mangeshkar                                                                                    | Kishore Kumar & Lata Mangeshkar                                                                                    | Kishore Kumar & Lata Mangeshkar                                                                                    | Kishore Kumar & Lata Mangeshkar                                                                                    | Kishore Kumar & Lata Mangeshkar                                                                                    | Kishore Kumar & Lata Mangeshkar                                                                                    | Kishore Kumar & Lata Mangeshkar                                                                                    | Kishore Kumar & Lata Mangeshkar                                                                                    | Kishore Kumar & Lata Mangeshkar                                                                                    | Kishore Kumar & Lata Mangeshkar                                                                                    | Kishore Kumar & Lata Mangeshkar                                                                                    | Kishore Kumar & Lata Mangeshkar                                                                                    | Kishore Kumar & Lata Mangeshkar                                                                                    | Kishore Kumar & Lata Mangeshkar                                                                                    | Kishore Kumar & Lata Mangeshkar                                                                                    | Kishore Kumar & Lata Mangeshkar                                                                                    | Kishore Kumar & Lata Mangeshkar                                                                                    | Kishore Kumar & Lata Mangeshkar                                                                                    | Kishore Kumar & Lata Mangeshkar                                                                                    | Kishore Kumar & Lata Mangeshkar                                                                                    | Kishore Kumar & Lata Mangeshkar                                                                                    | Kishore Kumar & Lata Mangeshkar                                                                                    | Kishore Kumar & Lata Mangeshkar                                                                                    | Kishore Kumar & Lata Mangeshkar                                                                                    | Kishore Kumar & Lata Mangeshkar                                                                                    | Kishore Kumar & Lata Mangeshkar                                                                                    | Kishore Kumar & Lata Mangeshkar                                                                                    | Kishore Kumar & Lata Mangeshkar                                                                                    | Kishore Kumar & Lata Mangeshkar                                                                                    | Kishore Kumar & Lata Mangeshkar                                                                                    | Kishore Kumar & Lata Mangeshkar                                                                                    | Kishore Kumar & Lata Mangeshkar                                                                                    | Kishore Kumar & Lata Mangeshkar                                                                                    | Kishore Kumar & Lata Mangeshkar                                                                                    |                                     |                                     |                                     |                                     |                                     |                                     |                                     |                                     |                                     |                                     |                                     |                                     |                                     |                                     |                                     |                                     |                                     |                                     |                                     |                                     |                                     |                                     |                                     |                                     |                                     |                                     |                                     |                                     |                                     |                                     |                                     |                                     |                                     |                                     |                                     |                                     |                                     |                                     |                                     |                                     |                                     |                                     |                                     |                                     |                                     |                                     |                                     |                                     |                                     |                                     |                                     |                                     |                                     |                                     |                                     |                                     |                                     |                                     |                                     |                                     |                                     |                                     |                                     |                                     |                                     |                                     |                                     |                                     |                                     |                                     |                                     |                                     |                                     |                                     |                                     |                                     |                                     |                                     |                                     |                                     |                                     |                                     |                                     |                                     |                                     |                                     |                                     |                                     |                                     |                                     |                                     |                                     |                                     |                                     |                                     |                                     |                                     |                                     |                                     |                                     |                                                                  |                                                                  |                                                                  |                                                                  |                                                                  |                                                                  |                                                                  |                                                                  |                                                                  |                                                                  |                                                                  |                                                                  |                                                                  |                                                                  |                                                                  |                                                                  |                                                                  |                                                                  |                                                                  |                                                                  |                                                                  |                                                                  |                                                                  |                                                                  |                                                                  |                                                                  |                                                                  |                                                                  |                                                                  |                                                                  |                                                                  |                                                                  |                                                                  |                                                                  |                                                                  |                                                                  |                                                                  |                                                                  |                                                                  |                                                                  |                                                                  |                                                                  |                                                                  |                                                                  |                                                                  |                                                                  |                                                                  |                                                                  |                                                                  |                                                                  |                                                                  |                                                                  |                                                                  |                                                                  |                                                                  |                                                                  |                                                                  |                                                                  |                                                                  |                                                                  |                                                                  |                                                                  |                                                                  |                                                                  |                                                                  |                                                                  |                                                                  |                                                                  |                                                                  |                                                                  |                                                                  |                                                                  |                                                                  |                                                                  |                                                                  |                                                                  |                                                                  |                                                                  |                                                                  |                                                                  |                                                                  |                                                                  |                                                                  |                                                                  |                                                                  |                                                                  |                                                                  |                                                                  |                                                                  |                                                                  |                                                                  |                                                                  |                                                                  |                                                                  |                                                                  |                                                                  |                                                                  |                                                                  |                                                                  |                                                                  |                    |                    |                    |                    |                    |                    |                    |                    |                    |                    |                    |                    |                    |                    |                    |                    |                    |                    |                    |                    |                    |                    |                    |                    |                    |                    |                    |                    |                    |                    |                    |                    |                    |                    |                    |                    |                    |                    |                    |                    |                    |                    |                    |                    |                    |                    |                    |                    |                    |                    |                    |                    |                    |                    |                    |                    |                    |                    |                    |                    |                    |                    |                    |                    |                    |                    |                    |                    |                    |                    |
| Episode 4               | Episode 4               | Episode 4               | Episode 4               | Episode 4               | Episode 4               | Episode 4               | Episode 4               | Episode 4               | Episode 4               | Episode 4               | Episode 4               | Episode 4               | Episode 4               | Episode 4               | Episode 4               | Episode 4               | Episode 4               | Episode 4               | Episode 4               | Episode 4               | Episode 4               | Episode 4               | Episode 4               | Episode 4               | Episode 4               | Episode 4               | Episode 4               | Episode 4               | Episode 4               | Episode 4               | Episode 4               | Episode 4               | Episode 4               | Episode 4               | Episode 4               | Episode 4               | Episode 4               | Episode 4               | Episode 4               | Episode 4               | Episode 4               | Episode 4               | Episode 4               | Episode 4               | Episode 4               | Episode 4               | Episode 4               | Episode 4               | Episode 4               | Episode 4               | Episode 4               | Episode 4               | Episode 4               | Episode 4               | Episode 4               | Episode 4               | Episode 4               | Episode 4               | Episode 4               | Episode 4               | Episode 4               | Episode 4               | Episode 4               | Episode 4               | Episode 4               | Episode 4               | Episode 4               | Episode 4               | Episode 4               | Episode 4               | Episode 4               | Episode 4               | Episode 4               | Episode 4               | Episode 4               | Episode 4               | Episode 4               | Episode 4               | Episode 4               | Episode 4               | Episode 4               | Episode 4               | Episode 4               | Episode 4               | Episode 4               | Episode 4               | Episode 4               | Episode 4               | Episode 4               | 15 Dec 2007                    | 15 Dec 2007                    | 15 Dec 2007                    | 15 Dec 2007                    | 15 Dec 2007                    | 15 Dec 2007                    | 15 Dec 2007                    | 15 Dec 2007                    | 15 Dec 2007                    | 15 Dec 2007                    | 15 Dec 2007                    | 15 Dec 2007                    | 15 Dec 2007                    | 15 Dec 2007                    | 15 Dec 2007                    | 15 Dec 2007                    | 15 Dec 2007                    | 15 Dec 2007                    | 15 Dec 2007                    | 15 Dec 2007                    | 15 Dec 2007                    | 15 Dec 2007                    | 15 Dec 2007                    | 15 Dec 2007                    | 15 Dec 2007                    | 15 Dec 2007                    | 15 Dec 2007                    | 15 Dec 2007                    | 15 Dec 2007                    | 15 Dec 2007                    | 15 Dec 2007                    | 15 Dec 2007                    | 15 Dec 2007                    | 15 Dec 2007                    | 15 Dec 2007                    | 15 Dec 2007                    | 15 Dec 2007                    | 15 Dec 2007                    | 15 Dec 2007                    | 15 Dec 2007                    | 15 Dec 2007                    | 15 Dec 2007                    | 15 Dec 2007                    | 15 Dec 2007                    | 15 Dec 2007                    | 15 Dec 2007                    | 15 Dec 2007                    | 15 Dec 2007                    | 15 Dec 2007                    | 15 Dec 2007                    | 15 Dec 2007                    | 15 Dec 2007                    | 15 Dec 2007                    | 15 Dec 2007                    | 15 Dec 2007                    | 15 Dec 2007                    | 15 Dec 2007                    | 15 Dec 2007                    | 15 Dec 2007                    | 15 Dec 2007                    | 15 Dec 2007                    | 15 Dec 2007                    | 15 Dec 2007                    | 15 Dec 2007                    | 15 Dec 2007                    | 15 Dec 2007                    | 15 Dec 2007                    | 15 Dec 2007                    | 15 Dec 2007                    | 15 Dec 2007                    | 15 Dec 2007                    | 15 Dec 2007                    | 15 Dec 2007                    | 15 Dec 2007                    | 15 Dec 2007                    | 15 Dec 2007                    | 15 Dec 2007                    | 15 Dec 2007                    | 15 Dec 2007                    | 15 Dec 2007                    | 15 Dec 2007                    | 15 Dec 2007                    | 15 Dec 2007                    | 15 Dec 2007                    | 15 Dec 2007                    | 15 Dec 2007                    | 15 Dec 2007                    | 15 Dec 2007                    | 15 Dec 2007                    | 15 Dec 2007                    | 15 Dec 2007                    | 15 Dec 2007                    | 15 Dec 2007                    | 15 Dec 2007                    | 15 Dec 2007                    | 15 Dec 2007                    | 15 Dec 2007                    | 15 Dec 2007                    | 15 Dec 2007                    | 15 Dec 2007                    | "Barso Re" | "Barso Re" | "Barso Re" | "Barso Re" | "Barso Re" | "Barso Re" | "Barso Re" | "Barso Re" | "Barso Re" | "Barso Re" | "Barso Re" | "Barso Re" | "Barso Re" | "Barso Re" | "Barso Re" | "Barso Re" | "Barso Re" | "Barso Re" | "Barso Re" | "Barso Re" | "Barso Re" | "Barso Re" | "Barso Re" | "Barso Re" | "Barso Re" | "Barso Re" | "Barso Re" | "Barso Re" | "Barso Re" | "Barso Re" | "Barso Re" | "Barso Re" | "Barso Re" | "Barso Re" | "Barso Re" | "Barso Re" | "Barso Re" | "Barso Re" | "Barso Re" | "Barso Re" | "Barso Re" | "Barso Re" | "Barso Re" | "Barso Re" | "Barso Re" | "Barso Re" | "Barso Re" | "Barso Re" | "Barso Re" | "Barso Re" | "Barso Re" | "Barso Re" | "Barso Re" | "Barso Re" | "Barso Re" | "Barso Re" | "Barso Re" | "Barso Re" | "Barso Re" | "Barso Re" | "Barso Re" | "Barso Re" | "Barso Re" | "Barso Re" | "Barso Re" | "Barso Re" | "Barso Re" | "Barso Re" | "Barso Re" | "Barso Re" | "Barso Re" | "Barso Re" | "Barso Re" | "Barso Re" | "Barso Re" | "Barso Re" | "Barso Re" | "Barso Re" | "Barso Re" | "Barso Re" | "Barso Re" | "Barso Re" | "Barso Re" | "Barso Re" | "Barso Re" | "Barso Re" | "Barso Re" | "Barso Re" | "Barso Re" | "Barso Re" | "Barso Re" | "Barso Re" | "Barso Re" | "Barso Re" | "Barso Re" | "Barso Re" | "Barso Re" | "Barso Re" | "Barso Re" | "Barso Re" | "Barso Re" | "Barso Re" | "Barso Re" | "Barso Re" | "Barso Re" | "Barso Re" | "Barso Re" | "Barso Re" | "Barso Re" | "Barso Re" | "Barso Re" | "Barso Re" | "Barso Re" | "Barso Re" | "Barso Re" | "Barso Re" | "Barso Re" | "Barso Re" | "Barso Re" | "Barso Re" | "Barso Re" | "Barso Re" | "Barso Re" | "Barso Re" | "Barso Re" | "Barso Re" | "Barso Re" | "Barso Re" | "Barso Re" | "Barso Re" | Shreya Ghoshal | Shreya Ghoshal | Shreya Ghoshal | Shreya Ghoshal | Shreya Ghoshal | Shreya Ghoshal | Shreya Ghoshal | Shreya Ghoshal | Shreya Ghoshal | Shreya Ghoshal | Shreya Ghoshal | Shreya Ghoshal | Shreya Ghoshal | Shreya Ghoshal | Shreya Ghoshal | Shreya Ghoshal | Shreya Ghoshal | Shreya Ghoshal | Shreya Ghoshal | Shreya Ghoshal | Shreya Ghoshal | Shreya Ghoshal | Shreya Ghoshal | Shreya Ghoshal | Shreya Ghoshal | Shreya Ghoshal | Shreya Ghoshal | Shreya Ghoshal | Shreya Ghoshal | Shreya Ghoshal | Shreya Ghoshal | Shreya Ghoshal | Shreya Ghoshal | Shreya Ghoshal | Shreya Ghoshal | Shreya Ghoshal | Shreya Ghoshal | Shreya Ghoshal | Shreya Ghoshal | Shreya Ghoshal | Shreya Ghoshal | Shreya Ghoshal | Shreya Ghoshal | Shreya Ghoshal | Shreya Ghoshal | Shreya Ghoshal | Shreya Ghoshal | Shreya Ghoshal | Shreya Ghoshal | Shreya Ghoshal | Shreya Ghoshal | Shreya Ghoshal | Shreya Ghoshal | Shreya Ghoshal | Shreya Ghoshal | Shreya Ghoshal | Shreya Ghoshal | Shreya Ghoshal | Shreya Ghoshal | Shreya Ghoshal | Shreya Ghoshal | Shreya Ghoshal | Shreya Ghoshal | Shreya Ghoshal | Shreya Ghoshal | Shreya Ghoshal | Shreya Ghoshal | Shreya Ghoshal | Shreya Ghoshal | Shreya Ghoshal | Shreya Ghoshal | Shreya Ghoshal | Shreya Ghoshal | Shreya Ghoshal | Shreya Ghoshal | Shreya Ghoshal | Shreya Ghoshal | Shreya Ghoshal | Shreya Ghoshal | Shreya Ghoshal | Shreya Ghoshal | Shreya Ghoshal | Shreya Ghoshal | Shreya Ghoshal | Shreya Ghoshal | Shreya Ghoshal | Shreya Ghoshal | Shreya Ghoshal | Shreya Ghoshal | Shreya Ghoshal | Shreya Ghoshal | Shreya Ghoshal | Shreya Ghoshal | Shreya Ghoshal | Shreya Ghoshal | Shreya Ghoshal | Shreya Ghoshal | Shreya Ghoshal | Shreya Ghoshal | Shreya Ghoshal | Shreya Ghoshal                      | Shreya Ghoshal                      | Shreya Ghoshal                      | Shreya Ghoshal                      | Shreya Ghoshal                      | Shreya Ghoshal                      | Shreya Ghoshal                      | Shreya Ghoshal                      | Shreya Ghoshal                      | Shreya Ghoshal                      | Shreya Ghoshal                      | Shreya Ghoshal                      | Shreya Ghoshal                      | Shreya Ghoshal                      | Shreya Ghoshal                      | Shreya Ghoshal                      | Shreya Ghoshal                      | Shreya Ghoshal                      | Shreya Ghoshal                      | Shreya Ghoshal                      | Shreya Ghoshal                      | Shreya Ghoshal                      | Shreya Ghoshal                      | Shreya Ghoshal                      | Shreya Ghoshal                      | Shreya Ghoshal                      | Shreya Ghoshal                      | Shreya Ghoshal                      | Shreya Ghoshal                      | Shreya Ghoshal                      | Shreya Ghoshal                      | Shreya Ghoshal                      | Shreya Ghoshal                      | Shreya Ghoshal                      | Shreya Ghoshal                      | Shreya Ghoshal                      | Shreya Ghoshal                      | Shreya Ghoshal                      | Shreya Ghoshal                      | Shreya Ghoshal                      | Shreya Ghoshal                      | Shreya Ghoshal                      | Shreya Ghoshal                      | Shreya Ghoshal                      | Shreya Ghoshal                      | Shreya Ghoshal                      | Shreya Ghoshal                      | Shreya Ghoshal                      | Shreya Ghoshal                      | Shreya Ghoshal                      | Shreya Ghoshal                      | Shreya Ghoshal                      | Shreya Ghoshal                      | Shreya Ghoshal                      | Shreya Ghoshal                      | Shreya Ghoshal                      | Shreya Ghoshal                      | Shreya Ghoshal                      | Shreya Ghoshal                      | Shreya Ghoshal                      | Shreya Ghoshal                      | Shreya Ghoshal                      | Shreya Ghoshal                      | Shreya Ghoshal                      | Shreya Ghoshal                      | Shreya Ghoshal                      | Shreya Ghoshal                      | Shreya Ghoshal                      | Shreya Ghoshal                      | Shreya Ghoshal                      | Shreya Ghoshal                      | Shreya Ghoshal                      | Shreya Ghoshal                      | Shreya Ghoshal                      | Shreya Ghoshal                      | Shreya Ghoshal                      | Shreya Ghoshal                      | Shreya Ghoshal                      | Shreya Ghoshal                      | Shreya Ghoshal                      | Shreya Ghoshal                      | Shreya Ghoshal                      | Shreya Ghoshal                      | Shreya Ghoshal                      | Shreya Ghoshal                      | Shreya Ghoshal                      | Shreya Ghoshal                      | Shreya Ghoshal                      | Shreya Ghoshal                      | Shreya Ghoshal                      | Shreya Ghoshal                      | Shreya Ghoshal                      | Shreya Ghoshal                      | Shreya Ghoshal                      | Shreya Ghoshal                      | Shreya Ghoshal                      | Shreya Ghoshal                      | Shreya Ghoshal                      | Shreya Ghoshal                      | Shreya Ghoshal                      |                                                                  |                                                                  |                                                                  |                                                                  |                                                                  |                                                                  |                                                                  |                                                                  |                                                                  |                                                                  |                                                                  |                                                                  |                                                                  |                                                                  |                                                                  |                                                                  |                                                                  |                                                                  |                                                                  |                                                                  |                                                                  |                                                                  |                                                                  |                                                                  |                                                                  |                                                                  |                                                                  |                                                                  |                                                                  |                                                                  |                                                                  |                                                                  |                                                                  |                                                                  |                                                                  |                                                                  |                                                                  |                                                                  |                                                                  |                                                                  |                                                                  |                                                                  |                                                                  |                                                                  |                                                                  |                                                                  |                                                                  |                                                                  |                                                                  |                                                                  |                                                                  |                                                                  |                                                                  |                                                                  |                                                                  |                                                                  |                                                                  |                                                                  |                                                                  |                                                                  |                                                                  |                                                                  |                                                                  |                                                                  |                                                                  |                                                                  |                                                                  |                                                                  |                                                                  |                                                                  |                                                                  |                                                                  |                                                                  |                                                                  |                                                                  |                                                                  |                                                                  |                                                                  |                                                                  |                                                                  |                                                                  |                                                                  |                                                                  |                                                                  |                                                                  |                                                                  |                                                                  |                                                                  |                                                                  |                                                                  |                                                                  |                                                                  |                                                                  |                                                                  |                                                                  |                                                                  |                                                                  |                                                                  |                                                                  |                                                                  |                    |                    |                    |                    |                    |                    |                    |                    |                    |                    |                    |                    |                    |                    |                    |                    |                    |                    |                    |                    |                    |                    |                    |                    |                    |                    |                    |                    |                    |                    |                    |                    |                    |                    |                    |                    |                    |                    |                    |                    |                    |                    |                    |                    |                    |                    |                    |                    |                    |                    |                    |                    |                    |                    |                    |                    |                    |                    |                    |                    |                    |                    |                    |                    |                    |                    |                    |                    |                    |                    |
| Episode 5(Elimination)  | Episode 5(Elimination)  | Episode 5(Elimination)  | Episode 5(Elimination)  | Episode 5(Elimination)  | Episode 5(Elimination)  | Episode 5(Elimination)  | Episode 5(Elimination)  | Episode 5(Elimination)  | Episode 5(Elimination)  | Episode 5(Elimination)  | Episode 5(Elimination)  | Episode 5(Elimination)  | Episode 5(Elimination)  | Episode 5(Elimination)  | Episode 5(Elimination)  | Episode 5(Elimination)  | Episode 5(Elimination)  | Episode 5(Elimination)  | Episode 5(Elimination)  | Episode 5(Elimination)  | Episode 5(Elimination)  | Episode 5(Elimination)  | Episode 5(Elimination)  | Episode 5(Elimination)  | Episode 5(Elimination)  | Episode 5(Elimination)  | Episode 5(Elimination)  | Episode 5(Elimination)  | Episode 5(Elimination)  | Episode 5(Elimination)  | Episode 5(Elimination)  | Episode 5(Elimination)  | Episode 5(Elimination)  | Episode 5(Elimination)  | Episode 5(Elimination)  | Episode 5(Elimination)  | Episode 5(Elimination)  | Episode 5(Elimination)  | Episode 5(Elimination)  | Episode 5(Elimination)  | Episode 5(Elimination)  | Episode 5(Elimination)  | Episode 5(Elimination)  | Episode 5(Elimination)  | Episode 5(Elimination)  | Episode 5(Elimination)  | Episode 5(Elimination)  | Episode 5(Elimination)  | Episode 5(Elimination)  | Episode 5(Elimination)  | Episode 5(Elimination)  | Episode 5(Elimination)  | Episode 5(Elimination)  | Episode 5(Elimination)  | Episode 5(Elimination)  | Episode 5(Elimination)  | Episode 5(Elimination)  | Episode 5(Elimination)  | Episode 5(Elimination)  | Episode 5(Elimination)  | Episode 5(Elimination)  | Episode 5(Elimination)  | Episode 5(Elimination)  | Episode 5(Elimination)  | Episode 5(Elimination)  | Episode 5(Elimination)  | Episode 5(Elimination)  | Episode 5(Elimination)  | Episode 5(Elimination)  | Episode 5(Elimination)  | Episode 5(Elimination)  | Episode 5(Elimination)  | Episode 5(Elimination)  | Episode 5(Elimination)  | Episode 5(Elimination)  | Episode 5(Elimination)  | Episode 5(Elimination)  | Episode 5(Elimination)  | Episode 5(Elimination)  | Episode 5(Elimination)  | Episode 5(Elimination)  | Episode 5(Elimination)  | Episode 5(Elimination)  | Episode 5(Elimination)  | Episode 5(Elimination)  | Episode 5(Elimination)  | Episode 5(Elimination)  | Episode 5(Elimination)  | Episode 5(Elimination)  | 21 Dec 2007(Christmas)         | 21 Dec 2007(Christmas)         | 21 Dec 2007(Christmas)         | 21 Dec 2007(Christmas)         | 21 Dec 2007(Christmas)         | 21 Dec 2007(Christmas)         | 21 Dec 2007(Christmas)         | 21 Dec 2007(Christmas)         | 21 Dec 2007(Christmas)         | 21 Dec 2007(Christmas)         | 21 Dec 2007(Christmas)         | 21 Dec 2007(Christmas)         | 21 Dec 2007(Christmas)         | 21 Dec 2007(Christmas)         | 21 Dec 2007(Christmas)         | 21 Dec 2007(Christmas)         | 21 Dec 2007(Christmas)         | 21 Dec 2007(Christmas)         | 21 Dec 2007(Christmas)         | 21 Dec 2007(Christmas)         | 21 Dec 2007(Christmas)         | 21 Dec 2007(Christmas)         | 21 Dec 2007(Christmas)         | 21 Dec 2007(Christmas)         | 21 Dec 2007(Christmas)         | 21 Dec 2007(Christmas)         | 21 Dec 2007(Christmas)         | 21 Dec 2007(Christmas)         | 21 Dec 2007(Christmas)         | 21 Dec 2007(Christmas)         | 21 Dec 2007(Christmas)         | 21 Dec 2007(Christmas)         | 21 Dec 2007(Christmas)         | 21 Dec 2007(Christmas)         | 21 Dec 2007(Christmas)         | 21 Dec 2007(Christmas)         | 21 Dec 2007(Christmas)         | 21 Dec 2007(Christmas)         | 21 Dec 2007(Christmas)         | 21 Dec 2007(Christmas)         | 21 Dec 2007(Christmas)         | 21 Dec 2007(Christmas)         | 21 Dec 2007(Christmas)         | 21 Dec 2007(Christmas)         | 21 Dec 2007(Christmas)         | 21 Dec 2007(Christmas)         | 21 Dec 2007(Christmas)         | 21 Dec 2007(Christmas)         | 21 Dec 2007(Christmas)         | 21 Dec 2007(Christmas)         | 21 Dec 2007(Christmas)         | 21 Dec 2007(Christmas)         | 21 Dec 2007(Christmas)         | 21 Dec 2007(Christmas)         | 21 Dec 2007(Christmas)         | 21 Dec 2007(Christmas)         | 21 Dec 2007(Christmas)         | 21 Dec 2007(Christmas)         | 21 Dec 2007(Christmas)         | 21 Dec 2007(Christmas)         | 21 Dec 2007(Christmas)         | 21 Dec 2007(Christmas)         | 21 Dec 2007(Christmas)         | 21 Dec 2007(Christmas)         | 21 Dec 2007(Christmas)         | 21 Dec 2007(Christmas)         | 21 Dec 2007(Christmas)         | 21 Dec 2007(Christmas)         | 21 Dec 2007(Christmas)         | 21 Dec 2007(Christmas)         | 21 Dec 2007(Christmas)         | 21 Dec 2007(Christmas)         | 21 Dec 2007(Christmas)         | 21 Dec 2007(Christmas)         | 21 Dec 2007(Christmas)         | 21 Dec 2007(Christmas)         | 21 Dec 2007(Christmas)         | 21 Dec 2007(Christmas)         | 21 Dec 2007(Christmas)         | 21 Dec 2007(Christmas)         | 21 Dec 2007(Christmas)         | 21 Dec 2007(Christmas)         | 21 Dec 2007(Christmas)         | 21 Dec 2007(Christmas)         | 21 Dec 2007(Christmas)         | 21 Dec 2007(Christmas)         | 21 Dec 2007(Christmas)         | 21 Dec 2007(Christmas)         | 21 Dec 2007(Christmas)         | 21 Dec 2007(Christmas)         | 21 Dec 2007(Christmas)         | 21 Dec 2007(Christmas)         | 21 Dec 2007(Christmas)         | 21 Dec 2007(Christmas)         | 21 Dec 2007(Christmas)         | 21 Dec 2007(Christmas)         | 21 Dec 2007(Christmas)         | 21 Dec 2007(Christmas)         | 21 Dec 2007(Christmas)         | 21 Dec 2007(Christmas)         | "Chanda Re" | "Chanda Re" | "Chanda Re" | "Chanda Re" | "Chanda Re" | "Chanda Re" | "Chanda Re" | "Chanda Re" | "Chanda Re" | "Chanda Re" | "Chanda Re" | "Chanda Re" | "Chanda Re" | "Chanda Re" | "Chanda Re" | "Chanda Re" | "Chanda Re" | "Chanda Re" | "Chanda Re" | "Chanda Re" | "Chanda Re" | "Chanda Re" | "Chanda Re" | "Chanda Re" | "Chanda Re" | "Chanda Re" | "Chanda Re" | "Chanda Re" | "Chanda Re" | "Chanda Re" | "Chanda Re" | "Chanda Re" | "Chanda Re" | "Chanda Re" | "Chanda Re" | "Chanda Re" | "Chanda Re" | "Chanda Re" | "Chanda Re" | "Chanda Re" | "Chanda Re" | "Chanda Re" | "Chanda Re" | "Chanda Re" | "Chanda Re" | "Chanda Re" | "Chanda Re" | "Chanda Re" | "Chanda Re" | "Chanda Re" | "Chanda Re" | "Chanda Re" | "Chanda Re" | "Chanda Re" | "Chanda Re" | "Chanda Re" | "Chanda Re" | "Chanda Re" | "Chanda Re" | "Chanda Re" | "Chanda Re" | "Chanda Re" | "Chanda Re" | "Chanda Re" | "Chanda Re" | "Chanda Re" | "Chanda Re" | "Chanda Re" | "Chanda Re" | "Chanda Re" | "Chanda Re" | "Chanda Re" | "Chanda Re" | "Chanda Re" | "Chanda Re" | "Chanda Re" | "Chanda Re" | "Chanda Re" | "Chanda Re" | "Chanda Re" | "Chanda Re" | "Chanda Re" | "Chanda Re" | "Chanda Re" | "Chanda Re" | "Chanda Re" | "Chanda Re" | "Chanda Re" | "Chanda Re" | "Chanda Re" | "Chanda Re" | "Chanda Re" | "Chanda Re" | "Chanda Re" | "Chanda Re" | "Chanda Re" | "Chanda Re" | "Chanda Re" | "Chanda Re" | "Chanda Re" | "Chanda Re" | "Chanda Re" | "Chanda Re" | "Chanda Re" | "Chanda Re" | "Chanda Re" | "Chanda Re" | "Chanda Re" | "Chanda Re" | "Chanda Re" | "Chanda Re" | "Chanda Re" | "Chanda Re" | "Chanda Re" | "Chanda Re" | "Chanda Re" | "Chanda Re" | "Chanda Re" | "Chanda Re" | "Chanda Re" | "Chanda Re" | "Chanda Re" | "Chanda Re" | "Chanda Re" | "Chanda Re" | "Chanda Re" | "Chanda Re" | "Chanda Re" | "Chanda Re" | "Chanda Re" | Hariharan & Sadhana Sargam                                                                                         | Hariharan & Sadhana Sargam                                                                                         | Hariharan & Sadhana Sargam                                                                                         | Hariharan & Sadhana Sargam                                                                                         | Hariharan & Sadhana Sargam                                                                                         | Hariharan & Sadhana Sargam                                                                                         | Hariharan & Sadhana Sargam                                                                                         | Hariharan & Sadhana Sargam                                                                                         | Hariharan & Sadhana Sargam                                                                                         | Hariharan & Sadhana Sargam                                                                                         | Hariharan & Sadhana Sargam                                                                                         | Hariharan & Sadhana Sargam                                                                                         | Hariharan & Sadhana Sargam                                                                                         | Hariharan & Sadhana Sargam                                                                                         | Hariharan & Sadhana Sargam                                                                                         | Hariharan & Sadhana Sargam                                                                                         | Hariharan & Sadhana Sargam                                                                                         | Hariharan & Sadhana Sargam                                                                                         | Hariharan & Sadhana Sargam                                                                                         | Hariharan & Sadhana Sargam                                                                                         | Hariharan & Sadhana Sargam                                                                                         | Hariharan & Sadhana Sargam                                                                                         | Hariharan & Sadhana Sargam                                                                                         | Hariharan & Sadhana Sargam                                                                                         | Hariharan & Sadhana Sargam                                                                                         | Hariharan & Sadhana Sargam                                                                                         | Hariharan & Sadhana Sargam                                                                                         | Hariharan & Sadhana Sargam                                                                                         | Hariharan & Sadhana Sargam                                                                                         | Hariharan & Sadhana Sargam                                                                                         | Hariharan & Sadhana Sargam                                                                                         | Hariharan & Sadhana Sargam                                                                                         | Hariharan & Sadhana Sargam                                                                                         | Hariharan & Sadhana Sargam                                                                                         | Hariharan & Sadhana Sargam                                                                                         | Hariharan & Sadhana Sargam                                                                                         | Hariharan & Sadhana Sargam                                                                                         | Hariharan & Sadhana Sargam                                                                                         | Hariharan & Sadhana Sargam                                                                                         | Hariharan & Sadhana Sargam                                                                                         | Hariharan & Sadhana Sargam                                                                                         | Hariharan & Sadhana Sargam                                                                                         | Hariharan & Sadhana Sargam                                                                                         | Hariharan & Sadhana Sargam                                                                                         | Hariharan & Sadhana Sargam                                                                                         | Hariharan & Sadhana Sargam                                                                                         | Hariharan & Sadhana Sargam                                                                                         | Hariharan & Sadhana Sargam                                                                                         | Hariharan & Sadhana Sargam                                                                                         | Hariharan & Sadhana Sargam                                                                                         | Hariharan & Sadhana Sargam                                                                                         | Hariharan & Sadhana Sargam                                                                                         | Hariharan & Sadhana Sargam                                                                                         | Hariharan & Sadhana Sargam                                                                                         | Hariharan & Sadhana Sargam                                                                                         | Hariharan & Sadhana Sargam                                                                                         | Hariharan & Sadhana Sargam                                                                                         | Hariharan & Sadhana Sargam                                                                                         | Hariharan & Sadhana Sargam                                                                                         | Hariharan & Sadhana Sargam                                                                                         | Hariharan & Sadhana Sargam                                                                                         | Hariharan & Sadhana Sargam                                                                                         | Hariharan & Sadhana Sargam                                                                                         | Hariharan & Sadhana Sargam                                                                                         | Hariharan & Sadhana Sargam                                                                                         | Hariharan & Sadhana Sargam                                                                                         | Hariharan & Sadhana Sargam                                                                                         | Hariharan & Sadhana Sargam                                                                                         | Hariharan & Sadhana Sargam                                                                                         | Hariharan & Sadhana Sargam                                                                                         | Hariharan & Sadhana Sargam                                                                                         | Hariharan & Sadhana Sargam                                                                                         | Hariharan & Sadhana Sargam                                                                                         | Hariharan & Sadhana Sargam                                                                                         | Hariharan & Sadhana Sargam                                                                                         | Hariharan & Sadhana Sargam                                                                                         | Hariharan & Sadhana Sargam                                                                                         | Hariharan & Sadhana Sargam                                                                                         | Hariharan & Sadhana Sargam                                                                                         | Hariharan & Sadhana Sargam                                                                                         | Hariharan & Sadhana Sargam                                                                                         | Hariharan & Sadhana Sargam                                                                                         | Hariharan & Sadhana Sargam                                                                                         | Hariharan & Sadhana Sargam                                                                                         | Hariharan & Sadhana Sargam                                                                                         | Hariharan & Sadhana Sargam                                                                                         | Hariharan & Sadhana Sargam                                                                                         | Hariharan & Sadhana Sargam                                                                                         | Hariharan & Sadhana Sargam                                                                                         | Hariharan & Sadhana Sargam                                                                                         | Hariharan & Sadhana Sargam                                                                                         | Hariharan & Sadhana Sargam                                                                                         | Hariharan & Sadhana Sargam                                                                                         | Hariharan & Sadhana Sargam                                                                                         | Hariharan & Sadhana Sargam                                                                                         | Hariharan & Sadhana Sargam                                                                                         | Hariharan & Sadhana Sargam                                                                                         | Hariharan & Sadhana Sargam                                                                                         | Hariharan & Sadhana Sargam                                                                                         | Hariharan & Sadhana Sargam                                                                                         | Rajat Tokas                         | Rajat Tokas                         | Rajat Tokas                         | Rajat Tokas                         | Rajat Tokas                         | Rajat Tokas                         | Rajat Tokas                         | Rajat Tokas                         | Rajat Tokas                         | Rajat Tokas                         | Rajat Tokas                         | Rajat Tokas                         | Rajat Tokas                         | Rajat Tokas                         | Rajat Tokas                         | Rajat Tokas                         | Rajat Tokas                         | Rajat Tokas                         | Rajat Tokas                         | Rajat Tokas                         | Rajat Tokas                         | Rajat Tokas                         | Rajat Tokas                         | Rajat Tokas                         | Rajat Tokas                         | Rajat Tokas                         | Rajat Tokas                         | Rajat Tokas                         | Rajat Tokas                         | Rajat Tokas                         | Rajat Tokas                         | Rajat Tokas                         | Rajat Tokas                         | Rajat Tokas                         | Rajat Tokas                         | Rajat Tokas                         | Rajat Tokas                         | Rajat Tokas                         | Rajat Tokas                         | Rajat Tokas                         | Rajat Tokas                         | Rajat Tokas                         | Rajat Tokas                         | Rajat Tokas                         | Rajat Tokas                         | Rajat Tokas                         | Rajat Tokas                         | Rajat Tokas                         | Rajat Tokas                         | Rajat Tokas                         | Rajat Tokas                         | Rajat Tokas                         | Rajat Tokas                         | Rajat Tokas                         | Rajat Tokas                         | Rajat Tokas                         | Rajat Tokas                         | Rajat Tokas                         | Rajat Tokas                         | Rajat Tokas                         | Rajat Tokas                         | Rajat Tokas                         | Rajat Tokas                         | Rajat Tokas                         | Rajat Tokas                         | Rajat Tokas                         | Rajat Tokas                         | Rajat Tokas                         | Rajat Tokas                         | Rajat Tokas                         | Rajat Tokas                         | Rajat Tokas                         | Rajat Tokas                         | Rajat Tokas                         | Rajat Tokas                         | Rajat Tokas                         | Rajat Tokas                         | Rajat Tokas                         | Rajat Tokas                         | Rajat Tokas                         | Rajat Tokas                         | Rajat Tokas                         | Rajat Tokas                         | Rajat Tokas                         | Rajat Tokas                         | Rajat Tokas                         | Rajat Tokas                         | Rajat Tokas                         | Rajat Tokas                         | Rajat Tokas                         | Rajat Tokas                         | Rajat Tokas                         | Rajat Tokas                         | Rajat Tokas                         | Rajat Tokas                         | Rajat Tokas                         | Rajat Tokas                         | Rajat Tokas                         | Rajat Tokas                         | Rajat Tokas                         |                                                                  |                                                                  |                                                                  |                                                                  |                                                                  |                                                                  |                                                                  |                                                                  |                                                                  |                                                                  |                                                                  |                                                                  |                                                                  |                                                                  |                                                                  |                                                                  |                                                                  |                                                                  |                                                                  |                                                                  |                                                                  |                                                                  |                                                                  |                                                                  |                                                                  |                                                                  |                                                                  |                                                                  |                                                                  |                                                                  |                                                                  |                                                                  |                                                                  |                                                                  |                                                                  |                                                                  |                                                                  |                                                                  |                                                                  |                                                                  |                                                                  |                                                                  |                                                                  |                                                                  |                                                                  |                                                                  |                                                                  |                                                                  |                                                                  |                                                                  |                                                                  |                                                                  |                                                                  |                                                                  |                                                                  |                                                                  |                                                                  |                                                                  |                                                                  |                                                                  |                                                                  |                                                                  |                                                                  |                                                                  |                                                                  |                                                                  |                                                                  |                                                                  |                                                                  |                                                                  |                                                                  |                                                                  |                                                                  |                                                                  |                                                                  |                                                                  |                                                                  |                                                                  |                                                                  |                                                                  |                                                                  |                                                                  |                                                                  |                                                                  |                                                                  |                                                                  |                                                                  |                                                                  |                                                                  |                                                                  |                                                                  |                                                                  |                                                                  |                                                                  |                                                                  |                                                                  |                                                                  |                                                                  |                                                                  |                                                                  | Safe               | Safe               | Safe               | Safe               | Safe               | Safe               | Safe               | Safe               | Safe               | Safe               | Safe               | Safe               | Safe               | Safe               | Safe               | Safe               | Safe               | Safe               | Safe               | Safe               | Safe               | Safe               | Safe               | Safe               | Safe               | Safe               | Safe               | Safe               | Safe               | Safe               | Safe               | Safe               | Safe               | Safe               | Safe               | Safe               | Safe               | Safe               | Safe               | Safe               | Safe               | Safe               | Safe               | Safe               | Safe               | Safe               | Safe               | Safe               | Safe               | Safe               | Safe               | Safe               | Safe               | Safe               | Safe               | Safe               | Safe               | Safe               | Safe               | Safe               | Safe               | Safe               | Safe               | Safe               | Safe               | Safe               | Safe               | Safe               | Safe               | Safe               |
| Episode 6(Elimination)  | Episode 6(Elimination)  | Episode 6(Elimination)  | Episode 6(Elimination)  | Episode 6(Elimination)  | Episode 6(Elimination)  | Episode 6(Elimination)  | Episode 6(Elimination)  | Episode 6(Elimination)  | Episode 6(Elimination)  | Episode 6(Elimination)  | Episode 6(Elimination)  | Episode 6(Elimination)  | Episode 6(Elimination)  | Episode 6(Elimination)  | Episode 6(Elimination)  | Episode 6(Elimination)  | Episode 6(Elimination)  | Episode 6(Elimination)  | Episode 6(Elimination)  | Episode 6(Elimination)  | Episode 6(Elimination)  | Episode 6(Elimination)  | Episode 6(Elimination)  | Episode 6(Elimination)  | Episode 6(Elimination)  | Episode 6(Elimination)  | Episode 6(Elimination)  | Episode 6(Elimination)  | Episode 6(Elimination)  | Episode 6(Elimination)  | Episode 6(Elimination)  | Episode 6(Elimination)  | Episode 6(Elimination)  | Episode 6(Elimination)  | Episode 6(Elimination)  | Episode 6(Elimination)  | Episode 6(Elimination)  | Episode 6(Elimination)  | Episode 6(Elimination)  | Episode 6(Elimination)  | Episode 6(Elimination)  | Episode 6(Elimination)  | Episode 6(Elimination)  | Episode 6(Elimination)  | Episode 6(Elimination)  | Episode 6(Elimination)  | Episode 6(Elimination)  | Episode 6(Elimination)  | Episode 6(Elimination)  | Episode 6(Elimination)  | Episode 6(Elimination)  | Episode 6(Elimination)  | Episode 6(Elimination)  | Episode 6(Elimination)  | Episode 6(Elimination)  | Episode 6(Elimination)  | Episode 6(Elimination)  | Episode 6(Elimination)  | Episode 6(Elimination)  | Episode 6(Elimination)  | Episode 6(Elimination)  | Episode 6(Elimination)  | Episode 6(Elimination)  | Episode 6(Elimination)  | Episode 6(Elimination)  | Episode 6(Elimination)  | Episode 6(Elimination)  | Episode 6(Elimination)  | Episode 6(Elimination)  | Episode 6(Elimination)  | Episode 6(Elimination)  | Episode 6(Elimination)  | Episode 6(Elimination)  | Episode 6(Elimination)  | Episode 6(Elimination)  | Episode 6(Elimination)  | Episode 6(Elimination)  | Episode 6(Elimination)  | Episode 6(Elimination)  | Episode 6(Elimination)  | Episode 6(Elimination)  | Episode 6(Elimination)  | Episode 6(Elimination)  | Episode 6(Elimination)  | Episode 6(Elimination)  | Episode 6(Elimination)  | Episode 6(Elimination)  | Episode 6(Elimination)  | Episode 6(Elimination)  | 28 Dec 2007                    | 28 Dec 2007                    | 28 Dec 2007                    | 28 Dec 2007                    | 28 Dec 2007                    | 28 Dec 2007                    | 28 Dec 2007                    | 28 Dec 2007                    | 28 Dec 2007                    | 28 Dec 2007                    | 28 Dec 2007                    | 28 Dec 2007                    | 28 Dec 2007                    | 28 Dec 2007                    | 28 Dec 2007                    | 28 Dec 2007                    | 28 Dec 2007                    | 28 Dec 2007                    | 28 Dec 2007                    | 28 Dec 2007                    | 28 Dec 2007                    | 28 Dec 2007                    | 28 Dec 2007                    | 28 Dec 2007                    | 28 Dec 2007                    | 28 Dec 2007                    | 28 Dec 2007                    | 28 Dec 2007                    | 28 Dec 2007                    | 28 Dec 2007                    | 28 Dec 2007                    | 28 Dec 2007                    | 28 Dec 2007                    | 28 Dec 2007                    | 28 Dec 2007                    | 28 Dec 2007                    | 28 Dec 2007                    | 28 Dec 2007                    | 28 Dec 2007                    | 28 Dec 2007                    | 28 Dec 2007                    | 28 Dec 2007                    | 28 Dec 2007                    | 28 Dec 2007                    | 28 Dec 2007                    | 28 Dec 2007                    | 28 Dec 2007                    | 28 Dec 2007                    | 28 Dec 2007                    | 28 Dec 2007                    | 28 Dec 2007                    | 28 Dec 2007                    | 28 Dec 2007                    | 28 Dec 2007                    | 28 Dec 2007                    | 28 Dec 2007                    | 28 Dec 2007                    | 28 Dec 2007                    | 28 Dec 2007                    | 28 Dec 2007                    | 28 Dec 2007                    | 28 Dec 2007                    | 28 Dec 2007                    | 28 Dec 2007                    | 28 Dec 2007                    | 28 Dec 2007                    | 28 Dec 2007                    | 28 Dec 2007                    | 28 Dec 2007                    | 28 Dec 2007                    | 28 Dec 2007                    | 28 Dec 2007                    | 28 Dec 2007                    | 28 Dec 2007                    | 28 Dec 2007                    | 28 Dec 2007                    | 28 Dec 2007                    | 28 Dec 2007                    | 28 Dec 2007                    | 28 Dec 2007                    | 28 Dec 2007                    | 28 Dec 2007                    | 28 Dec 2007                    | 28 Dec 2007                    | 28 Dec 2007                    | 28 Dec 2007                    | 28 Dec 2007                    | 28 Dec 2007                    | 28 Dec 2007                    | 28 Dec 2007                    | 28 Dec 2007                    | 28 Dec 2007                    | 28 Dec 2007                    | 28 Dec 2007                    | 28 Dec 2007                    | 28 Dec 2007                    | 28 Dec 2007                    | 28 Dec 2007                    | 28 Dec 2007                    | 28 Dec 2007                    | | | | | | | | | | | | | | | | | | | | | | | | | | | | | | | | | | | | | | | | | | | | | | | | | | | | | | | | | | | | | | | | | | | | | | | | | | | | | | | | | | | | | | | | | | | | | | | | | | | | | | | | | | | | | | | | | | | | | | | | | | | | | | | | | | | | | | | | | | | | | | | | | | | | | | | | | | | | | | | | | | | | | | | | | | | | | | | | | | | | | | | | | | | | | | | | | | | | | | | | | | | | | | | | | | | | | | | | | | | | | | | | | | | | | | | Amrita Rao & Nikhil Dwivedi         | Amrita Rao & Nikhil Dwivedi         | Amrita Rao & Nikhil Dwivedi         | Amrita Rao & Nikhil Dwivedi         | Amrita Rao & Nikhil Dwivedi         | Amrita Rao & Nikhil Dwivedi         | Amrita Rao & Nikhil Dwivedi         | Amrita Rao & Nikhil Dwivedi         | Amrita Rao & Nikhil Dwivedi         | Amrita Rao & Nikhil Dwivedi         | Amrita Rao & Nikhil Dwivedi         | Amrita Rao & Nikhil Dwivedi         | Amrita Rao & Nikhil Dwivedi         | Amrita Rao & Nikhil Dwivedi         | Amrita Rao & Nikhil Dwivedi         | Amrita Rao & Nikhil Dwivedi         | Amrita Rao & Nikhil Dwivedi         | Amrita Rao & Nikhil Dwivedi         | Amrita Rao & Nikhil Dwivedi         | Amrita Rao & Nikhil Dwivedi         | Amrita Rao & Nikhil Dwivedi         | Amrita Rao & Nikhil Dwivedi         | Amrita Rao & Nikhil Dwivedi         | Amrita Rao & Nikhil Dwivedi         | Amrita Rao & Nikhil Dwivedi         | Amrita Rao & Nikhil Dwivedi         | Amrita Rao & Nikhil Dwivedi         | Amrita Rao & Nikhil Dwivedi         | Amrita Rao & Nikhil Dwivedi         | Amrita Rao & Nikhil Dwivedi         | Amrita Rao & Nikhil Dwivedi         | Amrita Rao & Nikhil Dwivedi         | Amrita Rao & Nikhil Dwivedi         | Amrita Rao & Nikhil Dwivedi         | Amrita Rao & Nikhil Dwivedi         | Amrita Rao & Nikhil Dwivedi         | Amrita Rao & Nikhil Dwivedi         | Amrita Rao & Nikhil Dwivedi         | Amrita Rao & Nikhil Dwivedi         | Amrita Rao & Nikhil Dwivedi         | Amrita Rao & Nikhil Dwivedi         | Amrita Rao & Nikhil Dwivedi         | Amrita Rao & Nikhil Dwivedi         | Amrita Rao & Nikhil Dwivedi         | Amrita Rao & Nikhil Dwivedi         | Amrita Rao & Nikhil Dwivedi         | Amrita Rao & Nikhil Dwivedi         | Amrita Rao & Nikhil Dwivedi         | Amrita Rao & Nikhil Dwivedi         | Amrita Rao & Nikhil Dwivedi         | Amrita Rao & Nikhil Dwivedi         | Amrita Rao & Nikhil Dwivedi         | Amrita Rao & Nikhil Dwivedi         | Amrita Rao & Nikhil Dwivedi         | Amrita Rao & Nikhil Dwivedi         | Amrita Rao & Nikhil Dwivedi         | Amrita Rao & Nikhil Dwivedi         | Amrita Rao & Nikhil Dwivedi         | Amrita Rao & Nikhil Dwivedi         | Amrita Rao & Nikhil Dwivedi         | Amrita Rao & Nikhil Dwivedi         | Amrita Rao & Nikhil Dwivedi         | Amrita Rao & Nikhil Dwivedi         | Amrita Rao & Nikhil Dwivedi         | Amrita Rao & Nikhil Dwivedi         | Amrita Rao & Nikhil Dwivedi         | Amrita Rao & Nikhil Dwivedi         | Amrita Rao & Nikhil Dwivedi         | Amrita Rao & Nikhil Dwivedi         | Amrita Rao & Nikhil Dwivedi         | Amrita Rao & Nikhil Dwivedi         | Amrita Rao & Nikhil Dwivedi         | Amrita Rao & Nikhil Dwivedi         | Amrita Rao & Nikhil Dwivedi         | Amrita Rao & Nikhil Dwivedi         | Amrita Rao & Nikhil Dwivedi         | Amrita Rao & Nikhil Dwivedi         | Amrita Rao & Nikhil Dwivedi         | Amrita Rao & Nikhil Dwivedi         | Amrita Rao & Nikhil Dwivedi         | Amrita Rao & Nikhil Dwivedi         | Amrita Rao & Nikhil Dwivedi         | Amrita Rao & Nikhil Dwivedi         | Amrita Rao & Nikhil Dwivedi         | Amrita Rao & Nikhil Dwivedi         | Amrita Rao & Nikhil Dwivedi         | Amrita Rao & Nikhil Dwivedi         | Amrita Rao & Nikhil Dwivedi         | Amrita Rao & Nikhil Dwivedi         | Amrita Rao & Nikhil Dwivedi         | Amrita Rao & Nikhil Dwivedi         | Amrita Rao & Nikhil Dwivedi         | Amrita Rao & Nikhil Dwivedi         | Amrita Rao & Nikhil Dwivedi         | Amrita Rao & Nikhil Dwivedi         | Amrita Rao & Nikhil Dwivedi         | Amrita Rao & Nikhil Dwivedi         | Amrita Rao & Nikhil Dwivedi         | Amrita Rao & Nikhil Dwivedi         | Amrita Rao & Nikhil Dwivedi         | ScaryLand - "Daiyya Ye Main", Asha Bhosle                        | ScaryLand - "Daiyya Ye Main", Asha Bhosle                        | ScaryLand - "Daiyya Ye Main", Asha Bhosle                        | ScaryLand - "Daiyya Ye Main", Asha Bhosle                        | ScaryLand - "Daiyya Ye Main", Asha Bhosle                        | ScaryLand - "Daiyya Ye Main", Asha Bhosle                        | ScaryLand - "Daiyya Ye Main", Asha Bhosle                        | ScaryLand - "Daiyya Ye Main", Asha Bhosle                        | ScaryLand - "Daiyya Ye Main", Asha Bhosle                        | ScaryLand - "Daiyya Ye Main", Asha Bhosle                        | ScaryLand - "Daiyya Ye Main", Asha Bhosle                        | ScaryLand - "Daiyya Ye Main", Asha Bhosle                        | ScaryLand - "Daiyya Ye Main", Asha Bhosle                        | ScaryLand - "Daiyya Ye Main", Asha Bhosle                        | ScaryLand - "Daiyya Ye Main", Asha Bhosle                        | ScaryLand - "Daiyya Ye Main", Asha Bhosle                        | ScaryLand - "Daiyya Ye Main", Asha Bhosle                        | ScaryLand - "Daiyya Ye Main", Asha Bhosle                        | ScaryLand - "Daiyya Ye Main", Asha Bhosle                        | ScaryLand - "Daiyya Ye Main", Asha Bhosle                        | ScaryLand - "Daiyya Ye Main", Asha Bhosle                        | ScaryLand - "Daiyya Ye Main", Asha Bhosle                        | ScaryLand - "Daiyya Ye Main", Asha Bhosle                        | ScaryLand - "Daiyya Ye Main", Asha Bhosle                        | ScaryLand - "Daiyya Ye Main", Asha Bhosle                        | ScaryLand - "Daiyya Ye Main", Asha Bhosle                        | ScaryLand - "Daiyya Ye Main", Asha Bhosle                        | ScaryLand - "Daiyya Ye Main", Asha Bhosle                        | ScaryLand - "Daiyya Ye Main", Asha Bhosle                        | ScaryLand - "Daiyya Ye Main", Asha Bhosle                        | ScaryLand - "Daiyya Ye Main", Asha Bhosle                        | ScaryLand - "Daiyya Ye Main", Asha Bhosle                        | ScaryLand - "Daiyya Ye Main", Asha Bhosle                        | ScaryLand - "Daiyya Ye Main", Asha Bhosle                        | ScaryLand - "Daiyya Ye Main", Asha Bhosle                        | ScaryLand - "Daiyya Ye Main", Asha Bhosle                        | ScaryLand - "Daiyya Ye Main", Asha Bhosle                        | ScaryLand - "Daiyya Ye Main", Asha Bhosle                        | ScaryLand - "Daiyya Ye Main", Asha Bhosle                        | ScaryLand - "Daiyya Ye Main", Asha Bhosle                        | ScaryLand - "Daiyya Ye Main", Asha Bhosle                        | ScaryLand - "Daiyya Ye Main", Asha Bhosle                        | ScaryLand - "Daiyya Ye Main", Asha Bhosle                        | ScaryLand - "Daiyya Ye Main", Asha Bhosle                        | ScaryLand - "Daiyya Ye Main", Asha Bhosle                        | ScaryLand - "Daiyya Ye Main", Asha Bhosle                        | ScaryLand - "Daiyya Ye Main", Asha Bhosle                        | ScaryLand - "Daiyya Ye Main", Asha Bhosle                        | ScaryLand - "Daiyya Ye Main", Asha Bhosle                        | ScaryLand - "Daiyya Ye Main", Asha Bhosle                        | ScaryLand - "Daiyya Ye Main", Asha Bhosle                        | ScaryLand - "Daiyya Ye Main", Asha Bhosle                        | ScaryLand - "Daiyya Ye Main", Asha Bhosle                        | ScaryLand - "Daiyya Ye Main", Asha Bhosle                        | ScaryLand - "Daiyya Ye Main", Asha Bhosle                        | ScaryLand - "Daiyya Ye Main", Asha Bhosle                        | ScaryLand - "Daiyya Ye Main", Asha Bhosle                        | ScaryLand - "Daiyya Ye Main", Asha Bhosle                        | ScaryLand - "Daiyya Ye Main", Asha Bhosle                        | ScaryLand - "Daiyya Ye Main", Asha Bhosle                        | ScaryLand - "Daiyya Ye Main", Asha Bhosle                        | ScaryLand - "Daiyya Ye Main", Asha Bhosle                        | ScaryLand - "Daiyya Ye Main", Asha Bhosle                        | ScaryLand - "Daiyya Ye Main", Asha Bhosle                        | ScaryLand - "Daiyya Ye Main", Asha Bhosle                        | ScaryLand - "Daiyya Ye Main", Asha Bhosle                        | ScaryLand - "Daiyya Ye Main", Asha Bhosle                        | ScaryLand - "Daiyya Ye Main", Asha Bhosle                        | ScaryLand - "Daiyya Ye Main", Asha Bhosle                        | ScaryLand - "Daiyya Ye Main", Asha Bhosle                        | ScaryLand - "Daiyya Ye Main", Asha Bhosle                        | ScaryLand - "Daiyya Ye Main", Asha Bhosle                        | ScaryLand - "Daiyya Ye Main", Asha Bhosle                        | ScaryLand - "Daiyya Ye Main", Asha Bhosle                        | ScaryLand - "Daiyya Ye Main", Asha Bhosle                        | ScaryLand - "Daiyya Ye Main", Asha Bhosle                        | ScaryLand - "Daiyya Ye Main", Asha Bhosle                        | ScaryLand - "Daiyya Ye Main", Asha Bhosle                        | ScaryLand - "Daiyya Ye Main", Asha Bhosle                        | ScaryLand - "Daiyya Ye Main", Asha Bhosle                        | ScaryLand - "Daiyya Ye Main", Asha Bhosle                        | ScaryLand - "Daiyya Ye Main", Asha Bhosle                        | ScaryLand - "Daiyya Ye Main", Asha Bhosle                        | ScaryLand - "Daiyya Ye Main", Asha Bhosle                        | ScaryLand - "Daiyya Ye Main", Asha Bhosle                        | ScaryLand - "Daiyya Ye Main", Asha Bhosle                        | ScaryLand - "Daiyya Ye Main", Asha Bhosle                        | ScaryLand - "Daiyya Ye Main", Asha Bhosle                        | ScaryLand - "Daiyya Ye Main", Asha Bhosle                        | ScaryLand - "Daiyya Ye Main", Asha Bhosle                        | ScaryLand - "Daiyya Ye Main", Asha Bhosle                        | ScaryLand - "Daiyya Ye Main", Asha Bhosle                        | ScaryLand - "Daiyya Ye Main", Asha Bhosle                        | ScaryLand - "Daiyya Ye Main", Asha Bhosle                        | ScaryLand - "Daiyya Ye Main", Asha Bhosle                        | ScaryLand - "Daiyya Ye Main", Asha Bhosle                        | ScaryLand - "Daiyya Ye Main", Asha Bhosle                        | ScaryLand - "Daiyya Ye Main", Asha Bhosle                        | ScaryLand - "Daiyya Ye Main", Asha Bhosle                        | ScaryLand - "Daiyya Ye Main", Asha Bhosle                        | Safe               | Safe               | Safe               | Safe               | Safe               | Safe               | Safe               | Safe               | Safe               | Safe               | Safe               | Safe               | Safe               | Safe               | Safe               | Safe               | Safe               | Safe               | Safe               | Safe               | Safe               | Safe               | Safe               | Safe               | Safe               | Safe               | Safe               | Safe               | Safe               | Safe               | Safe               | Safe               | Safe               | Safe               | Safe               | Safe               | Safe               | Safe               | Safe               | Safe               | Safe               | Safe               | Safe               | Safe               | Safe               | Safe               | Safe               | Safe               | Safe               | Safe               | Safe               | Safe               | Safe               | Safe               | Safe               | Safe               | Safe               | Safe               | Safe               | Safe               | Safe               | Safe               | Safe               | Safe               | Safe               | Safe               | Safe               | Safe               | Safe               | Safe               |
| Episode 7               | Episode 7               | Episode 7               | Episode 7               | Episode 7               | Episode 7               | Episode 7               | Episode 7               | Episode 7               | Episode 7               | Episode 7               | Episode 7               | Episode 7               | Episode 7               | Episode 7               | Episode 7               | Episode 7               | Episode 7               | Episode 7               | Episode 7               | Episode 7               | Episode 7               | Episode 7               | Episode 7               | Episode 7               | Episode 7               | Episode 7               | Episode 7               | Episode 7               | Episode 7               | Episode 7               | Episode 7               | Episode 7               | Episode 7               | Episode 7               | Episode 7               | Episode 7               | Episode 7               | Episode 7               | Episode 7               | Episode 7               | Episode 7               | Episode 7               | Episode 7               | Episode 7               | Episode 7               | Episode 7               | Episode 7               | Episode 7               | Episode 7               | Episode 7               | Episode 7               | Episode 7               | Episode 7               | Episode 7               | Episode 7               | Episode 7               | Episode 7               | Episode 7               | Episode 7               | Episode 7               | Episode 7               | Episode 7               | Episode 7               | Episode 7               | Episode 7               | Episode 7               | Episode 7               | Episode 7               | Episode 7               | Episode 7               | Episode 7               | Episode 7               | Episode 7               | Episode 7               | Episode 7               | Episode 7               | Episode 7               | Episode 7               | Episode 7               | Episode 7               | Episode 7               | Episode 7               | Episode 7               | Episode 7               | Episode 7               | Episode 7               | Episode 7               | Episode 7               | Episode 7               | 29 Dec 2007                    | 29 Dec 2007                    | 29 Dec 2007                    | 29 Dec 2007                    | 29 Dec 2007                    | 29 Dec 2007                    | 29 Dec 2007                    | 29 Dec 2007                    | 29 Dec 2007                    | 29 Dec 2007                    | 29 Dec 2007                    | 29 Dec 2007                    | 29 Dec 2007                    | 29 Dec 2007                    | 29 Dec 2007                    | 29 Dec 2007                    | 29 Dec 2007                    | 29 Dec 2007                    | 29 Dec 2007                    | 29 Dec 2007                    | 29 Dec 2007                    | 29 Dec 2007                    | 29 Dec 2007                    | 29 Dec 2007                    | 29 Dec 2007                    | 29 Dec 2007                    | 29 Dec 2007                    | 29 Dec 2007                    | 29 Dec 2007                    | 29 Dec 2007                    | 29 Dec 2007                    | 29 Dec 2007                    | 29 Dec 2007                    | 29 Dec 2007                    | 29 Dec 2007                    | 29 Dec 2007                    | 29 Dec 2007                    | 29 Dec 2007                    | 29 Dec 2007                    | 29 Dec 2007                    | 29 Dec 2007                    | 29 Dec 2007                    | 29 Dec 2007                    | 29 Dec 2007                    | 29 Dec 2007                    | 29 Dec 2007                    | 29 Dec 2007                    | 29 Dec 2007                    | 29 Dec 2007                    | 29 Dec 2007                    | 29 Dec 2007                    | 29 Dec 2007                    | 29 Dec 2007                    | 29 Dec 2007                    | 29 Dec 2007                    | 29 Dec 2007                    | 29 Dec 2007                    | 29 Dec 2007                    | 29 Dec 2007                    | 29 Dec 2007                    | 29 Dec 2007                    | 29 Dec 2007                    | 29 Dec 2007                    | 29 Dec 2007                    | 29 Dec 2007                    | 29 Dec 2007                    | 29 Dec 2007                    | 29 Dec 2007                    | 29 Dec 2007                    | 29 Dec 2007                    | 29 Dec 2007                    | 29 Dec 2007                    | 29 Dec 2007                    | 29 Dec 2007                    | 29 Dec 2007                    | 29 Dec 2007                    | 29 Dec 2007                    | 29 Dec 2007                    | 29 Dec 2007                    | 29 Dec 2007                    | 29 Dec 2007                    | 29 Dec 2007                    | 29 Dec 2007                    | 29 Dec 2007                    | 29 Dec 2007                    | 29 Dec 2007                    | 29 Dec 2007                    | 29 Dec 2007                    | 29 Dec 2007                    | 29 Dec 2007                    | 29 Dec 2007                    | 29 Dec 2007                    | 29 Dec 2007                    | 29 Dec 2007                    | 29 Dec 2007                    | 29 Dec 2007                    | 29 Dec 2007                    | 29 Dec 2007                    | 29 Dec 2007                    | 29 Dec 2007                    | "Mayya" | "Mayya" | "Mayya" | "Mayya" | "Mayya" | "Mayya" | "Mayya" | "Mayya" | "Mayya" | "Mayya" | "Mayya" | "Mayya" | "Mayya" | "Mayya" | "Mayya" | "Mayya" | "Mayya" | "Mayya" | "Mayya" | "Mayya" | "Mayya" | "Mayya" | "Mayya" | "Mayya" | "Mayya" | "Mayya" | "Mayya" | "Mayya" | "Mayya" | "Mayya" | "Mayya" | "Mayya" | "Mayya" | "Mayya" | "Mayya" | "Mayya" | "Mayya" | "Mayya" | "Mayya" | "Mayya" | "Mayya" | "Mayya" | "Mayya" | "Mayya" | "Mayya" | "Mayya" | "Mayya" | "Mayya" | "Mayya" | "Mayya" | "Mayya" | "Mayya" | "Mayya" | "Mayya" | "Mayya" | "Mayya" | "Mayya" | "Mayya" | "Mayya" | "Mayya" | "Mayya" | "Mayya" | "Mayya" | "Mayya" | "Mayya" | "Mayya" | "Mayya" | "Mayya" | "Mayya" | "Mayya" | "Mayya" | "Mayya" | "Mayya" | "Mayya" | "Mayya" | "Mayya" | "Mayya" | "Mayya" | "Mayya" | "Mayya" | "Mayya" | "Mayya" | "Mayya" | "Mayya" | "Mayya" | "Mayya" | "Mayya" | "Mayya" | "Mayya" | "Mayya" | "Mayya" | "Mayya" | "Mayya" | "Mayya" | "Mayya" | "Mayya" | "Mayya" | "Mayya" | "Mayya" | "Mayya" | "Mayya" | "Mayya" | "Mayya" | "Mayya" | "Mayya" | "Mayya" | "Mayya" | "Mayya" | "Mayya" | "Mayya" | "Mayya" | "Mayya" | "Mayya" | "Mayya" | "Mayya" | "Mayya" | "Mayya" | "Mayya" | "Mayya" | "Mayya" | "Mayya" | "Mayya" | "Mayya" | "Mayya" | "Mayya" | "Mayya" | "Mayya" | "Mayya" | "Mayya" | "Mayya" | Mariam Toller, Chinmayi & Keerthi                                                                                  | Mariam Toller, Chinmayi & Keerthi                                                                                  | Mariam Toller, Chinmayi & Keerthi                                                                                  | Mariam Toller, Chinmayi & Keerthi                                                                                  | Mariam Toller, Chinmayi & Keerthi                                                                                  | Mariam Toller, Chinmayi & Keerthi                                                                                  | Mariam Toller, Chinmayi & Keerthi                                                                                  | Mariam Toller, Chinmayi & Keerthi                                                                                  | Mariam Toller, Chinmayi & Keerthi                                                                                  | Mariam Toller, Chinmayi & Keerthi                                                                                  | Mariam Toller, Chinmayi & Keerthi                                                                                  | Mariam Toller, Chinmayi & Keerthi                                                                                  | Mariam Toller, Chinmayi & Keerthi                                                                                  | Mariam Toller, Chinmayi & Keerthi                                                                                  | Mariam Toller, Chinmayi & Keerthi                                                                                  | Mariam Toller, Chinmayi & Keerthi                                                                                  | Mariam Toller, Chinmayi & Keerthi                                                                                  | Mariam Toller, Chinmayi & Keerthi                                                                                  | Mariam Toller, Chinmayi & Keerthi                                                                                  | Mariam Toller, Chinmayi & Keerthi                                                                                  | Mariam Toller, Chinmayi & Keerthi                                                                                  | Mariam Toller, Chinmayi & Keerthi                                                                                  | Mariam Toller, Chinmayi & Keerthi                                                                                  | Mariam Toller, Chinmayi & Keerthi                                                                                  | Mariam Toller, Chinmayi & Keerthi                                                                                  | Mariam Toller, Chinmayi & Keerthi                                                                                  | Mariam Toller, Chinmayi & Keerthi                                                                                  | Mariam Toller, Chinmayi & Keerthi                                                                                  | Mariam Toller, Chinmayi & Keerthi                                                                                  | Mariam Toller, Chinmayi & Keerthi                                                                                  | Mariam Toller, Chinmayi & Keerthi                                                                                  | Mariam Toller, Chinmayi & Keerthi                                                                                  | Mariam Toller, Chinmayi & Keerthi                                                                                  | Mariam Toller, Chinmayi & Keerthi                                                                                  | Mariam Toller, Chinmayi & Keerthi                                                                                  | Mariam Toller, Chinmayi & Keerthi                                                                                  | Mariam Toller, Chinmayi & Keerthi                                                                                  | Mariam Toller, Chinmayi & Keerthi                                                                                  | Mariam Toller, Chinmayi & Keerthi                                                                                  | Mariam Toller, Chinmayi & Keerthi                                                                                  | Mariam Toller, Chinmayi & Keerthi                                                                                  | Mariam Toller, Chinmayi & Keerthi                                                                                  | Mariam Toller, Chinmayi & Keerthi                                                                                  | Mariam Toller, Chinmayi & Keerthi                                                                                  | Mariam Toller, Chinmayi & Keerthi                                                                                  | Mariam Toller, Chinmayi & Keerthi                                                                                  | Mariam Toller, Chinmayi & Keerthi                                                                                  | Mariam Toller, Chinmayi & Keerthi                                                                                  | Mariam Toller, Chinmayi & Keerthi                                                                                  | Mariam Toller, Chinmayi & Keerthi                                                                                  | Mariam Toller, Chinmayi & Keerthi                                                                                  | Mariam Toller, Chinmayi & Keerthi                                                                                  | Mariam Toller, Chinmayi & Keerthi                                                                                  | Mariam Toller, Chinmayi & Keerthi                                                                                  | Mariam Toller, Chinmayi & Keerthi                                                                                  | Mariam Toller, Chinmayi & Keerthi                                                                                  | Mariam Toller, Chinmayi & Keerthi                                                                                  | Mariam Toller, Chinmayi & Keerthi                                                                                  | Mariam Toller, Chinmayi & Keerthi                                                                                  | Mariam Toller, Chinmayi & Keerthi                                                                                  | Mariam Toller, Chinmayi & Keerthi                                                                                  | Mariam Toller, Chinmayi & Keerthi                                                                                  | Mariam Toller, Chinmayi & Keerthi                                                                                  | Mariam Toller, Chinmayi & Keerthi                                                                                  | Mariam Toller, Chinmayi & Keerthi                                                                                  | Mariam Toller, Chinmayi & Keerthi                                                                                  | Mariam Toller, Chinmayi & Keerthi                                                                                  | Mariam Toller, Chinmayi & Keerthi                                                                                  | Mariam Toller, Chinmayi & Keerthi                                                                                  | Mariam Toller, Chinmayi & Keerthi                                                                                  | Mariam Toller, Chinmayi & Keerthi                                                                                  | Mariam Toller, Chinmayi & Keerthi                                                                                  | Mariam Toller, Chinmayi & Keerthi                                                                                  | Mariam Toller, Chinmayi & Keerthi                                                                                  | Mariam Toller, Chinmayi & Keerthi                                                                                  | Mariam Toller, Chinmayi & Keerthi                                                                                  | Mariam Toller, Chinmayi & Keerthi                                                                                  | Mariam Toller, Chinmayi & Keerthi                                                                                  | Mariam Toller, Chinmayi & Keerthi                                                                                  | Mariam Toller, Chinmayi & Keerthi                                                                                  | Mariam Toller, Chinmayi & Keerthi                                                                                  | Mariam Toller, Chinmayi & Keerthi                                                                                  | Mariam Toller, Chinmayi & Keerthi                                                                                  | Mariam Toller, Chinmayi & Keerthi                                                                                  | Mariam Toller, Chinmayi & Keerthi                                                                                  | Mariam Toller, Chinmayi & Keerthi                                                                                  | Mariam Toller, Chinmayi & Keerthi                                                                                  | Mariam Toller, Chinmayi & Keerthi                                                                                  | Mariam Toller, Chinmayi & Keerthi                                                                                  | Mariam Toller, Chinmayi & Keerthi                                                                                  | Mariam Toller, Chinmayi & Keerthi                                                                                  | Mariam Toller, Chinmayi & Keerthi                                                                                  | Mariam Toller, Chinmayi & Keerthi                                                                                  | Mariam Toller, Chinmayi & Keerthi                                                                                  | Mariam Toller, Chinmayi & Keerthi                                                                                  | Mariam Toller, Chinmayi & Keerthi                                                                                  | Mariam Toller, Chinmayi & Keerthi                                                                                  | Mariam Toller, Chinmayi & Keerthi                                                                                  | Mariam Toller, Chinmayi & Keerthi                                                                                  | Mariam Toller, Chinmayi & Keerthi                                                                                  |                                     |                                     |                                     |                                     |                                     |                                     |                                     |                                     |                                     |                                     |                                     |                                     |                                     |                                     |                                     |                                     |                                     |                                     |                                     |                                     |                                     |                                     |                                     |                                     |                                     |                                     |                                     |                                     |                                     |                                     |                                     |                                     |                                     |                                     |                                     |                                     |                                     |                                     |                                     |                                     |                                     |                                     |                                     |                                     |                                     |                                     |                                     |                                     |                                     |                                     |                                     |                                     |                                     |                                     |                                     |                                     |                                     |                                     |                                     |                                     |                                     |                                     |                                     |                                     |                                     |                                     |                                     |                                     |                                     |                                     |                                     |                                     |                                     |                                     |                                     |                                     |                                     |                                     |                                     |                                     |                                     |                                     |                                     |                                     |                                     |                                     |                                     |                                     |                                     |                                     |                                     |                                     |                                     |                                     |                                     |                                     |                                     |                                     |                                     |                                     |                                                                  |                                                                  |                                                                  |                                                                  |                                                                  |                                                                  |                                                                  |                                                                  |                                                                  |                                                                  |                                                                  |                                                                  |                                                                  |                                                                  |                                                                  |                                                                  |                                                                  |                                                                  |                                                                  |                                                                  |                                                                  |                                                                  |                                                                  |                                                                  |                                                                  |                                                                  |                                                                  |                                                                  |                                                                  |                                                                  |                                                                  |                                                                  |                                                                  |                                                                  |                                                                  |                                                                  |                                                                  |                                                                  |                                                                  |                                                                  |                                                                  |                                                                  |                                                                  |                                                                  |                                                                  |                                                                  |                                                                  |                                                                  |                                                                  |                                                                  |                                                                  |                                                                  |                                                                  |                                                                  |                                                                  |                                                                  |                                                                  |                                                                  |                                                                  |                                                                  |                                                                  |                                                                  |                                                                  |                                                                  |                                                                  |                                                                  |                                                                  |                                                                  |                                                                  |                                                                  |                                                                  |                                                                  |                                                                  |                                                                  |                                                                  |                                                                  |                                                                  |                                                                  |                                                                  |                                                                  |                                                                  |                                                                  |                                                                  |                                                                  |                                                                  |                                                                  |                                                                  |                                                                  |                                                                  |                                                                  |                                                                  |                                                                  |                                                                  |                                                                  |                                                                  |                                                                  |                                                                  |                                                                  |                                                                  |                                                                  |                    |                    |                    |                    |                    |                    |                    |                    |                    |                    |                    |                    |                    |                    |                    |                    |                    |                    |                    |                    |                    |                    |                    |                    |                    |                    |                    |                    |                    |                    |                    |                    |                    |                    |                    |                    |                    |                    |                    |                    |                    |                    |                    |                    |                    |                    |                    |                    |                    |                    |                    |                    |                    |                    |                    |                    |                    |                    |                    |                    |                    |                    |                    |                    |                    |                    |                    |                    |                    |                    |
| Episode 9               | Episode 9               | Episode 9               | Episode 9               | Episode 9               | Episode 9               | Episode 9               | Episode 9               | Episode 9               | Episode 9               | Episode 9               | Episode 9               | Episode 9               | Episode 9               | Episode 9               | Episode 9               | Episode 9               | Episode 9               | Episode 9               | Episode 9               | Episode 9               | Episode 9               | Episode 9               | Episode 9               | Episode 9               | Episode 9               | Episode 9               | Episode 9               | Episode 9               | Episode 9               | Episode 9               | Episode 9               | Episode 9               | Episode 9               | Episode 9               | Episode 9               | Episode 9               | Episode 9               | Episode 9               | Episode 9               | Episode 9               | Episode 9               | Episode 9               | Episode 9               | Episode 9               | Episode 9               | Episode 9               | Episode 9               | Episode 9               | Episode 9               | Episode 9               | Episode 9               | Episode 9               | Episode 9               | Episode 9               | Episode 9               | Episode 9               | Episode 9               | Episode 9               | Episode 9               | Episode 9               | Episode 9               | Episode 9               | Episode 9               | Episode 9               | Episode 9               | Episode 9               | Episode 9               | Episode 9               | Episode 9               | Episode 9               | Episode 9               | Episode 9               | Episode 9               | Episode 9               | Episode 9               | Episode 9               | Episode 9               | Episode 9               | Episode 9               | Episode 9               | Episode 9               | Episode 9               | Episode 9               | Episode 9               | Episode 9               | Episode 9               | Episode 9               | Episode 9               | Episode 9               | 5 Jan 2008                     | 5 Jan 2008                     | 5 Jan 2008                     | 5 Jan 2008                     | 5 Jan 2008                     | 5 Jan 2008                     | 5 Jan 2008                     | 5 Jan 2008                     | 5 Jan 2008                     | 5 Jan 2008                     | 5 Jan 2008                     | 5 Jan 2008                     | 5 Jan 2008                     | 5 Jan 2008                     | 5 Jan 2008                     | 5 Jan 2008                     | 5 Jan 2008                     | 5 Jan 2008                     | 5 Jan 2008                     | 5 Jan 2008                     | 5 Jan 2008                     | 5 Jan 2008                     | 5 Jan 2008                     | 5 Jan 2008                     | 5 Jan 2008                     | 5 Jan 2008                     | 5 Jan 2008                     | 5 Jan 2008                     | 5 Jan 2008                     | 5 Jan 2008                     | 5 Jan 2008                     | 5 Jan 2008                     | 5 Jan 2008                     | 5 Jan 2008                     | 5 Jan 2008                     | 5 Jan 2008                     | 5 Jan 2008                     | 5 Jan 2008                     | 5 Jan 2008                     | 5 Jan 2008                     | 5 Jan 2008                     | 5 Jan 2008                     | 5 Jan 2008                     | 5 Jan 2008                     | 5 Jan 2008                     | 5 Jan 2008                     | 5 Jan 2008                     | 5 Jan 2008                     | 5 Jan 2008                     | 5 Jan 2008                     | 5 Jan 2008                     | 5 Jan 2008                     | 5 Jan 2008                     | 5 Jan 2008                     | 5 Jan 2008                     | 5 Jan 2008                     | 5 Jan 2008                     | 5 Jan 2008                     | 5 Jan 2008                     | 5 Jan 2008                     | 5 Jan 2008                     | 5 Jan 2008                     | 5 Jan 2008                     | 5 Jan 2008                     | 5 Jan 2008                     | 5 Jan 2008                     | 5 Jan 2008                     | 5 Jan 2008                     | 5 Jan 2008                     | 5 Jan 2008                     | 5 Jan 2008                     | 5 Jan 2008                     | 5 Jan 2008                     | 5 Jan 2008                     | 5 Jan 2008                     | 5 Jan 2008                     | 5 Jan 2008                     | 5 Jan 2008                     | 5 Jan 2008                     | 5 Jan 2008                     | 5 Jan 2008                     | 5 Jan 2008                     | 5 Jan 2008                     | 5 Jan 2008                     | 5 Jan 2008                     | 5 Jan 2008                     | 5 Jan 2008                     | 5 Jan 2008                     | 5 Jan 2008                     | 5 Jan 2008                     | 5 Jan 2008                     | 5 Jan 2008                     | 5 Jan 2008                     | 5 Jan 2008                     | 5 Jan 2008                     | 5 Jan 2008                     | 5 Jan 2008                     | 5 Jan 2008                     | 5 Jan 2008                     | 5 Jan 2008                     | "Mere Dholna" | "Mere Dholna" | "Mere Dholna" | "Mere Dholna" | "Mere Dholna" | "Mere Dholna" | "Mere Dholna" | "Mere Dholna" | "Mere Dholna" | "Mere Dholna" | "Mere Dholna" | "Mere Dholna" | "Mere Dholna" | "Mere Dholna" | "Mere Dholna" | "Mere Dholna" | "Mere Dholna" | "Mere Dholna" | "Mere Dholna" | "Mere Dholna" | "Mere Dholna" | "Mere Dholna" | "Mere Dholna" | "Mere Dholna" | "Mere Dholna" | "Mere Dholna" | "Mere Dholna" | "Mere Dholna" | "Mere Dholna" | "Mere Dholna" | "Mere Dholna" | "Mere Dholna" | "Mere Dholna" | "Mere Dholna" | "Mere Dholna" | "Mere Dholna" | "Mere Dholna" | "Mere Dholna" | "Mere Dholna" | "Mere Dholna" | "Mere Dholna" | "Mere Dholna" | "Mere Dholna" | "Mere Dholna" | "Mere Dholna" | "Mere Dholna" | "Mere Dholna" | "Mere Dholna" | "Mere Dholna" | "Mere Dholna" | "Mere Dholna" | "Mere Dholna" | "Mere Dholna" | "Mere Dholna" | "Mere Dholna" | "Mere Dholna" | "Mere Dholna" | "Mere Dholna" | "Mere Dholna" | "Mere Dholna" | "Mere Dholna" | "Mere Dholna" | "Mere Dholna" | "Mere Dholna" | "Mere Dholna" | "Mere Dholna" | "Mere Dholna" | "Mere Dholna" | "Mere Dholna" | "Mere Dholna" | "Mere Dholna" | "Mere Dholna" | "Mere Dholna" | "Mere Dholna" | "Mere Dholna" | "Mere Dholna" | "Mere Dholna" | "Mere Dholna" | "Mere Dholna" | "Mere Dholna" | "Mere Dholna" | "Mere Dholna" | "Mere Dholna" | "Mere Dholna" | "Mere Dholna" | "Mere Dholna" | "Mere Dholna" | "Mere Dholna" | "Mere Dholna" | "Mere Dholna" | "Mere Dholna" | "Mere Dholna" | "Mere Dholna" | "Mere Dholna" | "Mere Dholna" | "Mere Dholna" | "Mere Dholna" | "Mere Dholna" | "Mere Dholna" | "Mere Dholna" | "Mere Dholna" | "Mere Dholna" | "Mere Dholna" | "Mere Dholna" | "Mere Dholna" | "Mere Dholna" | "Mere Dholna" | "Mere Dholna" | "Mere Dholna" | "Mere Dholna" | "Mere Dholna" | "Mere Dholna" | "Mere Dholna" | "Mere Dholna" | "Mere Dholna" | "Mere Dholna" | "Mere Dholna" | "Mere Dholna" | "Mere Dholna" | "Mere Dholna" | "Mere Dholna" | "Mere Dholna" | "Mere Dholna" | "Mere Dholna" | "Mere Dholna" | "Mere Dholna" | "Mere Dholna" | "Mere Dholna" | "Mere Dholna" | "Mere Dholna" | M. G. Sreekumar & Shreya Ghoshal                                                                                   | M. G. Sreekumar & Shreya Ghoshal                                                                                   | M. G. Sreekumar & Shreya Ghoshal                                                                                   | M. G. Sreekumar & Shreya Ghoshal                                                                                   | M. G. Sreekumar & Shreya Ghoshal                                                                                   | M. G. Sreekumar & Shreya Ghoshal                                                                                   | M. G. Sreekumar & Shreya Ghoshal                                                                                   | M. G. Sreekumar & Shreya Ghoshal                                                                                   | M. G. Sreekumar & Shreya Ghoshal                                                                                   | M. G. Sreekumar & Shreya Ghoshal                                                                                   | M. G. Sreekumar & Shreya Ghoshal                                                                                   | M. G. Sreekumar & Shreya Ghoshal                                                                                   | M. G. Sreekumar & Shreya Ghoshal                                                                                   | M. G. Sreekumar & Shreya Ghoshal                                                                                   | M. G. Sreekumar & Shreya Ghoshal                                                                                   | M. G. Sreekumar & Shreya Ghoshal                                                                                   | M. G. Sreekumar & Shreya Ghoshal                                                                                   | M. G. Sreekumar & Shreya Ghoshal                                                                                   | M. G. Sreekumar & Shreya Ghoshal                                                                                   | M. G. Sreekumar & Shreya Ghoshal                                                                                   | M. G. Sreekumar & Shreya Ghoshal                                                                                   | M. G. Sreekumar & Shreya Ghoshal                                                                                   | M. G. Sreekumar & Shreya Ghoshal                                                                                   | M. G. Sreekumar & Shreya Ghoshal                                                                                   | M. G. Sreekumar & Shreya Ghoshal                                                                                   | M. G. Sreekumar & Shreya Ghoshal                                                                                   | M. G. Sreekumar & Shreya Ghoshal                                                                                   | M. G. Sreekumar & Shreya Ghoshal                                                                                   | M. G. Sreekumar & Shreya Ghoshal                                                                                   | M. G. Sreekumar & Shreya Ghoshal                                                                                   | M. G. Sreekumar & Shreya Ghoshal                                                                                   | M. G. Sreekumar & Shreya Ghoshal                                                                                   | M. G. Sreekumar & Shreya Ghoshal                                                                                   | M. G. Sreekumar & Shreya Ghoshal                                                                                   | M. G. Sreekumar & Shreya Ghoshal                                                                                   | M. G. Sreekumar & Shreya Ghoshal                                                                                   | M. G. Sreekumar & Shreya Ghoshal                                                                                   | M. G. Sreekumar & Shreya Ghoshal                                                                                   | M. G. Sreekumar & Shreya Ghoshal                                                                                   | M. G. Sreekumar & Shreya Ghoshal                                                                                   | M. G. Sreekumar & Shreya Ghoshal                                                                                   | M. G. Sreekumar & Shreya Ghoshal                                                                                   | M. G. Sreekumar & Shreya Ghoshal                                                                                   | M. G. Sreekumar & Shreya Ghoshal                                                                                   | M. G. Sreekumar & Shreya Ghoshal                                                                                   | M. G. Sreekumar & Shreya Ghoshal                                                                                   | M. G. Sreekumar & Shreya Ghoshal                                                                                   | M. G. Sreekumar & Shreya Ghoshal                                                                                   | M. G. Sreekumar & Shreya Ghoshal                                                                                   | M. G. Sreekumar & Shreya Ghoshal                                                                                   | M. G. Sreekumar & Shreya Ghoshal                                                                                   | M. G. Sreekumar & Shreya Ghoshal                                                                                   | M. G. Sreekumar & Shreya Ghoshal                                                                                   | M. G. Sreekumar & Shreya Ghoshal                                                                                   | M. G. Sreekumar & Shreya Ghoshal                                                                                   | M. G. Sreekumar & Shreya Ghoshal                                                                                   | M. G. Sreekumar & Shreya Ghoshal                                                                                   | M. G. Sreekumar & Shreya Ghoshal                                                                                   | M. G. Sreekumar & Shreya Ghoshal                                                                                   | M. G. Sreekumar & Shreya Ghoshal                                                                                   | M. G. Sreekumar & Shreya Ghoshal                                                                                   | M. G. Sreekumar & Shreya Ghoshal                                                                                   | M. G. Sreekumar & Shreya Ghoshal                                                                                   | M. G. Sreekumar & Shreya Ghoshal                                                                                   | M. G. Sreekumar & Shreya Ghoshal                                                                                   | M. G. Sreekumar & Shreya Ghoshal                                                                                   | M. G. Sreekumar & Shreya Ghoshal                                                                                   | M. G. Sreekumar & Shreya Ghoshal                                                                                   | M. G. Sreekumar & Shreya Ghoshal                                                                                   | M. G. Sreekumar & Shreya Ghoshal                                                                                   | M. G. Sreekumar & Shreya Ghoshal                                                                                   | M. G. Sreekumar & Shreya Ghoshal                                                                                   | M. G. Sreekumar & Shreya Ghoshal                                                                                   | M. G. Sreekumar & Shreya Ghoshal                                                                                   | M. G. Sreekumar & Shreya Ghoshal                                                                                   | M. G. Sreekumar & Shreya Ghoshal                                                                                   | M. G. Sreekumar & Shreya Ghoshal                                                                                   | M. G. Sreekumar & Shreya Ghoshal                                                                                   | M. G. Sreekumar & Shreya Ghoshal                                                                                   | M. G. Sreekumar & Shreya Ghoshal                                                                                   | M. G. Sreekumar & Shreya Ghoshal                                                                                   | M. G. Sreekumar & Shreya Ghoshal                                                                                   | M. G. Sreekumar & Shreya Ghoshal                                                                                   | M. G. Sreekumar & Shreya Ghoshal                                                                                   | M. G. Sreekumar & Shreya Ghoshal                                                                                   | M. G. Sreekumar & Shreya Ghoshal                                                                                   | M. G. Sreekumar & Shreya Ghoshal                                                                                   | M. G. Sreekumar & Shreya Ghoshal                                                                                   | M. G. Sreekumar & Shreya Ghoshal                                                                                   | M. G. Sreekumar & Shreya Ghoshal                                                                                   | M. G. Sreekumar & Shreya Ghoshal                                                                                   | M. G. Sreekumar & Shreya Ghoshal                                                                                   | M. G. Sreekumar & Shreya Ghoshal                                                                                   | M. G. Sreekumar & Shreya Ghoshal                                                                                   | M. G. Sreekumar & Shreya Ghoshal                                                                                   | M. G. Sreekumar & Shreya Ghoshal                                                                                   | M. G. Sreekumar & Shreya Ghoshal                                                                                   | M. G. Sreekumar & Shreya Ghoshal                                                                                   | M. G. Sreekumar & Shreya Ghoshal                                                                                   | M. G. Sreekumar & Shreya Ghoshal                                                                                   | Shaan & Vidya Balan                 | Shaan & Vidya Balan                 | Shaan & Vidya Balan                 | Shaan & Vidya Balan                 | Shaan & Vidya Balan                 | Shaan & Vidya Balan                 | Shaan & Vidya Balan                 | Shaan & Vidya Balan                 | Shaan & Vidya Balan                 | Shaan & Vidya Balan                 | Shaan & Vidya Balan                 | Shaan & Vidya Balan                 | Shaan & Vidya Balan                 | Shaan & Vidya Balan                 | Shaan & Vidya Balan                 | Shaan & Vidya Balan                 | Shaan & Vidya Balan                 | Shaan & Vidya Balan                 | Shaan & Vidya Balan                 | Shaan & Vidya Balan                 | Shaan & Vidya Balan                 | Shaan & Vidya Balan                 | Shaan & Vidya Balan                 | Shaan & Vidya Balan                 | Shaan & Vidya Balan                 | Shaan & Vidya Balan                 | Shaan & Vidya Balan                 | Shaan & Vidya Balan                 | Shaan & Vidya Balan                 | Shaan & Vidya Balan                 | Shaan & Vidya Balan                 | Shaan & Vidya Balan                 | Shaan & Vidya Balan                 | Shaan & Vidya Balan                 | Shaan & Vidya Balan                 | Shaan & Vidya Balan                 | Shaan & Vidya Balan                 | Shaan & Vidya Balan                 | Shaan & Vidya Balan                 | Shaan & Vidya Balan                 | Shaan & Vidya Balan                 | Shaan & Vidya Balan                 | Shaan & Vidya Balan                 | Shaan & Vidya Balan                 | Shaan & Vidya Balan                 | Shaan & Vidya Balan                 | Shaan & Vidya Balan                 | Shaan & Vidya Balan                 | Shaan & Vidya Balan                 | Shaan & Vidya Balan                 | Shaan & Vidya Balan                 | Shaan & Vidya Balan                 | Shaan & Vidya Balan                 | Shaan & Vidya Balan                 | Shaan & Vidya Balan                 | Shaan & Vidya Balan                 | Shaan & Vidya Balan                 | Shaan & Vidya Balan                 | Shaan & Vidya Balan                 | Shaan & Vidya Balan                 | Shaan & Vidya Balan                 | Shaan & Vidya Balan                 | Shaan & Vidya Balan                 | Shaan & Vidya Balan                 | Shaan & Vidya Balan                 | Shaan & Vidya Balan                 | Shaan & Vidya Balan                 | Shaan & Vidya Balan                 | Shaan & Vidya Balan                 | Shaan & Vidya Balan                 | Shaan & Vidya Balan                 | Shaan & Vidya Balan                 | Shaan & Vidya Balan                 | Shaan & Vidya Balan                 | Shaan & Vidya Balan                 | Shaan & Vidya Balan                 | Shaan & Vidya Balan                 | Shaan & Vidya Balan                 | Shaan & Vidya Balan                 | Shaan & Vidya Balan                 | Shaan & Vidya Balan                 | Shaan & Vidya Balan                 | Shaan & Vidya Balan                 | Shaan & Vidya Balan                 | Shaan & Vidya Balan                 | Shaan & Vidya Balan                 | Shaan & Vidya Balan                 | Shaan & Vidya Balan                 | Shaan & Vidya Balan                 | Shaan & Vidya Balan                 | Shaan & Vidya Balan                 | Shaan & Vidya Balan                 | Shaan & Vidya Balan                 | Shaan & Vidya Balan                 | Shaan & Vidya Balan                 | Shaan & Vidya Balan                 | Shaan & Vidya Balan                 | Shaan & Vidya Balan                 | Shaan & Vidya Balan                 | Shaan & Vidya Balan                 |                                                                  |                                                                  |                                                                  |                                                                  |                                                                  |                                                                  |                                                                  |                                                                  |                                                                  |                                                                  |                                                                  |                                                                  |                                                                  |                                                                  |                                                                  |                                                                  |                                                                  |                                                                  |                                                                  |                                                                  |                                                                  |                                                                  |                                                                  |                                                                  |                                                                  |                                                                  |                                                                  |                                                                  |                                                                  |                                                                  |                                                                  |                                                                  |                                                                  |                                                                  |                                                                  |                                                                  |                                                                  |                                                                  |                                                                  |                                                                  |                                                                  |                                                                  |                                                                  |                                                                  |                                                                  |                                                                  |                                                                  |                                                                  |                                                                  |                                                                  |                                                                  |                                                                  |                                                                  |                                                                  |                                                                  |                                                                  |                                                                  |                                                                  |                                                                  |                                                                  |                                                                  |                                                                  |                                                                  |                                                                  |                                                                  |                                                                  |                                                                  |                                                                  |                                                                  |                                                                  |                                                                  |                                                                  |                                                                  |                                                                  |                                                                  |                                                                  |                                                                  |                                                                  |                                                                  |                                                                  |                                                                  |                                                                  |                                                                  |                                                                  |                                                                  |                                                                  |                                                                  |                                                                  |                                                                  |                                                                  |                                                                  |                                                                  |                                                                  |                                                                  |                                                                  |                                                                  |                                                                  |                                                                  |                                                                  |                                                                  |                    |                    |                    |                    |                    |                    |                    |                    |                    |                    |                    |                    |                    |                    |                    |                    |                    |                    |                    |                    |                    |                    |                    |                    |                    |                    |                    |                    |                    |                    |                    |                    |                    |                    |                    |                    |                    |                    |                    |                    |                    |                    |                    |                    |                    |                    |                    |                    |                    |                    |                    |                    |                    |                    |                    |                    |                    |                    |                    |                    |                    |                    |                    |                    |                    |                    |                    |                    |                    |                    |
| Episode 11              | Episode 11              | Episode 11              | Episode 11              | Episode 11              | Episode 11              | Episode 11              | Episode 11              | Episode 11              | Episode 11              | Episode 11              | Episode 11              | Episode 11              | Episode 11              | Episode 11              | Episode 11              | Episode 11              | Episode 11              | Episode 11              | Episode 11              | Episode 11              | Episode 11              | Episode 11              | Episode 11              | Episode 11              | Episode 11              | Episode 11              | Episode 11              | Episode 11              | Episode 11              | Episode 11              | Episode 11              | Episode 11              | Episode 11              | Episode 11              | Episode 11              | Episode 11              | Episode 11              | Episode 11              | Episode 11              | Episode 11              | Episode 11              | Episode 11              | Episode 11              | Episode 11              | Episode 11              | Episode 11              | Episode 11              | Episode 11              | Episode 11              | Episode 11              | Episode 11              | Episode 11              | Episode 11              | Episode 11              | Episode 11              | Episode 11              | Episode 11              | Episode 11              | Episode 11              | Episode 11              | Episode 11              | Episode 11              | Episode 11              | Episode 11              | Episode 11              | Episode 11              | Episode 11              | Episode 11              | Episode 11              | Episode 11              | Episode 11              | Episode 11              | Episode 11              | Episode 11              | Episode 11              | Episode 11              | Episode 11              | Episode 11              | Episode 11              | Episode 11              | Episode 11              | Episode 11              | Episode 11              | Episode 11              | Episode 11              | Episode 11              | Episode 11              | Episode 11              | Episode 11              | 12 Jan 2008                    | 12 Jan 2008                    | 12 Jan 2008                    | 12 Jan 2008                    | 12 Jan 2008                    | 12 Jan 2008                    | 12 Jan 2008                    | 12 Jan 2008                    | 12 Jan 2008                    | 12 Jan 2008                    | 12 Jan 2008                    | 12 Jan 2008                    | 12 Jan 2008                    | 12 Jan 2008                    | 12 Jan 2008                    | 12 Jan 2008                    | 12 Jan 2008                    | 12 Jan 2008                    | 12 Jan 2008                    | 12 Jan 2008                    | 12 Jan 2008                    | 12 Jan 2008                    | 12 Jan 2008                    | 12 Jan 2008                    | 12 Jan 2008                    | 12 Jan 2008                    | 12 Jan 2008                    | 12 Jan 2008                    | 12 Jan 2008                    | 12 Jan 2008                    | 12 Jan 2008                    | 12 Jan 2008                    | 12 Jan 2008                    | 12 Jan 2008                    | 12 Jan 2008                    | 12 Jan 2008                    | 12 Jan 2008                    | 12 Jan 2008                    | 12 Jan 2008                    | 12 Jan 2008                    | 12 Jan 2008                    | 12 Jan 2008                    | 12 Jan 2008                    | 12 Jan 2008                    | 12 Jan 2008                    | 12 Jan 2008                    | 12 Jan 2008                    | 12 Jan 2008                    | 12 Jan 2008                    | 12 Jan 2008                    | 12 Jan 2008                    | 12 Jan 2008                    | 12 Jan 2008                    | 12 Jan 2008                    | 12 Jan 2008                    | 12 Jan 2008                    | 12 Jan 2008                    | 12 Jan 2008                    | 12 Jan 2008                    | 12 Jan 2008                    | 12 Jan 2008                    | 12 Jan 2008                    | 12 Jan 2008                    | 12 Jan 2008                    | 12 Jan 2008                    | 12 Jan 2008                    | 12 Jan 2008                    | 12 Jan 2008                    | 12 Jan 2008                    | 12 Jan 2008                    | 12 Jan 2008                    | 12 Jan 2008                    | 12 Jan 2008                    | 12 Jan 2008                    | 12 Jan 2008                    | 12 Jan 2008                    | 12 Jan 2008                    | 12 Jan 2008                    | 12 Jan 2008                    | 12 Jan 2008                    | 12 Jan 2008                    | 12 Jan 2008                    | 12 Jan 2008                    | 12 Jan 2008                    | 12 Jan 2008                    | 12 Jan 2008                    | 12 Jan 2008                    | 12 Jan 2008                    | 12 Jan 2008                    | 12 Jan 2008                    | 12 Jan 2008                    | 12 Jan 2008                    | 12 Jan 2008                    | 12 Jan 2008                    | 12 Jan 2008                    | 12 Jan 2008                    | 12 Jan 2008                    | 12 Jan 2008                    | 12 Jan 2008                    | 12 Jan 2008                    | "Dere Dere" | "Dere Dere" | "Dere Dere" | "Dere Dere" | "Dere Dere" | "Dere Dere" | "Dere Dere" | "Dere Dere" | "Dere Dere" | "Dere Dere" | "Dere Dere" | "Dere Dere" | "Dere Dere" | "Dere Dere" | "Dere Dere" | "Dere Dere" | "Dere Dere" | "Dere Dere" | "Dere Dere" | "Dere Dere" | "Dere Dere" | "Dere Dere" | "Dere Dere" | "Dere Dere" | "Dere Dere" | "Dere Dere" | "Dere Dere" | "Dere Dere" | "Dere Dere" | "Dere Dere" | "Dere Dere" | "Dere Dere" | "Dere Dere" | "Dere Dere" | "Dere Dere" | "Dere Dere" | "Dere Dere" | "Dere Dere" | "Dere Dere" | "Dere Dere" | "Dere Dere" | "Dere Dere" | "Dere Dere" | "Dere Dere" | "Dere Dere" | "Dere Dere" | "Dere Dere" | "Dere Dere" | "Dere Dere" | "Dere Dere" | "Dere Dere" | "Dere Dere" | "Dere Dere" | "Dere Dere" | "Dere Dere" | "Dere Dere" | "Dere Dere" | "Dere Dere" | "Dere Dere" | "Dere Dere" | "Dere Dere" | "Dere Dere" | "Dere Dere" | "Dere Dere" | "Dere Dere" | "Dere Dere" | "Dere Dere" | "Dere Dere" | "Dere Dere" | "Dere Dere" | "Dere Dere" | "Dere Dere" | "Dere Dere" | "Dere Dere" | "Dere Dere" | "Dere Dere" | "Dere Dere" | "Dere Dere" | "Dere Dere" | "Dere Dere" | "Dere Dere" | "Dere Dere" | "Dere Dere" | "Dere Dere" | "Dere Dere" | "Dere Dere" | "Dere Dere" | "Dere Dere" | "Dere Dere" | "Dere Dere" | "Dere Dere" | "Dere Dere" | "Dere Dere" | "Dere Dere" | "Dere Dere" | "Dere Dere" | "Dere Dere" | "Dere Dere" | "Dere Dere" | "Dere Dere" | "Dere Dere" | "Dere Dere" | "Dere Dere" | "Dere Dere" | "Dere Dere" | "Dere Dere" | "Dere Dere" | "Dere Dere" | "Dere Dere" | "Dere Dere" | "Dere Dere" | "Dere Dere" | "Dere Dere" | "Dere Dere" | "Dere Dere" | "Dere Dere" | "Dere Dere" | "Dere Dere" | "Dere Dere" | "Dere Dere" | "Dere Dere" | "Dere Dere" | "Dere Dere" | "Dere Dere" | "Dere Dere" | "Dere Dere" | "Dere Dere" | "Dere Dere" | "Dere Dere" | "Dere Dere" | Shubha Mudgal | Shubha Mudgal | Shubha Mudgal | Shubha Mudgal | Shubha Mudgal | Shubha Mudgal | Shubha Mudgal | Shubha Mudgal | Shubha Mudgal | Shubha Mudgal | Shubha Mudgal | Shubha Mudgal | Shubha Mudgal | Shubha Mudgal | Shubha Mudgal | Shubha Mudgal | Shubha Mudgal | Shubha Mudgal | Shubha Mudgal | Shubha Mudgal | Shubha Mudgal | Shubha Mudgal | Shubha Mudgal | Shubha Mudgal | Shubha Mudgal | Shubha Mudgal | Shubha Mudgal | Shubha Mudgal | Shubha Mudgal | Shubha Mudgal | Shubha Mudgal | Shubha Mudgal | Shubha Mudgal | Shubha Mudgal | Shubha Mudgal | Shubha Mudgal | Shubha Mudgal | Shubha Mudgal | Shubha Mudgal | Shubha Mudgal | Shubha Mudgal | Shubha Mudgal | Shubha Mudgal | Shubha Mudgal | Shubha Mudgal | Shubha Mudgal | Shubha Mudgal | Shubha Mudgal | Shubha Mudgal | Shubha Mudgal | Shubha Mudgal | Shubha Mudgal | Shubha Mudgal | Shubha Mudgal | Shubha Mudgal | Shubha Mudgal | Shubha Mudgal | Shubha Mudgal | Shubha Mudgal | Shubha Mudgal | Shubha Mudgal | Shubha Mudgal | Shubha Mudgal | Shubha Mudgal | Shubha Mudgal | Shubha Mudgal | Shubha Mudgal | Shubha Mudgal | Shubha Mudgal | Shubha Mudgal | Shubha Mudgal | Shubha Mudgal | Shubha Mudgal | Shubha Mudgal | Shubha Mudgal | Shubha Mudgal | Shubha Mudgal | Shubha Mudgal | Shubha Mudgal | Shubha Mudgal | Shubha Mudgal | Shubha Mudgal | Shubha Mudgal | Shubha Mudgal | Shubha Mudgal | Shubha Mudgal | Shubha Mudgal | Shubha Mudgal | Shubha Mudgal | Shubha Mudgal | Shubha Mudgal | Shubha Mudgal | Shubha Mudgal | Shubha Mudgal | Shubha Mudgal | Shubha Mudgal | Shubha Mudgal | Shubha Mudgal | Shubha Mudgal | Shubha Mudgal | Ghulam Ali                          | Ghulam Ali                          | Ghulam Ali                          | Ghulam Ali                          | Ghulam Ali                          | Ghulam Ali                          | Ghulam Ali                          | Ghulam Ali                          | Ghulam Ali                          | Ghulam Ali                          | Ghulam Ali                          | Ghulam Ali                          | Ghulam Ali                          | Ghulam Ali                          | Ghulam Ali                          | Ghulam Ali                          | Ghulam Ali                          | Ghulam Ali                          | Ghulam Ali                          | Ghulam Ali                          | Ghulam Ali                          | Ghulam Ali                          | Ghulam Ali                          | Ghulam Ali                          | Ghulam Ali                          | Ghulam Ali                          | Ghulam Ali                          | Ghulam Ali                          | Ghulam Ali                          | Ghulam Ali                          | Ghulam Ali                          | Ghulam Ali                          | Ghulam Ali                          | Ghulam Ali                          | Ghulam Ali                          | Ghulam Ali                          | Ghulam Ali                          | Ghulam Ali                          | Ghulam Ali                          | Ghulam Ali                          | Ghulam Ali                          | Ghulam Ali                          | Ghulam Ali                          | Ghulam Ali                          | Ghulam Ali                          | Ghulam Ali                          | Ghulam Ali                          | Ghulam Ali                          | Ghulam Ali                          | Ghulam Ali                          | Ghulam Ali                          | Ghulam Ali                          | Ghulam Ali                          | Ghulam Ali                          | Ghulam Ali                          | Ghulam Ali                          | Ghulam Ali                          | Ghulam Ali                          | Ghulam Ali                          | Ghulam Ali                          | Ghulam Ali                          | Ghulam Ali                          | Ghulam Ali                          | Ghulam Ali                          | Ghulam Ali                          | Ghulam Ali                          | Ghulam Ali                          | Ghulam Ali                          | Ghulam Ali                          | Ghulam Ali                          | Ghulam Ali                          | Ghulam Ali                          | Ghulam Ali                          | Ghulam Ali                          | Ghulam Ali                          | Ghulam Ali                          | Ghulam Ali                          | Ghulam Ali                          | Ghulam Ali                          | Ghulam Ali                          | Ghulam Ali                          | Ghulam Ali                          | Ghulam Ali                          | Ghulam Ali                          | Ghulam Ali                          | Ghulam Ali                          | Ghulam Ali                          | Ghulam Ali                          | Ghulam Ali                          | Ghulam Ali                          | Ghulam Ali                          | Ghulam Ali                          | Ghulam Ali                          | Ghulam Ali                          | Ghulam Ali                          | Ghulam Ali                          | Ghulam Ali                          | Ghulam Ali                          | Ghulam Ali                          | Ghulam Ali                          |                                                                  |                                                                  |                                                                  |                                                                  |                                                                  |                                                                  |                                                                  |                                                                  |                                                                  |                                                                  |                                                                  |                                                                  |                                                                  |                                                                  |                                                                  |                                                                  |                                                                  |                                                                  |                                                                  |                                                                  |                                                                  |                                                                  |                                                                  |                                                                  |                                                                  |                                                                  |                                                                  |                                                                  |                                                                  |                                                                  |                                                                  |                                                                  |                                                                  |                                                                  |                                                                  |                                                                  |                                                                  |                                                                  |                                                                  |                                                                  |                                                                  |                                                                  |                                                                  |                                                                  |                                                                  |                                                                  |                                                                  |                                                                  |                                                                  |                                                                  |                                                                  |                                                                  |                                                                  |                                                                  |                                                                  |                                                                  |                                                                  |                                                                  |                                                                  |                                                                  |                                                                  |                                                                  |                                                                  |                                                                  |                                                                  |                                                                  |                                                                  |                                                                  |                                                                  |                                                                  |                                                                  |                                                                  |                                                                  |                                                                  |                                                                  |                                                                  |                                                                  |                                                                  |                                                                  |                                                                  |                                                                  |                                                                  |                                                                  |                                                                  |                                                                  |                                                                  |                                                                  |                                                                  |                                                                  |                                                                  |                                                                  |                                                                  |                                                                  |                                                                  |                                                                  |                                                                  |                                                                  |                                                                  |                                                                  |                                                                  |                    |                    |                    |                    |                    |                    |                    |                    |                    |                    |                    |                    |                    |                    |                    |                    |                    |                    |                    |                    |                    |                    |                    |                    |                    |                    |                    |                    |                    |                    |                    |                    |                    |                    |                    |                    |                    |                    |                    |                    |                    |                    |                    |                    |                    |                    |                    |                    |                    |                    |                    |                    |                    |                    |                    |                    |                    |                    |                    |                    |                    |                    |                    |                    |                    |                    |                    |                    |                    |                    |
| Episode 12(Elimination) | Episode 12(Elimination) | Episode 12(Elimination) | Episode 12(Elimination) | Episode 12(Elimination) | Episode 12(Elimination) | Episode 12(Elimination) | Episode 12(Elimination) | Episode 12(Elimination) | Episode 12(Elimination) | Episode 12(Elimination) | Episode 12(Elimination) | Episode 12(Elimination) | Episode 12(Elimination) | Episode 12(Elimination) | Episode 12(Elimination) | Episode 12(Elimination) | Episode 12(Elimination) | Episode 12(Elimination) | Episode 12(Elimination) | Episode 12(Elimination) | Episode 12(Elimination) | Episode 12(Elimination) | Episode 12(Elimination) | Episode 12(Elimination) | Episode 12(Elimination) | Episode 12(Elimination) | Episode 12(Elimination) | Episode 12(Elimination) | Episode 12(Elimination) | Episode 12(Elimination) | Episode 12(Elimination) | Episode 12(Elimination) | Episode 12(Elimination) | Episode 12(Elimination) | Episode 12(Elimination) | Episode 12(Elimination) | Episode 12(Elimination) | Episode 12(Elimination) | Episode 12(Elimination) | Episode 12(Elimination) | Episode 12(Elimination) | Episode 12(Elimination) | Episode 12(Elimination) | Episode 12(Elimination) | Episode 12(Elimination) | Episode 12(Elimination) | Episode 12(Elimination) | Episode 12(Elimination) | Episode 12(Elimination) | Episode 12(Elimination) | Episode 12(Elimination) | Episode 12(Elimination) | Episode 12(Elimination) | Episode 12(Elimination) | Episode 12(Elimination) | Episode 12(Elimination) | Episode 12(Elimination) | Episode 12(Elimination) | Episode 12(Elimination) | Episode 12(Elimination) | Episode 12(Elimination) | Episode 12(Elimination) | Episode 12(Elimination) | Episode 12(Elimination) | Episode 12(Elimination) | Episode 12(Elimination) | Episode 12(Elimination) | Episode 12(Elimination) | Episode 12(Elimination) | Episode 12(Elimination) | Episode 12(Elimination) | Episode 12(Elimination) | Episode 12(Elimination) | Episode 12(Elimination) | Episode 12(Elimination) | Episode 12(Elimination) | Episode 12(Elimination) | Episode 12(Elimination) | Episode 12(Elimination) | Episode 12(Elimination) | Episode 12(Elimination) | Episode 12(Elimination) | Episode 12(Elimination) | Episode 12(Elimination) | Episode 12(Elimination) | Episode 12(Elimination) | Episode 12(Elimination) | Episode 12(Elimination) | Episode 12(Elimination) | 18 Jan 2008 (Duets)            | 18 Jan 2008 (Duets)            | 18 Jan 2008 (Duets)            | 18 Jan 2008 (Duets)            | 18 Jan 2008 (Duets)            | 18 Jan 2008 (Duets)            | 18 Jan 2008 (Duets)            | 18 Jan 2008 (Duets)            | 18 Jan 2008 (Duets)            | 18 Jan 2008 (Duets)            | 18 Jan 2008 (Duets)            | 18 Jan 2008 (Duets)            | 18 Jan 2008 (Duets)            | 18 Jan 2008 (Duets)            | 18 Jan 2008 (Duets)            | 18 Jan 2008 (Duets)            | 18 Jan 2008 (Duets)            | 18 Jan 2008 (Duets)            | 18 Jan 2008 (Duets)            | 18 Jan 2008 (Duets)            | 18 Jan 2008 (Duets)            | 18 Jan 2008 (Duets)            | 18 Jan 2008 (Duets)            | 18 Jan 2008 (Duets)            | 18 Jan 2008 (Duets)            | 18 Jan 2008 (Duets)            | 18 Jan 2008 (Duets)            | 18 Jan 2008 (Duets)            | 18 Jan 2008 (Duets)            | 18 Jan 2008 (Duets)            | 18 Jan 2008 (Duets)            | 18 Jan 2008 (Duets)            | 18 Jan 2008 (Duets)            | 18 Jan 2008 (Duets)            | 18 Jan 2008 (Duets)            | 18 Jan 2008 (Duets)            | 18 Jan 2008 (Duets)            | 18 Jan 2008 (Duets)            | 18 Jan 2008 (Duets)            | 18 Jan 2008 (Duets)            | 18 Jan 2008 (Duets)            | 18 Jan 2008 (Duets)            | 18 Jan 2008 (Duets)            | 18 Jan 2008 (Duets)            | 18 Jan 2008 (Duets)            | 18 Jan 2008 (Duets)            | 18 Jan 2008 (Duets)            | 18 Jan 2008 (Duets)            | 18 Jan 2008 (Duets)            | 18 Jan 2008 (Duets)            | 18 Jan 2008 (Duets)            | 18 Jan 2008 (Duets)            | 18 Jan 2008 (Duets)            | 18 Jan 2008 (Duets)            | 18 Jan 2008 (Duets)            | 18 Jan 2008 (Duets)            | 18 Jan 2008 (Duets)            | 18 Jan 2008 (Duets)            | 18 Jan 2008 (Duets)            | 18 Jan 2008 (Duets)            | 18 Jan 2008 (Duets)            | 18 Jan 2008 (Duets)            | 18 Jan 2008 (Duets)            | 18 Jan 2008 (Duets)            | 18 Jan 2008 (Duets)            | 18 Jan 2008 (Duets)            | 18 Jan 2008 (Duets)            | 18 Jan 2008 (Duets)            | 18 Jan 2008 (Duets)            | 18 Jan 2008 (Duets)            | 18 Jan 2008 (Duets)            | 18 Jan 2008 (Duets)            | 18 Jan 2008 (Duets)            | 18 Jan 2008 (Duets)            | 18 Jan 2008 (Duets)            | 18 Jan 2008 (Duets)            | 18 Jan 2008 (Duets)            | 18 Jan 2008 (Duets)            | 18 Jan 2008 (Duets)            | 18 Jan 2008 (Duets)            | 18 Jan 2008 (Duets)            | 18 Jan 2008 (Duets)            | 18 Jan 2008 (Duets)            | 18 Jan 2008 (Duets)            | 18 Jan 2008 (Duets)            | 18 Jan 2008 (Duets)            | 18 Jan 2008 (Duets)            | 18 Jan 2008 (Duets)            | 18 Jan 2008 (Duets)            | 18 Jan 2008 (Duets)            | 18 Jan 2008 (Duets)            | 18 Jan 2008 (Duets)            | 18 Jan 2008 (Duets)            | 18 Jan 2008 (Duets)            | 18 Jan 2008 (Duets)            | 18 Jan 2008 (Duets)            | 18 Jan 2008 (Duets)            | 18 Jan 2008 (Duets)            | 18 Jan 2008 (Duets)            | 18 Jan 2008 (Duets)            | "Chup Chup Ke" | "Chup Chup Ke" | "Chup Chup Ke" | "Chup Chup Ke" | "Chup Chup Ke" | "Chup Chup Ke" | "Chup Chup Ke" | "Chup Chup Ke" | "Chup Chup Ke" | "Chup Chup Ke" | "Chup Chup Ke" | "Chup Chup Ke" | "Chup Chup Ke" | "Chup Chup Ke" | "Chup Chup Ke" | "Chup Chup Ke" | "Chup Chup Ke" | "Chup Chup Ke" | "Chup Chup Ke" | "Chup Chup Ke" | "Chup Chup Ke" | "Chup Chup Ke" | "Chup Chup Ke" | "Chup Chup Ke" | "Chup Chup Ke" | "Chup Chup Ke" | "Chup Chup Ke" | "Chup Chup Ke" | "Chup Chup Ke" | "Chup Chup Ke" | "Chup Chup Ke" | "Chup Chup Ke" | "Chup Chup Ke" | "Chup Chup Ke" | "Chup Chup Ke" | "Chup Chup Ke" | "Chup Chup Ke" | "Chup Chup Ke" | "Chup Chup Ke" | "Chup Chup Ke" | "Chup Chup Ke" | "Chup Chup Ke" | "Chup Chup Ke" | "Chup Chup Ke" | "Chup Chup Ke" | "Chup Chup Ke" | "Chup Chup Ke" | "Chup Chup Ke" | "Chup Chup Ke" | "Chup Chup Ke" | "Chup Chup Ke" | "Chup Chup Ke" | "Chup Chup Ke" | "Chup Chup Ke" | "Chup Chup Ke" | "Chup Chup Ke" | "Chup Chup Ke" | "Chup Chup Ke" | "Chup Chup Ke" | "Chup Chup Ke" | "Chup Chup Ke" | "Chup Chup Ke" | "Chup Chup Ke" | "Chup Chup Ke" | "Chup Chup Ke" | "Chup Chup Ke" | "Chup Chup Ke" | "Chup Chup Ke" | "Chup Chup Ke" | "Chup Chup Ke" | "Chup Chup Ke" | "Chup Chup Ke" | "Chup Chup Ke" | "Chup Chup Ke" | "Chup Chup Ke" | "Chup Chup Ke" | "Chup Chup Ke" | "Chup Chup Ke" | "Chup Chup Ke" | "Chup Chup Ke" | "Chup Chup Ke" | "Chup Chup Ke" | "Chup Chup Ke" | "Chup Chup Ke" | "Chup Chup Ke" | "Chup Chup Ke" | "Chup Chup Ke" | "Chup Chup Ke" | "Chup Chup Ke" | "Chup Chup Ke" | "Chup Chup Ke" | "Chup Chup Ke" | "Chup Chup Ke" | "Chup Chup Ke" | "Chup Chup Ke" | "Chup Chup Ke" | "Chup Chup Ke" | "Chup Chup Ke" | "Chup Chup Ke" | "Chup Chup Ke" | "Chup Chup Ke" | "Chup Chup Ke" | "Chup Chup Ke" | "Chup Chup Ke" | "Chup Chup Ke" | "Chup Chup Ke" | "Chup Chup Ke" | "Chup Chup Ke" | "Chup Chup Ke" | "Chup Chup Ke" | "Chup Chup Ke" | "Chup Chup Ke" | "Chup Chup Ke" | "Chup Chup Ke" | "Chup Chup Ke" | "Chup Chup Ke" | "Chup Chup Ke" | "Chup Chup Ke" | "Chup Chup Ke" | "Chup Chup Ke" | "Chup Chup Ke" | "Chup Chup Ke" | "Chup Chup Ke" | "Chup Chup Ke" | "Chup Chup Ke" | "Chup Chup Ke" | "Chup Chup Ke" | "Chup Chup Ke" | "Chup Chup Ke" | "Chup Chup Ke" | Sonu Nigam & Mahalakshmi Iyer                                                                                      | Sonu Nigam & Mahalakshmi Iyer                                                                                      | Sonu Nigam & Mahalakshmi Iyer                                                                                      | Sonu Nigam & Mahalakshmi Iyer                                                                                      | Sonu Nigam & Mahalakshmi Iyer                                                                                      | Sonu Nigam & Mahalakshmi Iyer                                                                                      | Sonu Nigam & Mahalakshmi Iyer                                                                                      | Sonu Nigam & Mahalakshmi Iyer                                                                                      | Sonu Nigam & Mahalakshmi Iyer                                                                                      | Sonu Nigam & Mahalakshmi Iyer                                                                                      | Sonu Nigam & Mahalakshmi Iyer                                                                                      | Sonu Nigam & Mahalakshmi Iyer                                                                                      | Sonu Nigam & Mahalakshmi Iyer                                                                                      | Sonu Nigam & Mahalakshmi Iyer                                                                                      | Sonu Nigam & Mahalakshmi Iyer                                                                                      | Sonu Nigam & Mahalakshmi Iyer                                                                                      | Sonu Nigam & Mahalakshmi Iyer                                                                                      | Sonu Nigam & Mahalakshmi Iyer                                                                                      | Sonu Nigam & Mahalakshmi Iyer                                                                                      | Sonu Nigam & Mahalakshmi Iyer                                                                                      | Sonu Nigam & Mahalakshmi Iyer                                                                                      | Sonu Nigam & Mahalakshmi Iyer                                                                                      | Sonu Nigam & Mahalakshmi Iyer                                                                                      | Sonu Nigam & Mahalakshmi Iyer                                                                                      | Sonu Nigam & Mahalakshmi Iyer                                                                                      | Sonu Nigam & Mahalakshmi Iyer                                                                                      | Sonu Nigam & Mahalakshmi Iyer                                                                                      | Sonu Nigam & Mahalakshmi Iyer                                                                                      | Sonu Nigam & Mahalakshmi Iyer                                                                                      | Sonu Nigam & Mahalakshmi Iyer                                                                                      | Sonu Nigam & Mahalakshmi Iyer                                                                                      | Sonu Nigam & Mahalakshmi Iyer                                                                                      | Sonu Nigam & Mahalakshmi Iyer                                                                                      | Sonu Nigam & Mahalakshmi Iyer                                                                                      | Sonu Nigam & Mahalakshmi Iyer                                                                                      | Sonu Nigam & Mahalakshmi Iyer                                                                                      | Sonu Nigam & Mahalakshmi Iyer                                                                                      | Sonu Nigam & Mahalakshmi Iyer                                                                                      | Sonu Nigam & Mahalakshmi Iyer                                                                                      | Sonu Nigam & Mahalakshmi Iyer                                                                                      | Sonu Nigam & Mahalakshmi Iyer                                                                                      | Sonu Nigam & Mahalakshmi Iyer                                                                                      | Sonu Nigam & Mahalakshmi Iyer                                                                                      | Sonu Nigam & Mahalakshmi Iyer                                                                                      | Sonu Nigam & Mahalakshmi Iyer                                                                                      | Sonu Nigam & Mahalakshmi Iyer                                                                                      | Sonu Nigam & Mahalakshmi Iyer                                                                                      | Sonu Nigam & Mahalakshmi Iyer                                                                                      | Sonu Nigam & Mahalakshmi Iyer                                                                                      | Sonu Nigam & Mahalakshmi Iyer                                                                                      | Sonu Nigam & Mahalakshmi Iyer                                                                                      | Sonu Nigam & Mahalakshmi Iyer                                                                                      | Sonu Nigam & Mahalakshmi Iyer                                                                                      | Sonu Nigam & Mahalakshmi Iyer                                                                                      | Sonu Nigam & Mahalakshmi Iyer                                                                                      | Sonu Nigam & Mahalakshmi Iyer                                                                                      | Sonu Nigam & Mahalakshmi Iyer                                                                                      | Sonu Nigam & Mahalakshmi Iyer                                                                                      | Sonu Nigam & Mahalakshmi Iyer                                                                                      | Sonu Nigam & Mahalakshmi Iyer                                                                                      | Sonu Nigam & Mahalakshmi Iyer                                                                                      | Sonu Nigam & Mahalakshmi Iyer                                                                                      | Sonu Nigam & Mahalakshmi Iyer                                                                                      | Sonu Nigam & Mahalakshmi Iyer                                                                                      | Sonu Nigam & Mahalakshmi Iyer                                                                                      | Sonu Nigam & Mahalakshmi Iyer                                                                                      | Sonu Nigam & Mahalakshmi Iyer                                                                                      | Sonu Nigam & Mahalakshmi Iyer                                                                                      | Sonu Nigam & Mahalakshmi Iyer                                                                                      | Sonu Nigam & Mahalakshmi Iyer                                                                                      | Sonu Nigam & Mahalakshmi Iyer                                                                                      | Sonu Nigam & Mahalakshmi Iyer                                                                                      | Sonu Nigam & Mahalakshmi Iyer                                                                                      | Sonu Nigam & Mahalakshmi Iyer                                                                                      | Sonu Nigam & Mahalakshmi Iyer                                                                                      | Sonu Nigam & Mahalakshmi Iyer                                                                                      | Sonu Nigam & Mahalakshmi Iyer                                                                                      | Sonu Nigam & Mahalakshmi Iyer                                                                                      | Sonu Nigam & Mahalakshmi Iyer                                                                                      | Sonu Nigam & Mahalakshmi Iyer                                                                                      | Sonu Nigam & Mahalakshmi Iyer                                                                                      | Sonu Nigam & Mahalakshmi Iyer                                                                                      | Sonu Nigam & Mahalakshmi Iyer                                                                                      | Sonu Nigam & Mahalakshmi Iyer                                                                                      | Sonu Nigam & Mahalakshmi Iyer                                                                                      | Sonu Nigam & Mahalakshmi Iyer                                                                                      | Sonu Nigam & Mahalakshmi Iyer                                                                                      | Sonu Nigam & Mahalakshmi Iyer                                                                                      | Sonu Nigam & Mahalakshmi Iyer                                                                                      | Sonu Nigam & Mahalakshmi Iyer                                                                                      | Sonu Nigam & Mahalakshmi Iyer                                                                                      | Sonu Nigam & Mahalakshmi Iyer                                                                                      | Sonu Nigam & Mahalakshmi Iyer                                                                                      | Sonu Nigam & Mahalakshmi Iyer                                                                                      | Sonu Nigam & Mahalakshmi Iyer                                                                                      | Sonu Nigam & Mahalakshmi Iyer                                                                                      | Sonu Nigam & Mahalakshmi Iyer                                                                                      | Sonu Nigam & Mahalakshmi Iyer                                                                                      | Sonu Nigam & Mahalakshmi Iyer                                                                                      | Sonu Nigam & Mahalakshmi Iyer                                                                                      |                                     |                                     |                                     |                                     |                                     |                                     |                                     |                                     |                                     |                                     |                                     |                                     |                                     |                                     |                                     |                                     |                                     |                                     |                                     |                                     |                                     |                                     |                                     |                                     |                                     |                                     |                                     |                                     |                                     |                                     |                                     |                                     |                                     |                                     |                                     |                                     |                                     |                                     |                                     |                                     |                                     |                                     |                                     |                                     |                                     |                                     |                                     |                                     |                                     |                                     |                                     |                                     |                                     |                                     |                                     |                                     |                                     |                                     |                                     |                                     |                                     |                                     |                                     |                                     |                                     |                                     |                                     |                                     |                                     |                                     |                                     |                                     |                                     |                                     |                                     |                                     |                                     |                                     |                                     |                                     |                                     |                                     |                                     |                                     |                                     |                                     |                                     |                                     |                                     |                                     |                                     |                                     |                                     |                                     |                                     |                                     |                                     |                                     |                                     |                                     | ScaryLand - "Tumhaari Adaon Pe", Kavita Krishnamurthy            | ScaryLand - "Tumhaari Adaon Pe", Kavita Krishnamurthy            | ScaryLand - "Tumhaari Adaon Pe", Kavita Krishnamurthy            | ScaryLand - "Tumhaari Adaon Pe", Kavita Krishnamurthy            | ScaryLand - "Tumhaari Adaon Pe", Kavita Krishnamurthy            | ScaryLand - "Tumhaari Adaon Pe", Kavita Krishnamurthy            | ScaryLand - "Tumhaari Adaon Pe", Kavita Krishnamurthy            | ScaryLand - "Tumhaari Adaon Pe", Kavita Krishnamurthy            | ScaryLand - "Tumhaari Adaon Pe", Kavita Krishnamurthy            | ScaryLand - "Tumhaari Adaon Pe", Kavita Krishnamurthy            | ScaryLand - "Tumhaari Adaon Pe", Kavita Krishnamurthy            | ScaryLand - "Tumhaari Adaon Pe", Kavita Krishnamurthy            | ScaryLand - "Tumhaari Adaon Pe", Kavita Krishnamurthy            | ScaryLand - "Tumhaari Adaon Pe", Kavita Krishnamurthy            | ScaryLand - "Tumhaari Adaon Pe", Kavita Krishnamurthy            | ScaryLand - "Tumhaari Adaon Pe", Kavita Krishnamurthy            | ScaryLand - "Tumhaari Adaon Pe", Kavita Krishnamurthy            | ScaryLand - "Tumhaari Adaon Pe", Kavita Krishnamurthy            | ScaryLand - "Tumhaari Adaon Pe", Kavita Krishnamurthy            | ScaryLand - "Tumhaari Adaon Pe", Kavita Krishnamurthy            | ScaryLand - "Tumhaari Adaon Pe", Kavita Krishnamurthy            | ScaryLand - "Tumhaari Adaon Pe", Kavita Krishnamurthy            | ScaryLand - "Tumhaari Adaon Pe", Kavita Krishnamurthy            | ScaryLand - "Tumhaari Adaon Pe", Kavita Krishnamurthy            | ScaryLand - "Tumhaari Adaon Pe", Kavita Krishnamurthy            | ScaryLand - "Tumhaari Adaon Pe", Kavita Krishnamurthy            | ScaryLand - "Tumhaari Adaon Pe", Kavita Krishnamurthy            | ScaryLand - "Tumhaari Adaon Pe", Kavita Krishnamurthy            | ScaryLand - "Tumhaari Adaon Pe", Kavita Krishnamurthy            | ScaryLand - "Tumhaari Adaon Pe", Kavita Krishnamurthy            | ScaryLand - "Tumhaari Adaon Pe", Kavita Krishnamurthy            | ScaryLand - "Tumhaari Adaon Pe", Kavita Krishnamurthy            | ScaryLand - "Tumhaari Adaon Pe", Kavita Krishnamurthy            | ScaryLand - "Tumhaari Adaon Pe", Kavita Krishnamurthy            | ScaryLand - "Tumhaari Adaon Pe", Kavita Krishnamurthy            | ScaryLand - "Tumhaari Adaon Pe", Kavita Krishnamurthy            | ScaryLand - "Tumhaari Adaon Pe", Kavita Krishnamurthy            | ScaryLand - "Tumhaari Adaon Pe", Kavita Krishnamurthy            | ScaryLand - "Tumhaari Adaon Pe", Kavita Krishnamurthy            | ScaryLand - "Tumhaari Adaon Pe", Kavita Krishnamurthy            | ScaryLand - "Tumhaari Adaon Pe", Kavita Krishnamurthy            | ScaryLand - "Tumhaari Adaon Pe", Kavita Krishnamurthy            | ScaryLand - "Tumhaari Adaon Pe", Kavita Krishnamurthy            | ScaryLand - "Tumhaari Adaon Pe", Kavita Krishnamurthy            | ScaryLand - "Tumhaari Adaon Pe", Kavita Krishnamurthy            | ScaryLand - "Tumhaari Adaon Pe", Kavita Krishnamurthy            | ScaryLand - "Tumhaari Adaon Pe", Kavita Krishnamurthy            | ScaryLand - "Tumhaari Adaon Pe", Kavita Krishnamurthy            | ScaryLand - "Tumhaari Adaon Pe", Kavita Krishnamurthy            | ScaryLand - "Tumhaari Adaon Pe", Kavita Krishnamurthy            | ScaryLand - "Tumhaari Adaon Pe", Kavita Krishnamurthy            | ScaryLand - "Tumhaari Adaon Pe", Kavita Krishnamurthy            | ScaryLand - "Tumhaari Adaon Pe", Kavita Krishnamurthy            | ScaryLand - "Tumhaari Adaon Pe", Kavita Krishnamurthy            | ScaryLand - "Tumhaari Adaon Pe", Kavita Krishnamurthy            | ScaryLand - "Tumhaari Adaon Pe", Kavita Krishnamurthy            | ScaryLand - "Tumhaari Adaon Pe", Kavita Krishnamurthy            | ScaryLand - "Tumhaari Adaon Pe", Kavita Krishnamurthy            | ScaryLand - "Tumhaari Adaon Pe", Kavita Krishnamurthy            | ScaryLand - "Tumhaari Adaon Pe", Kavita Krishnamurthy            | ScaryLand - "Tumhaari Adaon Pe", Kavita Krishnamurthy            | ScaryLand - "Tumhaari Adaon Pe", Kavita Krishnamurthy            | ScaryLand - "Tumhaari Adaon Pe", Kavita Krishnamurthy            | ScaryLand - "Tumhaari Adaon Pe", Kavita Krishnamurthy            | ScaryLand - "Tumhaari Adaon Pe", Kavita Krishnamurthy            | ScaryLand - "Tumhaari Adaon Pe", Kavita Krishnamurthy            | ScaryLand - "Tumhaari Adaon Pe", Kavita Krishnamurthy            | ScaryLand - "Tumhaari Adaon Pe", Kavita Krishnamurthy            | ScaryLand - "Tumhaari Adaon Pe", Kavita Krishnamurthy            | ScaryLand - "Tumhaari Adaon Pe", Kavita Krishnamurthy            | ScaryLand - "Tumhaari Adaon Pe", Kavita Krishnamurthy            | ScaryLand - "Tumhaari Adaon Pe", Kavita Krishnamurthy            | ScaryLand - "Tumhaari Adaon Pe", Kavita Krishnamurthy            | ScaryLand - "Tumhaari Adaon Pe", Kavita Krishnamurthy            | ScaryLand - "Tumhaari Adaon Pe", Kavita Krishnamurthy            | ScaryLand - "Tumhaari Adaon Pe", Kavita Krishnamurthy            | ScaryLand - "Tumhaari Adaon Pe", Kavita Krishnamurthy            | ScaryLand - "Tumhaari Adaon Pe", Kavita Krishnamurthy            | ScaryLand - "Tumhaari Adaon Pe", Kavita Krishnamurthy            | ScaryLand - "Tumhaari Adaon Pe", Kavita Krishnamurthy            | ScaryLand - "Tumhaari Adaon Pe", Kavita Krishnamurthy            | ScaryLand - "Tumhaari Adaon Pe", Kavita Krishnamurthy            | ScaryLand - "Tumhaari Adaon Pe", Kavita Krishnamurthy            | ScaryLand - "Tumhaari Adaon Pe", Kavita Krishnamurthy            | ScaryLand - "Tumhaari Adaon Pe", Kavita Krishnamurthy            | ScaryLand - "Tumhaari Adaon Pe", Kavita Krishnamurthy            | ScaryLand - "Tumhaari Adaon Pe", Kavita Krishnamurthy            | ScaryLand - "Tumhaari Adaon Pe", Kavita Krishnamurthy            | ScaryLand - "Tumhaari Adaon Pe", Kavita Krishnamurthy            | ScaryLand - "Tumhaari Adaon Pe", Kavita Krishnamurthy            | ScaryLand - "Tumhaari Adaon Pe", Kavita Krishnamurthy            | ScaryLand - "Tumhaari Adaon Pe", Kavita Krishnamurthy            | ScaryLand - "Tumhaari Adaon Pe", Kavita Krishnamurthy            | ScaryLand - "Tumhaari Adaon Pe", Kavita Krishnamurthy            | ScaryLand - "Tumhaari Adaon Pe", Kavita Krishnamurthy            | ScaryLand - "Tumhaari Adaon Pe", Kavita Krishnamurthy            | ScaryLand - "Tumhaari Adaon Pe", Kavita Krishnamurthy            | ScaryLand - "Tumhaari Adaon Pe", Kavita Krishnamurthy            | ScaryLand - "Tumhaari Adaon Pe", Kavita Krishnamurthy            | ScaryLand - "Tumhaari Adaon Pe", Kavita Krishnamurthy            | Safe               | Safe               | Safe               | Safe               | Safe               | Safe               | Safe               | Safe               | Safe               | Safe               | Safe               | Safe               | Safe               | Safe               | Safe               | Safe               | Safe               | Safe               | Safe               | Safe               | Safe               | Safe               | Safe               | Safe               | Safe               | Safe               | Safe               | Safe               | Safe               | Safe               | Safe               | Safe               | Safe               | Safe               | Safe               | Safe               | Safe               | Safe               | Safe               | Safe               | Safe               | Safe               | Safe               | Safe               | Safe               | Safe               | Safe               | Safe               | Safe               | Safe               | Safe               | Safe               | Safe               | Safe               | Safe               | Safe               | Safe               | Safe               | Safe               | Safe               | Safe               | Safe               | Safe               | Safe               | Safe               | Safe               | Safe               | Safe               | Safe               | Safe               |
| Episode 13              | Episode 13              | Episode 13              | Episode 13              | Episode 13              | Episode 13              | Episode 13              | Episode 13              | Episode 13              | Episode 13              | Episode 13              | Episode 13              | Episode 13              | Episode 13              | Episode 13              | Episode 13              | Episode 13              | Episode 13              | Episode 13              | Episode 13              | Episode 13              | Episode 13              | Episode 13              | Episode 13              | Episode 13              | Episode 13              | Episode 13              | Episode 13              | Episode 13              | Episode 13              | Episode 13              | Episode 13              | Episode 13              | Episode 13              | Episode 13              | Episode 13              | Episode 13              | Episode 13              | Episode 13              | Episode 13              | Episode 13              | Episode 13              | Episode 13              | Episode 13              | Episode 13              | Episode 13              | Episode 13              | Episode 13              | Episode 13              | Episode 13              | Episode 13              | Episode 13              | Episode 13              | Episode 13              | Episode 13              | Episode 13              | Episode 13              | Episode 13              | Episode 13              | Episode 13              | Episode 13              | Episode 13              | Episode 13              | Episode 13              | Episode 13              | Episode 13              | Episode 13              | Episode 13              | Episode 13              | Episode 13              | Episode 13              | Episode 13              | Episode 13              | Episode 13              | Episode 13              | Episode 13              | Episode 13              | Episode 13              | Episode 13              | Episode 13              | Episode 13              | Episode 13              | Episode 13              | Episode 13              | Episode 13              | Episode 13              | Episode 13              | Episode 13              | Episode 13              | Episode 13              | 19 Jan 2008(1970s)             | 19 Jan 2008(1970s)             | 19 Jan 2008(1970s)             | 19 Jan 2008(1970s)             | 19 Jan 2008(1970s)             | 19 Jan 2008(1970s)             | 19 Jan 2008(1970s)             | 19 Jan 2008(1970s)             | 19 Jan 2008(1970s)             | 19 Jan 2008(1970s)             | 19 Jan 2008(1970s)             | 19 Jan 2008(1970s)             | 19 Jan 2008(1970s)             | 19 Jan 2008(1970s)             | 19 Jan 2008(1970s)             | 19 Jan 2008(1970s)             | 19 Jan 2008(1970s)             | 19 Jan 2008(1970s)             | 19 Jan 2008(1970s)             | 19 Jan 2008(1970s)             | 19 Jan 2008(1970s)             | 19 Jan 2008(1970s)             | 19 Jan 2008(1970s)             | 19 Jan 2008(1970s)             | 19 Jan 2008(1970s)             | 19 Jan 2008(1970s)             | 19 Jan 2008(1970s)             | 19 Jan 2008(1970s)             | 19 Jan 2008(1970s)             | 19 Jan 2008(1970s)             | 19 Jan 2008(1970s)             | 19 Jan 2008(1970s)             | 19 Jan 2008(1970s)             | 19 Jan 2008(1970s)             | 19 Jan 2008(1970s)             | 19 Jan 2008(1970s)             | 19 Jan 2008(1970s)             | 19 Jan 2008(1970s)             | 19 Jan 2008(1970s)             | 19 Jan 2008(1970s)             | 19 Jan 2008(1970s)             | 19 Jan 2008(1970s)             | 19 Jan 2008(1970s)             | 19 Jan 2008(1970s)             | 19 Jan 2008(1970s)             | 19 Jan 2008(1970s)             | 19 Jan 2008(1970s)             | 19 Jan 2008(1970s)             | 19 Jan 2008(1970s)             | 19 Jan 2008(1970s)             | 19 Jan 2008(1970s)             | 19 Jan 2008(1970s)             | 19 Jan 2008(1970s)             | 19 Jan 2008(1970s)             | 19 Jan 2008(1970s)             | 19 Jan 2008(1970s)             | 19 Jan 2008(1970s)             | 19 Jan 2008(1970s)             | 19 Jan 2008(1970s)             | 19 Jan 2008(1970s)             | 19 Jan 2008(1970s)             | 19 Jan 2008(1970s)             | 19 Jan 2008(1970s)             | 19 Jan 2008(1970s)             | 19 Jan 2008(1970s)             | 19 Jan 2008(1970s)             | 19 Jan 2008(1970s)             | 19 Jan 2008(1970s)             | 19 Jan 2008(1970s)             | 19 Jan 2008(1970s)             | 19 Jan 2008(1970s)             | 19 Jan 2008(1970s)             | 19 Jan 2008(1970s)             | 19 Jan 2008(1970s)             | 19 Jan 2008(1970s)             | 19 Jan 2008(1970s)             | 19 Jan 2008(1970s)             | 19 Jan 2008(1970s)             | 19 Jan 2008(1970s)             | 19 Jan 2008(1970s)             | 19 Jan 2008(1970s)             | 19 Jan 2008(1970s)             | 19 Jan 2008(1970s)             | 19 Jan 2008(1970s)             | 19 Jan 2008(1970s)             | 19 Jan 2008(1970s)             | 19 Jan 2008(1970s)             | 19 Jan 2008(1970s)             | 19 Jan 2008(1970s)             | 19 Jan 2008(1970s)             | 19 Jan 2008(1970s)             | 19 Jan 2008(1970s)             | 19 Jan 2008(1970s)             | 19 Jan 2008(1970s)             | 19 Jan 2008(1970s)             | 19 Jan 2008(1970s)             | 19 Jan 2008(1970s)             | 19 Jan 2008(1970s)             | 19 Jan 2008(1970s)             | 19 Jan 2008(1970s)             | "Aao na gale" | "Aao na gale" | "Aao na gale" | "Aao na gale" | "Aao na gale" | "Aao na gale" | "Aao na gale" | "Aao na gale" | "Aao na gale" | "Aao na gale" | "Aao na gale" | "Aao na gale" | "Aao na gale" | "Aao na gale" | "Aao na gale" | "Aao na gale" | "Aao na gale" | "Aao na gale" | "Aao na gale" | "Aao na gale" | "Aao na gale" | "Aao na gale" | "Aao na gale" | "Aao na gale" | "Aao na gale" | "Aao na gale" | "Aao na gale" | "Aao na gale" | "Aao na gale" | "Aao na gale" | "Aao na gale" | "Aao na gale" | "Aao na gale" | "Aao na gale" | "Aao na gale" | "Aao na gale" | "Aao na gale" | "Aao na gale" | "Aao na gale" | "Aao na gale" | "Aao na gale" | "Aao na gale" | "Aao na gale" | "Aao na gale" | "Aao na gale" | "Aao na gale" | "Aao na gale" | "Aao na gale" | "Aao na gale" | "Aao na gale" | "Aao na gale" | "Aao na gale" | "Aao na gale" | "Aao na gale" | "Aao na gale" | "Aao na gale" | "Aao na gale" | "Aao na gale" | "Aao na gale" | "Aao na gale" | "Aao na gale" | "Aao na gale" | "Aao na gale" | "Aao na gale" | "Aao na gale" | "Aao na gale" | "Aao na gale" | "Aao na gale" | "Aao na gale" | "Aao na gale" | "Aao na gale" | "Aao na gale" | "Aao na gale" | "Aao na gale" | "Aao na gale" | "Aao na gale" | "Aao na gale" | "Aao na gale" | "Aao na gale" | "Aao na gale" | "Aao na gale" | "Aao na gale" | "Aao na gale" | "Aao na gale" | "Aao na gale" | "Aao na gale" | "Aao na gale" | "Aao na gale" | "Aao na gale" | "Aao na gale" | "Aao na gale" | "Aao na gale" | "Aao na gale" | "Aao na gale" | "Aao na gale" | "Aao na gale" | "Aao na gale" | "Aao na gale" | "Aao na gale" | "Aao na gale" | "Aao na gale" | "Aao na gale" | "Aao na gale" | "Aao na gale" | "Aao na gale" | "Aao na gale" | "Aao na gale" | "Aao na gale" | "Aao na gale" | "Aao na gale" | "Aao na gale" | "Aao na gale" | "Aao na gale" | "Aao na gale" | "Aao na gale" | "Aao na gale" | "Aao na gale" | "Aao na gale" | "Aao na gale" | "Aao na gale" | "Aao na gale" | "Aao na gale" | "Aao na gale" | "Aao na gale" | "Aao na gale" | "Aao na gale" | "Aao na gale" | "Aao na gale" | "Aao na gale" | "Aao na gale" | Asha Bhosle | Asha Bhosle | Asha Bhosle | Asha Bhosle | Asha Bhosle | Asha Bhosle | Asha Bhosle | Asha Bhosle | Asha Bhosle | Asha Bhosle | Asha Bhosle | Asha Bhosle | Asha Bhosle | Asha Bhosle | Asha Bhosle | Asha Bhosle | Asha Bhosle | Asha Bhosle | Asha Bhosle | Asha Bhosle | Asha Bhosle | Asha Bhosle | Asha Bhosle | Asha Bhosle | Asha Bhosle | Asha Bhosle | Asha Bhosle | Asha Bhosle | Asha Bhosle | Asha Bhosle | Asha Bhosle | Asha Bhosle | Asha Bhosle | Asha Bhosle | Asha Bhosle | Asha Bhosle | Asha Bhosle | Asha Bhosle | Asha Bhosle | Asha Bhosle | Asha Bhosle | Asha Bhosle | Asha Bhosle | Asha Bhosle | Asha Bhosle | Asha Bhosle | Asha Bhosle | Asha Bhosle | Asha Bhosle | Asha Bhosle | Asha Bhosle | Asha Bhosle | Asha Bhosle | Asha Bhosle | Asha Bhosle | Asha Bhosle | Asha Bhosle | Asha Bhosle | Asha Bhosle | Asha Bhosle | Asha Bhosle | Asha Bhosle | Asha Bhosle | Asha Bhosle | Asha Bhosle | Asha Bhosle | Asha Bhosle | Asha Bhosle | Asha Bhosle | Asha Bhosle | Asha Bhosle | Asha Bhosle | Asha Bhosle | Asha Bhosle | Asha Bhosle | Asha Bhosle | Asha Bhosle | Asha Bhosle | Asha Bhosle | Asha Bhosle | Asha Bhosle | Asha Bhosle | Asha Bhosle | Asha Bhosle | Asha Bhosle | Asha Bhosle | Asha Bhosle | Asha Bhosle | Asha Bhosle | Asha Bhosle | Asha Bhosle | Asha Bhosle | Asha Bhosle | Asha Bhosle | Asha Bhosle | Asha Bhosle | Asha Bhosle | Asha Bhosle | Asha Bhosle | Asha Bhosle | Alka Yagnik                         | Alka Yagnik                         | Alka Yagnik                         | Alka Yagnik                         | Alka Yagnik                         | Alka Yagnik                         | Alka Yagnik                         | Alka Yagnik                         | Alka Yagnik                         | Alka Yagnik                         | Alka Yagnik                         | Alka Yagnik                         | Alka Yagnik                         | Alka Yagnik                         | Alka Yagnik                         | Alka Yagnik                         | Alka Yagnik                         | Alka Yagnik                         | Alka Yagnik                         | Alka Yagnik                         | Alka Yagnik                         | Alka Yagnik                         | Alka Yagnik                         | Alka Yagnik                         | Alka Yagnik                         | Alka Yagnik                         | Alka Yagnik                         | Alka Yagnik                         | Alka Yagnik                         | Alka Yagnik                         | Alka Yagnik                         | Alka Yagnik                         | Alka Yagnik                         | Alka Yagnik                         | Alka Yagnik                         | Alka Yagnik                         | Alka Yagnik                         | Alka Yagnik                         | Alka Yagnik                         | Alka Yagnik                         | Alka Yagnik                         | Alka Yagnik                         | Alka Yagnik                         | Alka Yagnik                         | Alka Yagnik                         | Alka Yagnik                         | Alka Yagnik                         | Alka Yagnik                         | Alka Yagnik                         | Alka Yagnik                         | Alka Yagnik                         | Alka Yagnik                         | Alka Yagnik                         | Alka Yagnik                         | Alka Yagnik                         | Alka Yagnik                         | Alka Yagnik                         | Alka Yagnik                         | Alka Yagnik                         | Alka Yagnik                         | Alka Yagnik                         | Alka Yagnik                         | Alka Yagnik                         | Alka Yagnik                         | Alka Yagnik                         | Alka Yagnik                         | Alka Yagnik                         | Alka Yagnik                         | Alka Yagnik                         | Alka Yagnik                         | Alka Yagnik                         | Alka Yagnik                         | Alka Yagnik                         | Alka Yagnik                         | Alka Yagnik                         | Alka Yagnik                         | Alka Yagnik                         | Alka Yagnik                         | Alka Yagnik                         | Alka Yagnik                         | Alka Yagnik                         | Alka Yagnik                         | Alka Yagnik                         | Alka Yagnik                         | Alka Yagnik                         | Alka Yagnik                         | Alka Yagnik                         | Alka Yagnik                         | Alka Yagnik                         | Alka Yagnik                         | Alka Yagnik                         | Alka Yagnik                         | Alka Yagnik                         | Alka Yagnik                         | Alka Yagnik                         | Alka Yagnik                         | Alka Yagnik                         | Alka Yagnik                         | Alka Yagnik                         | Alka Yagnik                         |                                                                  |                                                                  |                                                                  |                                                                  |                                                                  |                                                                  |                                                                  |                                                                  |                                                                  |                                                                  |                                                                  |                                                                  |                                                                  |                                                                  |                                                                  |                                                                  |                                                                  |                                                                  |                                                                  |                                                                  |                                                                  |                                                                  |                                                                  |                                                                  |                                                                  |                                                                  |                                                                  |                                                                  |                                                                  |                                                                  |                                                                  |                                                                  |                                                                  |                                                                  |                                                                  |                                                                  |                                                                  |                                                                  |                                                                  |                                                                  |                                                                  |                                                                  |                                                                  |                                                                  |                                                                  |                                                                  |                                                                  |                                                                  |                                                                  |                                                                  |                                                                  |                                                                  |                                                                  |                                                                  |                                                                  |                                                                  |                                                                  |                                                                  |                                                                  |                                                                  |                                                                  |                                                                  |                                                                  |                                                                  |                                                                  |                                                                  |                                                                  |                                                                  |                                                                  |                                                                  |                                                                  |                                                                  |                                                                  |                                                                  |                                                                  |                                                                  |                                                                  |                                                                  |                                                                  |                                                                  |                                                                  |                                                                  |                                                                  |                                                                  |                                                                  |                                                                  |                                                                  |                                                                  |                                                                  |                                                                  |                                                                  |                                                                  |                                                                  |                                                                  |                                                                  |                                                                  |                                                                  |                                                                  |                                                                  |                                                                  |                    |                    |                    |                    |                    |                    |                    |                    |                    |                    |                    |                    |                    |                    |                    |                    |                    |                    |                    |                    |                    |                    |                    |                    |                    |                    |                    |                    |                    |                    |                    |                    |                    |                    |                    |                    |                    |                    |                    |                    |                    |                    |                    |                    |                    |                    |                    |                    |                    |                    |                    |                    |                    |                    |                    |                    |                    |                    |                    |                    |                    |                    |                    |                    |                    |                    |                    |                    |                    |                    |
| Episode 14(Elimination) | Episode 14(Elimination) | Episode 14(Elimination) | Episode 14(Elimination) | Episode 14(Elimination) | Episode 14(Elimination) | Episode 14(Elimination) | Episode 14(Elimination) | Episode 14(Elimination) | Episode 14(Elimination) | Episode 14(Elimination) | Episode 14(Elimination) | Episode 14(Elimination) | Episode 14(Elimination) | Episode 14(Elimination) | Episode 14(Elimination) | Episode 14(Elimination) | Episode 14(Elimination) | Episode 14(Elimination) | Episode 14(Elimination) | Episode 14(Elimination) | Episode 14(Elimination) | Episode 14(Elimination) | Episode 14(Elimination) | Episode 14(Elimination) | Episode 14(Elimination) | Episode 14(Elimination) | Episode 14(Elimination) | Episode 14(Elimination) | Episode 14(Elimination) | Episode 14(Elimination) | Episode 14(Elimination) | Episode 14(Elimination) | Episode 14(Elimination) | Episode 14(Elimination) | Episode 14(Elimination) | Episode 14(Elimination) | Episode 14(Elimination) | Episode 14(Elimination) | Episode 14(Elimination) | Episode 14(Elimination) | Episode 14(Elimination) | Episode 14(Elimination) | Episode 14(Elimination) | Episode 14(Elimination) | Episode 14(Elimination) | Episode 14(Elimination) | Episode 14(Elimination) | Episode 14(Elimination) | Episode 14(Elimination) | Episode 14(Elimination) | Episode 14(Elimination) | Episode 14(Elimination) | Episode 14(Elimination) | Episode 14(Elimination) | Episode 14(Elimination) | Episode 14(Elimination) | Episode 14(Elimination) | Episode 14(Elimination) | Episode 14(Elimination) | Episode 14(Elimination) | Episode 14(Elimination) | Episode 14(Elimination) | Episode 14(Elimination) | Episode 14(Elimination) | Episode 14(Elimination) | Episode 14(Elimination) | Episode 14(Elimination) | Episode 14(Elimination) | Episode 14(Elimination) | Episode 14(Elimination) | Episode 14(Elimination) | Episode 14(Elimination) | Episode 14(Elimination) | Episode 14(Elimination) | Episode 14(Elimination) | Episode 14(Elimination) | Episode 14(Elimination) | Episode 14(Elimination) | Episode 14(Elimination) | Episode 14(Elimination) | Episode 14(Elimination) | Episode 14(Elimination) | Episode 14(Elimination) | Episode 14(Elimination) | Episode 14(Elimination) | Episode 14(Elimination) | Episode 14(Elimination) | Episode 14(Elimination) | Episode 14(Elimination) | 25 Jan 2008(Tapori)            | 25 Jan 2008(Tapori)            | 25 Jan 2008(Tapori)            | 25 Jan 2008(Tapori)            | 25 Jan 2008(Tapori)            | 25 Jan 2008(Tapori)            | 25 Jan 2008(Tapori)            | 25 Jan 2008(Tapori)            | 25 Jan 2008(Tapori)            | 25 Jan 2008(Tapori)            | 25 Jan 2008(Tapori)            | 25 Jan 2008(Tapori)            | 25 Jan 2008(Tapori)            | 25 Jan 2008(Tapori)            | 25 Jan 2008(Tapori)            | 25 Jan 2008(Tapori)            | 25 Jan 2008(Tapori)            | 25 Jan 2008(Tapori)            | 25 Jan 2008(Tapori)            | 25 Jan 2008(Tapori)            | 25 Jan 2008(Tapori)            | 25 Jan 2008(Tapori)            | 25 Jan 2008(Tapori)            | 25 Jan 2008(Tapori)            | 25 Jan 2008(Tapori)            | 25 Jan 2008(Tapori)            | 25 Jan 2008(Tapori)            | 25 Jan 2008(Tapori)            | 25 Jan 2008(Tapori)            | 25 Jan 2008(Tapori)            | 25 Jan 2008(Tapori)            | 25 Jan 2008(Tapori)            | 25 Jan 2008(Tapori)            | 25 Jan 2008(Tapori)            | 25 Jan 2008(Tapori)            | 25 Jan 2008(Tapori)            | 25 Jan 2008(Tapori)            | 25 Jan 2008(Tapori)            | 25 Jan 2008(Tapori)            | 25 Jan 2008(Tapori)            | 25 Jan 2008(Tapori)            | 25 Jan 2008(Tapori)            | 25 Jan 2008(Tapori)            | 25 Jan 2008(Tapori)            | 25 Jan 2008(Tapori)            | 25 Jan 2008(Tapori)            | 25 Jan 2008(Tapori)            | 25 Jan 2008(Tapori)            | 25 Jan 2008(Tapori)            | 25 Jan 2008(Tapori)            | 25 Jan 2008(Tapori)            | 25 Jan 2008(Tapori)            | 25 Jan 2008(Tapori)            | 25 Jan 2008(Tapori)            | 25 Jan 2008(Tapori)            | 25 Jan 2008(Tapori)            | 25 Jan 2008(Tapori)            | 25 Jan 2008(Tapori)            | 25 Jan 2008(Tapori)            | 25 Jan 2008(Tapori)            | 25 Jan 2008(Tapori)            | 25 Jan 2008(Tapori)            | 25 Jan 2008(Tapori)            | 25 Jan 2008(Tapori)            | 25 Jan 2008(Tapori)            | 25 Jan 2008(Tapori)            | 25 Jan 2008(Tapori)            | 25 Jan 2008(Tapori)            | 25 Jan 2008(Tapori)            | 25 Jan 2008(Tapori)            | 25 Jan 2008(Tapori)            | 25 Jan 2008(Tapori)            | 25 Jan 2008(Tapori)            | 25 Jan 2008(Tapori)            | 25 Jan 2008(Tapori)            | 25 Jan 2008(Tapori)            | 25 Jan 2008(Tapori)            | 25 Jan 2008(Tapori)            | 25 Jan 2008(Tapori)            | 25 Jan 2008(Tapori)            | 25 Jan 2008(Tapori)            | 25 Jan 2008(Tapori)            | 25 Jan 2008(Tapori)            | 25 Jan 2008(Tapori)            | 25 Jan 2008(Tapori)            | 25 Jan 2008(Tapori)            | 25 Jan 2008(Tapori)            | 25 Jan 2008(Tapori)            | 25 Jan 2008(Tapori)            | 25 Jan 2008(Tapori)            | 25 Jan 2008(Tapori)            | 25 Jan 2008(Tapori)            | 25 Jan 2008(Tapori)            | 25 Jan 2008(Tapori)            | 25 Jan 2008(Tapori)            | 25 Jan 2008(Tapori)            | 25 Jan 2008(Tapori)            | 25 Jan 2008(Tapori)            | 25 Jan 2008(Tapori)            | 25 Jan 2008(Tapori)            | "Khallas" | "Khallas" | "Khallas" | "Khallas" | "Khallas" | "Khallas" | "Khallas" | "Khallas" | "Khallas" | "Khallas" | "Khallas" | "Khallas" | "Khallas" | "Khallas" | "Khallas" | "Khallas" | "Khallas" | "Khallas" | "Khallas" | "Khallas" | "Khallas" | "Khallas" | "Khallas" | "Khallas" | "Khallas" | "Khallas" | "Khallas" | "Khallas" | "Khallas" | "Khallas" | "Khallas" | "Khallas" | "Khallas" | "Khallas" | "Khallas" | "Khallas" | "Khallas" | "Khallas" | "Khallas" | "Khallas" | "Khallas" | "Khallas" | "Khallas" | "Khallas" | "Khallas" | "Khallas" | "Khallas" | "Khallas" | "Khallas" | "Khallas" | "Khallas" | "Khallas" | "Khallas" | "Khallas" | "Khallas" | "Khallas" | "Khallas" | "Khallas" | "Khallas" | "Khallas" | "Khallas" | "Khallas" | "Khallas" | "Khallas" | "Khallas" | "Khallas" | "Khallas" | "Khallas" | "Khallas" | "Khallas" | "Khallas" | "Khallas" | "Khallas" | "Khallas" | "Khallas" | "Khallas" | "Khallas" | "Khallas" | "Khallas" | "Khallas" | "Khallas" | "Khallas" | "Khallas" | "Khallas" | "Khallas" | "Khallas" | "Khallas" | "Khallas" | "Khallas" | "Khallas" | "Khallas" | "Khallas" | "Khallas" | "Khallas" | "Khallas" | "Khallas" | "Khallas" | "Khallas" | "Khallas" | "Khallas" | "Khallas" | "Khallas" | "Khallas" | "Khallas" | "Khallas" | "Khallas" | "Khallas" | "Khallas" | "Khallas" | "Khallas" | "Khallas" | "Khallas" | "Khallas" | "Khallas" | "Khallas" | "Khallas" | "Khallas" | "Khallas" | "Khallas" | "Khallas" | "Khallas" | "Khallas" | "Khallas" | "Khallas" | "Khallas" | "Khallas" | "Khallas" | "Khallas" | "Khallas" | "Khallas" | Asha Bhosle, Sudesh Bhonsle & Sapna Awasthi                                                                        | Asha Bhosle, Sudesh Bhonsle & Sapna Awasthi                                                                        | Asha Bhosle, Sudesh Bhonsle & Sapna Awasthi                                                                        | Asha Bhosle, Sudesh Bhonsle & Sapna Awasthi                                                                        | Asha Bhosle, Sudesh Bhonsle & Sapna Awasthi                                                                        | Asha Bhosle, Sudesh Bhonsle & Sapna Awasthi                                                                        | Asha Bhosle, Sudesh Bhonsle & Sapna Awasthi                                                                        | Asha Bhosle, Sudesh Bhonsle & Sapna Awasthi                                                                        | Asha Bhosle, Sudesh Bhonsle & Sapna Awasthi                                                                        | Asha Bhosle, Sudesh Bhonsle & Sapna Awasthi                                                                        | Asha Bhosle, Sudesh Bhonsle & Sapna Awasthi                                                                        | Asha Bhosle, Sudesh Bhonsle & Sapna Awasthi                                                                        | Asha Bhosle, Sudesh Bhonsle & Sapna Awasthi                                                                        | Asha Bhosle, Sudesh Bhonsle & Sapna Awasthi                                                                        | Asha Bhosle, Sudesh Bhonsle & Sapna Awasthi                                                                        | Asha Bhosle, Sudesh Bhonsle & Sapna Awasthi                                                                        | Asha Bhosle, Sudesh Bhonsle & Sapna Awasthi                                                                        | Asha Bhosle, Sudesh Bhonsle & Sapna Awasthi                                                                        | Asha Bhosle, Sudesh Bhonsle & Sapna Awasthi                                                                        | Asha Bhosle, Sudesh Bhonsle & Sapna Awasthi                                                                        | Asha Bhosle, Sudesh Bhonsle & Sapna Awasthi                                                                        | Asha Bhosle, Sudesh Bhonsle & Sapna Awasthi                                                                        | Asha Bhosle, Sudesh Bhonsle & Sapna Awasthi                                                                        | Asha Bhosle, Sudesh Bhonsle & Sapna Awasthi                                                                        | Asha Bhosle, Sudesh Bhonsle & Sapna Awasthi                                                                        | Asha Bhosle, Sudesh Bhonsle & Sapna Awasthi                                                                        | Asha Bhosle, Sudesh Bhonsle & Sapna Awasthi                                                                        | Asha Bhosle, Sudesh Bhonsle & Sapna Awasthi                                                                        | Asha Bhosle, Sudesh Bhonsle & Sapna Awasthi                                                                        | Asha Bhosle, Sudesh Bhonsle & Sapna Awasthi                                                                        | Asha Bhosle, Sudesh Bhonsle & Sapna Awasthi                                                                        | Asha Bhosle, Sudesh Bhonsle & Sapna Awasthi                                                                        | Asha Bhosle, Sudesh Bhonsle & Sapna Awasthi                                                                        | Asha Bhosle, Sudesh Bhonsle & Sapna Awasthi                                                                        | Asha Bhosle, Sudesh Bhonsle & Sapna Awasthi                                                                        | Asha Bhosle, Sudesh Bhonsle & Sapna Awasthi                                                                        | Asha Bhosle, Sudesh Bhonsle & Sapna Awasthi                                                                        | Asha Bhosle, Sudesh Bhonsle & Sapna Awasthi                                                                        | Asha Bhosle, Sudesh Bhonsle & Sapna Awasthi                                                                        | Asha Bhosle, Sudesh Bhonsle & Sapna Awasthi                                                                        | Asha Bhosle, Sudesh Bhonsle & Sapna Awasthi                                                                        | Asha Bhosle, Sudesh Bhonsle & Sapna Awasthi                                                                        | Asha Bhosle, Sudesh Bhonsle & Sapna Awasthi                                                                        | Asha Bhosle, Sudesh Bhonsle & Sapna Awasthi                                                                        | Asha Bhosle, Sudesh Bhonsle & Sapna Awasthi                                                                        | Asha Bhosle, Sudesh Bhonsle & Sapna Awasthi                                                                        | Asha Bhosle, Sudesh Bhonsle & Sapna Awasthi                                                                        | Asha Bhosle, Sudesh Bhonsle & Sapna Awasthi                                                                        | Asha Bhosle, Sudesh Bhonsle & Sapna Awasthi                                                                        | Asha Bhosle, Sudesh Bhonsle & Sapna Awasthi                                                                        | Asha Bhosle, Sudesh Bhonsle & Sapna Awasthi                                                                        | Asha Bhosle, Sudesh Bhonsle & Sapna Awasthi                                                                        | Asha Bhosle, Sudesh Bhonsle & Sapna Awasthi                                                                        | Asha Bhosle, Sudesh Bhonsle & Sapna Awasthi                                                                        | Asha Bhosle, Sudesh Bhonsle & Sapna Awasthi                                                                        | Asha Bhosle, Sudesh Bhonsle & Sapna Awasthi                                                                        | Asha Bhosle, Sudesh Bhonsle & Sapna Awasthi                                                                        | Asha Bhosle, Sudesh Bhonsle & Sapna Awasthi                                                                        | Asha Bhosle, Sudesh Bhonsle & Sapna Awasthi                                                                        | Asha Bhosle, Sudesh Bhonsle & Sapna Awasthi                                                                        | Asha Bhosle, Sudesh Bhonsle & Sapna Awasthi                                                                        | Asha Bhosle, Sudesh Bhonsle & Sapna Awasthi                                                                        | Asha Bhosle, Sudesh Bhonsle & Sapna Awasthi                                                                        | Asha Bhosle, Sudesh Bhonsle & Sapna Awasthi                                                                        | Asha Bhosle, Sudesh Bhonsle & Sapna Awasthi                                                                        | Asha Bhosle, Sudesh Bhonsle & Sapna Awasthi                                                                        | Asha Bhosle, Sudesh Bhonsle & Sapna Awasthi                                                                        | Asha Bhosle, Sudesh Bhonsle & Sapna Awasthi                                                                        | Asha Bhosle, Sudesh Bhonsle & Sapna Awasthi                                                                        | Asha Bhosle, Sudesh Bhonsle & Sapna Awasthi                                                                        | Asha Bhosle, Sudesh Bhonsle & Sapna Awasthi                                                                        | Asha Bhosle, Sudesh Bhonsle & Sapna Awasthi                                                                        | Asha Bhosle, Sudesh Bhonsle & Sapna Awasthi                                                                        | Asha Bhosle, Sudesh Bhonsle & Sapna Awasthi                                                                        | Asha Bhosle, Sudesh Bhonsle & Sapna Awasthi                                                                        | Asha Bhosle, Sudesh Bhonsle & Sapna Awasthi                                                                        | Asha Bhosle, Sudesh Bhonsle & Sapna Awasthi                                                                        | Asha Bhosle, Sudesh Bhonsle & Sapna Awasthi                                                                        | Asha Bhosle, Sudesh Bhonsle & Sapna Awasthi                                                                        | Asha Bhosle, Sudesh Bhonsle & Sapna Awasthi                                                                        | Asha Bhosle, Sudesh Bhonsle & Sapna Awasthi                                                                        | Asha Bhosle, Sudesh Bhonsle & Sapna Awasthi                                                                        | Asha Bhosle, Sudesh Bhonsle & Sapna Awasthi                                                                        | Asha Bhosle, Sudesh Bhonsle & Sapna Awasthi                                                                        | Asha Bhosle, Sudesh Bhonsle & Sapna Awasthi                                                                        | Asha Bhosle, Sudesh Bhonsle & Sapna Awasthi                                                                        | Asha Bhosle, Sudesh Bhonsle & Sapna Awasthi                                                                        | Asha Bhosle, Sudesh Bhonsle & Sapna Awasthi                                                                        | Asha Bhosle, Sudesh Bhonsle & Sapna Awasthi                                                                        | Asha Bhosle, Sudesh Bhonsle & Sapna Awasthi                                                                        | Asha Bhosle, Sudesh Bhonsle & Sapna Awasthi                                                                        | Asha Bhosle, Sudesh Bhonsle & Sapna Awasthi                                                                        | Asha Bhosle, Sudesh Bhonsle & Sapna Awasthi                                                                        | Asha Bhosle, Sudesh Bhonsle & Sapna Awasthi                                                                        | Asha Bhosle, Sudesh Bhonsle & Sapna Awasthi                                                                        | Asha Bhosle, Sudesh Bhonsle & Sapna Awasthi                                                                        | Asha Bhosle, Sudesh Bhonsle & Sapna Awasthi                                                                        | Asha Bhosle, Sudesh Bhonsle & Sapna Awasthi                                                                        | Asha Bhosle, Sudesh Bhonsle & Sapna Awasthi                                                                        | Asha Bhosle, Sudesh Bhonsle & Sapna Awasthi                                                                        | Adnan Sami                          | Adnan Sami                          | Adnan Sami                          | Adnan Sami                          | Adnan Sami                          | Adnan Sami                          | Adnan Sami                          | Adnan Sami                          | Adnan Sami                          | Adnan Sami                          | Adnan Sami                          | Adnan Sami                          | Adnan Sami                          | Adnan Sami                          | Adnan Sami                          | Adnan Sami                          | Adnan Sami                          | Adnan Sami                          | Adnan Sami                          | Adnan Sami                          | Adnan Sami                          | Adnan Sami                          | Adnan Sami                          | Adnan Sami                          | Adnan Sami                          | Adnan Sami                          | Adnan Sami                          | Adnan Sami                          | Adnan Sami                          | Adnan Sami                          | Adnan Sami                          | Adnan Sami                          | Adnan Sami                          | Adnan Sami                          | Adnan Sami                          | Adnan Sami                          | Adnan Sami                          | Adnan Sami                          | Adnan Sami                          | Adnan Sami                          | Adnan Sami                          | Adnan Sami                          | Adnan Sami                          | Adnan Sami                          | Adnan Sami                          | Adnan Sami                          | Adnan Sami                          | Adnan Sami                          | Adnan Sami                          | Adnan Sami                          | Adnan Sami                          | Adnan Sami                          | Adnan Sami                          | Adnan Sami                          | Adnan Sami                          | Adnan Sami                          | Adnan Sami                          | Adnan Sami                          | Adnan Sami                          | Adnan Sami                          | Adnan Sami                          | Adnan Sami                          | Adnan Sami                          | Adnan Sami                          | Adnan Sami                          | Adnan Sami                          | Adnan Sami                          | Adnan Sami                          | Adnan Sami                          | Adnan Sami                          | Adnan Sami                          | Adnan Sami                          | Adnan Sami                          | Adnan Sami                          | Adnan Sami                          | Adnan Sami                          | Adnan Sami                          | Adnan Sami                          | Adnan Sami                          | Adnan Sami                          | Adnan Sami                          | Adnan Sami                          | Adnan Sami                          | Adnan Sami                          | Adnan Sami                          | Adnan Sami                          | Adnan Sami                          | Adnan Sami                          | Adnan Sami                          | Adnan Sami                          | Adnan Sami                          | Adnan Sami                          | Adnan Sami                          | Adnan Sami                          | Adnan Sami                          | Adnan Sami                          | Adnan Sami                          | Adnan Sami                          | Adnan Sami                          | Adnan Sami                          |                                                                  |                                                                  |                                                                  |                                                                  |                                                                  |                                                                  |                                                                  |                                                                  |                                                                  |                                                                  |                                                                  |                                                                  |                                                                  |                                                                  |                                                                  |                                                                  |                                                                  |                                                                  |                                                                  |                                                                  |                                                                  |                                                                  |                                                                  |                                                                  |                                                                  |                                                                  |                                                                  |                                                                  |                                                                  |                                                                  |                                                                  |                                                                  |                                                                  |                                                                  |                                                                  |                                                                  |                                                                  |                                                                  |                                                                  |                                                                  |                                                                  |                                                                  |                                                                  |                                                                  |                                                                  |                                                                  |                                                                  |                                                                  |                                                                  |                                                                  |                                                                  |                                                                  |                                                                  |                                                                  |                                                                  |                                                                  |                                                                  |                                                                  |                                                                  |                                                                  |                                                                  |                                                                  |                                                                  |                                                                  |                                                                  |                                                                  |                                                                  |                                                                  |                                                                  |                                                                  |                                                                  |                                                                  |                                                                  |                                                                  |                                                                  |                                                                  |                                                                  |                                                                  |                                                                  |                                                                  |                                                                  |                                                                  |                                                                  |                                                                  |                                                                  |                                                                  |                                                                  |                                                                  |                                                                  |                                                                  |                                                                  |                                                                  |                                                                  |                                                                  |                                                                  |                                                                  |                                                                  |                                                                  |                                                                  |                                                                  | Safe               | Safe               | Safe               | Safe               | Safe               | Safe               | Safe               | Safe               | Safe               | Safe               | Safe               | Safe               | Safe               | Safe               | Safe               | Safe               | Safe               | Safe               | Safe               | Safe               | Safe               | Safe               | Safe               | Safe               | Safe               | Safe               | Safe               | Safe               | Safe               | Safe               | Safe               | Safe               | Safe               | Safe               | Safe               | Safe               | Safe               | Safe               | Safe               | Safe               | Safe               | Safe               | Safe               | Safe               | Safe               | Safe               | Safe               | Safe               | Safe               | Safe               | Safe               | Safe               | Safe               | Safe               | Safe               | Safe               | Safe               | Safe               | Safe               | Safe               | Safe               | Safe               | Safe               | Safe               | Safe               | Safe               | Safe               | Safe               | Safe               | Safe               |
| Episode 15              | Episode 15              | Episode 15              | Episode 15              | Episode 15              | Episode 15              | Episode 15              | Episode 15              | Episode 15              | Episode 15              | Episode 15              | Episode 15              | Episode 15              | Episode 15              | Episode 15              | Episode 15              | Episode 15              | Episode 15              | Episode 15              | Episode 15              | Episode 15              | Episode 15              | Episode 15              | Episode 15              | Episode 15              | Episode 15              | Episode 15              | Episode 15              | Episode 15              | Episode 15              | Episode 15              | Episode 15              | Episode 15              | Episode 15              | Episode 15              | Episode 15              | Episode 15              | Episode 15              | Episode 15              | Episode 15              | Episode 15              | Episode 15              | Episode 15              | Episode 15              | Episode 15              | Episode 15              | Episode 15              | Episode 15              | Episode 15              | Episode 15              | Episode 15              | Episode 15              | Episode 15              | Episode 15              | Episode 15              | Episode 15              | Episode 15              | Episode 15              | Episode 15              | Episode 15              | Episode 15              | Episode 15              | Episode 15              | Episode 15              | Episode 15              | Episode 15              | Episode 15              | Episode 15              | Episode 15              | Episode 15              | Episode 15              | Episode 15              | Episode 15              | Episode 15              | Episode 15              | Episode 15              | Episode 15              | Episode 15              | Episode 15              | Episode 15              | Episode 15              | Episode 15              | Episode 15              | Episode 15              | Episode 15              | Episode 15              | Episode 15              | Episode 15              | Episode 15              | Episode 15              | 26 Jan 2008(Republic Day)      | 26 Jan 2008(Republic Day)      | 26 Jan 2008(Republic Day)      | 26 Jan 2008(Republic Day)      | 26 Jan 2008(Republic Day)      | 26 Jan 2008(Republic Day)      | 26 Jan 2008(Republic Day)      | 26 Jan 2008(Republic Day)      | 26 Jan 2008(Republic Day)      | 26 Jan 2008(Republic Day)      | 26 Jan 2008(Republic Day)      | 26 Jan 2008(Republic Day)      | 26 Jan 2008(Republic Day)      | 26 Jan 2008(Republic Day)      | 26 Jan 2008(Republic Day)      | 26 Jan 2008(Republic Day)      | 26 Jan 2008(Republic Day)      | 26 Jan 2008(Republic Day)      | 26 Jan 2008(Republic Day)      | 26 Jan 2008(Republic Day)      | 26 Jan 2008(Republic Day)      | 26 Jan 2008(Republic Day)      | 26 Jan 2008(Republic Day)      | 26 Jan 2008(Republic Day)      | 26 Jan 2008(Republic Day)      | 26 Jan 2008(Republic Day)      | 26 Jan 2008(Republic Day)      | 26 Jan 2008(Republic Day)      | 26 Jan 2008(Republic Day)      | 26 Jan 2008(Republic Day)      | 26 Jan 2008(Republic Day)      | 26 Jan 2008(Republic Day)      | 26 Jan 2008(Republic Day)      | 26 Jan 2008(Republic Day)      | 26 Jan 2008(Republic Day)      | 26 Jan 2008(Republic Day)      | 26 Jan 2008(Republic Day)      | 26 Jan 2008(Republic Day)      | 26 Jan 2008(Republic Day)      | 26 Jan 2008(Republic Day)      | 26 Jan 2008(Republic Day)      | 26 Jan 2008(Republic Day)      | 26 Jan 2008(Republic Day)      | 26 Jan 2008(Republic Day)      | 26 Jan 2008(Republic Day)      | 26 Jan 2008(Republic Day)      | 26 Jan 2008(Republic Day)      | 26 Jan 2008(Republic Day)      | 26 Jan 2008(Republic Day)      | 26 Jan 2008(Republic Day)      | 26 Jan 2008(Republic Day)      | 26 Jan 2008(Republic Day)      | 26 Jan 2008(Republic Day)      | 26 Jan 2008(Republic Day)      | 26 Jan 2008(Republic Day)      | 26 Jan 2008(Republic Day)      | 26 Jan 2008(Republic Day)      | 26 Jan 2008(Republic Day)      | 26 Jan 2008(Republic Day)      | 26 Jan 2008(Republic Day)      | 26 Jan 2008(Republic Day)      | 26 Jan 2008(Republic Day)      | 26 Jan 2008(Republic Day)      | 26 Jan 2008(Republic Day)      | 26 Jan 2008(Republic Day)      | 26 Jan 2008(Republic Day)      | 26 Jan 2008(Republic Day)      | 26 Jan 2008(Republic Day)      | 26 Jan 2008(Republic Day)      | 26 Jan 2008(Republic Day)      | 26 Jan 2008(Republic Day)      | 26 Jan 2008(Republic Day)      | 26 Jan 2008(Republic Day)      | 26 Jan 2008(Republic Day)      | 26 Jan 2008(Republic Day)      | 26 Jan 2008(Republic Day)      | 26 Jan 2008(Republic Day)      | 26 Jan 2008(Republic Day)      | 26 Jan 2008(Republic Day)      | 26 Jan 2008(Republic Day)      | 26 Jan 2008(Republic Day)      | 26 Jan 2008(Republic Day)      | 26 Jan 2008(Republic Day)      | 26 Jan 2008(Republic Day)      | 26 Jan 2008(Republic Day)      | 26 Jan 2008(Republic Day)      | 26 Jan 2008(Republic Day)      | 26 Jan 2008(Republic Day)      | 26 Jan 2008(Republic Day)      | 26 Jan 2008(Republic Day)      | 26 Jan 2008(Republic Day)      | 26 Jan 2008(Republic Day)      | 26 Jan 2008(Republic Day)      | 26 Jan 2008(Republic Day)      | 26 Jan 2008(Republic Day)      | 26 Jan 2008(Republic Day)      | 26 Jan 2008(Republic Day)      | 26 Jan 2008(Republic Day)      | 26 Jan 2008(Republic Day)      | 26 Jan 2008(Republic Day)      | "Zindagi Maut Na Ban Jaaye"                                                                                        | "Zindagi Maut Na Ban Jaaye"                                                                                        | "Zindagi Maut Na Ban Jaaye"                                                                                        | "Zindagi Maut Na Ban Jaaye"                                                                                        | "Zindagi Maut Na Ban Jaaye"                                                                                        | "Zindagi Maut Na Ban Jaaye"                                                                                        | "Zindagi Maut Na Ban Jaaye"                                                                                        | "Zindagi Maut Na Ban Jaaye"                                                                                        | "Zindagi Maut Na Ban Jaaye"                                                                                        | "Zindagi Maut Na Ban Jaaye"                                                                                        | "Zindagi Maut Na Ban Jaaye"                                                                                        | "Zindagi Maut Na Ban Jaaye"                                                                                        | "Zindagi Maut Na Ban Jaaye"                                                                                        | "Zindagi Maut Na Ban Jaaye"                                                                                        | "Zindagi Maut Na Ban Jaaye"                                                                                        | "Zindagi Maut Na Ban Jaaye"                                                                                        | "Zindagi Maut Na Ban Jaaye"                                                                                        | "Zindagi Maut Na Ban Jaaye"                                                                                        | "Zindagi Maut Na Ban Jaaye"                                                                                        | "Zindagi Maut Na Ban Jaaye"                                                                                        | "Zindagi Maut Na Ban Jaaye"                                                                                        | "Zindagi Maut Na Ban Jaaye"                                                                                        | "Zindagi Maut Na Ban Jaaye"                                                                                        | "Zindagi Maut Na Ban Jaaye"                                                                                        | "Zindagi Maut Na Ban Jaaye"                                                                                        | "Zindagi Maut Na Ban Jaaye"                                                                                        | "Zindagi Maut Na Ban Jaaye"                                                                                        | "Zindagi Maut Na Ban Jaaye"                                                                                        | "Zindagi Maut Na Ban Jaaye"                                                                                        | "Zindagi Maut Na Ban Jaaye"                                                                                        | "Zindagi Maut Na Ban Jaaye"                                                                                        | "Zindagi Maut Na Ban Jaaye"                                                                                        | "Zindagi Maut Na Ban Jaaye"                                                                                        | "Zindagi Maut Na Ban Jaaye"                                                                                        | "Zindagi Maut Na Ban Jaaye"                                                                                        | "Zindagi Maut Na Ban Jaaye"                                                                                        | "Zindagi Maut Na Ban Jaaye"                                                                                        | "Zindagi Maut Na Ban Jaaye"                                                                                        | "Zindagi Maut Na Ban Jaaye"                                                                                        | "Zindagi Maut Na Ban Jaaye"                                                                                        | "Zindagi Maut Na Ban Jaaye"                                                                                        | "Zindagi Maut Na Ban Jaaye"                                                                                        | "Zindagi Maut Na Ban Jaaye"                                                                                        | "Zindagi Maut Na Ban Jaaye"                                                                                        | "Zindagi Maut Na Ban Jaaye"                                                                                        | "Zindagi Maut Na Ban Jaaye"                                                                                        | "Zindagi Maut Na Ban Jaaye"                                                                                        | "Zindagi Maut Na Ban Jaaye"                                                                                        | "Zindagi Maut Na Ban Jaaye"                                                                                        | "Zindagi Maut Na Ban Jaaye"                                                                                        | "Zindagi Maut Na Ban Jaaye"                                                                                        | "Zindagi Maut Na Ban Jaaye"                                                                                        | "Zindagi Maut Na Ban Jaaye"                                                                                        | "Zindagi Maut Na Ban Jaaye"                                                                                        | "Zindagi Maut Na Ban Jaaye"                                                                                        | "Zindagi Maut Na Ban Jaaye"                                                                                        | "Zindagi Maut Na Ban Jaaye"                                                                                        | "Zindagi Maut Na Ban Jaaye"                                                                                        | "Zindagi Maut Na Ban Jaaye"                                                                                        | "Zindagi Maut Na Ban Jaaye"                                                                                        | "Zindagi Maut Na Ban Jaaye"                                                                                        | "Zindagi Maut Na Ban Jaaye"                                                                                        | "Zindagi Maut Na Ban Jaaye"                                                                                        | "Zindagi Maut Na Ban Jaaye"                                                                                        | "Zindagi Maut Na Ban Jaaye"                                                                                        | "Zindagi Maut Na Ban Jaaye"                                                                                        | "Zindagi Maut Na Ban Jaaye"                                                                                        | "Zindagi Maut Na Ban Jaaye"                                                                                        | "Zindagi Maut Na Ban Jaaye"                                                                                        | "Zindagi Maut Na Ban Jaaye"                                                                                        | "Zindagi Maut Na Ban Jaaye"                                                                                        | "Zindagi Maut Na Ban Jaaye"                                                                                        | "Zindagi Maut Na Ban Jaaye"                                                                                        | "Zindagi Maut Na Ban Jaaye"                                                                                        | "Zindagi Maut Na Ban Jaaye"                                                                                        | "Zindagi Maut Na Ban Jaaye"                                                                                        | "Zindagi Maut Na Ban Jaaye"                                                                                        | "Zindagi Maut Na Ban Jaaye"                                                                                        | "Zindagi Maut Na Ban Jaaye"                                                                                        | "Zindagi Maut Na Ban Jaaye"                                                                                        | "Zindagi Maut Na Ban Jaaye"                                                                                        | "Zindagi Maut Na Ban Jaaye"                                                                                        | "Zindagi Maut Na Ban Jaaye"                                                                                        | "Zindagi Maut Na Ban Jaaye"                                                                                        | "Zindagi Maut Na Ban Jaaye"                                                                                        | "Zindagi Maut Na Ban Jaaye"                                                                                        | "Zindagi Maut Na Ban Jaaye"                                                                                        | "Zindagi Maut Na Ban Jaaye"                                                                                        | "Zindagi Maut Na Ban Jaaye"                                                                                        | "Zindagi Maut Na Ban Jaaye"                                                                                        | "Zindagi Maut Na Ban Jaaye"                                                                                        | "Zindagi Maut Na Ban Jaaye"                                                                                        | "Zindagi Maut Na Ban Jaaye"                                                                                        | "Zindagi Maut Na Ban Jaaye"                                                                                        | "Zindagi Maut Na Ban Jaaye"                                                                                        | "Zindagi Maut Na Ban Jaaye"                                                                                        | "Zindagi Maut Na Ban Jaaye"                                                                                        | "Zindagi Maut Na Ban Jaaye"                                                                                        | "Zindagi Maut Na Ban Jaaye"                                                                                        | "Zindagi Maut Na Ban Jaaye"                                                                                        | "Zindagi Maut Na Ban Jaaye"                                                                                        | "Zindagi Maut Na Ban Jaaye"                                                                                        | "Zindagi Maut Na Ban Jaaye"                                                                                        | "Zindagi Maut Na Ban Jaaye"                                                                                        | "Zindagi Maut Na Ban Jaaye"                                                                                        | "Zindagi Maut Na Ban Jaaye"                                                                                        | "Zindagi Maut Na Ban Jaaye"                                                                                        | "Zindagi Maut Na Ban Jaaye"                                                                                        | "Zindagi Maut Na Ban Jaaye"                                                                                        | "Zindagi Maut Na Ban Jaaye"                                                                                        | "Zindagi Maut Na Ban Jaaye"                                                                                        | "Zindagi Maut Na Ban Jaaye"                                                                                        | "Zindagi Maut Na Ban Jaaye"                                                                                        | "Zindagi Maut Na Ban Jaaye"                                                                                        | "Zindagi Maut Na Ban Jaaye"                                                                                        | "Zindagi Maut Na Ban Jaaye"                                                                                        | "Zindagi Maut Na Ban Jaaye"                                                                                        | "Zindagi Maut Na Ban Jaaye"                                                                                        | "Zindagi Maut Na Ban Jaaye"                                                                                        | "Zindagi Maut Na Ban Jaaye"                                                                                        | "Zindagi Maut Na Ban Jaaye"                                                                                        | "Zindagi Maut Na Ban Jaaye"                                                                                        | "Zindagi Maut Na Ban Jaaye"                                                                                        | "Zindagi Maut Na Ban Jaaye"                                                                                        | "Zindagi Maut Na Ban Jaaye"                                                                                        | "Zindagi Maut Na Ban Jaaye"                                                                                        | "Zindagi Maut Na Ban Jaaye"                                                                                        | "Zindagi Maut Na Ban Jaaye"                                                                                        | "Zindagi Maut Na Ban Jaaye"                                                                                        | "Zindagi Maut Na Ban Jaaye"                                                                                        | Roop Kumar Rathod & Sonu Nigam                                                                                     | Roop Kumar Rathod & Sonu Nigam                                                                                     | Roop Kumar Rathod & Sonu Nigam                                                                                     | Roop Kumar Rathod & Sonu Nigam                                                                                     | Roop Kumar Rathod & Sonu Nigam                                                                                     | Roop Kumar Rathod & Sonu Nigam                                                                                     | Roop Kumar Rathod & Sonu Nigam                                                                                     | Roop Kumar Rathod & Sonu Nigam                                                                                     | Roop Kumar Rathod & Sonu Nigam                                                                                     | Roop Kumar Rathod & Sonu Nigam                                                                                     | Roop Kumar Rathod & Sonu Nigam                                                                                     | Roop Kumar Rathod & Sonu Nigam                                                                                     | Roop Kumar Rathod & Sonu Nigam                                                                                     | Roop Kumar Rathod & Sonu Nigam                                                                                     | Roop Kumar Rathod & Sonu Nigam                                                                                     | Roop Kumar Rathod & Sonu Nigam                                                                                     | Roop Kumar Rathod & Sonu Nigam                                                                                     | Roop Kumar Rathod & Sonu Nigam                                                                                     | Roop Kumar Rathod & Sonu Nigam                                                                                     | Roop Kumar Rathod & Sonu Nigam                                                                                     | Roop Kumar Rathod & Sonu Nigam                                                                                     | Roop Kumar Rathod & Sonu Nigam                                                                                     | Roop Kumar Rathod & Sonu Nigam                                                                                     | Roop Kumar Rathod & Sonu Nigam                                                                                     | Roop Kumar Rathod & Sonu Nigam                                                                                     | Roop Kumar Rathod & Sonu Nigam                                                                                     | Roop Kumar Rathod & Sonu Nigam                                                                                     | Roop Kumar Rathod & Sonu Nigam                                                                                     | Roop Kumar Rathod & Sonu Nigam                                                                                     | Roop Kumar Rathod & Sonu Nigam                                                                                     | Roop Kumar Rathod & Sonu Nigam                                                                                     | Roop Kumar Rathod & Sonu Nigam                                                                                     | Roop Kumar Rathod & Sonu Nigam                                                                                     | Roop Kumar Rathod & Sonu Nigam                                                                                     | Roop Kumar Rathod & Sonu Nigam                                                                                     | Roop Kumar Rathod & Sonu Nigam                                                                                     | Roop Kumar Rathod & Sonu Nigam                                                                                     | Roop Kumar Rathod & Sonu Nigam                                                                                     | Roop Kumar Rathod & Sonu Nigam                                                                                     | Roop Kumar Rathod & Sonu Nigam                                                                                     | Roop Kumar Rathod & Sonu Nigam                                                                                     | Roop Kumar Rathod & Sonu Nigam                                                                                     | Roop Kumar Rathod & Sonu Nigam                                                                                     | Roop Kumar Rathod & Sonu Nigam                                                                                     | Roop Kumar Rathod & Sonu Nigam                                                                                     | Roop Kumar Rathod & Sonu Nigam                                                                                     | Roop Kumar Rathod & Sonu Nigam                                                                                     | Roop Kumar Rathod & Sonu Nigam                                                                                     | Roop Kumar Rathod & Sonu Nigam                                                                                     | Roop Kumar Rathod & Sonu Nigam                                                                                     | Roop Kumar Rathod & Sonu Nigam                                                                                     | Roop Kumar Rathod & Sonu Nigam                                                                                     | Roop Kumar Rathod & Sonu Nigam                                                                                     | Roop Kumar Rathod & Sonu Nigam                                                                                     | Roop Kumar Rathod & Sonu Nigam                                                                                     | Roop Kumar Rathod & Sonu Nigam                                                                                     | Roop Kumar Rathod & Sonu Nigam                                                                                     | Roop Kumar Rathod & Sonu Nigam                                                                                     | Roop Kumar Rathod & Sonu Nigam                                                                                     | Roop Kumar Rathod & Sonu Nigam                                                                                     | Roop Kumar Rathod & Sonu Nigam                                                                                     | Roop Kumar Rathod & Sonu Nigam                                                                                     | Roop Kumar Rathod & Sonu Nigam                                                                                     | Roop Kumar Rathod & Sonu Nigam                                                                                     | Roop Kumar Rathod & Sonu Nigam                                                                                     | Roop Kumar Rathod & Sonu Nigam                                                                                     | Roop Kumar Rathod & Sonu Nigam                                                                                     | Roop Kumar Rathod & Sonu Nigam                                                                                     | Roop Kumar Rathod & Sonu Nigam                                                                                     | Roop Kumar Rathod & Sonu Nigam                                                                                     | Roop Kumar Rathod & Sonu Nigam                                                                                     | Roop Kumar Rathod & Sonu Nigam                                                                                     | Roop Kumar Rathod & Sonu Nigam                                                                                     | Roop Kumar Rathod & Sonu Nigam                                                                                     | Roop Kumar Rathod & Sonu Nigam                                                                                     | Roop Kumar Rathod & Sonu Nigam                                                                                     | Roop Kumar Rathod & Sonu Nigam                                                                                     | Roop Kumar Rathod & Sonu Nigam                                                                                     | Roop Kumar Rathod & Sonu Nigam                                                                                     | Roop Kumar Rathod & Sonu Nigam                                                                                     | Roop Kumar Rathod & Sonu Nigam                                                                                     | Roop Kumar Rathod & Sonu Nigam                                                                                     | Roop Kumar Rathod & Sonu Nigam                                                                                     | Roop Kumar Rathod & Sonu Nigam                                                                                     | Roop Kumar Rathod & Sonu Nigam                                                                                     | Roop Kumar Rathod & Sonu Nigam                                                                                     | Roop Kumar Rathod & Sonu Nigam                                                                                     | Roop Kumar Rathod & Sonu Nigam                                                                                     | Roop Kumar Rathod & Sonu Nigam                                                                                     | Roop Kumar Rathod & Sonu Nigam                                                                                     | Roop Kumar Rathod & Sonu Nigam                                                                                     | Roop Kumar Rathod & Sonu Nigam                                                                                     | Roop Kumar Rathod & Sonu Nigam                                                                                     | Roop Kumar Rathod & Sonu Nigam                                                                                     | Roop Kumar Rathod & Sonu Nigam                                                                                     | Roop Kumar Rathod & Sonu Nigam                                                                                     | Roop Kumar Rathod & Sonu Nigam                                                                                     | Roop Kumar Rathod & Sonu Nigam                                                                                     | Roop Kumar Rathod & Sonu Nigam                                                                                     | Roop Kumar Rathod & Sonu Nigam                                                                                     |                                     |                                     |                                     |                                     |                                     |                                     |                                     |                                     |                                     |                                     |                                     |                                     |                                     |                                     |                                     |                                     |                                     |                                     |                                     |                                     |                                     |                                     |                                     |                                     |                                     |                                     |                                     |                                     |                                     |                                     |                                     |                                     |                                     |                                     |                                     |                                     |                                     |                                     |                                     |                                     |                                     |                                     |                                     |                                     |                                     |                                     |                                     |                                     |                                     |                                     |                                     |                                     |                                     |                                     |                                     |                                     |                                     |                                     |                                     |                                     |                                     |                                     |                                     |                                     |                                     |                                     |                                     |                                     |                                     |                                     |                                     |                                     |                                     |                                     |                                     |                                     |                                     |                                     |                                     |                                     |                                     |                                     |                                     |                                     |                                     |                                     |                                     |                                     |                                     |                                     |                                     |                                     |                                     |                                     |                                     |                                     |                                     |                                     |                                     |                                     |                                                                  |                                                                  |                                                                  |                                                                  |                                                                  |                                                                  |                                                                  |                                                                  |                                                                  |                                                                  |                                                                  |                                                                  |                                                                  |                                                                  |                                                                  |                                                                  |                                                                  |                                                                  |                                                                  |                                                                  |                                                                  |                                                                  |                                                                  |                                                                  |                                                                  |                                                                  |                                                                  |                                                                  |                                                                  |                                                                  |                                                                  |                                                                  |                                                                  |                                                                  |                                                                  |                                                                  |                                                                  |                                                                  |                                                                  |                                                                  |                                                                  |                                                                  |                                                                  |                                                                  |                                                                  |                                                                  |                                                                  |                                                                  |                                                                  |                                                                  |                                                                  |                                                                  |                                                                  |                                                                  |                                                                  |                                                                  |                                                                  |                                                                  |                                                                  |                                                                  |                                                                  |                                                                  |                                                                  |                                                                  |                                                                  |                                                                  |                                                                  |                                                                  |                                                                  |                                                                  |                                                                  |                                                                  |                                                                  |                                                                  |                                                                  |                                                                  |                                                                  |                                                                  |                                                                  |                                                                  |                                                                  |                                                                  |                                                                  |                                                                  |                                                                  |                                                                  |                                                                  |                                                                  |                                                                  |                                                                  |                                                                  |                                                                  |                                                                  |                                                                  |                                                                  |                                                                  |                                                                  |                                                                  |                                                                  |                                                                  |                    |                    |                    |                    |                    |                    |                    |                    |                    |                    |                    |                    |                    |                    |                    |                    |                    |                    |                    |                    |                    |                    |                    |                    |                    |                    |                    |                    |                    |                    |                    |                    |                    |                    |                    |                    |                    |                    |                    |                    |                    |                    |                    |                    |                    |                    |                    |                    |                    |                    |                    |                    |                    |                    |                    |                    |                    |                    |                    |                    |                    |                    |                    |                    |                    |                    |                    |                    |                    |                    |
| Episode 16(Elimination) | Episode 16(Elimination) | Episode 16(Elimination) | Episode 16(Elimination) | Episode 16(Elimination) | Episode 16(Elimination) | Episode 16(Elimination) | Episode 16(Elimination) | Episode 16(Elimination) | Episode 16(Elimination) | Episode 16(Elimination) | Episode 16(Elimination) | Episode 16(Elimination) | Episode 16(Elimination) | Episode 16(Elimination) | Episode 16(Elimination) | Episode 16(Elimination) | Episode 16(Elimination) | Episode 16(Elimination) | Episode 16(Elimination) | Episode 16(Elimination) | Episode 16(Elimination) | Episode 16(Elimination) | Episode 16(Elimination) | Episode 16(Elimination) | Episode 16(Elimination) | Episode 16(Elimination) | Episode 16(Elimination) | Episode 16(Elimination) | Episode 16(Elimination) | Episode 16(Elimination) | Episode 16(Elimination) | Episode 16(Elimination) | Episode 16(Elimination) | Episode 16(Elimination) | Episode 16(Elimination) | Episode 16(Elimination) | Episode 16(Elimination) | Episode 16(Elimination) | Episode 16(Elimination) | Episode 16(Elimination) | Episode 16(Elimination) | Episode 16(Elimination) | Episode 16(Elimination) | Episode 16(Elimination) | Episode 16(Elimination) | Episode 16(Elimination) | Episode 16(Elimination) | Episode 16(Elimination) | Episode 16(Elimination) | Episode 16(Elimination) | Episode 16(Elimination) | Episode 16(Elimination) | Episode 16(Elimination) | Episode 16(Elimination) | Episode 16(Elimination) | Episode 16(Elimination) | Episode 16(Elimination) | Episode 16(Elimination) | Episode 16(Elimination) | Episode 16(Elimination) | Episode 16(Elimination) | Episode 16(Elimination) | Episode 16(Elimination) | Episode 16(Elimination) | Episode 16(Elimination) | Episode 16(Elimination) | Episode 16(Elimination) | Episode 16(Elimination) | Episode 16(Elimination) | Episode 16(Elimination) | Episode 16(Elimination) | Episode 16(Elimination) | Episode 16(Elimination) | Episode 16(Elimination) | Episode 16(Elimination) | Episode 16(Elimination) | Episode 16(Elimination) | Episode 16(Elimination) | Episode 16(Elimination) | Episode 16(Elimination) | Episode 16(Elimination) | Episode 16(Elimination) | Episode 16(Elimination) | Episode 16(Elimination) | Episode 16(Elimination) | Episode 16(Elimination) | Episode 16(Elimination) | Episode 16(Elimination) | Episode 16(Elimination) | 1 Feb 2008(Folk music)         | 1 Feb 2008(Folk music)         | 1 Feb 2008(Folk music)         | 1 Feb 2008(Folk music)         | 1 Feb 2008(Folk music)         | 1 Feb 2008(Folk music)         | 1 Feb 2008(Folk music)         | 1 Feb 2008(Folk music)         | 1 Feb 2008(Folk music)         | 1 Feb 2008(Folk music)         | 1 Feb 2008(Folk music)         | 1 Feb 2008(Folk music)         | 1 Feb 2008(Folk music)         | 1 Feb 2008(Folk music)         | 1 Feb 2008(Folk music)         | 1 Feb 2008(Folk music)         | 1 Feb 2008(Folk music)         | 1 Feb 2008(Folk music)         | 1 Feb 2008(Folk music)         | 1 Feb 2008(Folk music)         | 1 Feb 2008(Folk music)         | 1 Feb 2008(Folk music)         | 1 Feb 2008(Folk music)         | 1 Feb 2008(Folk music)         | 1 Feb 2008(Folk music)         | 1 Feb 2008(Folk music)         | 1 Feb 2008(Folk music)         | 1 Feb 2008(Folk music)         | 1 Feb 2008(Folk music)         | 1 Feb 2008(Folk music)         | 1 Feb 2008(Folk music)         | 1 Feb 2008(Folk music)         | 1 Feb 2008(Folk music)         | 1 Feb 2008(Folk music)         | 1 Feb 2008(Folk music)         | 1 Feb 2008(Folk music)         | 1 Feb 2008(Folk music)         | 1 Feb 2008(Folk music)         | 1 Feb 2008(Folk music)         | 1 Feb 2008(Folk music)         | 1 Feb 2008(Folk music)         | 1 Feb 2008(Folk music)         | 1 Feb 2008(Folk music)         | 1 Feb 2008(Folk music)         | 1 Feb 2008(Folk music)         | 1 Feb 2008(Folk music)         | 1 Feb 2008(Folk music)         | 1 Feb 2008(Folk music)         | 1 Feb 2008(Folk music)         | 1 Feb 2008(Folk music)         | 1 Feb 2008(Folk music)         | 1 Feb 2008(Folk music)         | 1 Feb 2008(Folk music)         | 1 Feb 2008(Folk music)         | 1 Feb 2008(Folk music)         | 1 Feb 2008(Folk music)         | 1 Feb 2008(Folk music)         | 1 Feb 2008(Folk music)         | 1 Feb 2008(Folk music)         | 1 Feb 2008(Folk music)         | 1 Feb 2008(Folk music)         | 1 Feb 2008(Folk music)         | 1 Feb 2008(Folk music)         | 1 Feb 2008(Folk music)         | 1 Feb 2008(Folk music)         | 1 Feb 2008(Folk music)         | 1 Feb 2008(Folk music)         | 1 Feb 2008(Folk music)         | 1 Feb 2008(Folk music)         | 1 Feb 2008(Folk music)         | 1 Feb 2008(Folk music)         | 1 Feb 2008(Folk music)         | 1 Feb 2008(Folk music)         | 1 Feb 2008(Folk music)         | 1 Feb 2008(Folk music)         | 1 Feb 2008(Folk music)         | 1 Feb 2008(Folk music)         | 1 Feb 2008(Folk music)         | 1 Feb 2008(Folk music)         | 1 Feb 2008(Folk music)         | 1 Feb 2008(Folk music)         | 1 Feb 2008(Folk music)         | 1 Feb 2008(Folk music)         | 1 Feb 2008(Folk music)         | 1 Feb 2008(Folk music)         | 1 Feb 2008(Folk music)         | 1 Feb 2008(Folk music)         | 1 Feb 2008(Folk music)         | 1 Feb 2008(Folk music)         | 1 Feb 2008(Folk music)         | 1 Feb 2008(Folk music)         | 1 Feb 2008(Folk music)         | 1 Feb 2008(Folk music)         | 1 Feb 2008(Folk music)         | 1 Feb 2008(Folk music)         | 1 Feb 2008(Folk music)         | 1 Feb 2008(Folk music)         | 1 Feb 2008(Folk music)         | 1 Feb 2008(Folk music)         | 1 Feb 2008(Folk music)         | "Morni Baga Ma Bole"                                                                                               | "Morni Baga Ma Bole"                                                                                               | "Morni Baga Ma Bole"                                                                                               | "Morni Baga Ma Bole"                                                                                               | "Morni Baga Ma Bole"                                                                                               | "Morni Baga Ma Bole"                                                                                               | "Morni Baga Ma Bole"                                                                                               | "Morni Baga Ma Bole"                                                                                               | "Morni Baga Ma Bole"                                                                                               | "Morni Baga Ma Bole"                                                                                               | "Morni Baga Ma Bole"                                                                                               | "Morni Baga Ma Bole"                                                                                               | "Morni Baga Ma Bole"                                                                                               | "Morni Baga Ma Bole"                                                                                               | "Morni Baga Ma Bole"                                                                                               | "Morni Baga Ma Bole"                                                                                               | "Morni Baga Ma Bole"                                                                                               | "Morni Baga Ma Bole"                                                                                               | "Morni Baga Ma Bole"                                                                                               | "Morni Baga Ma Bole"                                                                                               | "Morni Baga Ma Bole"                                                                                               | "Morni Baga Ma Bole"                                                                                               | "Morni Baga Ma Bole"                                                                                               | "Morni Baga Ma Bole"                                                                                               | "Morni Baga Ma Bole"                                                                                               | "Morni Baga Ma Bole"                                                                                               | "Morni Baga Ma Bole"                                                                                               | "Morni Baga Ma Bole"                                                                                               | "Morni Baga Ma Bole"                                                                                               | "Morni Baga Ma Bole"                                                                                               | "Morni Baga Ma Bole"                                                                                               | "Morni Baga Ma Bole"                                                                                               | "Morni Baga Ma Bole"                                                                                               | "Morni Baga Ma Bole"                                                                                               | "Morni Baga Ma Bole"                                                                                               | "Morni Baga Ma Bole"                                                                                               | "Morni Baga Ma Bole"                                                                                               | "Morni Baga Ma Bole"                                                                                               | "Morni Baga Ma Bole"                                                                                               | "Morni Baga Ma Bole"                                                                                               | "Morni Baga Ma Bole"                                                                                               | "Morni Baga Ma Bole"                                                                                               | "Morni Baga Ma Bole"                                                                                               | "Morni Baga Ma Bole"                                                                                               | "Morni Baga Ma Bole"                                                                                               | "Morni Baga Ma Bole"                                                                                               | "Morni Baga Ma Bole"                                                                                               | "Morni Baga Ma Bole"                                                                                               | "Morni Baga Ma Bole"                                                                                               | "Morni Baga Ma Bole"                                                                                               | "Morni Baga Ma Bole"                                                                                               | "Morni Baga Ma Bole"                                                                                               | "Morni Baga Ma Bole"                                                                                               | "Morni Baga Ma Bole"                                                                                               | "Morni Baga Ma Bole"                                                                                               | "Morni Baga Ma Bole"                                                                                               | "Morni Baga Ma Bole"                                                                                               | "Morni Baga Ma Bole"                                                                                               | "Morni Baga Ma Bole"                                                                                               | "Morni Baga Ma Bole"                                                                                               | "Morni Baga Ma Bole"                                                                                               | "Morni Baga Ma Bole"                                                                                               | "Morni Baga Ma Bole"                                                                                               | "Morni Baga Ma Bole"                                                                                               | "Morni Baga Ma Bole"                                                                                               | "Morni Baga Ma Bole"                                                                                               | "Morni Baga Ma Bole"                                                                                               | "Morni Baga Ma Bole"                                                                                               | "Morni Baga Ma Bole"                                                                                               | "Morni Baga Ma Bole"                                                                                               | "Morni Baga Ma Bole"                                                                                               | "Morni Baga Ma Bole"                                                                                               | "Morni Baga Ma Bole"                                                                                               | "Morni Baga Ma Bole"                                                                                               | "Morni Baga Ma Bole"                                                                                               | "Morni Baga Ma Bole"                                                                                               | "Morni Baga Ma Bole"                                                                                               | "Morni Baga Ma Bole"                                                                                               | "Morni Baga Ma Bole"                                                                                               | "Morni Baga Ma Bole"                                                                                               | "Morni Baga Ma Bole"                                                                                               | "Morni Baga Ma Bole"                                                                                               | "Morni Baga Ma Bole"                                                                                               | "Morni Baga Ma Bole"                                                                                               | "Morni Baga Ma Bole"                                                                                               | "Morni Baga Ma Bole"                                                                                               | "Morni Baga Ma Bole"                                                                                               | "Morni Baga Ma Bole"                                                                                               | "Morni Baga Ma Bole"                                                                                               | "Morni Baga Ma Bole"                                                                                               | "Morni Baga Ma Bole"                                                                                               | "Morni Baga Ma Bole"                                                                                               | "Morni Baga Ma Bole"                                                                                               | "Morni Baga Ma Bole"                                                                                               | "Morni Baga Ma Bole"                                                                                               | "Morni Baga Ma Bole"                                                                                               | "Morni Baga Ma Bole"                                                                                               | "Morni Baga Ma Bole"                                                                                               | "Morni Baga Ma Bole"                                                                                               | "Morni Baga Ma Bole"                                                                                               | "Morni Baga Ma Bole"                                                                                               | "Morni Baga Ma Bole"                                                                                               | "Morni Baga Ma Bole"                                                                                               | "Morni Baga Ma Bole"                                                                                               | "Morni Baga Ma Bole"                                                                                               | "Morni Baga Ma Bole"                                                                                               | "Morni Baga Ma Bole"                                                                                               | "Morni Baga Ma Bole"                                                                                               | "Morni Baga Ma Bole"                                                                                               | "Morni Baga Ma Bole"                                                                                               | "Morni Baga Ma Bole"                                                                                               | "Morni Baga Ma Bole"                                                                                               | "Morni Baga Ma Bole"                                                                                               | "Morni Baga Ma Bole"                                                                                               | "Morni Baga Ma Bole"                                                                                               | "Morni Baga Ma Bole"                                                                                               | "Morni Baga Ma Bole"                                                                                               | "Morni Baga Ma Bole"                                                                                               | "Morni Baga Ma Bole"                                                                                               | "Morni Baga Ma Bole"                                                                                               | "Morni Baga Ma Bole"                                                                                               | "Morni Baga Ma Bole"                                                                                               | "Morni Baga Ma Bole"                                                                                               | "Morni Baga Ma Bole"                                                                                               | "Morni Baga Ma Bole"                                                                                               | "Morni Baga Ma Bole"                                                                                               | "Morni Baga Ma Bole"                                                                                               | "Morni Baga Ma Bole"                                                                                               | "Morni Baga Ma Bole"                                                                                               | "Morni Baga Ma Bole"                                                                                               | Lata Mangeshkar & Ila Arun                                                                                         | Lata Mangeshkar & Ila Arun                                                                                         | Lata Mangeshkar & Ila Arun                                                                                         | Lata Mangeshkar & Ila Arun                                                                                         | Lata Mangeshkar & Ila Arun                                                                                         | Lata Mangeshkar & Ila Arun                                                                                         | Lata Mangeshkar & Ila Arun                                                                                         | Lata Mangeshkar & Ila Arun                                                                                         | Lata Mangeshkar & Ila Arun                                                                                         | Lata Mangeshkar & Ila Arun                                                                                         | Lata Mangeshkar & Ila Arun                                                                                         | Lata Mangeshkar & Ila Arun                                                                                         | Lata Mangeshkar & Ila Arun                                                                                         | Lata Mangeshkar & Ila Arun                                                                                         | Lata Mangeshkar & Ila Arun                                                                                         | Lata Mangeshkar & Ila Arun                                                                                         | Lata Mangeshkar & Ila Arun                                                                                         | Lata Mangeshkar & Ila Arun                                                                                         | Lata Mangeshkar & Ila Arun                                                                                         | Lata Mangeshkar & Ila Arun                                                                                         | Lata Mangeshkar & Ila Arun                                                                                         | Lata Mangeshkar & Ila Arun                                                                                         | Lata Mangeshkar & Ila Arun                                                                                         | Lata Mangeshkar & Ila Arun                                                                                         | Lata Mangeshkar & Ila Arun                                                                                         | Lata Mangeshkar & Ila Arun                                                                                         | Lata Mangeshkar & Ila Arun                                                                                         | Lata Mangeshkar & Ila Arun                                                                                         | Lata Mangeshkar & Ila Arun                                                                                         | Lata Mangeshkar & Ila Arun                                                                                         | Lata Mangeshkar & Ila Arun                                                                                         | Lata Mangeshkar & Ila Arun                                                                                         | Lata Mangeshkar & Ila Arun                                                                                         | Lata Mangeshkar & Ila Arun                                                                                         | Lata Mangeshkar & Ila Arun                                                                                         | Lata Mangeshkar & Ila Arun                                                                                         | Lata Mangeshkar & Ila Arun                                                                                         | Lata Mangeshkar & Ila Arun                                                                                         | Lata Mangeshkar & Ila Arun                                                                                         | Lata Mangeshkar & Ila Arun                                                                                         | Lata Mangeshkar & Ila Arun                                                                                         | Lata Mangeshkar & Ila Arun                                                                                         | Lata Mangeshkar & Ila Arun                                                                                         | Lata Mangeshkar & Ila Arun                                                                                         | Lata Mangeshkar & Ila Arun                                                                                         | Lata Mangeshkar & Ila Arun                                                                                         | Lata Mangeshkar & Ila Arun                                                                                         | Lata Mangeshkar & Ila Arun                                                                                         | Lata Mangeshkar & Ila Arun                                                                                         | Lata Mangeshkar & Ila Arun                                                                                         | Lata Mangeshkar & Ila Arun                                                                                         | Lata Mangeshkar & Ila Arun                                                                                         | Lata Mangeshkar & Ila Arun                                                                                         | Lata Mangeshkar & Ila Arun                                                                                         | Lata Mangeshkar & Ila Arun                                                                                         | Lata Mangeshkar & Ila Arun                                                                                         | Lata Mangeshkar & Ila Arun                                                                                         | Lata Mangeshkar & Ila Arun                                                                                         | Lata Mangeshkar & Ila Arun                                                                                         | Lata Mangeshkar & Ila Arun                                                                                         | Lata Mangeshkar & Ila Arun                                                                                         | Lata Mangeshkar & Ila Arun                                                                                         | Lata Mangeshkar & Ila Arun                                                                                         | Lata Mangeshkar & Ila Arun                                                                                         | Lata Mangeshkar & Ila Arun                                                                                         | Lata Mangeshkar & Ila Arun                                                                                         | Lata Mangeshkar & Ila Arun                                                                                         | Lata Mangeshkar & Ila Arun                                                                                         | Lata Mangeshkar & Ila Arun                                                                                         | Lata Mangeshkar & Ila Arun                                                                                         | Lata Mangeshkar & Ila Arun                                                                                         | Lata Mangeshkar & Ila Arun                                                                                         | Lata Mangeshkar & Ila Arun                                                                                         | Lata Mangeshkar & Ila Arun                                                                                         | Lata Mangeshkar & Ila Arun                                                                                         | Lata Mangeshkar & Ila Arun                                                                                         | Lata Mangeshkar & Ila Arun                                                                                         | Lata Mangeshkar & Ila Arun                                                                                         | Lata Mangeshkar & Ila Arun                                                                                         | Lata Mangeshkar & Ila Arun                                                                                         | Lata Mangeshkar & Ila Arun                                                                                         | Lata Mangeshkar & Ila Arun                                                                                         | Lata Mangeshkar & Ila Arun                                                                                         | Lata Mangeshkar & Ila Arun                                                                                         | Lata Mangeshkar & Ila Arun                                                                                         | Lata Mangeshkar & Ila Arun                                                                                         | Lata Mangeshkar & Ila Arun                                                                                         | Lata Mangeshkar & Ila Arun                                                                                         | Lata Mangeshkar & Ila Arun                                                                                         | Lata Mangeshkar & Ila Arun                                                                                         | Lata Mangeshkar & Ila Arun                                                                                         | Lata Mangeshkar & Ila Arun                                                                                         | Lata Mangeshkar & Ila Arun                                                                                         | Lata Mangeshkar & Ila Arun                                                                                         | Lata Mangeshkar & Ila Arun                                                                                         | Lata Mangeshkar & Ila Arun                                                                                         | Lata Mangeshkar & Ila Arun                                                                                         | Lata Mangeshkar & Ila Arun                                                                                         | Lata Mangeshkar & Ila Arun                                                                                         | Lata Mangeshkar & Ila Arun                                                                                         | Ila Arun                            | Ila Arun                            | Ila Arun                            | Ila Arun                            | Ila Arun                            | Ila Arun                            | Ila Arun                            | Ila Arun                            | Ila Arun                            | Ila Arun                            | Ila Arun                            | Ila Arun                            | Ila Arun                            | Ila Arun                            | Ila Arun                            | Ila Arun                            | Ila Arun                            | Ila Arun                            | Ila Arun                            | Ila Arun                            | Ila Arun                            | Ila Arun                            | Ila Arun                            | Ila Arun                            | Ila Arun                            | Ila Arun                            | Ila Arun                            | Ila Arun                            | Ila Arun                            | Ila Arun                            | Ila Arun                            | Ila Arun                            | Ila Arun                            | Ila Arun                            | Ila Arun                            | Ila Arun                            | Ila Arun                            | Ila Arun                            | Ila Arun                            | Ila Arun                            | Ila Arun                            | Ila Arun                            | Ila Arun                            | Ila Arun                            | Ila Arun                            | Ila Arun                            | Ila Arun                            | Ila Arun                            | Ila Arun                            | Ila Arun                            | Ila Arun                            | Ila Arun                            | Ila Arun                            | Ila Arun                            | Ila Arun                            | Ila Arun                            | Ila Arun                            | Ila Arun                            | Ila Arun                            | Ila Arun                            | Ila Arun                            | Ila Arun                            | Ila Arun                            | Ila Arun                            | Ila Arun                            | Ila Arun                            | Ila Arun                            | Ila Arun                            | Ila Arun                            | Ila Arun                            | Ila Arun                            | Ila Arun                            | Ila Arun                            | Ila Arun                            | Ila Arun                            | Ila Arun                            | Ila Arun                            | Ila Arun                            | Ila Arun                            | Ila Arun                            | Ila Arun                            | Ila Arun                            | Ila Arun                            | Ila Arun                            | Ila Arun                            | Ila Arun                            | Ila Arun                            | Ila Arun                            | Ila Arun                            | Ila Arun                            | Ila Arun                            | Ila Arun                            | Ila Arun                            | Ila Arun                            | Ila Arun                            | Ila Arun                            | Ila Arun                            | Ila Arun                            | Ila Arun                            | Ila Arun                            | ScaryLand - "Mausam Ki Adla Badi Mein", Gayatri Iyer             | ScaryLand - "Mausam Ki Adla Badi Mein", Gayatri Iyer             | ScaryLand - "Mausam Ki Adla Badi Mein", Gayatri Iyer             | ScaryLand - "Mausam Ki Adla Badi Mein", Gayatri Iyer             | ScaryLand - "Mausam Ki Adla Badi Mein", Gayatri Iyer             | ScaryLand - "Mausam Ki Adla Badi Mein", Gayatri Iyer             | ScaryLand - "Mausam Ki Adla Badi Mein", Gayatri Iyer             | ScaryLand - "Mausam Ki Adla Badi Mein", Gayatri Iyer             | ScaryLand - "Mausam Ki Adla Badi Mein", Gayatri Iyer             | ScaryLand - "Mausam Ki Adla Badi Mein", Gayatri Iyer             | ScaryLand - "Mausam Ki Adla Badi Mein", Gayatri Iyer             | ScaryLand - "Mausam Ki Adla Badi Mein", Gayatri Iyer             | ScaryLand - "Mausam Ki Adla Badi Mein", Gayatri Iyer             | ScaryLand - "Mausam Ki Adla Badi Mein", Gayatri Iyer             | ScaryLand - "Mausam Ki Adla Badi Mein", Gayatri Iyer             | ScaryLand - "Mausam Ki Adla Badi Mein", Gayatri Iyer             | ScaryLand - "Mausam Ki Adla Badi Mein", Gayatri Iyer             | ScaryLand - "Mausam Ki Adla Badi Mein", Gayatri Iyer             | ScaryLand - "Mausam Ki Adla Badi Mein", Gayatri Iyer             | ScaryLand - "Mausam Ki Adla Badi Mein", Gayatri Iyer             | ScaryLand - "Mausam Ki Adla Badi Mein", Gayatri Iyer             | ScaryLand - "Mausam Ki Adla Badi Mein", Gayatri Iyer             | ScaryLand - "Mausam Ki Adla Badi Mein", Gayatri Iyer             | ScaryLand - "Mausam Ki Adla Badi Mein", Gayatri Iyer             | ScaryLand - "Mausam Ki Adla Badi Mein", Gayatri Iyer             | ScaryLand - "Mausam Ki Adla Badi Mein", Gayatri Iyer             | ScaryLand - "Mausam Ki Adla Badi Mein", Gayatri Iyer             | ScaryLand - "Mausam Ki Adla Badi Mein", Gayatri Iyer             | ScaryLand - "Mausam Ki Adla Badi Mein", Gayatri Iyer             | ScaryLand - "Mausam Ki Adla Badi Mein", Gayatri Iyer             | ScaryLand - "Mausam Ki Adla Badi Mein", Gayatri Iyer             | ScaryLand - "Mausam Ki Adla Badi Mein", Gayatri Iyer             | ScaryLand - "Mausam Ki Adla Badi Mein", Gayatri Iyer             | ScaryLand - "Mausam Ki Adla Badi Mein", Gayatri Iyer             | ScaryLand - "Mausam Ki Adla Badi Mein", Gayatri Iyer             | ScaryLand - "Mausam Ki Adla Badi Mein", Gayatri Iyer             | ScaryLand - "Mausam Ki Adla Badi Mein", Gayatri Iyer             | ScaryLand - "Mausam Ki Adla Badi Mein", Gayatri Iyer             | ScaryLand - "Mausam Ki Adla Badi Mein", Gayatri Iyer             | ScaryLand - "Mausam Ki Adla Badi Mein", Gayatri Iyer             | ScaryLand - "Mausam Ki Adla Badi Mein", Gayatri Iyer             | ScaryLand - "Mausam Ki Adla Badi Mein", Gayatri Iyer             | ScaryLand - "Mausam Ki Adla Badi Mein", Gayatri Iyer             | ScaryLand - "Mausam Ki Adla Badi Mein", Gayatri Iyer             | ScaryLand - "Mausam Ki Adla Badi Mein", Gayatri Iyer             | ScaryLand - "Mausam Ki Adla Badi Mein", Gayatri Iyer             | ScaryLand - "Mausam Ki Adla Badi Mein", Gayatri Iyer             | ScaryLand - "Mausam Ki Adla Badi Mein", Gayatri Iyer             | ScaryLand - "Mausam Ki Adla Badi Mein", Gayatri Iyer             | ScaryLand - "Mausam Ki Adla Badi Mein", Gayatri Iyer             | ScaryLand - "Mausam Ki Adla Badi Mein", Gayatri Iyer             | ScaryLand - "Mausam Ki Adla Badi Mein", Gayatri Iyer             | ScaryLand - "Mausam Ki Adla Badi Mein", Gayatri Iyer             | ScaryLand - "Mausam Ki Adla Badi Mein", Gayatri Iyer             | ScaryLand - "Mausam Ki Adla Badi Mein", Gayatri Iyer             | ScaryLand - "Mausam Ki Adla Badi Mein", Gayatri Iyer             | ScaryLand - "Mausam Ki Adla Badi Mein", Gayatri Iyer             | ScaryLand - "Mausam Ki Adla Badi Mein", Gayatri Iyer             | ScaryLand - "Mausam Ki Adla Badi Mein", Gayatri Iyer             | ScaryLand - "Mausam Ki Adla Badi Mein", Gayatri Iyer             | ScaryLand - "Mausam Ki Adla Badi Mein", Gayatri Iyer             | ScaryLand - "Mausam Ki Adla Badi Mein", Gayatri Iyer             | ScaryLand - "Mausam Ki Adla Badi Mein", Gayatri Iyer             | ScaryLand - "Mausam Ki Adla Badi Mein", Gayatri Iyer             | ScaryLand - "Mausam Ki Adla Badi Mein", Gayatri Iyer             | ScaryLand - "Mausam Ki Adla Badi Mein", Gayatri Iyer             | ScaryLand - "Mausam Ki Adla Badi Mein", Gayatri Iyer             | ScaryLand - "Mausam Ki Adla Badi Mein", Gayatri Iyer             | ScaryLand - "Mausam Ki Adla Badi Mein", Gayatri Iyer             | ScaryLand - "Mausam Ki Adla Badi Mein", Gayatri Iyer             | ScaryLand - "Mausam Ki Adla Badi Mein", Gayatri Iyer             | ScaryLand - "Mausam Ki Adla Badi Mein", Gayatri Iyer             | ScaryLand - "Mausam Ki Adla Badi Mein", Gayatri Iyer             | ScaryLand - "Mausam Ki Adla Badi Mein", Gayatri Iyer             | ScaryLand - "Mausam Ki Adla Badi Mein", Gayatri Iyer             | ScaryLand - "Mausam Ki Adla Badi Mein", Gayatri Iyer             | ScaryLand - "Mausam Ki Adla Badi Mein", Gayatri Iyer             | ScaryLand - "Mausam Ki Adla Badi Mein", Gayatri Iyer             | ScaryLand - "Mausam Ki Adla Badi Mein", Gayatri Iyer             | ScaryLand - "Mausam Ki Adla Badi Mein", Gayatri Iyer             | ScaryLand - "Mausam Ki Adla Badi Mein", Gayatri Iyer             | ScaryLand - "Mausam Ki Adla Badi Mein", Gayatri Iyer             | ScaryLand - "Mausam Ki Adla Badi Mein", Gayatri Iyer             | ScaryLand - "Mausam Ki Adla Badi Mein", Gayatri Iyer             | ScaryLand - "Mausam Ki Adla Badi Mein", Gayatri Iyer             | ScaryLand - "Mausam Ki Adla Badi Mein", Gayatri Iyer             | ScaryLand - "Mausam Ki Adla Badi Mein", Gayatri Iyer             | ScaryLand - "Mausam Ki Adla Badi Mein", Gayatri Iyer             | ScaryLand - "Mausam Ki Adla Badi Mein", Gayatri Iyer             | ScaryLand - "Mausam Ki Adla Badi Mein", Gayatri Iyer             | ScaryLand - "Mausam Ki Adla Badi Mein", Gayatri Iyer             | ScaryLand - "Mausam Ki Adla Badi Mein", Gayatri Iyer             | ScaryLand - "Mausam Ki Adla Badi Mein", Gayatri Iyer             | ScaryLand - "Mausam Ki Adla Badi Mein", Gayatri Iyer             | ScaryLand - "Mausam Ki Adla Badi Mein", Gayatri Iyer             | ScaryLand - "Mausam Ki Adla Badi Mein", Gayatri Iyer             | ScaryLand - "Mausam Ki Adla Badi Mein", Gayatri Iyer             | ScaryLand - "Mausam Ki Adla Badi Mein", Gayatri Iyer             | ScaryLand - "Mausam Ki Adla Badi Mein", Gayatri Iyer             | ScaryLand - "Mausam Ki Adla Badi Mein", Gayatri Iyer             | Safe               | Safe               | Safe               | Safe               | Safe               | Safe               | Safe               | Safe               | Safe               | Safe               | Safe               | Safe               | Safe               | Safe               | Safe               | Safe               | Safe               | Safe               | Safe               | Safe               | Safe               | Safe               | Safe               | Safe               | Safe               | Safe               | Safe               | Safe               | Safe               | Safe               | Safe               | Safe               | Safe               | Safe               | Safe               | Safe               | Safe               | Safe               | Safe               | Safe               | Safe               | Safe               | Safe               | Safe               | Safe               | Safe               | Safe               | Safe               | Safe               | Safe               | Safe               | Safe               | Safe               | Safe               | Safe               | Safe               | Safe               | Safe               | Safe               | Safe               | Safe               | Safe               | Safe               | Safe               | Safe               | Safe               | Safe               | Safe               | Safe               | Safe               |
| Episode 17              | Episode 17              | Episode 17              | Episode 17              | Episode 17              | Episode 17              | Episode 17              | Episode 17              | Episode 17              | Episode 17              | Episode 17              | Episode 17              | Episode 17              | Episode 17              | Episode 17              | Episode 17              | Episode 17              | Episode 17              | Episode 17              | Episode 17              | Episode 17              | Episode 17              | Episode 17              | Episode 17              | Episode 17              | Episode 17              | Episode 17              | Episode 17              | Episode 17              | Episode 17              | Episode 17              | Episode 17              | Episode 17              | Episode 17              | Episode 17              | Episode 17              | Episode 17              | Episode 17              | Episode 17              | Episode 17              | Episode 17              | Episode 17              | Episode 17              | Episode 17              | Episode 17              | Episode 17              | Episode 17              | Episode 17              | Episode 17              | Episode 17              | Episode 17              | Episode 17              | Episode 17              | Episode 17              | Episode 17              | Episode 17              | Episode 17              | Episode 17              | Episode 17              | Episode 17              | Episode 17              | Episode 17              | Episode 17              | Episode 17              | Episode 17              | Episode 17              | Episode 17              | Episode 17              | Episode 17              | Episode 17              | Episode 17              | Episode 17              | Episode 17              | Episode 17              | Episode 17              | Episode 17              | Episode 17              | Episode 17              | Episode 17              | Episode 17              | Episode 17              | Episode 17              | Episode 17              | Episode 17              | Episode 17              | Episode 17              | Episode 17              | Episode 17              | Episode 17              | Episode 17              | 2 Feb 2008(Qawwali)            | 2 Feb 2008(Qawwali)            | 2 Feb 2008(Qawwali)            | 2 Feb 2008(Qawwali)            | 2 Feb 2008(Qawwali)            | 2 Feb 2008(Qawwali)            | 2 Feb 2008(Qawwali)            | 2 Feb 2008(Qawwali)            | 2 Feb 2008(Qawwali)            | 2 Feb 2008(Qawwali)            | 2 Feb 2008(Qawwali)            | 2 Feb 2008(Qawwali)            | 2 Feb 2008(Qawwali)            | 2 Feb 2008(Qawwali)            | 2 Feb 2008(Qawwali)            | 2 Feb 2008(Qawwali)            | 2 Feb 2008(Qawwali)            | 2 Feb 2008(Qawwali)            | 2 Feb 2008(Qawwali)            | 2 Feb 2008(Qawwali)            | 2 Feb 2008(Qawwali)            | 2 Feb 2008(Qawwali)            | 2 Feb 2008(Qawwali)            | 2 Feb 2008(Qawwali)            | 2 Feb 2008(Qawwali)            | 2 Feb 2008(Qawwali)            | 2 Feb 2008(Qawwali)            | 2 Feb 2008(Qawwali)            | 2 Feb 2008(Qawwali)            | 2 Feb 2008(Qawwali)            | 2 Feb 2008(Qawwali)            | 2 Feb 2008(Qawwali)            | 2 Feb 2008(Qawwali)            | 2 Feb 2008(Qawwali)            | 2 Feb 2008(Qawwali)            | 2 Feb 2008(Qawwali)            | 2 Feb 2008(Qawwali)            | 2 Feb 2008(Qawwali)            | 2 Feb 2008(Qawwali)            | 2 Feb 2008(Qawwali)            | 2 Feb 2008(Qawwali)            | 2 Feb 2008(Qawwali)            | 2 Feb 2008(Qawwali)            | 2 Feb 2008(Qawwali)            | 2 Feb 2008(Qawwali)            | 2 Feb 2008(Qawwali)            | 2 Feb 2008(Qawwali)            | 2 Feb 2008(Qawwali)            | 2 Feb 2008(Qawwali)            | 2 Feb 2008(Qawwali)            | 2 Feb 2008(Qawwali)            | 2 Feb 2008(Qawwali)            | 2 Feb 2008(Qawwali)            | 2 Feb 2008(Qawwali)            | 2 Feb 2008(Qawwali)            | 2 Feb 2008(Qawwali)            | 2 Feb 2008(Qawwali)            | 2 Feb 2008(Qawwali)            | 2 Feb 2008(Qawwali)            | 2 Feb 2008(Qawwali)            | 2 Feb 2008(Qawwali)            | 2 Feb 2008(Qawwali)            | 2 Feb 2008(Qawwali)            | 2 Feb 2008(Qawwali)            | 2 Feb 2008(Qawwali)            | 2 Feb 2008(Qawwali)            | 2 Feb 2008(Qawwali)            | 2 Feb 2008(Qawwali)            | 2 Feb 2008(Qawwali)            | 2 Feb 2008(Qawwali)            | 2 Feb 2008(Qawwali)            | 2 Feb 2008(Qawwali)            | 2 Feb 2008(Qawwali)            | 2 Feb 2008(Qawwali)            | 2 Feb 2008(Qawwali)            | 2 Feb 2008(Qawwali)            | 2 Feb 2008(Qawwali)            | 2 Feb 2008(Qawwali)            | 2 Feb 2008(Qawwali)            | 2 Feb 2008(Qawwali)            | 2 Feb 2008(Qawwali)            | 2 Feb 2008(Qawwali)            | 2 Feb 2008(Qawwali)            | 2 Feb 2008(Qawwali)            | 2 Feb 2008(Qawwali)            | 2 Feb 2008(Qawwali)            | 2 Feb 2008(Qawwali)            | 2 Feb 2008(Qawwali)            | 2 Feb 2008(Qawwali)            | 2 Feb 2008(Qawwali)            | 2 Feb 2008(Qawwali)            | 2 Feb 2008(Qawwali)            | 2 Feb 2008(Qawwali)            | 2 Feb 2008(Qawwali)            | 2 Feb 2008(Qawwali)            | 2 Feb 2008(Qawwali)            | 2 Feb 2008(Qawwali)            | 2 Feb 2008(Qawwali)            | 2 Feb 2008(Qawwali)            | 2 Feb 2008(Qawwali)            | "Pal Do Pal Ka" | "Pal Do Pal Ka" | "Pal Do Pal Ka" | "Pal Do Pal Ka" | "Pal Do Pal Ka" | "Pal Do Pal Ka" | "Pal Do Pal Ka" | "Pal Do Pal Ka" | "Pal Do Pal Ka" | "Pal Do Pal Ka" | "Pal Do Pal Ka" | "Pal Do Pal Ka" | "Pal Do Pal Ka" | "Pal Do Pal Ka" | "Pal Do Pal Ka" | "Pal Do Pal Ka" | "Pal Do Pal Ka" | "Pal Do Pal Ka" | "Pal Do Pal Ka" | "Pal Do Pal Ka" | "Pal Do Pal Ka" | "Pal Do Pal Ka" | "Pal Do Pal Ka" | "Pal Do Pal Ka" | "Pal Do Pal Ka" | "Pal Do Pal Ka" | "Pal Do Pal Ka" | "Pal Do Pal Ka" | "Pal Do Pal Ka" | "Pal Do Pal Ka" | "Pal Do Pal Ka" | "Pal Do Pal Ka" | "Pal Do Pal Ka" | "Pal Do Pal Ka" | "Pal Do Pal Ka" | "Pal Do Pal Ka" | "Pal Do Pal Ka" | "Pal Do Pal Ka" | "Pal Do Pal Ka" | "Pal Do Pal Ka" | "Pal Do Pal Ka" | "Pal Do Pal Ka" | "Pal Do Pal Ka" | "Pal Do Pal Ka" | "Pal Do Pal Ka" | "Pal Do Pal Ka" | "Pal Do Pal Ka" | "Pal Do Pal Ka" | "Pal Do Pal Ka" | "Pal Do Pal Ka" | "Pal Do Pal Ka" | "Pal Do Pal Ka" | "Pal Do Pal Ka" | "Pal Do Pal Ka" | "Pal Do Pal Ka" | "Pal Do Pal Ka" | "Pal Do Pal Ka" | "Pal Do Pal Ka" | "Pal Do Pal Ka" | "Pal Do Pal Ka" | "Pal Do Pal Ka" | "Pal Do Pal Ka" | "Pal Do Pal Ka" | "Pal Do Pal Ka" | "Pal Do Pal Ka" | "Pal Do Pal Ka" | "Pal Do Pal Ka" | "Pal Do Pal Ka" | "Pal Do Pal Ka" | "Pal Do Pal Ka" | "Pal Do Pal Ka" | "Pal Do Pal Ka" | "Pal Do Pal Ka" | "Pal Do Pal Ka" | "Pal Do Pal Ka" | "Pal Do Pal Ka" | "Pal Do Pal Ka" | "Pal Do Pal Ka" | "Pal Do Pal Ka" | "Pal Do Pal Ka" | "Pal Do Pal Ka" | "Pal Do Pal Ka" | "Pal Do Pal Ka" | "Pal Do Pal Ka" | "Pal Do Pal Ka" | "Pal Do Pal Ka" | "Pal Do Pal Ka" | "Pal Do Pal Ka" | "Pal Do Pal Ka" | "Pal Do Pal Ka" | "Pal Do Pal Ka" | "Pal Do Pal Ka" | "Pal Do Pal Ka" | "Pal Do Pal Ka" | "Pal Do Pal Ka" | "Pal Do Pal Ka" | "Pal Do Pal Ka" | "Pal Do Pal Ka" | "Pal Do Pal Ka" | "Pal Do Pal Ka" | "Pal Do Pal Ka" | "Pal Do Pal Ka" | "Pal Do Pal Ka" | "Pal Do Pal Ka" | "Pal Do Pal Ka" | "Pal Do Pal Ka" | "Pal Do Pal Ka" | "Pal Do Pal Ka" | "Pal Do Pal Ka" | "Pal Do Pal Ka" | "Pal Do Pal Ka" | "Pal Do Pal Ka" | "Pal Do Pal Ka" | "Pal Do Pal Ka" | "Pal Do Pal Ka" | "Pal Do Pal Ka" | "Pal Do Pal Ka" | "Pal Do Pal Ka" | "Pal Do Pal Ka" | "Pal Do Pal Ka" | "Pal Do Pal Ka" | "Pal Do Pal Ka" | "Pal Do Pal Ka" | "Pal Do Pal Ka" | "Pal Do Pal Ka" | "Pal Do Pal Ka" | "Pal Do Pal Ka" | "Pal Do Pal Ka" | "Pal Do Pal Ka" | "Pal Do Pal Ka" | Mohammed Rafi | Mohammed Rafi | Mohammed Rafi | Mohammed Rafi | Mohammed Rafi | Mohammed Rafi | Mohammed Rafi | Mohammed Rafi | Mohammed Rafi | Mohammed Rafi | Mohammed Rafi | Mohammed Rafi | Mohammed Rafi | Mohammed Rafi | Mohammed Rafi | Mohammed Rafi | Mohammed Rafi | Mohammed Rafi | Mohammed Rafi | Mohammed Rafi | Mohammed Rafi | Mohammed Rafi | Mohammed Rafi | Mohammed Rafi | Mohammed Rafi | Mohammed Rafi | Mohammed Rafi | Mohammed Rafi | Mohammed Rafi | Mohammed Rafi | Mohammed Rafi | Mohammed Rafi | Mohammed Rafi | Mohammed Rafi | Mohammed Rafi | Mohammed Rafi | Mohammed Rafi | Mohammed Rafi | Mohammed Rafi | Mohammed Rafi | Mohammed Rafi | Mohammed Rafi | Mohammed Rafi | Mohammed Rafi | Mohammed Rafi | Mohammed Rafi | Mohammed Rafi | Mohammed Rafi | Mohammed Rafi | Mohammed Rafi | Mohammed Rafi | Mohammed Rafi | Mohammed Rafi | Mohammed Rafi | Mohammed Rafi | Mohammed Rafi | Mohammed Rafi | Mohammed Rafi | Mohammed Rafi | Mohammed Rafi | Mohammed Rafi | Mohammed Rafi | Mohammed Rafi | Mohammed Rafi | Mohammed Rafi | Mohammed Rafi | Mohammed Rafi | Mohammed Rafi | Mohammed Rafi | Mohammed Rafi | Mohammed Rafi | Mohammed Rafi | Mohammed Rafi | Mohammed Rafi | Mohammed Rafi | Mohammed Rafi | Mohammed Rafi | Mohammed Rafi | Mohammed Rafi | Mohammed Rafi | Mohammed Rafi | Mohammed Rafi | Mohammed Rafi | Mohammed Rafi | Mohammed Rafi | Mohammed Rafi | Mohammed Rafi | Mohammed Rafi | Mohammed Rafi | Mohammed Rafi | Mohammed Rafi | Mohammed Rafi | Mohammed Rafi | Mohammed Rafi | Mohammed Rafi | Mohammed Rafi | Mohammed Rafi | Mohammed Rafi | Mohammed Rafi | Mohammed Rafi |                                     |                                     |                                     |                                     |                                     |                                     |                                     |                                     |                                     |                                     |                                     |                                     |                                     |                                     |                                     |                                     |                                     |                                     |                                     |                                     |                                     |                                     |                                     |                                     |                                     |                                     |                                     |                                     |                                     |                                     |                                     |                                     |                                     |                                     |                                     |                                     |                                     |                                     |                                     |                                     |                                     |                                     |                                     |                                     |                                     |                                     |                                     |                                     |                                     |                                     |                                     |                                     |                                     |                                     |                                     |                                     |                                     |                                     |                                     |                                     |                                     |                                     |                                     |                                     |                                     |                                     |                                     |                                     |                                     |                                     |                                     |                                     |                                     |                                     |                                     |                                     |                                     |                                     |                                     |                                     |                                     |                                     |                                     |                                     |                                     |                                     |                                     |                                     |                                     |                                     |                                     |                                     |                                     |                                     |                                     |                                     |                                     |                                     |                                     |                                     | "Tere Mehfil Mein, Mughal-e-Azam" Lata Mangeshkar                | "Tere Mehfil Mein, Mughal-e-Azam" Lata Mangeshkar                | "Tere Mehfil Mein, Mughal-e-Azam" Lata Mangeshkar                | "Tere Mehfil Mein, Mughal-e-Azam" Lata Mangeshkar                | "Tere Mehfil Mein, Mughal-e-Azam" Lata Mangeshkar                | "Tere Mehfil Mein, Mughal-e-Azam" Lata Mangeshkar                | "Tere Mehfil Mein, Mughal-e-Azam" Lata Mangeshkar                | "Tere Mehfil Mein, Mughal-e-Azam" Lata Mangeshkar                | "Tere Mehfil Mein, Mughal-e-Azam" Lata Mangeshkar                | "Tere Mehfil Mein, Mughal-e-Azam" Lata Mangeshkar                | "Tere Mehfil Mein, Mughal-e-Azam" Lata Mangeshkar                | "Tere Mehfil Mein, Mughal-e-Azam" Lata Mangeshkar                | "Tere Mehfil Mein, Mughal-e-Azam" Lata Mangeshkar                | "Tere Mehfil Mein, Mughal-e-Azam" Lata Mangeshkar                | "Tere Mehfil Mein, Mughal-e-Azam" Lata Mangeshkar                | "Tere Mehfil Mein, Mughal-e-Azam" Lata Mangeshkar                | "Tere Mehfil Mein, Mughal-e-Azam" Lata Mangeshkar                | "Tere Mehfil Mein, Mughal-e-Azam" Lata Mangeshkar                | "Tere Mehfil Mein, Mughal-e-Azam" Lata Mangeshkar                | "Tere Mehfil Mein, Mughal-e-Azam" Lata Mangeshkar                | "Tere Mehfil Mein, Mughal-e-Azam" Lata Mangeshkar                | "Tere Mehfil Mein, Mughal-e-Azam" Lata Mangeshkar                | "Tere Mehfil Mein, Mughal-e-Azam" Lata Mangeshkar                | "Tere Mehfil Mein, Mughal-e-Azam" Lata Mangeshkar                | "Tere Mehfil Mein, Mughal-e-Azam" Lata Mangeshkar                | "Tere Mehfil Mein, Mughal-e-Azam" Lata Mangeshkar                | "Tere Mehfil Mein, Mughal-e-Azam" Lata Mangeshkar                | "Tere Mehfil Mein, Mughal-e-Azam" Lata Mangeshkar                | "Tere Mehfil Mein, Mughal-e-Azam" Lata Mangeshkar                | "Tere Mehfil Mein, Mughal-e-Azam" Lata Mangeshkar                | "Tere Mehfil Mein, Mughal-e-Azam" Lata Mangeshkar                | "Tere Mehfil Mein, Mughal-e-Azam" Lata Mangeshkar                | "Tere Mehfil Mein, Mughal-e-Azam" Lata Mangeshkar                | "Tere Mehfil Mein, Mughal-e-Azam" Lata Mangeshkar                | "Tere Mehfil Mein, Mughal-e-Azam" Lata Mangeshkar                | "Tere Mehfil Mein, Mughal-e-Azam" Lata Mangeshkar                | "Tere Mehfil Mein, Mughal-e-Azam" Lata Mangeshkar                | "Tere Mehfil Mein, Mughal-e-Azam" Lata Mangeshkar                | "Tere Mehfil Mein, Mughal-e-Azam" Lata Mangeshkar                | "Tere Mehfil Mein, Mughal-e-Azam" Lata Mangeshkar                | "Tere Mehfil Mein, Mughal-e-Azam" Lata Mangeshkar                | "Tere Mehfil Mein, Mughal-e-Azam" Lata Mangeshkar                | "Tere Mehfil Mein, Mughal-e-Azam" Lata Mangeshkar                | "Tere Mehfil Mein, Mughal-e-Azam" Lata Mangeshkar                | "Tere Mehfil Mein, Mughal-e-Azam" Lata Mangeshkar                | "Tere Mehfil Mein, Mughal-e-Azam" Lata Mangeshkar                | "Tere Mehfil Mein, Mughal-e-Azam" Lata Mangeshkar                | "Tere Mehfil Mein, Mughal-e-Azam" Lata Mangeshkar                | "Tere Mehfil Mein, Mughal-e-Azam" Lata Mangeshkar                | "Tere Mehfil Mein, Mughal-e-Azam" Lata Mangeshkar                | "Tere Mehfil Mein, Mughal-e-Azam" Lata Mangeshkar                | "Tere Mehfil Mein, Mughal-e-Azam" Lata Mangeshkar                | "Tere Mehfil Mein, Mughal-e-Azam" Lata Mangeshkar                | "Tere Mehfil Mein, Mughal-e-Azam" Lata Mangeshkar                | "Tere Mehfil Mein, Mughal-e-Azam" Lata Mangeshkar                | "Tere Mehfil Mein, Mughal-e-Azam" Lata Mangeshkar                | "Tere Mehfil Mein, Mughal-e-Azam" Lata Mangeshkar                | "Tere Mehfil Mein, Mughal-e-Azam" Lata Mangeshkar                | "Tere Mehfil Mein, Mughal-e-Azam" Lata Mangeshkar                | "Tere Mehfil Mein, Mughal-e-Azam" Lata Mangeshkar                | "Tere Mehfil Mein, Mughal-e-Azam" Lata Mangeshkar                | "Tere Mehfil Mein, Mughal-e-Azam" Lata Mangeshkar                | "Tere Mehfil Mein, Mughal-e-Azam" Lata Mangeshkar                | "Tere Mehfil Mein, Mughal-e-Azam" Lata Mangeshkar                | "Tere Mehfil Mein, Mughal-e-Azam" Lata Mangeshkar                | "Tere Mehfil Mein, Mughal-e-Azam" Lata Mangeshkar                | "Tere Mehfil Mein, Mughal-e-Azam" Lata Mangeshkar                | "Tere Mehfil Mein, Mughal-e-Azam" Lata Mangeshkar                | "Tere Mehfil Mein, Mughal-e-Azam" Lata Mangeshkar                | "Tere Mehfil Mein, Mughal-e-Azam" Lata Mangeshkar                | "Tere Mehfil Mein, Mughal-e-Azam" Lata Mangeshkar                | "Tere Mehfil Mein, Mughal-e-Azam" Lata Mangeshkar                | "Tere Mehfil Mein, Mughal-e-Azam" Lata Mangeshkar                | "Tere Mehfil Mein, Mughal-e-Azam" Lata Mangeshkar                | "Tere Mehfil Mein, Mughal-e-Azam" Lata Mangeshkar                | "Tere Mehfil Mein, Mughal-e-Azam" Lata Mangeshkar                | "Tere Mehfil Mein, Mughal-e-Azam" Lata Mangeshkar                | "Tere Mehfil Mein, Mughal-e-Azam" Lata Mangeshkar                | "Tere Mehfil Mein, Mughal-e-Azam" Lata Mangeshkar                | "Tere Mehfil Mein, Mughal-e-Azam" Lata Mangeshkar                | "Tere Mehfil Mein, Mughal-e-Azam" Lata Mangeshkar                | "Tere Mehfil Mein, Mughal-e-Azam" Lata Mangeshkar                | "Tere Mehfil Mein, Mughal-e-Azam" Lata Mangeshkar                | "Tere Mehfil Mein, Mughal-e-Azam" Lata Mangeshkar                | "Tere Mehfil Mein, Mughal-e-Azam" Lata Mangeshkar                | "Tere Mehfil Mein, Mughal-e-Azam" Lata Mangeshkar                | "Tere Mehfil Mein, Mughal-e-Azam" Lata Mangeshkar                | "Tere Mehfil Mein, Mughal-e-Azam" Lata Mangeshkar                | "Tere Mehfil Mein, Mughal-e-Azam" Lata Mangeshkar                | "Tere Mehfil Mein, Mughal-e-Azam" Lata Mangeshkar                | "Tere Mehfil Mein, Mughal-e-Azam" Lata Mangeshkar                | "Tere Mehfil Mein, Mughal-e-Azam" Lata Mangeshkar                | "Tere Mehfil Mein, Mughal-e-Azam" Lata Mangeshkar                | "Tere Mehfil Mein, Mughal-e-Azam" Lata Mangeshkar                | "Tere Mehfil Mein, Mughal-e-Azam" Lata Mangeshkar                | "Tere Mehfil Mein, Mughal-e-Azam" Lata Mangeshkar                | "Tere Mehfil Mein, Mughal-e-Azam" Lata Mangeshkar                | "Tere Mehfil Mein, Mughal-e-Azam" Lata Mangeshkar                | "Tere Mehfil Mein, Mughal-e-Azam" Lata Mangeshkar                | "Tere Mehfil Mein, Mughal-e-Azam" Lata Mangeshkar                |                    |                    |                    |                    |                    |                    |                    |                    |                    |                    |                    |                    |                    |                    |                    |                    |                    |                    |                    |                    |                    |                    |                    |                    |                    |                    |                    |                    |                    |                    |                    |                    |                    |                    |                    |                    |                    |                    |                    |                    |                    |                    |                    |                    |                    |                    |                    |                    |                    |                    |                    |                    |                    |                    |                    |                    |                    |                    |                    |                    |                    |                    |                    |                    |                    |                    |                    |                    |                    |                    |
| Episode 20              | Episode 20              | Episode 20              | Episode 20              | Episode 20              | Episode 20              | Episode 20              | Episode 20              | Episode 20              | Episode 20              | Episode 20              | Episode 20              | Episode 20              | Episode 20              | Episode 20              | Episode 20              | Episode 20              | Episode 20              | Episode 20              | Episode 20              | Episode 20              | Episode 20              | Episode 20              | Episode 20              | Episode 20              | Episode 20              | Episode 20              | Episode 20              | Episode 20              | Episode 20              | Episode 20              | Episode 20              | Episode 20              | Episode 20              | Episode 20              | Episode 20              | Episode 20              | Episode 20              | Episode 20              | Episode 20              | Episode 20              | Episode 20              | Episode 20              | Episode 20              | Episode 20              | Episode 20              | Episode 20              | Episode 20              | Episode 20              | Episode 20              | Episode 20              | Episode 20              | Episode 20              | Episode 20              | Episode 20              | Episode 20              | Episode 20              | Episode 20              | Episode 20              | Episode 20              | Episode 20              | Episode 20              | Episode 20              | Episode 20              | Episode 20              | Episode 20              | Episode 20              | Episode 20              | Episode 20              | Episode 20              | Episode 20              | Episode 20              | Episode 20              | Episode 20              | Episode 20              | Episode 20              | Episode 20              | Episode 20              | Episode 20              | Episode 20              | Episode 20              | Episode 20              | Episode 20              | Episode 20              | Episode 20              | Episode 20              | Episode 20              | Episode 20              | Episode 20              | Episode 20              | 15 Feb 2008(Lullaby)           | 15 Feb 2008(Lullaby)           | 15 Feb 2008(Lullaby)           | 15 Feb 2008(Lullaby)           | 15 Feb 2008(Lullaby)           | 15 Feb 2008(Lullaby)           | 15 Feb 2008(Lullaby)           | 15 Feb 2008(Lullaby)           | 15 Feb 2008(Lullaby)           | 15 Feb 2008(Lullaby)           | 15 Feb 2008(Lullaby)           | 15 Feb 2008(Lullaby)           | 15 Feb 2008(Lullaby)           | 15 Feb 2008(Lullaby)           | 15 Feb 2008(Lullaby)           | 15 Feb 2008(Lullaby)           | 15 Feb 2008(Lullaby)           | 15 Feb 2008(Lullaby)           | 15 Feb 2008(Lullaby)           | 15 Feb 2008(Lullaby)           | 15 Feb 2008(Lullaby)           | 15 Feb 2008(Lullaby)           | 15 Feb 2008(Lullaby)           | 15 Feb 2008(Lullaby)           | 15 Feb 2008(Lullaby)           | 15 Feb 2008(Lullaby)           | 15 Feb 2008(Lullaby)           | 15 Feb 2008(Lullaby)           | 15 Feb 2008(Lullaby)           | 15 Feb 2008(Lullaby)           | 15 Feb 2008(Lullaby)           | 15 Feb 2008(Lullaby)           | 15 Feb 2008(Lullaby)           | 15 Feb 2008(Lullaby)           | 15 Feb 2008(Lullaby)           | 15 Feb 2008(Lullaby)           | 15 Feb 2008(Lullaby)           | 15 Feb 2008(Lullaby)           | 15 Feb 2008(Lullaby)           | 15 Feb 2008(Lullaby)           | 15 Feb 2008(Lullaby)           | 15 Feb 2008(Lullaby)           | 15 Feb 2008(Lullaby)           | 15 Feb 2008(Lullaby)           | 15 Feb 2008(Lullaby)           | 15 Feb 2008(Lullaby)           | 15 Feb 2008(Lullaby)           | 15 Feb 2008(Lullaby)           | 15 Feb 2008(Lullaby)           | 15 Feb 2008(Lullaby)           | 15 Feb 2008(Lullaby)           | 15 Feb 2008(Lullaby)           | 15 Feb 2008(Lullaby)           | 15 Feb 2008(Lullaby)           | 15 Feb 2008(Lullaby)           | 15 Feb 2008(Lullaby)           | 15 Feb 2008(Lullaby)           | 15 Feb 2008(Lullaby)           | 15 Feb 2008(Lullaby)           | 15 Feb 2008(Lullaby)           | 15 Feb 2008(Lullaby)           | 15 Feb 2008(Lullaby)           | 15 Feb 2008(Lullaby)           | 15 Feb 2008(Lullaby)           | 15 Feb 2008(Lullaby)           | 15 Feb 2008(Lullaby)           | 15 Feb 2008(Lullaby)           | 15 Feb 2008(Lullaby)           | 15 Feb 2008(Lullaby)           | 15 Feb 2008(Lullaby)           | 15 Feb 2008(Lullaby)           | 15 Feb 2008(Lullaby)           | 15 Feb 2008(Lullaby)           | 15 Feb 2008(Lullaby)           | 15 Feb 2008(Lullaby)           | 15 Feb 2008(Lullaby)           | 15 Feb 2008(Lullaby)           | 15 Feb 2008(Lullaby)           | 15 Feb 2008(Lullaby)           | 15 Feb 2008(Lullaby)           | 15 Feb 2008(Lullaby)           | 15 Feb 2008(Lullaby)           | 15 Feb 2008(Lullaby)           | 15 Feb 2008(Lullaby)           | 15 Feb 2008(Lullaby)           | 15 Feb 2008(Lullaby)           | 15 Feb 2008(Lullaby)           | 15 Feb 2008(Lullaby)           | 15 Feb 2008(Lullaby)           | 15 Feb 2008(Lullaby)           | 15 Feb 2008(Lullaby)           | 15 Feb 2008(Lullaby)           | 15 Feb 2008(Lullaby)           | 15 Feb 2008(Lullaby)           | 15 Feb 2008(Lullaby)           | 15 Feb 2008(Lullaby)           | 15 Feb 2008(Lullaby)           | 15 Feb 2008(Lullaby)           | 15 Feb 2008(Lullaby)           | 15 Feb 2008(Lullaby)           | "Oo La La La" | "Oo La La La" | "Oo La La La" | "Oo La La La" | "Oo La La La" | "Oo La La La" | "Oo La La La" | "Oo La La La" | "Oo La La La" | "Oo La La La" | "Oo La La La" | "Oo La La La" | "Oo La La La" | "Oo La La La" | "Oo La La La" | "Oo La La La" | "Oo La La La" | "Oo La La La" | "Oo La La La" | "Oo La La La" | "Oo La La La" | "Oo La La La" | "Oo La La La" | "Oo La La La" | "Oo La La La" | "Oo La La La" | "Oo La La La" | "Oo La La La" | "Oo La La La" | "Oo La La La" | "Oo La La La" | "Oo La La La" | "Oo La La La" | "Oo La La La" | "Oo La La La" | "Oo La La La" | "Oo La La La" | "Oo La La La" | "Oo La La La" | "Oo La La La" | "Oo La La La" | "Oo La La La" | "Oo La La La" | "Oo La La La" | "Oo La La La" | "Oo La La La" | "Oo La La La" | "Oo La La La" | "Oo La La La" | "Oo La La La" | "Oo La La La" | "Oo La La La" | "Oo La La La" | "Oo La La La" | "Oo La La La" | "Oo La La La" | "Oo La La La" | "Oo La La La" | "Oo La La La" | "Oo La La La" | "Oo La La La" | "Oo La La La" | "Oo La La La" | "Oo La La La" | "Oo La La La" | "Oo La La La" | "Oo La La La" | "Oo La La La" | "Oo La La La" | "Oo La La La" | "Oo La La La" | "Oo La La La" | "Oo La La La" | "Oo La La La" | "Oo La La La" | "Oo La La La" | "Oo La La La" | "Oo La La La" | "Oo La La La" | "Oo La La La" | "Oo La La La" | "Oo La La La" | "Oo La La La" | "Oo La La La" | "Oo La La La" | "Oo La La La" | "Oo La La La" | "Oo La La La" | "Oo La La La" | "Oo La La La" | "Oo La La La" | "Oo La La La" | "Oo La La La" | "Oo La La La" | "Oo La La La" | "Oo La La La" | "Oo La La La" | "Oo La La La" | "Oo La La La" | "Oo La La La" | "Oo La La La" | "Oo La La La" | "Oo La La La" | "Oo La La La" | "Oo La La La" | "Oo La La La" | "Oo La La La" | "Oo La La La" | "Oo La La La" | "Oo La La La" | "Oo La La La" | "Oo La La La" | "Oo La La La" | "Oo La La La" | "Oo La La La" | "Oo La La La" | "Oo La La La" | "Oo La La La" | "Oo La La La" | "Oo La La La" | "Oo La La La" | "Oo La La La" | "Oo La La La" | "Oo La La La" | "Oo La La La" | "Oo La La La" | "Oo La La La" | "Oo La La La" | "Oo La La La" | "Oo La La La" | Shankar Mahadevan & K. S. Chithra                                                                                  | Shankar Mahadevan & K. S. Chithra                                                                                  | Shankar Mahadevan & K. S. Chithra                                                                                  | Shankar Mahadevan & K. S. Chithra                                                                                  | Shankar Mahadevan & K. S. Chithra                                                                                  | Shankar Mahadevan & K. S. Chithra                                                                                  | Shankar Mahadevan & K. S. Chithra                                                                                  | Shankar Mahadevan & K. S. Chithra                                                                                  | Shankar Mahadevan & K. S. Chithra                                                                                  | Shankar Mahadevan & K. S. Chithra                                                                                  | Shankar Mahadevan & K. S. Chithra                                                                                  | Shankar Mahadevan & K. S. Chithra                                                                                  | Shankar Mahadevan & K. S. Chithra                                                                                  | Shankar Mahadevan & K. S. Chithra                                                                                  | Shankar Mahadevan & K. S. Chithra                                                                                  | Shankar Mahadevan & K. S. Chithra                                                                                  | Shankar Mahadevan & K. S. Chithra                                                                                  | Shankar Mahadevan & K. S. Chithra                                                                                  | Shankar Mahadevan & K. S. Chithra                                                                                  | Shankar Mahadevan & K. S. Chithra                                                                                  | Shankar Mahadevan & K. S. Chithra                                                                                  | Shankar Mahadevan & K. S. Chithra                                                                                  | Shankar Mahadevan & K. S. Chithra                                                                                  | Shankar Mahadevan & K. S. Chithra                                                                                  | Shankar Mahadevan & K. S. Chithra                                                                                  | Shankar Mahadevan & K. S. Chithra                                                                                  | Shankar Mahadevan & K. S. Chithra                                                                                  | Shankar Mahadevan & K. S. Chithra                                                                                  | Shankar Mahadevan & K. S. Chithra                                                                                  | Shankar Mahadevan & K. S. Chithra                                                                                  | Shankar Mahadevan & K. S. Chithra                                                                                  | Shankar Mahadevan & K. S. Chithra                                                                                  | Shankar Mahadevan & K. S. Chithra                                                                                  | Shankar Mahadevan & K. S. Chithra                                                                                  | Shankar Mahadevan & K. S. Chithra                                                                                  | Shankar Mahadevan & K. S. Chithra                                                                                  | Shankar Mahadevan & K. S. Chithra                                                                                  | Shankar Mahadevan & K. S. Chithra                                                                                  | Shankar Mahadevan & K. S. Chithra                                                                                  | Shankar Mahadevan & K. S. Chithra                                                                                  | Shankar Mahadevan & K. S. Chithra                                                                                  | Shankar Mahadevan & K. S. Chithra                                                                                  | Shankar Mahadevan & K. S. Chithra                                                                                  | Shankar Mahadevan & K. S. Chithra                                                                                  | Shankar Mahadevan & K. S. Chithra                                                                                  | Shankar Mahadevan & K. S. Chithra                                                                                  | Shankar Mahadevan & K. S. Chithra                                                                                  | Shankar Mahadevan & K. S. Chithra                                                                                  | Shankar Mahadevan & K. S. Chithra                                                                                  | Shankar Mahadevan & K. S. Chithra                                                                                  | Shankar Mahadevan & K. S. Chithra                                                                                  | Shankar Mahadevan & K. S. Chithra                                                                                  | Shankar Mahadevan & K. S. Chithra                                                                                  | Shankar Mahadevan & K. S. Chithra                                                                                  | Shankar Mahadevan & K. S. Chithra                                                                                  | Shankar Mahadevan & K. S. Chithra                                                                                  | Shankar Mahadevan & K. S. Chithra                                                                                  | Shankar Mahadevan & K. S. Chithra                                                                                  | Shankar Mahadevan & K. S. Chithra                                                                                  | Shankar Mahadevan & K. S. Chithra                                                                                  | Shankar Mahadevan & K. S. Chithra                                                                                  | Shankar Mahadevan & K. S. Chithra                                                                                  | Shankar Mahadevan & K. S. Chithra                                                                                  | Shankar Mahadevan & K. S. Chithra                                                                                  | Shankar Mahadevan & K. S. Chithra                                                                                  | Shankar Mahadevan & K. S. Chithra                                                                                  | Shankar Mahadevan & K. S. Chithra                                                                                  | Shankar Mahadevan & K. S. Chithra                                                                                  | Shankar Mahadevan & K. S. Chithra                                                                                  | Shankar Mahadevan & K. S. Chithra                                                                                  | Shankar Mahadevan & K. S. Chithra                                                                                  | Shankar Mahadevan & K. S. Chithra                                                                                  | Shankar Mahadevan & K. S. Chithra                                                                                  | Shankar Mahadevan & K. S. Chithra                                                                                  | Shankar Mahadevan & K. S. Chithra                                                                                  | Shankar Mahadevan & K. S. Chithra                                                                                  | Shankar Mahadevan & K. S. Chithra                                                                                  | Shankar Mahadevan & K. S. Chithra                                                                                  | Shankar Mahadevan & K. S. Chithra                                                                                  | Shankar Mahadevan & K. S. Chithra                                                                                  | Shankar Mahadevan & K. S. Chithra                                                                                  | Shankar Mahadevan & K. S. Chithra                                                                                  | Shankar Mahadevan & K. S. Chithra                                                                                  | Shankar Mahadevan & K. S. Chithra                                                                                  | Shankar Mahadevan & K. S. Chithra                                                                                  | Shankar Mahadevan & K. S. Chithra                                                                                  | Shankar Mahadevan & K. S. Chithra                                                                                  | Shankar Mahadevan & K. S. Chithra                                                                                  | Shankar Mahadevan & K. S. Chithra                                                                                  | Shankar Mahadevan & K. S. Chithra                                                                                  | Shankar Mahadevan & K. S. Chithra                                                                                  | Shankar Mahadevan & K. S. Chithra                                                                                  | Shankar Mahadevan & K. S. Chithra                                                                                  | Shankar Mahadevan & K. S. Chithra                                                                                  | Shankar Mahadevan & K. S. Chithra                                                                                  | Shankar Mahadevan & K. S. Chithra                                                                                  | Shankar Mahadevan & K. S. Chithra                                                                                  | Shankar Mahadevan & K. S. Chithra                                                                                  | Shankar Mahadevan & K. S. Chithra                                                                                  | Shankar Mahadevan & K. S. Chithra                                                                                  | Anand Raj Anand                     | Anand Raj Anand                     | Anand Raj Anand                     | Anand Raj Anand                     | Anand Raj Anand                     | Anand Raj Anand                     | Anand Raj Anand                     | Anand Raj Anand                     | Anand Raj Anand                     | Anand Raj Anand                     | Anand Raj Anand                     | Anand Raj Anand                     | Anand Raj Anand                     | Anand Raj Anand                     | Anand Raj Anand                     | Anand Raj Anand                     | Anand Raj Anand                     | Anand Raj Anand                     | Anand Raj Anand                     | Anand Raj Anand                     | Anand Raj Anand                     | Anand Raj Anand                     | Anand Raj Anand                     | Anand Raj Anand                     | Anand Raj Anand                     | Anand Raj Anand                     | Anand Raj Anand                     | Anand Raj Anand                     | Anand Raj Anand                     | Anand Raj Anand                     | Anand Raj Anand                     | Anand Raj Anand                     | Anand Raj Anand                     | Anand Raj Anand                     | Anand Raj Anand                     | Anand Raj Anand                     | Anand Raj Anand                     | Anand Raj Anand                     | Anand Raj Anand                     | Anand Raj Anand                     | Anand Raj Anand                     | Anand Raj Anand                     | Anand Raj Anand                     | Anand Raj Anand                     | Anand Raj Anand                     | Anand Raj Anand                     | Anand Raj Anand                     | Anand Raj Anand                     | Anand Raj Anand                     | Anand Raj Anand                     | Anand Raj Anand                     | Anand Raj Anand                     | Anand Raj Anand                     | Anand Raj Anand                     | Anand Raj Anand                     | Anand Raj Anand                     | Anand Raj Anand                     | Anand Raj Anand                     | Anand Raj Anand                     | Anand Raj Anand                     | Anand Raj Anand                     | Anand Raj Anand                     | Anand Raj Anand                     | Anand Raj Anand                     | Anand Raj Anand                     | Anand Raj Anand                     | Anand Raj Anand                     | Anand Raj Anand                     | Anand Raj Anand                     | Anand Raj Anand                     | Anand Raj Anand                     | Anand Raj Anand                     | Anand Raj Anand                     | Anand Raj Anand                     | Anand Raj Anand                     | Anand Raj Anand                     | Anand Raj Anand                     | Anand Raj Anand                     | Anand Raj Anand                     | Anand Raj Anand                     | Anand Raj Anand                     | Anand Raj Anand                     | Anand Raj Anand                     | Anand Raj Anand                     | Anand Raj Anand                     | Anand Raj Anand                     | Anand Raj Anand                     | Anand Raj Anand                     | Anand Raj Anand                     | Anand Raj Anand                     | Anand Raj Anand                     | Anand Raj Anand                     | Anand Raj Anand                     | Anand Raj Anand                     | Anand Raj Anand                     | Anand Raj Anand                     | Anand Raj Anand                     | Anand Raj Anand                     | Anand Raj Anand                     | Anand Raj Anand                     |                                                                  |                                                                  |                                                                  |                                                                  |                                                                  |                                                                  |                                                                  |                                                                  |                                                                  |                                                                  |                                                                  |                                                                  |                                                                  |                                                                  |                                                                  |                                                                  |                                                                  |                                                                  |                                                                  |                                                                  |                                                                  |                                                                  |                                                                  |                                                                  |                                                                  |                                                                  |                                                                  |                                                                  |                                                                  |                                                                  |                                                                  |                                                                  |                                                                  |                                                                  |                                                                  |                                                                  |                                                                  |                                                                  |                                                                  |                                                                  |                                                                  |                                                                  |                                                                  |                                                                  |                                                                  |                                                                  |                                                                  |                                                                  |                                                                  |                                                                  |                                                                  |                                                                  |                                                                  |                                                                  |                                                                  |                                                                  |                                                                  |                                                                  |                                                                  |                                                                  |                                                                  |                                                                  |                                                                  |                                                                  |                                                                  |                                                                  |                                                                  |                                                                  |                                                                  |                                                                  |                                                                  |                                                                  |                                                                  |                                                                  |                                                                  |                                                                  |                                                                  |                                                                  |                                                                  |                                                                  |                                                                  |                                                                  |                                                                  |                                                                  |                                                                  |                                                                  |                                                                  |                                                                  |                                                                  |                                                                  |                                                                  |                                                                  |                                                                  |                                                                  |                                                                  |                                                                  |                                                                  |                                                                  |                                                                  |                                                                  |                    |                    |                    |                    |                    |                    |                    |                    |                    |                    |                    |                    |                    |                    |                    |                    |                    |                    |                    |                    |                    |                    |                    |                    |                    |                    |                    |                    |                    |                    |                    |                    |                    |                    |                    |                    |                    |                    |                    |                    |                    |                    |                    |                    |                    |                    |                    |                    |                    |                    |                    |                    |                    |                    |                    |                    |                    |                    |                    |                    |                    |                    |                    |                    |                    |                    |                    |                    |                    |                    |
| Episode 21              | Episode 21              | Episode 21              | Episode 21              | Episode 21              | Episode 21              | Episode 21              | Episode 21              | Episode 21              | Episode 21              | Episode 21              | Episode 21              | Episode 21              | Episode 21              | Episode 21              | Episode 21              | Episode 21              | Episode 21              | Episode 21              | Episode 21              | Episode 21              | Episode 21              | Episode 21              | Episode 21              | Episode 21              | Episode 21              | Episode 21              | Episode 21              | Episode 21              | Episode 21              | Episode 21              | Episode 21              | Episode 21              | Episode 21              | Episode 21              | Episode 21              | Episode 21              | Episode 21              | Episode 21              | Episode 21              | Episode 21              | Episode 21              | Episode 21              | Episode 21              | Episode 21              | Episode 21              | Episode 21              | Episode 21              | Episode 21              | Episode 21              | Episode 21              | Episode 21              | Episode 21              | Episode 21              | Episode 21              | Episode 21              | Episode 21              | Episode 21              | Episode 21              | Episode 21              | Episode 21              | Episode 21              | Episode 21              | Episode 21              | Episode 21              | Episode 21              | Episode 21              | Episode 21              | Episode 21              | Episode 21              | Episode 21              | Episode 21              | Episode 21              | Episode 21              | Episode 21              | Episode 21              | Episode 21              | Episode 21              | Episode 21              | Episode 21              | Episode 21              | Episode 21              | Episode 21              | Episode 21              | Episode 21              | Episode 21              | Episode 21              | Episode 21              | Episode 21              | Episode 21              | 16 Feb 2008(Himesh Reshammiya) | 16 Feb 2008(Himesh Reshammiya) | 16 Feb 2008(Himesh Reshammiya) | 16 Feb 2008(Himesh Reshammiya) | 16 Feb 2008(Himesh Reshammiya) | 16 Feb 2008(Himesh Reshammiya) | 16 Feb 2008(Himesh Reshammiya) | 16 Feb 2008(Himesh Reshammiya) | 16 Feb 2008(Himesh Reshammiya) | 16 Feb 2008(Himesh Reshammiya) | 16 Feb 2008(Himesh Reshammiya) | 16 Feb 2008(Himesh Reshammiya) | 16 Feb 2008(Himesh Reshammiya) | 16 Feb 2008(Himesh Reshammiya) | 16 Feb 2008(Himesh Reshammiya) | 16 Feb 2008(Himesh Reshammiya) | 16 Feb 2008(Himesh Reshammiya) | 16 Feb 2008(Himesh Reshammiya) | 16 Feb 2008(Himesh Reshammiya) | 16 Feb 2008(Himesh Reshammiya) | 16 Feb 2008(Himesh Reshammiya) | 16 Feb 2008(Himesh Reshammiya) | 16 Feb 2008(Himesh Reshammiya) | 16 Feb 2008(Himesh Reshammiya) | 16 Feb 2008(Himesh Reshammiya) | 16 Feb 2008(Himesh Reshammiya) | 16 Feb 2008(Himesh Reshammiya) | 16 Feb 2008(Himesh Reshammiya) | 16 Feb 2008(Himesh Reshammiya) | 16 Feb 2008(Himesh Reshammiya) | 16 Feb 2008(Himesh Reshammiya) | 16 Feb 2008(Himesh Reshammiya) | 16 Feb 2008(Himesh Reshammiya) | 16 Feb 2008(Himesh Reshammiya) | 16 Feb 2008(Himesh Reshammiya) | 16 Feb 2008(Himesh Reshammiya) | 16 Feb 2008(Himesh Reshammiya) | 16 Feb 2008(Himesh Reshammiya) | 16 Feb 2008(Himesh Reshammiya) | 16 Feb 2008(Himesh Reshammiya) | 16 Feb 2008(Himesh Reshammiya) | 16 Feb 2008(Himesh Reshammiya) | 16 Feb 2008(Himesh Reshammiya) | 16 Feb 2008(Himesh Reshammiya) | 16 Feb 2008(Himesh Reshammiya) | 16 Feb 2008(Himesh Reshammiya) | 16 Feb 2008(Himesh Reshammiya) | 16 Feb 2008(Himesh Reshammiya) | 16 Feb 2008(Himesh Reshammiya) | 16 Feb 2008(Himesh Reshammiya) | 16 Feb 2008(Himesh Reshammiya) | 16 Feb 2008(Himesh Reshammiya) | 16 Feb 2008(Himesh Reshammiya) | 16 Feb 2008(Himesh Reshammiya) | 16 Feb 2008(Himesh Reshammiya) | 16 Feb 2008(Himesh Reshammiya) | 16 Feb 2008(Himesh Reshammiya) | 16 Feb 2008(Himesh Reshammiya) | 16 Feb 2008(Himesh Reshammiya) | 16 Feb 2008(Himesh Reshammiya) | 16 Feb 2008(Himesh Reshammiya) | 16 Feb 2008(Himesh Reshammiya) | 16 Feb 2008(Himesh Reshammiya) | 16 Feb 2008(Himesh Reshammiya) | 16 Feb 2008(Himesh Reshammiya) | 16 Feb 2008(Himesh Reshammiya) | 16 Feb 2008(Himesh Reshammiya) | 16 Feb 2008(Himesh Reshammiya) | 16 Feb 2008(Himesh Reshammiya) | 16 Feb 2008(Himesh Reshammiya) | 16 Feb 2008(Himesh Reshammiya) | 16 Feb 2008(Himesh Reshammiya) | 16 Feb 2008(Himesh Reshammiya) | 16 Feb 2008(Himesh Reshammiya) | 16 Feb 2008(Himesh Reshammiya) | 16 Feb 2008(Himesh Reshammiya) | 16 Feb 2008(Himesh Reshammiya) | 16 Feb 2008(Himesh Reshammiya) | 16 Feb 2008(Himesh Reshammiya) | 16 Feb 2008(Himesh Reshammiya) | 16 Feb 2008(Himesh Reshammiya) | 16 Feb 2008(Himesh Reshammiya) | 16 Feb 2008(Himesh Reshammiya) | 16 Feb 2008(Himesh Reshammiya) | 16 Feb 2008(Himesh Reshammiya) | 16 Feb 2008(Himesh Reshammiya) | 16 Feb 2008(Himesh Reshammiya) | 16 Feb 2008(Himesh Reshammiya) | 16 Feb 2008(Himesh Reshammiya) | 16 Feb 2008(Himesh Reshammiya) | 16 Feb 2008(Himesh Reshammiya) | 16 Feb 2008(Himesh Reshammiya) | 16 Feb 2008(Himesh Reshammiya) | 16 Feb 2008(Himesh Reshammiya) | 16 Feb 2008(Himesh Reshammiya) | 16 Feb 2008(Himesh Reshammiya) | 16 Feb 2008(Himesh Reshammiya) | 16 Feb 2008(Himesh Reshammiya) | 16 Feb 2008(Himesh Reshammiya) | 16 Feb 2008(Himesh Reshammiya) | "Soniye" | "Soniye" | "Soniye" | "Soniye" | "Soniye" | "Soniye" | "Soniye" | "Soniye" | "Soniye" | "Soniye" | "Soniye" | "Soniye" | "Soniye" | "Soniye" | "Soniye" | "Soniye" | "Soniye" | "Soniye" | "Soniye" | "Soniye" | "Soniye" | "Soniye" | "Soniye" | "Soniye" | "Soniye" | "Soniye" | "Soniye" | "Soniye" | "Soniye" | "Soniye" | "Soniye" | "Soniye" | "Soniye" | "Soniye" | "Soniye" | "Soniye" | "Soniye" | "Soniye" | "Soniye" | "Soniye" | "Soniye" | "Soniye" | "Soniye" | "Soniye" | "Soniye" | "Soniye" | "Soniye" | "Soniye" | "Soniye" | "Soniye" | "Soniye" | "Soniye" | "Soniye" | "Soniye" | "Soniye" | "Soniye" | "Soniye" | "Soniye" | "Soniye" | "Soniye" | "Soniye" | "Soniye" | "Soniye" | "Soniye" | "Soniye" | "Soniye" | "Soniye" | "Soniye" | "Soniye" | "Soniye" | "Soniye" | "Soniye" | "Soniye" | "Soniye" | "Soniye" | "Soniye" | "Soniye" | "Soniye" | "Soniye" | "Soniye" | "Soniye" | "Soniye" | "Soniye" | "Soniye" | "Soniye" | "Soniye" | "Soniye" | "Soniye" | "Soniye" | "Soniye" | "Soniye" | "Soniye" | "Soniye" | "Soniye" | "Soniye" | "Soniye" | "Soniye" | "Soniye" | "Soniye" | "Soniye" | "Soniye" | "Soniye" | "Soniye" | "Soniye" | "Soniye" | "Soniye" | "Soniye" | "Soniye" | "Soniye" | "Soniye" | "Soniye" | "Soniye" | "Soniye" | "Soniye" | "Soniye" | "Soniye" | "Soniye" | "Soniye" | "Soniye" | "Soniye" | "Soniye" | "Soniye" | "Soniye" | "Soniye" | "Soniye" | "Soniye" | "Soniye" | "Soniye" | "Soniye" | "Soniye" | Kay Kay & Sunidhi Chauhan                                                                                          | Kay Kay & Sunidhi Chauhan                                                                                          | Kay Kay & Sunidhi Chauhan                                                                                          | Kay Kay & Sunidhi Chauhan                                                                                          | Kay Kay & Sunidhi Chauhan                                                                                          | Kay Kay & Sunidhi Chauhan                                                                                          | Kay Kay & Sunidhi Chauhan                                                                                          | Kay Kay & Sunidhi Chauhan                                                                                          | Kay Kay & Sunidhi Chauhan                                                                                          | Kay Kay & Sunidhi Chauhan                                                                                          | Kay Kay & Sunidhi Chauhan                                                                                          | Kay Kay & Sunidhi Chauhan                                                                                          | Kay Kay & Sunidhi Chauhan                                                                                          | Kay Kay & Sunidhi Chauhan                                                                                          | Kay Kay & Sunidhi Chauhan                                                                                          | Kay Kay & Sunidhi Chauhan                                                                                          | Kay Kay & Sunidhi Chauhan                                                                                          | Kay Kay & Sunidhi Chauhan                                                                                          | Kay Kay & Sunidhi Chauhan                                                                                          | Kay Kay & Sunidhi Chauhan                                                                                          | Kay Kay & Sunidhi Chauhan                                                                                          | Kay Kay & Sunidhi Chauhan                                                                                          | Kay Kay & Sunidhi Chauhan                                                                                          | Kay Kay & Sunidhi Chauhan                                                                                          | Kay Kay & Sunidhi Chauhan                                                                                          | Kay Kay & Sunidhi Chauhan                                                                                          | Kay Kay & Sunidhi Chauhan                                                                                          | Kay Kay & Sunidhi Chauhan                                                                                          | Kay Kay & Sunidhi Chauhan                                                                                          | Kay Kay & Sunidhi Chauhan                                                                                          | Kay Kay & Sunidhi Chauhan                                                                                          | Kay Kay & Sunidhi Chauhan                                                                                          | Kay Kay & Sunidhi Chauhan                                                                                          | Kay Kay & Sunidhi Chauhan                                                                                          | Kay Kay & Sunidhi Chauhan                                                                                          | Kay Kay & Sunidhi Chauhan                                                                                          | Kay Kay & Sunidhi Chauhan                                                                                          | Kay Kay & Sunidhi Chauhan                                                                                          | Kay Kay & Sunidhi Chauhan                                                                                          | Kay Kay & Sunidhi Chauhan                                                                                          | Kay Kay & Sunidhi Chauhan                                                                                          | Kay Kay & Sunidhi Chauhan                                                                                          | Kay Kay & Sunidhi Chauhan                                                                                          | Kay Kay & Sunidhi Chauhan                                                                                          | Kay Kay & Sunidhi Chauhan                                                                                          | Kay Kay & Sunidhi Chauhan                                                                                          | Kay Kay & Sunidhi Chauhan                                                                                          | Kay Kay & Sunidhi Chauhan                                                                                          | Kay Kay & Sunidhi Chauhan                                                                                          | Kay Kay & Sunidhi Chauhan                                                                                          | Kay Kay & Sunidhi Chauhan                                                                                          | Kay Kay & Sunidhi Chauhan                                                                                          | Kay Kay & Sunidhi Chauhan                                                                                          | Kay Kay & Sunidhi Chauhan                                                                                          | Kay Kay & Sunidhi Chauhan                                                                                          | Kay Kay & Sunidhi Chauhan                                                                                          | Kay Kay & Sunidhi Chauhan                                                                                          | Kay Kay & Sunidhi Chauhan                                                                                          | Kay Kay & Sunidhi Chauhan                                                                                          | Kay Kay & Sunidhi Chauhan                                                                                          | Kay Kay & Sunidhi Chauhan                                                                                          | Kay Kay & Sunidhi Chauhan                                                                                          | Kay Kay & Sunidhi Chauhan                                                                                          | Kay Kay & Sunidhi Chauhan                                                                                          | Kay Kay & Sunidhi Chauhan                                                                                          | Kay Kay & Sunidhi Chauhan                                                                                          | Kay Kay & Sunidhi Chauhan                                                                                          | Kay Kay & Sunidhi Chauhan                                                                                          | Kay Kay & Sunidhi Chauhan                                                                                          | Kay Kay & Sunidhi Chauhan                                                                                          | Kay Kay & Sunidhi Chauhan                                                                                          | Kay Kay & Sunidhi Chauhan                                                                                          | Kay Kay & Sunidhi Chauhan                                                                                          | Kay Kay & Sunidhi Chauhan                                                                                          | Kay Kay & Sunidhi Chauhan                                                                                          | Kay Kay & Sunidhi Chauhan                                                                                          | Kay Kay & Sunidhi Chauhan                                                                                          | Kay Kay & Sunidhi Chauhan                                                                                          | Kay Kay & Sunidhi Chauhan                                                                                          | Kay Kay & Sunidhi Chauhan                                                                                          | Kay Kay & Sunidhi Chauhan                                                                                          | Kay Kay & Sunidhi Chauhan                                                                                          | Kay Kay & Sunidhi Chauhan                                                                                          | Kay Kay & Sunidhi Chauhan                                                                                          | Kay Kay & Sunidhi Chauhan                                                                                          | Kay Kay & Sunidhi Chauhan                                                                                          | Kay Kay & Sunidhi Chauhan                                                                                          | Kay Kay & Sunidhi Chauhan                                                                                          | Kay Kay & Sunidhi Chauhan                                                                                          | Kay Kay & Sunidhi Chauhan                                                                                          | Kay Kay & Sunidhi Chauhan                                                                                          | Kay Kay & Sunidhi Chauhan                                                                                          | Kay Kay & Sunidhi Chauhan                                                                                          | Kay Kay & Sunidhi Chauhan                                                                                          | Kay Kay & Sunidhi Chauhan                                                                                          | Kay Kay & Sunidhi Chauhan                                                                                          | Kay Kay & Sunidhi Chauhan                                                                                          | Kay Kay & Sunidhi Chauhan                                                                                          | Kay Kay & Sunidhi Chauhan                                                                                          | Kay Kay & Sunidhi Chauhan                                                                                          | Kunal Khemu                         | Kunal Khemu                         | Kunal Khemu                         | Kunal Khemu                         | Kunal Khemu                         | Kunal Khemu                         | Kunal Khemu                         | Kunal Khemu                         | Kunal Khemu                         | Kunal Khemu                         | Kunal Khemu                         | Kunal Khemu                         | Kunal Khemu                         | Kunal Khemu                         | Kunal Khemu                         | Kunal Khemu                         | Kunal Khemu                         | Kunal Khemu                         | Kunal Khemu                         | Kunal Khemu                         | Kunal Khemu                         | Kunal Khemu                         | Kunal Khemu                         | Kunal Khemu                         | Kunal Khemu                         | Kunal Khemu                         | Kunal Khemu                         | Kunal Khemu                         | Kunal Khemu                         | Kunal Khemu                         | Kunal Khemu                         | Kunal Khemu                         | Kunal Khemu                         | Kunal Khemu                         | Kunal Khemu                         | Kunal Khemu                         | Kunal Khemu                         | Kunal Khemu                         | Kunal Khemu                         | Kunal Khemu                         | Kunal Khemu                         | Kunal Khemu                         | Kunal Khemu                         | Kunal Khemu                         | Kunal Khemu                         | Kunal Khemu                         | Kunal Khemu                         | Kunal Khemu                         | Kunal Khemu                         | Kunal Khemu                         | Kunal Khemu                         | Kunal Khemu                         | Kunal Khemu                         | Kunal Khemu                         | Kunal Khemu                         | Kunal Khemu                         | Kunal Khemu                         | Kunal Khemu                         | Kunal Khemu                         | Kunal Khemu                         | Kunal Khemu                         | Kunal Khemu                         | Kunal Khemu                         | Kunal Khemu                         | Kunal Khemu                         | Kunal Khemu                         | Kunal Khemu                         | Kunal Khemu                         | Kunal Khemu                         | Kunal Khemu                         | Kunal Khemu                         | Kunal Khemu                         | Kunal Khemu                         | Kunal Khemu                         | Kunal Khemu                         | Kunal Khemu                         | Kunal Khemu                         | Kunal Khemu                         | Kunal Khemu                         | Kunal Khemu                         | Kunal Khemu                         | Kunal Khemu                         | Kunal Khemu                         | Kunal Khemu                         | Kunal Khemu                         | Kunal Khemu                         | Kunal Khemu                         | Kunal Khemu                         | Kunal Khemu                         | Kunal Khemu                         | Kunal Khemu                         | Kunal Khemu                         | Kunal Khemu                         | Kunal Khemu                         | Kunal Khemu                         | Kunal Khemu                         | Kunal Khemu                         | Kunal Khemu                         | Kunal Khemu                         | Kunal Khemu                         |                                                                  |                                                                  |                                                                  |                                                                  |                                                                  |                                                                  |                                                                  |                                                                  |                                                                  |                                                                  |                                                                  |                                                                  |                                                                  |                                                                  |                                                                  |                                                                  |                                                                  |                                                                  |                                                                  |                                                                  |                                                                  |                                                                  |                                                                  |                                                                  |                                                                  |                                                                  |                                                                  |                                                                  |                                                                  |                                                                  |                                                                  |                                                                  |                                                                  |                                                                  |                                                                  |                                                                  |                                                                  |                                                                  |                                                                  |                                                                  |                                                                  |                                                                  |                                                                  |                                                                  |                                                                  |                                                                  |                                                                  |                                                                  |                                                                  |                                                                  |                                                                  |                                                                  |                                                                  |                                                                  |                                                                  |                                                                  |                                                                  |                                                                  |                                                                  |                                                                  |                                                                  |                                                                  |                                                                  |                                                                  |                                                                  |                                                                  |                                                                  |                                                                  |                                                                  |                                                                  |                                                                  |                                                                  |                                                                  |                                                                  |                                                                  |                                                                  |                                                                  |                                                                  |                                                                  |                                                                  |                                                                  |                                                                  |                                                                  |                                                                  |                                                                  |                                                                  |                                                                  |                                                                  |                                                                  |                                                                  |                                                                  |                                                                  |                                                                  |                                                                  |                                                                  |                                                                  |                                                                  |                                                                  |                                                                  |                                                                  |                    |                    |                    |                    |                    |                    |                    |                    |                    |                    |                    |                    |                    |                    |                    |                    |                    |                    |                    |                    |                    |                    |                    |                    |                    |                    |                    |                    |                    |                    |                    |                    |                    |                    |                    |                    |                    |                    |                    |                    |                    |                    |                    |                    |                    |                    |                    |                    |                    |                    |                    |                    |                    |                    |                    |                    |                    |                    |                    |                    |                    |                    |                    |                    |                    |                    |                    |                    |                    |                    |
| Episode 22              | Episode 22              | Episode 22              | Episode 22              | Episode 22              | Episode 22              | Episode 22              | Episode 22              | Episode 22              | Episode 22              | Episode 22              | Episode 22              | Episode 22              | Episode 22              | Episode 22              | Episode 22              | Episode 22              | Episode 22              | Episode 22              | Episode 22              | Episode 22              | Episode 22              | Episode 22              | Episode 22              | Episode 22              | Episode 22              | Episode 22              | Episode 22              | Episode 22              | Episode 22              | Episode 22              | Episode 22              | Episode 22              | Episode 22              | Episode 22              | Episode 22              | Episode 22              | Episode 22              | Episode 22              | Episode 22              | Episode 22              | Episode 22              | Episode 22              | Episode 22              | Episode 22              | Episode 22              | Episode 22              | Episode 22              | Episode 22              | Episode 22              | Episode 22              | Episode 22              | Episode 22              | Episode 22              | Episode 22              | Episode 22              | Episode 22              | Episode 22              | Episode 22              | Episode 22              | Episode 22              | Episode 22              | Episode 22              | Episode 22              | Episode 22              | Episode 22              | Episode 22              | Episode 22              | Episode 22              | Episode 22              | Episode 22              | Episode 22              | Episode 22              | Episode 22              | Episode 22              | Episode 22              | Episode 22              | Episode 22              | Episode 22              | Episode 22              | Episode 22              | Episode 22              | Episode 22              | Episode 22              | Episode 22              | Episode 22              | Episode 22              | Episode 22              | Episode 22              | Episode 22              | 22 Feb 2008(Helen)             | 22 Feb 2008(Helen)             | 22 Feb 2008(Helen)             | 22 Feb 2008(Helen)             | 22 Feb 2008(Helen)             | 22 Feb 2008(Helen)             | 22 Feb 2008(Helen)             | 22 Feb 2008(Helen)             | 22 Feb 2008(Helen)             | 22 Feb 2008(Helen)             | 22 Feb 2008(Helen)             | 22 Feb 2008(Helen)             | 22 Feb 2008(Helen)             | 22 Feb 2008(Helen)             | 22 Feb 2008(Helen)             | 22 Feb 2008(Helen)             | 22 Feb 2008(Helen)             | 22 Feb 2008(Helen)             | 22 Feb 2008(Helen)             | 22 Feb 2008(Helen)             | 22 Feb 2008(Helen)             | 22 Feb 2008(Helen)             | 22 Feb 2008(Helen)             | 22 Feb 2008(Helen)             | 22 Feb 2008(Helen)             | 22 Feb 2008(Helen)             | 22 Feb 2008(Helen)             | 22 Feb 2008(Helen)             | 22 Feb 2008(Helen)             | 22 Feb 2008(Helen)             | 22 Feb 2008(Helen)             | 22 Feb 2008(Helen)             | 22 Feb 2008(Helen)             | 22 Feb 2008(Helen)             | 22 Feb 2008(Helen)             | 22 Feb 2008(Helen)             | 22 Feb 2008(Helen)             | 22 Feb 2008(Helen)             | 22 Feb 2008(Helen)             | 22 Feb 2008(Helen)             | 22 Feb 2008(Helen)             | 22 Feb 2008(Helen)             | 22 Feb 2008(Helen)             | 22 Feb 2008(Helen)             | 22 Feb 2008(Helen)             | 22 Feb 2008(Helen)             | 22 Feb 2008(Helen)             | 22 Feb 2008(Helen)             | 22 Feb 2008(Helen)             | 22 Feb 2008(Helen)             | 22 Feb 2008(Helen)             | 22 Feb 2008(Helen)             | 22 Feb 2008(Helen)             | 22 Feb 2008(Helen)             | 22 Feb 2008(Helen)             | 22 Feb 2008(Helen)             | 22 Feb 2008(Helen)             | 22 Feb 2008(Helen)             | 22 Feb 2008(Helen)             | 22 Feb 2008(Helen)             | 22 Feb 2008(Helen)             | 22 Feb 2008(Helen)             | 22 Feb 2008(Helen)             | 22 Feb 2008(Helen)             | 22 Feb 2008(Helen)             | 22 Feb 2008(Helen)             | 22 Feb 2008(Helen)             | 22 Feb 2008(Helen)             | 22 Feb 2008(Helen)             | 22 Feb 2008(Helen)             | 22 Feb 2008(Helen)             | 22 Feb 2008(Helen)             | 22 Feb 2008(Helen)             | 22 Feb 2008(Helen)             | 22 Feb 2008(Helen)             | 22 Feb 2008(Helen)             | 22 Feb 2008(Helen)             | 22 Feb 2008(Helen)             | 22 Feb 2008(Helen)             | 22 Feb 2008(Helen)             | 22 Feb 2008(Helen)             | 22 Feb 2008(Helen)             | 22 Feb 2008(Helen)             | 22 Feb 2008(Helen)             | 22 Feb 2008(Helen)             | 22 Feb 2008(Helen)             | 22 Feb 2008(Helen)             | 22 Feb 2008(Helen)             | 22 Feb 2008(Helen)             | 22 Feb 2008(Helen)             | 22 Feb 2008(Helen)             | 22 Feb 2008(Helen)             | 22 Feb 2008(Helen)             | 22 Feb 2008(Helen)             | 22 Feb 2008(Helen)             | 22 Feb 2008(Helen)             | 22 Feb 2008(Helen)             | 22 Feb 2008(Helen)             | 22 Feb 2008(Helen)             | 22 Feb 2008(Helen)             | "Aa Jaane Jaan" | "Aa Jaane Jaan" | "Aa Jaane Jaan" | "Aa Jaane Jaan" | "Aa Jaane Jaan" | "Aa Jaane Jaan" | "Aa Jaane Jaan" | "Aa Jaane Jaan" | "Aa Jaane Jaan" | "Aa Jaane Jaan" | "Aa Jaane Jaan" | "Aa Jaane Jaan" | "Aa Jaane Jaan" | "Aa Jaane Jaan" | "Aa Jaane Jaan" | "Aa Jaane Jaan" | "Aa Jaane Jaan" | "Aa Jaane Jaan" | "Aa Jaane Jaan" | "Aa Jaane Jaan" | "Aa Jaane Jaan" | "Aa Jaane Jaan" | "Aa Jaane Jaan" | "Aa Jaane Jaan" | "Aa Jaane Jaan" | "Aa Jaane Jaan" | "Aa Jaane Jaan" | "Aa Jaane Jaan" | "Aa Jaane Jaan" | "Aa Jaane Jaan" | "Aa Jaane Jaan" | "Aa Jaane Jaan" | "Aa Jaane Jaan" | "Aa Jaane Jaan" | "Aa Jaane Jaan" | "Aa Jaane Jaan" | "Aa Jaane Jaan" | "Aa Jaane Jaan" | "Aa Jaane Jaan" | "Aa Jaane Jaan" | "Aa Jaane Jaan" | "Aa Jaane Jaan" | "Aa Jaane Jaan" | "Aa Jaane Jaan" | "Aa Jaane Jaan" | "Aa Jaane Jaan" | "Aa Jaane Jaan" | "Aa Jaane Jaan" | "Aa Jaane Jaan" | "Aa Jaane Jaan" | "Aa Jaane Jaan" | "Aa Jaane Jaan" | "Aa Jaane Jaan" | "Aa Jaane Jaan" | "Aa Jaane Jaan" | "Aa Jaane Jaan" | "Aa Jaane Jaan" | "Aa Jaane Jaan" | "Aa Jaane Jaan" | "Aa Jaane Jaan" | "Aa Jaane Jaan" | "Aa Jaane Jaan" | "Aa Jaane Jaan" | "Aa Jaane Jaan" | "Aa Jaane Jaan" | "Aa Jaane Jaan" | "Aa Jaane Jaan" | "Aa Jaane Jaan" | "Aa Jaane Jaan" | "Aa Jaane Jaan" | "Aa Jaane Jaan" | "Aa Jaane Jaan" | "Aa Jaane Jaan" | "Aa Jaane Jaan" | "Aa Jaane Jaan" | "Aa Jaane Jaan" | "Aa Jaane Jaan" | "Aa Jaane Jaan" | "Aa Jaane Jaan" | "Aa Jaane Jaan" | "Aa Jaane Jaan" | "Aa Jaane Jaan" | "Aa Jaane Jaan" | "Aa Jaane Jaan" | "Aa Jaane Jaan" | "Aa Jaane Jaan" | "Aa Jaane Jaan" | "Aa Jaane Jaan" | "Aa Jaane Jaan" | "Aa Jaane Jaan" | "Aa Jaane Jaan" | "Aa Jaane Jaan" | "Aa Jaane Jaan" | "Aa Jaane Jaan" | "Aa Jaane Jaan" | "Aa Jaane Jaan" | "Aa Jaane Jaan" | "Aa Jaane Jaan" | "Aa Jaane Jaan" | "Aa Jaane Jaan" | "Aa Jaane Jaan" | "Aa Jaane Jaan" | "Aa Jaane Jaan" | "Aa Jaane Jaan" | "Aa Jaane Jaan" | "Aa Jaane Jaan" | "Aa Jaane Jaan" | "Aa Jaane Jaan" | "Aa Jaane Jaan" | "Aa Jaane Jaan" | "Aa Jaane Jaan" | "Aa Jaane Jaan" | "Aa Jaane Jaan" | "Aa Jaane Jaan" | "Aa Jaane Jaan" | "Aa Jaane Jaan" | "Aa Jaane Jaan" | "Aa Jaane Jaan" | "Aa Jaane Jaan" | "Aa Jaane Jaan" | "Aa Jaane Jaan" | "Aa Jaane Jaan" | "Aa Jaane Jaan" | "Aa Jaane Jaan" | "Aa Jaane Jaan" | "Aa Jaane Jaan" | "Aa Jaane Jaan" | "Aa Jaane Jaan" | "Aa Jaane Jaan" | "Aa Jaane Jaan" | Lata Mangeshkar | Lata Mangeshkar | Lata Mangeshkar | Lata Mangeshkar | Lata Mangeshkar | Lata Mangeshkar | Lata Mangeshkar | Lata Mangeshkar | Lata Mangeshkar | Lata Mangeshkar | Lata Mangeshkar | Lata Mangeshkar | Lata Mangeshkar | Lata Mangeshkar | Lata Mangeshkar | Lata Mangeshkar | Lata Mangeshkar | Lata Mangeshkar | Lata Mangeshkar | Lata Mangeshkar | Lata Mangeshkar | Lata Mangeshkar | Lata Mangeshkar | Lata Mangeshkar | Lata Mangeshkar | Lata Mangeshkar | Lata Mangeshkar | Lata Mangeshkar | Lata Mangeshkar | Lata Mangeshkar | Lata Mangeshkar | Lata Mangeshkar | Lata Mangeshkar | Lata Mangeshkar | Lata Mangeshkar | Lata Mangeshkar | Lata Mangeshkar | Lata Mangeshkar | Lata Mangeshkar | Lata Mangeshkar | Lata Mangeshkar | Lata Mangeshkar | Lata Mangeshkar | Lata Mangeshkar | Lata Mangeshkar | Lata Mangeshkar | Lata Mangeshkar | Lata Mangeshkar | Lata Mangeshkar | Lata Mangeshkar | Lata Mangeshkar | Lata Mangeshkar | Lata Mangeshkar | Lata Mangeshkar | Lata Mangeshkar | Lata Mangeshkar | Lata Mangeshkar | Lata Mangeshkar | Lata Mangeshkar | Lata Mangeshkar | Lata Mangeshkar | Lata Mangeshkar | Lata Mangeshkar | Lata Mangeshkar | Lata Mangeshkar | Lata Mangeshkar | Lata Mangeshkar | Lata Mangeshkar | Lata Mangeshkar | Lata Mangeshkar | Lata Mangeshkar | Lata Mangeshkar | Lata Mangeshkar | Lata Mangeshkar | Lata Mangeshkar | Lata Mangeshkar | Lata Mangeshkar | Lata Mangeshkar | Lata Mangeshkar | Lata Mangeshkar | Lata Mangeshkar | Lata Mangeshkar | Lata Mangeshkar | Lata Mangeshkar | Lata Mangeshkar | Lata Mangeshkar | Lata Mangeshkar | Lata Mangeshkar | Lata Mangeshkar | Lata Mangeshkar | Lata Mangeshkar | Lata Mangeshkar | Lata Mangeshkar | Lata Mangeshkar | Lata Mangeshkar | Lata Mangeshkar | Lata Mangeshkar | Lata Mangeshkar | Lata Mangeshkar | Lata Mangeshkar | Amrita Arora                        | Amrita Arora                        | Amrita Arora                        | Amrita Arora                        | Amrita Arora                        | Amrita Arora                        | Amrita Arora                        | Amrita Arora                        | Amrita Arora                        | Amrita Arora                        | Amrita Arora                        | Amrita Arora                        | Amrita Arora                        | Amrita Arora                        | Amrita Arora                        | Amrita Arora                        | Amrita Arora                        | Amrita Arora                        | Amrita Arora                        | Amrita Arora                        | Amrita Arora                        | Amrita Arora                        | Amrita Arora                        | Amrita Arora                        | Amrita Arora                        | Amrita Arora                        | Amrita Arora                        | Amrita Arora                        | Amrita Arora                        | Amrita Arora                        | Amrita Arora                        | Amrita Arora                        | Amrita Arora                        | Amrita Arora                        | Amrita Arora                        | Amrita Arora                        | Amrita Arora                        | Amrita Arora                        | Amrita Arora                        | Amrita Arora                        | Amrita Arora                        | Amrita Arora                        | Amrita Arora                        | Amrita Arora                        | Amrita Arora                        | Amrita Arora                        | Amrita Arora                        | Amrita Arora                        | Amrita Arora                        | Amrita Arora                        | Amrita Arora                        | Amrita Arora                        | Amrita Arora                        | Amrita Arora                        | Amrita Arora                        | Amrita Arora                        | Amrita Arora                        | Amrita Arora                        | Amrita Arora                        | Amrita Arora                        | Amrita Arora                        | Amrita Arora                        | Amrita Arora                        | Amrita Arora                        | Amrita Arora                        | Amrita Arora                        | Amrita Arora                        | Amrita Arora                        | Amrita Arora                        | Amrita Arora                        | Amrita Arora                        | Amrita Arora                        | Amrita Arora                        | Amrita Arora                        | Amrita Arora                        | Amrita Arora                        | Amrita Arora                        | Amrita Arora                        | Amrita Arora                        | Amrita Arora                        | Amrita Arora                        | Amrita Arora                        | Amrita Arora                        | Amrita Arora                        | Amrita Arora                        | Amrita Arora                        | Amrita Arora                        | Amrita Arora                        | Amrita Arora                        | Amrita Arora                        | Amrita Arora                        | Amrita Arora                        | Amrita Arora                        | Amrita Arora                        | Amrita Arora                        | Amrita Arora                        | Amrita Arora                        | Amrita Arora                        | Amrita Arora                        | Amrita Arora                        |                                                                  |                                                                  |                                                                  |                                                                  |                                                                  |                                                                  |                                                                  |                                                                  |                                                                  |                                                                  |                                                                  |                                                                  |                                                                  |                                                                  |                                                                  |                                                                  |                                                                  |                                                                  |                                                                  |                                                                  |                                                                  |                                                                  |                                                                  |                                                                  |                                                                  |                                                                  |                                                                  |                                                                  |                                                                  |                                                                  |                                                                  |                                                                  |                                                                  |                                                                  |                                                                  |                                                                  |                                                                  |                                                                  |                                                                  |                                                                  |                                                                  |                                                                  |                                                                  |                                                                  |                                                                  |                                                                  |                                                                  |                                                                  |                                                                  |                                                                  |                                                                  |                                                                  |                                                                  |                                                                  |                                                                  |                                                                  |                                                                  |                                                                  |                                                                  |                                                                  |                                                                  |                                                                  |                                                                  |                                                                  |                                                                  |                                                                  |                                                                  |                                                                  |                                                                  |                                                                  |                                                                  |                                                                  |                                                                  |                                                                  |                                                                  |                                                                  |                                                                  |                                                                  |                                                                  |                                                                  |                                                                  |                                                                  |                                                                  |                                                                  |                                                                  |                                                                  |                                                                  |                                                                  |                                                                  |                                                                  |                                                                  |                                                                  |                                                                  |                                                                  |                                                                  |                                                                  |                                                                  |                                                                  |                                                                  |                                                                  |                    |                    |                    |                    |                    |                    |                    |                    |                    |                    |                    |                    |                    |                    |                    |                    |                    |                    |                    |                    |                    |                    |                    |                    |                    |                    |                    |                    |                    |                    |                    |                    |                    |                    |                    |                    |                    |                    |                    |                    |                    |                    |                    |                    |                    |                    |                    |                    |                    |                    |                    |                    |                    |                    |                    |                    |                    |                    |                    |                    |                    |                    |                    |                    |                    |                    |                    |                    |                    |                    |
| Episode 23              | Episode 23              | Episode 23              | Episode 23              | Episode 23              | Episode 23              | Episode 23              | Episode 23              | Episode 23              | Episode 23              | Episode 23              | Episode 23              | Episode 23              | Episode 23              | Episode 23              | Episode 23              | Episode 23              | Episode 23              | Episode 23              | Episode 23              | Episode 23              | Episode 23              | Episode 23              | Episode 23              | Episode 23              | Episode 23              | Episode 23              | Episode 23              | Episode 23              | Episode 23              | Episode 23              | Episode 23              | Episode 23              | Episode 23              | Episode 23              | Episode 23              | Episode 23              | Episode 23              | Episode 23              | Episode 23              | Episode 23              | Episode 23              | Episode 23              | Episode 23              | Episode 23              | Episode 23              | Episode 23              | Episode 23              | Episode 23              | Episode 23              | Episode 23              | Episode 23              | Episode 23              | Episode 23              | Episode 23              | Episode 23              | Episode 23              | Episode 23              | Episode 23              | Episode 23              | Episode 23              | Episode 23              | Episode 23              | Episode 23              | Episode 23              | Episode 23              | Episode 23              | Episode 23              | Episode 23              | Episode 23              | Episode 23              | Episode 23              | Episode 23              | Episode 23              | Episode 23              | Episode 23              | Episode 23              | Episode 23              | Episode 23              | Episode 23              | Episode 23              | Episode 23              | Episode 23              | Episode 23              | Episode 23              | Episode 23              | Episode 23              | Episode 23              | Episode 23              | Episode 23              | 23 Feb 2008(Jungle)            | 23 Feb 2008(Jungle)            | 23 Feb 2008(Jungle)            | 23 Feb 2008(Jungle)            | 23 Feb 2008(Jungle)            | 23 Feb 2008(Jungle)            | 23 Feb 2008(Jungle)            | 23 Feb 2008(Jungle)            | 23 Feb 2008(Jungle)            | 23 Feb 2008(Jungle)            | 23 Feb 2008(Jungle)            | 23 Feb 2008(Jungle)            | 23 Feb 2008(Jungle)            | 23 Feb 2008(Jungle)            | 23 Feb 2008(Jungle)            | 23 Feb 2008(Jungle)            | 23 Feb 2008(Jungle)            | 23 Feb 2008(Jungle)            | 23 Feb 2008(Jungle)            | 23 Feb 2008(Jungle)            | 23 Feb 2008(Jungle)            | 23 Feb 2008(Jungle)            | 23 Feb 2008(Jungle)            | 23 Feb 2008(Jungle)            | 23 Feb 2008(Jungle)            | 23 Feb 2008(Jungle)            | 23 Feb 2008(Jungle)            | 23 Feb 2008(Jungle)            | 23 Feb 2008(Jungle)            | 23 Feb 2008(Jungle)            | 23 Feb 2008(Jungle)            | 23 Feb 2008(Jungle)            | 23 Feb 2008(Jungle)            | 23 Feb 2008(Jungle)            | 23 Feb 2008(Jungle)            | 23 Feb 2008(Jungle)            | 23 Feb 2008(Jungle)            | 23 Feb 2008(Jungle)            | 23 Feb 2008(Jungle)            | 23 Feb 2008(Jungle)            | 23 Feb 2008(Jungle)            | 23 Feb 2008(Jungle)            | 23 Feb 2008(Jungle)            | 23 Feb 2008(Jungle)            | 23 Feb 2008(Jungle)            | 23 Feb 2008(Jungle)            | 23 Feb 2008(Jungle)            | 23 Feb 2008(Jungle)            | 23 Feb 2008(Jungle)            | 23 Feb 2008(Jungle)            | 23 Feb 2008(Jungle)            | 23 Feb 2008(Jungle)            | 23 Feb 2008(Jungle)            | 23 Feb 2008(Jungle)            | 23 Feb 2008(Jungle)            | 23 Feb 2008(Jungle)            | 23 Feb 2008(Jungle)            | 23 Feb 2008(Jungle)            | 23 Feb 2008(Jungle)            | 23 Feb 2008(Jungle)            | 23 Feb 2008(Jungle)            | 23 Feb 2008(Jungle)            | 23 Feb 2008(Jungle)            | 23 Feb 2008(Jungle)            | 23 Feb 2008(Jungle)            | 23 Feb 2008(Jungle)            | 23 Feb 2008(Jungle)            | 23 Feb 2008(Jungle)            | 23 Feb 2008(Jungle)            | 23 Feb 2008(Jungle)            | 23 Feb 2008(Jungle)            | 23 Feb 2008(Jungle)            | 23 Feb 2008(Jungle)            | 23 Feb 2008(Jungle)            | 23 Feb 2008(Jungle)            | 23 Feb 2008(Jungle)            | 23 Feb 2008(Jungle)            | 23 Feb 2008(Jungle)            | 23 Feb 2008(Jungle)            | 23 Feb 2008(Jungle)            | 23 Feb 2008(Jungle)            | 23 Feb 2008(Jungle)            | 23 Feb 2008(Jungle)            | 23 Feb 2008(Jungle)            | 23 Feb 2008(Jungle)            | 23 Feb 2008(Jungle)            | 23 Feb 2008(Jungle)            | 23 Feb 2008(Jungle)            | 23 Feb 2008(Jungle)            | 23 Feb 2008(Jungle)            | 23 Feb 2008(Jungle)            | 23 Feb 2008(Jungle)            | 23 Feb 2008(Jungle)            | 23 Feb 2008(Jungle)            | 23 Feb 2008(Jungle)            | 23 Feb 2008(Jungle)            | 23 Feb 2008(Jungle)            | 23 Feb 2008(Jungle)            | 23 Feb 2008(Jungle)            | 23 Feb 2008(Jungle)            | "Choti Si Kahaani"                                                                                                 | "Choti Si Kahaani"                                                                                                 | "Choti Si Kahaani"                                                                                                 | "Choti Si Kahaani"                                                                                                 | "Choti Si Kahaani"                                                                                                 | "Choti Si Kahaani"                                                                                                 | "Choti Si Kahaani"                                                                                                 | "Choti Si Kahaani"                                                                                                 | "Choti Si Kahaani"                                                                                                 | "Choti Si Kahaani"                                                                                                 | "Choti Si Kahaani"                                                                                                 | "Choti Si Kahaani"                                                                                                 | "Choti Si Kahaani"                                                                                                 | "Choti Si Kahaani"                                                                                                 | "Choti Si Kahaani"                                                                                                 | "Choti Si Kahaani"                                                                                                 | "Choti Si Kahaani"                                                                                                 | "Choti Si Kahaani"                                                                                                 | "Choti Si Kahaani"                                                                                                 | "Choti Si Kahaani"                                                                                                 | "Choti Si Kahaani"                                                                                                 | "Choti Si Kahaani"                                                                                                 | "Choti Si Kahaani"                                                                                                 | "Choti Si Kahaani"                                                                                                 | "Choti Si Kahaani"                                                                                                 | "Choti Si Kahaani"                                                                                                 | "Choti Si Kahaani"                                                                                                 | "Choti Si Kahaani"                                                                                                 | "Choti Si Kahaani"                                                                                                 | "Choti Si Kahaani"                                                                                                 | "Choti Si Kahaani"                                                                                                 | "Choti Si Kahaani"                                                                                                 | "Choti Si Kahaani"                                                                                                 | "Choti Si Kahaani"                                                                                                 | "Choti Si Kahaani"                                                                                                 | "Choti Si Kahaani"                                                                                                 | "Choti Si Kahaani"                                                                                                 | "Choti Si Kahaani"                                                                                                 | "Choti Si Kahaani"                                                                                                 | "Choti Si Kahaani"                                                                                                 | "Choti Si Kahaani"                                                                                                 | "Choti Si Kahaani"                                                                                                 | "Choti Si Kahaani"                                                                                                 | "Choti Si Kahaani"                                                                                                 | "Choti Si Kahaani"                                                                                                 | "Choti Si Kahaani"                                                                                                 | "Choti Si Kahaani"                                                                                                 | "Choti Si Kahaani"                                                                                                 | "Choti Si Kahaani"                                                                                                 | "Choti Si Kahaani"                                                                                                 | "Choti Si Kahaani"                                                                                                 | "Choti Si Kahaani"                                                                                                 | "Choti Si Kahaani"                                                                                                 | "Choti Si Kahaani"                                                                                                 | "Choti Si Kahaani"                                                                                                 | "Choti Si Kahaani"                                                                                                 | "Choti Si Kahaani"                                                                                                 | "Choti Si Kahaani"                                                                                                 | "Choti Si Kahaani"                                                                                                 | "Choti Si Kahaani"                                                                                                 | "Choti Si Kahaani"                                                                                                 | "Choti Si Kahaani"                                                                                                 | "Choti Si Kahaani"                                                                                                 | "Choti Si Kahaani"                                                                                                 | "Choti Si Kahaani"                                                                                                 | "Choti Si Kahaani"                                                                                                 | "Choti Si Kahaani"                                                                                                 | "Choti Si Kahaani"                                                                                                 | "Choti Si Kahaani"                                                                                                 | "Choti Si Kahaani"                                                                                                 | "Choti Si Kahaani"                                                                                                 | "Choti Si Kahaani"                                                                                                 | "Choti Si Kahaani"                                                                                                 | "Choti Si Kahaani"                                                                                                 | "Choti Si Kahaani"                                                                                                 | "Choti Si Kahaani"                                                                                                 | "Choti Si Kahaani"                                                                                                 | "Choti Si Kahaani"                                                                                                 | "Choti Si Kahaani"                                                                                                 | "Choti Si Kahaani"                                                                                                 | "Choti Si Kahaani"                                                                                                 | "Choti Si Kahaani"                                                                                                 | "Choti Si Kahaani"                                                                                                 | "Choti Si Kahaani"                                                                                                 | "Choti Si Kahaani"                                                                                                 | "Choti Si Kahaani"                                                                                                 | "Choti Si Kahaani"                                                                                                 | "Choti Si Kahaani"                                                                                                 | "Choti Si Kahaani"                                                                                                 | "Choti Si Kahaani"                                                                                                 | "Choti Si Kahaani"                                                                                                 | "Choti Si Kahaani"                                                                                                 | "Choti Si Kahaani"                                                                                                 | "Choti Si Kahaani"                                                                                                 | "Choti Si Kahaani"                                                                                                 | "Choti Si Kahaani"                                                                                                 | "Choti Si Kahaani"                                                                                                 | "Choti Si Kahaani"                                                                                                 | "Choti Si Kahaani"                                                                                                 | "Choti Si Kahaani"                                                                                                 | "Choti Si Kahaani"                                                                                                 | "Choti Si Kahaani"                                                                                                 | "Choti Si Kahaani"                                                                                                 | "Choti Si Kahaani"                                                                                                 | "Choti Si Kahaani"                                                                                                 | "Choti Si Kahaani"                                                                                                 | "Choti Si Kahaani"                                                                                                 | "Choti Si Kahaani"                                                                                                 | "Choti Si Kahaani"                                                                                                 | "Choti Si Kahaani"                                                                                                 | "Choti Si Kahaani"                                                                                                 | "Choti Si Kahaani"                                                                                                 | "Choti Si Kahaani"                                                                                                 | "Choti Si Kahaani"                                                                                                 | "Choti Si Kahaani"                                                                                                 | "Choti Si Kahaani"                                                                                                 | "Choti Si Kahaani"                                                                                                 | "Choti Si Kahaani"                                                                                                 | "Choti Si Kahaani"                                                                                                 | "Choti Si Kahaani"                                                                                                 | "Choti Si Kahaani"                                                                                                 | "Choti Si Kahaani"                                                                                                 | "Choti Si Kahaani"                                                                                                 | "Choti Si Kahaani"                                                                                                 | "Choti Si Kahaani"                                                                                                 | "Choti Si Kahaani"                                                                                                 | "Choti Si Kahaani"                                                                                                 | "Choti Si Kahaani"                                                                                                 | "Choti Si Kahaani"                                                                                                 | "Choti Si Kahaani"                                                                                                 | Asha Bhosle | Asha Bhosle | Asha Bhosle | Asha Bhosle | Asha Bhosle | Asha Bhosle | Asha Bhosle | Asha Bhosle | Asha Bhosle | Asha Bhosle | Asha Bhosle | Asha Bhosle | Asha Bhosle | Asha Bhosle | Asha Bhosle | Asha Bhosle | Asha Bhosle | Asha Bhosle | Asha Bhosle | Asha Bhosle | Asha Bhosle | Asha Bhosle | Asha Bhosle | Asha Bhosle | Asha Bhosle | Asha Bhosle | Asha Bhosle | Asha Bhosle | Asha Bhosle | Asha Bhosle | Asha Bhosle | Asha Bhosle | Asha Bhosle | Asha Bhosle | Asha Bhosle | Asha Bhosle | Asha Bhosle | Asha Bhosle | Asha Bhosle | Asha Bhosle | Asha Bhosle | Asha Bhosle | Asha Bhosle | Asha Bhosle | Asha Bhosle | Asha Bhosle | Asha Bhosle | Asha Bhosle | Asha Bhosle | Asha Bhosle | Asha Bhosle | Asha Bhosle | Asha Bhosle | Asha Bhosle | Asha Bhosle | Asha Bhosle | Asha Bhosle | Asha Bhosle | Asha Bhosle | Asha Bhosle | Asha Bhosle | Asha Bhosle | Asha Bhosle | Asha Bhosle | Asha Bhosle | Asha Bhosle | Asha Bhosle | Asha Bhosle | Asha Bhosle | Asha Bhosle | Asha Bhosle | Asha Bhosle | Asha Bhosle | Asha Bhosle | Asha Bhosle | Asha Bhosle | Asha Bhosle | Asha Bhosle | Asha Bhosle | Asha Bhosle | Asha Bhosle | Asha Bhosle | Asha Bhosle | Asha Bhosle | Asha Bhosle | Asha Bhosle | Asha Bhosle | Asha Bhosle | Asha Bhosle | Asha Bhosle | Asha Bhosle | Asha Bhosle | Asha Bhosle | Asha Bhosle | Asha Bhosle | Asha Bhosle | Asha Bhosle | Asha Bhosle | Asha Bhosle | Asha Bhosle |                                     |                                     |                                     |                                     |                                     |                                     |                                     |                                     |                                     |                                     |                                     |                                     |                                     |                                     |                                     |                                     |                                     |                                     |                                     |                                     |                                     |                                     |                                     |                                     |                                     |                                     |                                     |                                     |                                     |                                     |                                     |                                     |                                     |                                     |                                     |                                     |                                     |                                     |                                     |                                     |                                     |                                     |                                     |                                     |                                     |                                     |                                     |                                     |                                     |                                     |                                     |                                     |                                     |                                     |                                     |                                     |                                     |                                     |                                     |                                     |                                     |                                     |                                     |                                     |                                     |                                     |                                     |                                     |                                     |                                     |                                     |                                     |                                     |                                     |                                     |                                     |                                     |                                     |                                     |                                     |                                     |                                     |                                     |                                     |                                     |                                     |                                     |                                     |                                     |                                     |                                     |                                     |                                     |                                     |                                     |                                     |                                     |                                     |                                     |                                     |                                                                  |                                                                  |                                                                  |                                                                  |                                                                  |                                                                  |                                                                  |                                                                  |                                                                  |                                                                  |                                                                  |                                                                  |                                                                  |                                                                  |                                                                  |                                                                  |                                                                  |                                                                  |                                                                  |                                                                  |                                                                  |                                                                  |                                                                  |                                                                  |                                                                  |                                                                  |                                                                  |                                                                  |                                                                  |                                                                  |                                                                  |                                                                  |                                                                  |                                                                  |                                                                  |                                                                  |                                                                  |                                                                  |                                                                  |                                                                  |                                                                  |                                                                  |                                                                  |                                                                  |                                                                  |                                                                  |                                                                  |                                                                  |                                                                  |                                                                  |                                                                  |                                                                  |                                                                  |                                                                  |                                                                  |                                                                  |                                                                  |                                                                  |                                                                  |                                                                  |                                                                  |                                                                  |                                                                  |                                                                  |                                                                  |                                                                  |                                                                  |                                                                  |                                                                  |                                                                  |                                                                  |                                                                  |                                                                  |                                                                  |                                                                  |                                                                  |                                                                  |                                                                  |                                                                  |                                                                  |                                                                  |                                                                  |                                                                  |                                                                  |                                                                  |                                                                  |                                                                  |                                                                  |                                                                  |                                                                  |                                                                  |                                                                  |                                                                  |                                                                  |                                                                  |                                                                  |                                                                  |                                                                  |                                                                  |                                                                  |                    |                    |                    |                    |                    |                    |                    |                    |                    |                    |                    |                    |                    |                    |                    |                    |                    |                    |                    |                    |                    |                    |                    |                    |                    |                    |                    |                    |                    |                    |                    |                    |                    |                    |                    |                    |                    |                    |                    |                    |                    |                    |                    |                    |                    |                    |                    |                    |                    |                    |                    |                    |                    |                    |                    |                    |                    |                    |                    |                    |                    |                    |                    |                    |                    |                    |                    |                    |                    |                    |
| Episode 24(Elimination) | Episode 24(Elimination) | Episode 24(Elimination) | Episode 24(Elimination) | Episode 24(Elimination) | Episode 24(Elimination) | Episode 24(Elimination) | Episode 24(Elimination) | Episode 24(Elimination) | Episode 24(Elimination) | Episode 24(Elimination) | Episode 24(Elimination) | Episode 24(Elimination) | Episode 24(Elimination) | Episode 24(Elimination) | Episode 24(Elimination) | Episode 24(Elimination) | Episode 24(Elimination) | Episode 24(Elimination) | Episode 24(Elimination) | Episode 24(Elimination) | Episode 24(Elimination) | Episode 24(Elimination) | Episode 24(Elimination) | Episode 24(Elimination) | Episode 24(Elimination) | Episode 24(Elimination) | Episode 24(Elimination) | Episode 24(Elimination) | Episode 24(Elimination) | Episode 24(Elimination) | Episode 24(Elimination) | Episode 24(Elimination) | Episode 24(Elimination) | Episode 24(Elimination) | Episode 24(Elimination) | Episode 24(Elimination) | Episode 24(Elimination) | Episode 24(Elimination) | Episode 24(Elimination) | Episode 24(Elimination) | Episode 24(Elimination) | Episode 24(Elimination) | Episode 24(Elimination) | Episode 24(Elimination) | Episode 24(Elimination) | Episode 24(Elimination) | Episode 24(Elimination) | Episode 24(Elimination) | Episode 24(Elimination) | Episode 24(Elimination) | Episode 24(Elimination) | Episode 24(Elimination) | Episode 24(Elimination) | Episode 24(Elimination) | Episode 24(Elimination) | Episode 24(Elimination) | Episode 24(Elimination) | Episode 24(Elimination) | Episode 24(Elimination) | Episode 24(Elimination) | Episode 24(Elimination) | Episode 24(Elimination) | Episode 24(Elimination) | Episode 24(Elimination) | Episode 24(Elimination) | Episode 24(Elimination) | Episode 24(Elimination) | Episode 24(Elimination) | Episode 24(Elimination) | Episode 24(Elimination) | Episode 24(Elimination) | Episode 24(Elimination) | Episode 24(Elimination) | Episode 24(Elimination) | Episode 24(Elimination) | Episode 24(Elimination) | Episode 24(Elimination) | Episode 24(Elimination) | Episode 24(Elimination) | Episode 24(Elimination) | Episode 24(Elimination) | Episode 24(Elimination) | Episode 24(Elimination) | Episode 24(Elimination) | Episode 24(Elimination) | Episode 24(Elimination) | Episode 24(Elimination) | Episode 24(Elimination) | Episode 24(Elimination) | 29 Feb 2008 (Brindavan)        | 29 Feb 2008 (Brindavan)        | 29 Feb 2008 (Brindavan)        | 29 Feb 2008 (Brindavan)        | 29 Feb 2008 (Brindavan)        | 29 Feb 2008 (Brindavan)        | 29 Feb 2008 (Brindavan)        | 29 Feb 2008 (Brindavan)        | 29 Feb 2008 (Brindavan)        | 29 Feb 2008 (Brindavan)        | 29 Feb 2008 (Brindavan)        | 29 Feb 2008 (Brindavan)        | 29 Feb 2008 (Brindavan)        | 29 Feb 2008 (Brindavan)        | 29 Feb 2008 (Brindavan)        | 29 Feb 2008 (Brindavan)        | 29 Feb 2008 (Brindavan)        | 29 Feb 2008 (Brindavan)        | 29 Feb 2008 (Brindavan)        | 29 Feb 2008 (Brindavan)        | 29 Feb 2008 (Brindavan)        | 29 Feb 2008 (Brindavan)        | 29 Feb 2008 (Brindavan)        | 29 Feb 2008 (Brindavan)        | 29 Feb 2008 (Brindavan)        | 29 Feb 2008 (Brindavan)        | 29 Feb 2008 (Brindavan)        | 29 Feb 2008 (Brindavan)        | 29 Feb 2008 (Brindavan)        | 29 Feb 2008 (Brindavan)        | 29 Feb 2008 (Brindavan)        | 29 Feb 2008 (Brindavan)        | 29 Feb 2008 (Brindavan)        | 29 Feb 2008 (Brindavan)        | 29 Feb 2008 (Brindavan)        | 29 Feb 2008 (Brindavan)        | 29 Feb 2008 (Brindavan)        | 29 Feb 2008 (Brindavan)        | 29 Feb 2008 (Brindavan)        | 29 Feb 2008 (Brindavan)        | 29 Feb 2008 (Brindavan)        | 29 Feb 2008 (Brindavan)        | 29 Feb 2008 (Brindavan)        | 29 Feb 2008 (Brindavan)        | 29 Feb 2008 (Brindavan)        | 29 Feb 2008 (Brindavan)        | 29 Feb 2008 (Brindavan)        | 29 Feb 2008 (Brindavan)        | 29 Feb 2008 (Brindavan)        | 29 Feb 2008 (Brindavan)        | 29 Feb 2008 (Brindavan)        | 29 Feb 2008 (Brindavan)        | 29 Feb 2008 (Brindavan)        | 29 Feb 2008 (Brindavan)        | 29 Feb 2008 (Brindavan)        | 29 Feb 2008 (Brindavan)        | 29 Feb 2008 (Brindavan)        | 29 Feb 2008 (Brindavan)        | 29 Feb 2008 (Brindavan)        | 29 Feb 2008 (Brindavan)        | 29 Feb 2008 (Brindavan)        | 29 Feb 2008 (Brindavan)        | 29 Feb 2008 (Brindavan)        | 29 Feb 2008 (Brindavan)        | 29 Feb 2008 (Brindavan)        | 29 Feb 2008 (Brindavan)        | 29 Feb 2008 (Brindavan)        | 29 Feb 2008 (Brindavan)        | 29 Feb 2008 (Brindavan)        | 29 Feb 2008 (Brindavan)        | 29 Feb 2008 (Brindavan)        | 29 Feb 2008 (Brindavan)        | 29 Feb 2008 (Brindavan)        | 29 Feb 2008 (Brindavan)        | 29 Feb 2008 (Brindavan)        | 29 Feb 2008 (Brindavan)        | 29 Feb 2008 (Brindavan)        | 29 Feb 2008 (Brindavan)        | 29 Feb 2008 (Brindavan)        | 29 Feb 2008 (Brindavan)        | 29 Feb 2008 (Brindavan)        | 29 Feb 2008 (Brindavan)        | 29 Feb 2008 (Brindavan)        | 29 Feb 2008 (Brindavan)        | 29 Feb 2008 (Brindavan)        | 29 Feb 2008 (Brindavan)        | 29 Feb 2008 (Brindavan)        | 29 Feb 2008 (Brindavan)        | 29 Feb 2008 (Brindavan)        | 29 Feb 2008 (Brindavan)        | 29 Feb 2008 (Brindavan)        | 29 Feb 2008 (Brindavan)        | 29 Feb 2008 (Brindavan)        | 29 Feb 2008 (Brindavan)        | 29 Feb 2008 (Brindavan)        | 29 Feb 2008 (Brindavan)        | 29 Feb 2008 (Brindavan)        | 29 Feb 2008 (Brindavan)        | 29 Feb 2008 (Brindavan)        | 29 Feb 2008 (Brindavan)        | "Ek Radha Ek Meera"                                                                                                | "Ek Radha Ek Meera"                                                                                                | "Ek Radha Ek Meera"                                                                                                | "Ek Radha Ek Meera"                                                                                                | "Ek Radha Ek Meera"                                                                                                | "Ek Radha Ek Meera"                                                                                                | "Ek Radha Ek Meera"                                                                                                | "Ek Radha Ek Meera"                                                                                                | "Ek Radha Ek Meera"                                                                                                | "Ek Radha Ek Meera"                                                                                                | "Ek Radha Ek Meera"                                                                                                | "Ek Radha Ek Meera"                                                                                                | "Ek Radha Ek Meera"                                                                                                | "Ek Radha Ek Meera"                                                                                                | "Ek Radha Ek Meera"                                                                                                | "Ek Radha Ek Meera"                                                                                                | "Ek Radha Ek Meera"                                                                                                | "Ek Radha Ek Meera"                                                                                                | "Ek Radha Ek Meera"                                                                                                | "Ek Radha Ek Meera"                                                                                                | "Ek Radha Ek Meera"                                                                                                | "Ek Radha Ek Meera"                                                                                                | "Ek Radha Ek Meera"                                                                                                | "Ek Radha Ek Meera"                                                                                                | "Ek Radha Ek Meera"                                                                                                | "Ek Radha Ek Meera"                                                                                                | "Ek Radha Ek Meera"                                                                                                | "Ek Radha Ek Meera"                                                                                                | "Ek Radha Ek Meera"                                                                                                | "Ek Radha Ek Meera"                                                                                                | "Ek Radha Ek Meera"                                                                                                | "Ek Radha Ek Meera"                                                                                                | "Ek Radha Ek Meera"                                                                                                | "Ek Radha Ek Meera"                                                                                                | "Ek Radha Ek Meera"                                                                                                | "Ek Radha Ek Meera"                                                                                                | "Ek Radha Ek Meera"                                                                                                | "Ek Radha Ek Meera"                                                                                                | "Ek Radha Ek Meera"                                                                                                | "Ek Radha Ek Meera"                                                                                                | "Ek Radha Ek Meera"                                                                                                | "Ek Radha Ek Meera"                                                                                                | "Ek Radha Ek Meera"                                                                                                | "Ek Radha Ek Meera"                                                                                                | "Ek Radha Ek Meera"                                                                                                | "Ek Radha Ek Meera"                                                                                                | "Ek Radha Ek Meera"                                                                                                | "Ek Radha Ek Meera"                                                                                                | "Ek Radha Ek Meera"                                                                                                | "Ek Radha Ek Meera"                                                                                                | "Ek Radha Ek Meera"                                                                                                | "Ek Radha Ek Meera"                                                                                                | "Ek Radha Ek Meera"                                                                                                | "Ek Radha Ek Meera"                                                                                                | "Ek Radha Ek Meera"                                                                                                | "Ek Radha Ek Meera"                                                                                                | "Ek Radha Ek Meera"                                                                                                | "Ek Radha Ek Meera"                                                                                                | "Ek Radha Ek Meera"                                                                                                | "Ek Radha Ek Meera"                                                                                                | "Ek Radha Ek Meera"                                                                                                | "Ek Radha Ek Meera"                                                                                                | "Ek Radha Ek Meera"                                                                                                | "Ek Radha Ek Meera"                                                                                                | "Ek Radha Ek Meera"                                                                                                | "Ek Radha Ek Meera"                                                                                                | "Ek Radha Ek Meera"                                                                                                | "Ek Radha Ek Meera"                                                                                                | "Ek Radha Ek Meera"                                                                                                | "Ek Radha Ek Meera"                                                                                                | "Ek Radha Ek Meera"                                                                                                | "Ek Radha Ek Meera"                                                                                                | "Ek Radha Ek Meera"                                                                                                | "Ek Radha Ek Meera"                                                                                                | "Ek Radha Ek Meera"                                                                                                | "Ek Radha Ek Meera"                                                                                                | "Ek Radha Ek Meera"                                                                                                | "Ek Radha Ek Meera"                                                                                                | "Ek Radha Ek Meera"                                                                                                | "Ek Radha Ek Meera"                                                                                                | "Ek Radha Ek Meera"                                                                                                | "Ek Radha Ek Meera"                                                                                                | "Ek Radha Ek Meera"                                                                                                | "Ek Radha Ek Meera"                                                                                                | "Ek Radha Ek Meera"                                                                                                | "Ek Radha Ek Meera"                                                                                                | "Ek Radha Ek Meera"                                                                                                | "Ek Radha Ek Meera"                                                                                                | "Ek Radha Ek Meera"                                                                                                | "Ek Radha Ek Meera"                                                                                                | "Ek Radha Ek Meera"                                                                                                | "Ek Radha Ek Meera"                                                                                                | "Ek Radha Ek Meera"                                                                                                | "Ek Radha Ek Meera"                                                                                                | "Ek Radha Ek Meera"                                                                                                | "Ek Radha Ek Meera"                                                                                                | "Ek Radha Ek Meera"                                                                                                | "Ek Radha Ek Meera"                                                                                                | "Ek Radha Ek Meera"                                                                                                | "Ek Radha Ek Meera"                                                                                                | "Ek Radha Ek Meera"                                                                                                | "Ek Radha Ek Meera"                                                                                                | "Ek Radha Ek Meera"                                                                                                | "Ek Radha Ek Meera"                                                                                                | "Ek Radha Ek Meera"                                                                                                | "Ek Radha Ek Meera"                                                                                                | "Ek Radha Ek Meera"                                                                                                | "Ek Radha Ek Meera"                                                                                                | "Ek Radha Ek Meera"                                                                                                | "Ek Radha Ek Meera"                                                                                                | "Ek Radha Ek Meera"                                                                                                | "Ek Radha Ek Meera"                                                                                                | "Ek Radha Ek Meera"                                                                                                | "Ek Radha Ek Meera"                                                                                                | "Ek Radha Ek Meera"                                                                                                | "Ek Radha Ek Meera"                                                                                                | "Ek Radha Ek Meera"                                                                                                | "Ek Radha Ek Meera"                                                                                                | "Ek Radha Ek Meera"                                                                                                | "Ek Radha Ek Meera"                                                                                                | "Ek Radha Ek Meera"                                                                                                | "Ek Radha Ek Meera"                                                                                                | "Ek Radha Ek Meera"                                                                                                | "Ek Radha Ek Meera"                                                                                                | "Ek Radha Ek Meera"                                                                                                | "Ek Radha Ek Meera"                                                                                                | "Ek Radha Ek Meera"                                                                                                | "Ek Radha Ek Meera"                                                                                                | "Ek Radha Ek Meera"                                                                                                | "Ek Radha Ek Meera"                                                                                                | Lata Mangeshkar | Lata Mangeshkar | Lata Mangeshkar | Lata Mangeshkar | Lata Mangeshkar | Lata Mangeshkar | Lata Mangeshkar | Lata Mangeshkar | Lata Mangeshkar | Lata Mangeshkar | Lata Mangeshkar | Lata Mangeshkar | Lata Mangeshkar | Lata Mangeshkar | Lata Mangeshkar | Lata Mangeshkar | Lata Mangeshkar | Lata Mangeshkar | Lata Mangeshkar | Lata Mangeshkar | Lata Mangeshkar | Lata Mangeshkar | Lata Mangeshkar | Lata Mangeshkar | Lata Mangeshkar | Lata Mangeshkar | Lata Mangeshkar | Lata Mangeshkar | Lata Mangeshkar | Lata Mangeshkar | Lata Mangeshkar | Lata Mangeshkar | Lata Mangeshkar | Lata Mangeshkar | Lata Mangeshkar | Lata Mangeshkar | Lata Mangeshkar | Lata Mangeshkar | Lata Mangeshkar | Lata Mangeshkar | Lata Mangeshkar | Lata Mangeshkar | Lata Mangeshkar | Lata Mangeshkar | Lata Mangeshkar | Lata Mangeshkar | Lata Mangeshkar | Lata Mangeshkar | Lata Mangeshkar | Lata Mangeshkar | Lata Mangeshkar | Lata Mangeshkar | Lata Mangeshkar | Lata Mangeshkar | Lata Mangeshkar | Lata Mangeshkar | Lata Mangeshkar | Lata Mangeshkar | Lata Mangeshkar | Lata Mangeshkar | Lata Mangeshkar | Lata Mangeshkar | Lata Mangeshkar | Lata Mangeshkar | Lata Mangeshkar | Lata Mangeshkar | Lata Mangeshkar | Lata Mangeshkar | Lata Mangeshkar | Lata Mangeshkar | Lata Mangeshkar | Lata Mangeshkar | Lata Mangeshkar | Lata Mangeshkar | Lata Mangeshkar | Lata Mangeshkar | Lata Mangeshkar | Lata Mangeshkar | Lata Mangeshkar | Lata Mangeshkar | Lata Mangeshkar | Lata Mangeshkar | Lata Mangeshkar | Lata Mangeshkar | Lata Mangeshkar | Lata Mangeshkar | Lata Mangeshkar | Lata Mangeshkar | Lata Mangeshkar | Lata Mangeshkar | Lata Mangeshkar | Lata Mangeshkar | Lata Mangeshkar | Lata Mangeshkar | Lata Mangeshkar | Lata Mangeshkar | Lata Mangeshkar | Lata Mangeshkar | Lata Mangeshkar | Lata Mangeshkar | Alka Yagnik & Abhijeet Bhattacharya | Alka Yagnik & Abhijeet Bhattacharya | Alka Yagnik & Abhijeet Bhattacharya | Alka Yagnik & Abhijeet Bhattacharya | Alka Yagnik & Abhijeet Bhattacharya | Alka Yagnik & Abhijeet Bhattacharya | Alka Yagnik & Abhijeet Bhattacharya | Alka Yagnik & Abhijeet Bhattacharya | Alka Yagnik & Abhijeet Bhattacharya | Alka Yagnik & Abhijeet Bhattacharya | Alka Yagnik & Abhijeet Bhattacharya | Alka Yagnik & Abhijeet Bhattacharya | Alka Yagnik & Abhijeet Bhattacharya | Alka Yagnik & Abhijeet Bhattacharya | Alka Yagnik & Abhijeet Bhattacharya | Alka Yagnik & Abhijeet Bhattacharya | Alka Yagnik & Abhijeet Bhattacharya | Alka Yagnik & Abhijeet Bhattacharya | Alka Yagnik & Abhijeet Bhattacharya | Alka Yagnik & Abhijeet Bhattacharya | Alka Yagnik & Abhijeet Bhattacharya | Alka Yagnik & Abhijeet Bhattacharya | Alka Yagnik & Abhijeet Bhattacharya | Alka Yagnik & Abhijeet Bhattacharya | Alka Yagnik & Abhijeet Bhattacharya | Alka Yagnik & Abhijeet Bhattacharya | Alka Yagnik & Abhijeet Bhattacharya | Alka Yagnik & Abhijeet Bhattacharya | Alka Yagnik & Abhijeet Bhattacharya | Alka Yagnik & Abhijeet Bhattacharya | Alka Yagnik & Abhijeet Bhattacharya | Alka Yagnik & Abhijeet Bhattacharya | Alka Yagnik & Abhijeet Bhattacharya | Alka Yagnik & Abhijeet Bhattacharya | Alka Yagnik & Abhijeet Bhattacharya | Alka Yagnik & Abhijeet Bhattacharya | Alka Yagnik & Abhijeet Bhattacharya | Alka Yagnik & Abhijeet Bhattacharya | Alka Yagnik & Abhijeet Bhattacharya | Alka Yagnik & Abhijeet Bhattacharya | Alka Yagnik & Abhijeet Bhattacharya | Alka Yagnik & Abhijeet Bhattacharya | Alka Yagnik & Abhijeet Bhattacharya | Alka Yagnik & Abhijeet Bhattacharya | Alka Yagnik & Abhijeet Bhattacharya | Alka Yagnik & Abhijeet Bhattacharya | Alka Yagnik & Abhijeet Bhattacharya | Alka Yagnik & Abhijeet Bhattacharya | Alka Yagnik & Abhijeet Bhattacharya | Alka Yagnik & Abhijeet Bhattacharya | Alka Yagnik & Abhijeet Bhattacharya | Alka Yagnik & Abhijeet Bhattacharya | Alka Yagnik & Abhijeet Bhattacharya | Alka Yagnik & Abhijeet Bhattacharya | Alka Yagnik & Abhijeet Bhattacharya | Alka Yagnik & Abhijeet Bhattacharya | Alka Yagnik & Abhijeet Bhattacharya | Alka Yagnik & Abhijeet Bhattacharya | Alka Yagnik & Abhijeet Bhattacharya | Alka Yagnik & Abhijeet Bhattacharya | Alka Yagnik & Abhijeet Bhattacharya | Alka Yagnik & Abhijeet Bhattacharya | Alka Yagnik & Abhijeet Bhattacharya | Alka Yagnik & Abhijeet Bhattacharya | Alka Yagnik & Abhijeet Bhattacharya | Alka Yagnik & Abhijeet Bhattacharya | Alka Yagnik & Abhijeet Bhattacharya | Alka Yagnik & Abhijeet Bhattacharya | Alka Yagnik & Abhijeet Bhattacharya | Alka Yagnik & Abhijeet Bhattacharya | Alka Yagnik & Abhijeet Bhattacharya | Alka Yagnik & Abhijeet Bhattacharya | Alka Yagnik & Abhijeet Bhattacharya | Alka Yagnik & Abhijeet Bhattacharya | Alka Yagnik & Abhijeet Bhattacharya | Alka Yagnik & Abhijeet Bhattacharya | Alka Yagnik & Abhijeet Bhattacharya | Alka Yagnik & Abhijeet Bhattacharya | Alka Yagnik & Abhijeet Bhattacharya | Alka Yagnik & Abhijeet Bhattacharya | Alka Yagnik & Abhijeet Bhattacharya | Alka Yagnik & Abhijeet Bhattacharya | Alka Yagnik & Abhijeet Bhattacharya | Alka Yagnik & Abhijeet Bhattacharya | Alka Yagnik & Abhijeet Bhattacharya | Alka Yagnik & Abhijeet Bhattacharya | Alka Yagnik & Abhijeet Bhattacharya | Alka Yagnik & Abhijeet Bhattacharya | Alka Yagnik & Abhijeet Bhattacharya | Alka Yagnik & Abhijeet Bhattacharya | Alka Yagnik & Abhijeet Bhattacharya | Alka Yagnik & Abhijeet Bhattacharya | Alka Yagnik & Abhijeet Bhattacharya | Alka Yagnik & Abhijeet Bhattacharya | Alka Yagnik & Abhijeet Bhattacharya | Alka Yagnik & Abhijeet Bhattacharya | Alka Yagnik & Abhijeet Bhattacharya | Alka Yagnik & Abhijeet Bhattacharya | Alka Yagnik & Abhijeet Bhattacharya | Alka Yagnik & Abhijeet Bhattacharya |                                                                  |                                                                  |                                                                  |                                                                  |                                                                  |                                                                  |                                                                  |                                                                  |                                                                  |                                                                  |                                                                  |                                                                  |                                                                  |                                                                  |                                                                  |                                                                  |                                                                  |                                                                  |                                                                  |                                                                  |                                                                  |                                                                  |                                                                  |                                                                  |                                                                  |                                                                  |                                                                  |                                                                  |                                                                  |                                                                  |                                                                  |                                                                  |                                                                  |                                                                  |                                                                  |                                                                  |                                                                  |                                                                  |                                                                  |                                                                  |                                                                  |                                                                  |                                                                  |                                                                  |                                                                  |                                                                  |                                                                  |                                                                  |                                                                  |                                                                  |                                                                  |                                                                  |                                                                  |                                                                  |                                                                  |                                                                  |                                                                  |                                                                  |                                                                  |                                                                  |                                                                  |                                                                  |                                                                  |                                                                  |                                                                  |                                                                  |                                                                  |                                                                  |                                                                  |                                                                  |                                                                  |                                                                  |                                                                  |                                                                  |                                                                  |                                                                  |                                                                  |                                                                  |                                                                  |                                                                  |                                                                  |                                                                  |                                                                  |                                                                  |                                                                  |                                                                  |                                                                  |                                                                  |                                                                  |                                                                  |                                                                  |                                                                  |                                                                  |                                                                  |                                                                  |                                                                  |                                                                  |                                                                  |                                                                  |                                                                  | Safe(Enters Top 5) | Safe(Enters Top 5) | Safe(Enters Top 5) | Safe(Enters Top 5) | Safe(Enters Top 5) | Safe(Enters Top 5) | Safe(Enters Top 5) | Safe(Enters Top 5) | Safe(Enters Top 5) | Safe(Enters Top 5) | Safe(Enters Top 5) | Safe(Enters Top 5) | Safe(Enters Top 5) | Safe(Enters Top 5) | Safe(Enters Top 5) | Safe(Enters Top 5) | Safe(Enters Top 5) | Safe(Enters Top 5) | Safe(Enters Top 5) | Safe(Enters Top 5) | Safe(Enters Top 5) | Safe(Enters Top 5) | Safe(Enters Top 5) | Safe(Enters Top 5) | Safe(Enters Top 5) | Safe(Enters Top 5) | Safe(Enters Top 5) | Safe(Enters Top 5) | Safe(Enters Top 5) | Safe(Enters Top 5) | Safe(Enters Top 5) | Safe(Enters Top 5) | Safe(Enters Top 5) | Safe(Enters Top 5) | Safe(Enters Top 5) | Safe(Enters Top 5) | Safe(Enters Top 5) | Safe(Enters Top 5) | Safe(Enters Top 5) | Safe(Enters Top 5) | Safe(Enters Top 5) | Safe(Enters Top 5) | Safe(Enters Top 5) | Safe(Enters Top 5) | Safe(Enters Top 5) | Safe(Enters Top 5) | Safe(Enters Top 5) | Safe(Enters Top 5) | Safe(Enters Top 5) | Safe(Enters Top 5) | Safe(Enters Top 5) | Safe(Enters Top 5) | Safe(Enters Top 5) | Safe(Enters Top 5) | Safe(Enters Top 5) | Safe(Enters Top 5) | Safe(Enters Top 5) | Safe(Enters Top 5) | Safe(Enters Top 5) | Safe(Enters Top 5) | Safe(Enters Top 5) | Safe(Enters Top 5) | Safe(Enters Top 5) | Safe(Enters Top 5) | Safe(Enters Top 5) | Safe(Enters Top 5) | Safe(Enters Top 5) | Safe(Enters Top 5) | Safe(Enters Top 5) | Safe(Enters Top 5) |
| Episode 25              | Episode 25              | Episode 25              | Episode 25              | Episode 25              | Episode 25              | Episode 25              | Episode 25              | Episode 25              | Episode 25              | Episode 25              | Episode 25              | Episode 25              | Episode 25              | Episode 25              | Episode 25              | Episode 25              | Episode 25              | Episode 25              | Episode 25              | Episode 25              | Episode 25              | Episode 25              | Episode 25              | Episode 25              | Episode 25              | Episode 25              | Episode 25              | Episode 25              | Episode 25              | Episode 25              | Episode 25              | Episode 25              | Episode 25              | Episode 25              | Episode 25              | Episode 25              | Episode 25              | Episode 25              | Episode 25              | Episode 25              | Episode 25              | Episode 25              | Episode 25              | Episode 25              | Episode 25              | Episode 25              | Episode 25              | Episode 25              | Episode 25              | Episode 25              | Episode 25              | Episode 25              | Episode 25              | Episode 25              | Episode 25              | Episode 25              | Episode 25              | Episode 25              | Episode 25              | Episode 25              | Episode 25              | Episode 25              | Episode 25              | Episode 25              | Episode 25              | Episode 25              | Episode 25              | Episode 25              | Episode 25              | Episode 25              | Episode 25              | Episode 25              | Episode 25              | Episode 25              | Episode 25              | Episode 25              | Episode 25              | Episode 25              | Episode 25              | Episode 25              | Episode 25              | Episode 25              | Episode 25              | Episode 25              | Episode 25              | Episode 25              | Episode 25              | Episode 25              | Episode 25              | 1 de marzo de 2008 (Rock)      | 1 de marzo de 2008 (Rock)      | 1 de marzo de 2008 (Rock)      | 1 de marzo de 2008 (Rock)      | 1 de marzo de 2008 (Rock)      | 1 de marzo de 2008 (Rock)      | 1 de marzo de 2008 (Rock)      | 1 de marzo de 2008 (Rock)      | 1 de marzo de 2008 (Rock)      | 1 de marzo de 2008 (Rock)      | 1 de marzo de 2008 (Rock)      | 1 de marzo de 2008 (Rock)      | 1 de marzo de 2008 (Rock)      | 1 de marzo de 2008 (Rock)      | 1 de marzo de 2008 (Rock)      | 1 de marzo de 2008 (Rock)      | 1 de marzo de 2008 (Rock)      | 1 de marzo de 2008 (Rock)      | 1 de marzo de 2008 (Rock)      | 1 de marzo de 2008 (Rock)      | 1 de marzo de 2008 (Rock)      | 1 de marzo de 2008 (Rock)      | 1 de marzo de 2008 (Rock)      | 1 de marzo de 2008 (Rock)      | 1 de marzo de 2008 (Rock)      | 1 de marzo de 2008 (Rock)      | 1 de marzo de 2008 (Rock)      | 1 de marzo de 2008 (Rock)      | 1 de marzo de 2008 (Rock)      | 1 de marzo de 2008 (Rock)      | 1 de marzo de 2008 (Rock)      | 1 de marzo de 2008 (Rock)      | 1 de marzo de 2008 (Rock)      | 1 de marzo de 2008 (Rock)      | 1 de marzo de 2008 (Rock)      | 1 de marzo de 2008 (Rock)      | 1 de marzo de 2008 (Rock)      | 1 de marzo de 2008 (Rock)      | 1 de marzo de 2008 (Rock)      | 1 de marzo de 2008 (Rock)      | 1 de marzo de 2008 (Rock)      | 1 de marzo de 2008 (Rock)      | 1 de marzo de 2008 (Rock)      | 1 de marzo de 2008 (Rock)      | 1 de marzo de 2008 (Rock)      | 1 de marzo de 2008 (Rock)      | 1 de marzo de 2008 (Rock)      | 1 de marzo de 2008 (Rock)      | 1 de marzo de 2008 (Rock)      | 1 de marzo de 2008 (Rock)      | 1 de marzo de 2008 (Rock)      | 1 de marzo de 2008 (Rock)      | 1 de marzo de 2008 (Rock)      | 1 de marzo de 2008 (Rock)      | 1 de marzo de 2008 (Rock)      | 1 de marzo de 2008 (Rock)      | 1 de marzo de 2008 (Rock)      | 1 de marzo de 2008 (Rock)      | 1 de marzo de 2008 (Rock)      | 1 de marzo de 2008 (Rock)      | 1 de marzo de 2008 (Rock)      | 1 de marzo de 2008 (Rock)      | 1 de marzo de 2008 (Rock)      | 1 de marzo de 2008 (Rock)      | 1 de marzo de 2008 (Rock)      | 1 de marzo de 2008 (Rock)      | 1 de marzo de 2008 (Rock)      | 1 de marzo de 2008 (Rock)      | 1 de marzo de 2008 (Rock)      | 1 de marzo de 2008 (Rock)      | 1 de marzo de 2008 (Rock)      | 1 de marzo de 2008 (Rock)      | 1 de marzo de 2008 (Rock)      | 1 de marzo de 2008 (Rock)      | 1 de marzo de 2008 (Rock)      | 1 de marzo de 2008 (Rock)      | 1 de marzo de 2008 (Rock)      | 1 de marzo de 2008 (Rock)      | 1 de marzo de 2008 (Rock)      | 1 de marzo de 2008 (Rock)      | 1 de marzo de 2008 (Rock)      | 1 de marzo de 2008 (Rock)      | 1 de marzo de 2008 (Rock)      | 1 de marzo de 2008 (Rock)      | 1 de marzo de 2008 (Rock)      | 1 de marzo de 2008 (Rock)      | 1 de marzo de 2008 (Rock)      | 1 de marzo de 2008 (Rock)      | 1 de marzo de 2008 (Rock)      | 1 de marzo de 2008 (Rock)      | 1 de marzo de 2008 (Rock)      | 1 de marzo de 2008 (Rock)      | 1 de marzo de 2008 (Rock)      | 1 de marzo de 2008 (Rock)      | 1 de marzo de 2008 (Rock)      | 1 de marzo de 2008 (Rock)      | 1 de marzo de 2008 (Rock)      | 1 de marzo de 2008 (Rock)      | 1 de marzo de 2008 (Rock)      | 1 de marzo de 2008 (Rock)      | "Jaane Kya Chahe Mann"                                                                                             | "Jaane Kya Chahe Mann"                                                                                             | "Jaane Kya Chahe Mann"                                                                                             | "Jaane Kya Chahe Mann"                                                                                             | "Jaane Kya Chahe Mann"                                                                                             | "Jaane Kya Chahe Mann"                                                                                             | "Jaane Kya Chahe Mann"                                                                                             | "Jaane Kya Chahe Mann"                                                                                             | "Jaane Kya Chahe Mann"                                                                                             | "Jaane Kya Chahe Mann"                                                                                             | "Jaane Kya Chahe Mann"                                                                                             | "Jaane Kya Chahe Mann"                                                                                             | "Jaane Kya Chahe Mann"                                                                                             | "Jaane Kya Chahe Mann"                                                                                             | "Jaane Kya Chahe Mann"                                                                                             | "Jaane Kya Chahe Mann"                                                                                             | "Jaane Kya Chahe Mann"                                                                                             | "Jaane Kya Chahe Mann"                                                                                             | "Jaane Kya Chahe Mann"                                                                                             | "Jaane Kya Chahe Mann"                                                                                             | "Jaane Kya Chahe Mann"                                                                                             | "Jaane Kya Chahe Mann"                                                                                             | "Jaane Kya Chahe Mann"                                                                                             | "Jaane Kya Chahe Mann"                                                                                             | "Jaane Kya Chahe Mann"                                                                                             | "Jaane Kya Chahe Mann"                                                                                             | "Jaane Kya Chahe Mann"                                                                                             | "Jaane Kya Chahe Mann"                                                                                             | "Jaane Kya Chahe Mann"                                                                                             | "Jaane Kya Chahe Mann"                                                                                             | "Jaane Kya Chahe Mann"                                                                                             | "Jaane Kya Chahe Mann"                                                                                             | "Jaane Kya Chahe Mann"                                                                                             | "Jaane Kya Chahe Mann"                                                                                             | "Jaane Kya Chahe Mann"                                                                                             | "Jaane Kya Chahe Mann"                                                                                             | "Jaane Kya Chahe Mann"                                                                                             | "Jaane Kya Chahe Mann"                                                                                             | "Jaane Kya Chahe Mann"                                                                                             | "Jaane Kya Chahe Mann"                                                                                             | "Jaane Kya Chahe Mann"                                                                                             | "Jaane Kya Chahe Mann"                                                                                             | "Jaane Kya Chahe Mann"                                                                                             | "Jaane Kya Chahe Mann"                                                                                             | "Jaane Kya Chahe Mann"                                                                                             | "Jaane Kya Chahe Mann"                                                                                             | "Jaane Kya Chahe Mann"                                                                                             | "Jaane Kya Chahe Mann"                                                                                             | "Jaane Kya Chahe Mann"                                                                                             | "Jaane Kya Chahe Mann"                                                                                             | "Jaane Kya Chahe Mann"                                                                                             | "Jaane Kya Chahe Mann"                                                                                             | "Jaane Kya Chahe Mann"                                                                                             | "Jaane Kya Chahe Mann"                                                                                             | "Jaane Kya Chahe Mann"                                                                                             | "Jaane Kya Chahe Mann"                                                                                             | "Jaane Kya Chahe Mann"                                                                                             | "Jaane Kya Chahe Mann"                                                                                             | "Jaane Kya Chahe Mann"                                                                                             | "Jaane Kya Chahe Mann"                                                                                             | "Jaane Kya Chahe Mann"                                                                                             | "Jaane Kya Chahe Mann"                                                                                             | "Jaane Kya Chahe Mann"                                                                                             | "Jaane Kya Chahe Mann"                                                                                             | "Jaane Kya Chahe Mann"                                                                                             | "Jaane Kya Chahe Mann"                                                                                             | "Jaane Kya Chahe Mann"                                                                                             | "Jaane Kya Chahe Mann"                                                                                             | "Jaane Kya Chahe Mann"                                                                                             | "Jaane Kya Chahe Mann"                                                                                             | "Jaane Kya Chahe Mann"                                                                                             | "Jaane Kya Chahe Mann"                                                                                             | "Jaane Kya Chahe Mann"                                                                                             | "Jaane Kya Chahe Mann"                                                                                             | "Jaane Kya Chahe Mann"                                                                                             | "Jaane Kya Chahe Mann"                                                                                             | "Jaane Kya Chahe Mann"                                                                                             | "Jaane Kya Chahe Mann"                                                                                             | "Jaane Kya Chahe Mann"                                                                                             | "Jaane Kya Chahe Mann"                                                                                             | "Jaane Kya Chahe Mann"                                                                                             | "Jaane Kya Chahe Mann"                                                                                             | "Jaane Kya Chahe Mann"                                                                                             | "Jaane Kya Chahe Mann"                                                                                             | "Jaane Kya Chahe Mann"                                                                                             | "Jaane Kya Chahe Mann"                                                                                             | "Jaane Kya Chahe Mann"                                                                                             | "Jaane Kya Chahe Mann"                                                                                             | "Jaane Kya Chahe Mann"                                                                                             | "Jaane Kya Chahe Mann"                                                                                             | "Jaane Kya Chahe Mann"                                                                                             | "Jaane Kya Chahe Mann"                                                                                             | "Jaane Kya Chahe Mann"                                                                                             | "Jaane Kya Chahe Mann"                                                                                             | "Jaane Kya Chahe Mann"                                                                                             | "Jaane Kya Chahe Mann"                                                                                             | "Jaane Kya Chahe Mann"                                                                                             | "Jaane Kya Chahe Mann"                                                                                             | "Jaane Kya Chahe Mann"                                                                                             | "Jaane Kya Chahe Mann"                                                                                             | "Jaane Kya Chahe Mann"                                                                                             | "Jaane Kya Chahe Mann"                                                                                             | "Jaane Kya Chahe Mann"                                                                                             | "Jaane Kya Chahe Mann"                                                                                             | "Jaane Kya Chahe Mann"                                                                                             | "Jaane Kya Chahe Mann"                                                                                             | "Jaane Kya Chahe Mann"                                                                                             | "Jaane Kya Chahe Mann"                                                                                             | "Jaane Kya Chahe Mann"                                                                                             | "Jaane Kya Chahe Mann"                                                                                             | "Jaane Kya Chahe Mann"                                                                                             | "Jaane Kya Chahe Mann"                                                                                             | "Jaane Kya Chahe Mann"                                                                                             | "Jaane Kya Chahe Mann"                                                                                             | "Jaane Kya Chahe Mann"                                                                                             | "Jaane Kya Chahe Mann"                                                                                             | "Jaane Kya Chahe Mann"                                                                                             | "Jaane Kya Chahe Mann"                                                                                             | "Jaane Kya Chahe Mann"                                                                                             | "Jaane Kya Chahe Mann"                                                                                             | "Jaane Kya Chahe Mann"                                                                                             | "Jaane Kya Chahe Mann"                                                                                             | "Jaane Kya Chahe Mann"                                                                                             | "Jaane Kya Chahe Mann"                                                                                             | "Jaane Kya Chahe Mann"                                                                                             | "Jaane Kya Chahe Mann"                                                                                             | "Jaane Kya Chahe Mann"                                                                                             | "Jaane Kya Chahe Mann"                                                                                             | "Jaane Kya Chahe Mann"                                                                                             | "Jaane Kya Chahe Mann"                                                                                             | Zubeen Garg | Zubeen Garg | Zubeen Garg | Zubeen Garg | Zubeen Garg | Zubeen Garg | Zubeen Garg | Zubeen Garg | Zubeen Garg | Zubeen Garg | Zubeen Garg | Zubeen Garg | Zubeen Garg | Zubeen Garg | Zubeen Garg | Zubeen Garg | Zubeen Garg | Zubeen Garg | Zubeen Garg | Zubeen Garg | Zubeen Garg | Zubeen Garg | Zubeen Garg | Zubeen Garg | Zubeen Garg | Zubeen Garg | Zubeen Garg | Zubeen Garg | Zubeen Garg | Zubeen Garg | Zubeen Garg | Zubeen Garg | Zubeen Garg | Zubeen Garg | Zubeen Garg | Zubeen Garg | Zubeen Garg | Zubeen Garg | Zubeen Garg | Zubeen Garg | Zubeen Garg | Zubeen Garg | Zubeen Garg | Zubeen Garg | Zubeen Garg | Zubeen Garg | Zubeen Garg | Zubeen Garg | Zubeen Garg | Zubeen Garg | Zubeen Garg | Zubeen Garg | Zubeen Garg | Zubeen Garg | Zubeen Garg | Zubeen Garg | Zubeen Garg | Zubeen Garg | Zubeen Garg | Zubeen Garg | Zubeen Garg | Zubeen Garg | Zubeen Garg | Zubeen Garg | Zubeen Garg | Zubeen Garg | Zubeen Garg | Zubeen Garg | Zubeen Garg | Zubeen Garg | Zubeen Garg | Zubeen Garg | Zubeen Garg | Zubeen Garg | Zubeen Garg | Zubeen Garg | Zubeen Garg | Zubeen Garg | Zubeen Garg | Zubeen Garg | Zubeen Garg | Zubeen Garg | Zubeen Garg | Zubeen Garg | Zubeen Garg | Zubeen Garg | Zubeen Garg | Zubeen Garg | Zubeen Garg | Zubeen Garg | Zubeen Garg | Zubeen Garg | Zubeen Garg | Zubeen Garg | Zubeen Garg | Zubeen Garg | Zubeen Garg | Zubeen Garg | Zubeen Garg | Zubeen Garg | Emraan Hashmi & Sonal Chauhan       | Emraan Hashmi & Sonal Chauhan       | Emraan Hashmi & Sonal Chauhan       | Emraan Hashmi & Sonal Chauhan       | Emraan Hashmi & Sonal Chauhan       | Emraan Hashmi & Sonal Chauhan       | Emraan Hashmi & Sonal Chauhan       | Emraan Hashmi & Sonal Chauhan       | Emraan Hashmi & Sonal Chauhan       | Emraan Hashmi & Sonal Chauhan       | Emraan Hashmi & Sonal Chauhan       | Emraan Hashmi & Sonal Chauhan       | Emraan Hashmi & Sonal Chauhan       | Emraan Hashmi & Sonal Chauhan       | Emraan Hashmi & Sonal Chauhan       | Emraan Hashmi & Sonal Chauhan       | Emraan Hashmi & Sonal Chauhan       | Emraan Hashmi & Sonal Chauhan       | Emraan Hashmi & Sonal Chauhan       | Emraan Hashmi & Sonal Chauhan       | Emraan Hashmi & Sonal Chauhan       | Emraan Hashmi & Sonal Chauhan       | Emraan Hashmi & Sonal Chauhan       | Emraan Hashmi & Sonal Chauhan       | Emraan Hashmi & Sonal Chauhan       | Emraan Hashmi & Sonal Chauhan       | Emraan Hashmi & Sonal Chauhan       | Emraan Hashmi & Sonal Chauhan       | Emraan Hashmi & Sonal Chauhan       | Emraan Hashmi & Sonal Chauhan       | Emraan Hashmi & Sonal Chauhan       | Emraan Hashmi & Sonal Chauhan       | Emraan Hashmi & Sonal Chauhan       | Emraan Hashmi & Sonal Chauhan       | Emraan Hashmi & Sonal Chauhan       | Emraan Hashmi & Sonal Chauhan       | Emraan Hashmi & Sonal Chauhan       | Emraan Hashmi & Sonal Chauhan       | Emraan Hashmi & Sonal Chauhan       | Emraan Hashmi & Sonal Chauhan       | Emraan Hashmi & Sonal Chauhan       | Emraan Hashmi & Sonal Chauhan       | Emraan Hashmi & Sonal Chauhan       | Emraan Hashmi & Sonal Chauhan       | Emraan Hashmi & Sonal Chauhan       | Emraan Hashmi & Sonal Chauhan       | Emraan Hashmi & Sonal Chauhan       | Emraan Hashmi & Sonal Chauhan       | Emraan Hashmi & Sonal Chauhan       | Emraan Hashmi & Sonal Chauhan       | Emraan Hashmi & Sonal Chauhan       | Emraan Hashmi & Sonal Chauhan       | Emraan Hashmi & Sonal Chauhan       | Emraan Hashmi & Sonal Chauhan       | Emraan Hashmi & Sonal Chauhan       | Emraan Hashmi & Sonal Chauhan       | Emraan Hashmi & Sonal Chauhan       | Emraan Hashmi & Sonal Chauhan       | Emraan Hashmi & Sonal Chauhan       | Emraan Hashmi & Sonal Chauhan       | Emraan Hashmi & Sonal Chauhan       | Emraan Hashmi & Sonal Chauhan       | Emraan Hashmi & Sonal Chauhan       | Emraan Hashmi & Sonal Chauhan       | Emraan Hashmi & Sonal Chauhan       | Emraan Hashmi & Sonal Chauhan       | Emraan Hashmi & Sonal Chauhan       | Emraan Hashmi & Sonal Chauhan       | Emraan Hashmi & Sonal Chauhan       | Emraan Hashmi & Sonal Chauhan       | Emraan Hashmi & Sonal Chauhan       | Emraan Hashmi & Sonal Chauhan       | Emraan Hashmi & Sonal Chauhan       | Emraan Hashmi & Sonal Chauhan       | Emraan Hashmi & Sonal Chauhan       | Emraan Hashmi & Sonal Chauhan       | Emraan Hashmi & Sonal Chauhan       | Emraan Hashmi & Sonal Chauhan       | Emraan Hashmi & Sonal Chauhan       | Emraan Hashmi & Sonal Chauhan       | Emraan Hashmi & Sonal Chauhan       | Emraan Hashmi & Sonal Chauhan       | Emraan Hashmi & Sonal Chauhan       | Emraan Hashmi & Sonal Chauhan       | Emraan Hashmi & Sonal Chauhan       | Emraan Hashmi & Sonal Chauhan       | Emraan Hashmi & Sonal Chauhan       | Emraan Hashmi & Sonal Chauhan       | Emraan Hashmi & Sonal Chauhan       | Emraan Hashmi & Sonal Chauhan       | Emraan Hashmi & Sonal Chauhan       | Emraan Hashmi & Sonal Chauhan       | Emraan Hashmi & Sonal Chauhan       | Emraan Hashmi & Sonal Chauhan       | Emraan Hashmi & Sonal Chauhan       | Emraan Hashmi & Sonal Chauhan       | Emraan Hashmi & Sonal Chauhan       | Emraan Hashmi & Sonal Chauhan       | Emraan Hashmi & Sonal Chauhan       | Emraan Hashmi & Sonal Chauhan       |                                                                  |                                                                  |                                                                  |                                                                  |                                                                  |                                                                  |                                                                  |                                                                  |                                                                  |                                                                  |                                                                  |                                                                  |                                                                  |                                                                  |                                                                  |                                                                  |                                                                  |                                                                  |                                                                  |                                                                  |                                                                  |                                                                  |                                                                  |                                                                  |                                                                  |                                                                  |                                                                  |                                                                  |                                                                  |                                                                  |                                                                  |                                                                  |                                                                  |                                                                  |                                                                  |                                                                  |                                                                  |                                                                  |                                                                  |                                                                  |                                                                  |                                                                  |                                                                  |                                                                  |                                                                  |                                                                  |                                                                  |                                                                  |                                                                  |                                                                  |                                                                  |                                                                  |                                                                  |                                                                  |                                                                  |                                                                  |                                                                  |                                                                  |                                                                  |                                                                  |                                                                  |                                                                  |                                                                  |                                                                  |                                                                  |                                                                  |                                                                  |                                                                  |                                                                  |                                                                  |                                                                  |                                                                  |                                                                  |                                                                  |                                                                  |                                                                  |                                                                  |                                                                  |                                                                  |                                                                  |                                                                  |                                                                  |                                                                  |                                                                  |                                                                  |                                                                  |                                                                  |                                                                  |                                                                  |                                                                  |                                                                  |                                                                  |                                                                  |                                                                  |                                                                  |                                                                  |                                                                  |                                                                  |                                                                  |                                                                  |                    |                    |                    |                    |                    |                    |                    |                    |                    |                    |                    |                    |                    |                    |                    |                    |                    |                    |                    |                    |                    |                    |                    |                    |                    |                    |                    |                    |                    |                    |                    |                    |                    |                    |                    |                    |                    |                    |                    |                    |                    |                    |                    |                    |                    |                    |                    |                    |                    |                    |                    |                    |                    |                    |                    |                    |                    |                    |                    |                    |                    |                    |                    |                    |                    |                    |                    |                    |                    |                    |
| Episode 26(Elimination) | Episode 26(Elimination) | Episode 26(Elimination) | Episode 26(Elimination) | Episode 26(Elimination) | Episode 26(Elimination) | Episode 26(Elimination) | Episode 26(Elimination) | Episode 26(Elimination) | Episode 26(Elimination) | Episode 26(Elimination) | Episode 26(Elimination) | Episode 26(Elimination) | Episode 26(Elimination) | Episode 26(Elimination) | Episode 26(Elimination) | Episode 26(Elimination) | Episode 26(Elimination) | Episode 26(Elimination) | Episode 26(Elimination) | Episode 26(Elimination) | Episode 26(Elimination) | Episode 26(Elimination) | Episode 26(Elimination) | Episode 26(Elimination) | Episode 26(Elimination) | Episode 26(Elimination) | Episode 26(Elimination) | Episode 26(Elimination) | Episode 26(Elimination) | Episode 26(Elimination) | Episode 26(Elimination) | Episode 26(Elimination) | Episode 26(Elimination) | Episode 26(Elimination) | Episode 26(Elimination) | Episode 26(Elimination) | Episode 26(Elimination) | Episode 26(Elimination) | Episode 26(Elimination) | Episode 26(Elimination) | Episode 26(Elimination) | Episode 26(Elimination) | Episode 26(Elimination) | Episode 26(Elimination) | Episode 26(Elimination) | Episode 26(Elimination) | Episode 26(Elimination) | Episode 26(Elimination) | Episode 26(Elimination) | Episode 26(Elimination) | Episode 26(Elimination) | Episode 26(Elimination) | Episode 26(Elimination) | Episode 26(Elimination) | Episode 26(Elimination) | Episode 26(Elimination) | Episode 26(Elimination) | Episode 26(Elimination) | Episode 26(Elimination) | Episode 26(Elimination) | Episode 26(Elimination) | Episode 26(Elimination) | Episode 26(Elimination) | Episode 26(Elimination) | Episode 26(Elimination) | Episode 26(Elimination) | Episode 26(Elimination) | Episode 26(Elimination) | Episode 26(Elimination) | Episode 26(Elimination) | Episode 26(Elimination) | Episode 26(Elimination) | Episode 26(Elimination) | Episode 26(Elimination) | Episode 26(Elimination) | Episode 26(Elimination) | Episode 26(Elimination) | Episode 26(Elimination) | Episode 26(Elimination) | Episode 26(Elimination) | Episode 26(Elimination) | Episode 26(Elimination) | Episode 26(Elimination) | Episode 26(Elimination) | Episode 26(Elimination) | Episode 26(Elimination) | Episode 26(Elimination) | Episode 26(Elimination) | Episode 26(Elimination) | 7 de marzo de 2008(Bidaai)     | 7 de marzo de 2008(Bidaai)     | 7 de marzo de 2008(Bidaai)     | 7 de marzo de 2008(Bidaai)     | 7 de marzo de 2008(Bidaai)     | 7 de marzo de 2008(Bidaai)     | 7 de marzo de 2008(Bidaai)     | 7 de marzo de 2008(Bidaai)     | 7 de marzo de 2008(Bidaai)     | 7 de marzo de 2008(Bidaai)     | 7 de marzo de 2008(Bidaai)     | 7 de marzo de 2008(Bidaai)     | 7 de marzo de 2008(Bidaai)     | 7 de marzo de 2008(Bidaai)     | 7 de marzo de 2008(Bidaai)     | 7 de marzo de 2008(Bidaai)     | 7 de marzo de 2008(Bidaai)     | 7 de marzo de 2008(Bidaai)     | 7 de marzo de 2008(Bidaai)     | 7 de marzo de 2008(Bidaai)     | 7 de marzo de 2008(Bidaai)     | 7 de marzo de 2008(Bidaai)     | 7 de marzo de 2008(Bidaai)     | 7 de marzo de 2008(Bidaai)     | 7 de marzo de 2008(Bidaai)     | 7 de marzo de 2008(Bidaai)     | 7 de marzo de 2008(Bidaai)     | 7 de marzo de 2008(Bidaai)     | 7 de marzo de 2008(Bidaai)     | 7 de marzo de 2008(Bidaai)     | 7 de marzo de 2008(Bidaai)     | 7 de marzo de 2008(Bidaai)     | 7 de marzo de 2008(Bidaai)     | 7 de marzo de 2008(Bidaai)     | 7 de marzo de 2008(Bidaai)     | 7 de marzo de 2008(Bidaai)     | 7 de marzo de 2008(Bidaai)     | 7 de marzo de 2008(Bidaai)     | 7 de marzo de 2008(Bidaai)     | 7 de marzo de 2008(Bidaai)     | 7 de marzo de 2008(Bidaai)     | 7 de marzo de 2008(Bidaai)     | 7 de marzo de 2008(Bidaai)     | 7 de marzo de 2008(Bidaai)     | 7 de marzo de 2008(Bidaai)     | 7 de marzo de 2008(Bidaai)     | 7 de marzo de 2008(Bidaai)     | 7 de marzo de 2008(Bidaai)     | 7 de marzo de 2008(Bidaai)     | 7 de marzo de 2008(Bidaai)     | 7 de marzo de 2008(Bidaai)     | 7 de marzo de 2008(Bidaai)     | 7 de marzo de 2008(Bidaai)     | 7 de marzo de 2008(Bidaai)     | 7 de marzo de 2008(Bidaai)     | 7 de marzo de 2008(Bidaai)     | 7 de marzo de 2008(Bidaai)     | 7 de marzo de 2008(Bidaai)     | 7 de marzo de 2008(Bidaai)     | 7 de marzo de 2008(Bidaai)     | 7 de marzo de 2008(Bidaai)     | 7 de marzo de 2008(Bidaai)     | 7 de marzo de 2008(Bidaai)     | 7 de marzo de 2008(Bidaai)     | 7 de marzo de 2008(Bidaai)     | 7 de marzo de 2008(Bidaai)     | 7 de marzo de 2008(Bidaai)     | 7 de marzo de 2008(Bidaai)     | 7 de marzo de 2008(Bidaai)     | 7 de marzo de 2008(Bidaai)     | 7 de marzo de 2008(Bidaai)     | 7 de marzo de 2008(Bidaai)     | 7 de marzo de 2008(Bidaai)     | 7 de marzo de 2008(Bidaai)     | 7 de marzo de 2008(Bidaai)     | 7 de marzo de 2008(Bidaai)     | 7 de marzo de 2008(Bidaai)     | 7 de marzo de 2008(Bidaai)     | 7 de marzo de 2008(Bidaai)     | 7 de marzo de 2008(Bidaai)     | 7 de marzo de 2008(Bidaai)     | 7 de marzo de 2008(Bidaai)     | 7 de marzo de 2008(Bidaai)     | 7 de marzo de 2008(Bidaai)     | 7 de marzo de 2008(Bidaai)     | 7 de marzo de 2008(Bidaai)     | 7 de marzo de 2008(Bidaai)     | 7 de marzo de 2008(Bidaai)     | 7 de marzo de 2008(Bidaai)     | 7 de marzo de 2008(Bidaai)     | 7 de marzo de 2008(Bidaai)     | 7 de marzo de 2008(Bidaai)     | 7 de marzo de 2008(Bidaai)     | 7 de marzo de 2008(Bidaai)     | 7 de marzo de 2008(Bidaai)     | 7 de marzo de 2008(Bidaai)     | 7 de marzo de 2008(Bidaai)     | 7 de marzo de 2008(Bidaai)     | 7 de marzo de 2008(Bidaai)     | 7 de marzo de 2008(Bidaai)     | "Ye Galiyan Ye Chaubara"                                                                                           | "Ye Galiyan Ye Chaubara"                                                                                           | "Ye Galiyan Ye Chaubara"                                                                                           | "Ye Galiyan Ye Chaubara"                                                                                           | "Ye Galiyan Ye Chaubara"                                                                                           | "Ye Galiyan Ye Chaubara"                                                                                           | "Ye Galiyan Ye Chaubara"                                                                                           | "Ye Galiyan Ye Chaubara"                                                                                           | "Ye Galiyan Ye Chaubara"                                                                                           | "Ye Galiyan Ye Chaubara"                                                                                           | "Ye Galiyan Ye Chaubara"                                                                                           | "Ye Galiyan Ye Chaubara"                                                                                           | "Ye Galiyan Ye Chaubara"                                                                                           | "Ye Galiyan Ye Chaubara"                                                                                           | "Ye Galiyan Ye Chaubara"                                                                                           | "Ye Galiyan Ye Chaubara"                                                                                           | "Ye Galiyan Ye Chaubara"                                                                                           | "Ye Galiyan Ye Chaubara"                                                                                           | "Ye Galiyan Ye Chaubara"                                                                                           | "Ye Galiyan Ye Chaubara"                                                                                           | "Ye Galiyan Ye Chaubara"                                                                                           | "Ye Galiyan Ye Chaubara"                                                                                           | "Ye Galiyan Ye Chaubara"                                                                                           | "Ye Galiyan Ye Chaubara"                                                                                           | "Ye Galiyan Ye Chaubara"                                                                                           | "Ye Galiyan Ye Chaubara"                                                                                           | "Ye Galiyan Ye Chaubara"                                                                                           | "Ye Galiyan Ye Chaubara"                                                                                           | "Ye Galiyan Ye Chaubara"                                                                                           | "Ye Galiyan Ye Chaubara"                                                                                           | "Ye Galiyan Ye Chaubara"                                                                                           | "Ye Galiyan Ye Chaubara"                                                                                           | "Ye Galiyan Ye Chaubara"                                                                                           | "Ye Galiyan Ye Chaubara"                                                                                           | "Ye Galiyan Ye Chaubara"                                                                                           | "Ye Galiyan Ye Chaubara"                                                                                           | "Ye Galiyan Ye Chaubara"                                                                                           | "Ye Galiyan Ye Chaubara"                                                                                           | "Ye Galiyan Ye Chaubara"                                                                                           | "Ye Galiyan Ye Chaubara"                                                                                           | "Ye Galiyan Ye Chaubara"                                                                                           | "Ye Galiyan Ye Chaubara"                                                                                           | "Ye Galiyan Ye Chaubara"                                                                                           | "Ye Galiyan Ye Chaubara"                                                                                           | "Ye Galiyan Ye Chaubara"                                                                                           | "Ye Galiyan Ye Chaubara"                                                                                           | "Ye Galiyan Ye Chaubara"                                                                                           | "Ye Galiyan Ye Chaubara"                                                                                           | "Ye Galiyan Ye Chaubara"                                                                                           | "Ye Galiyan Ye Chaubara"                                                                                           | "Ye Galiyan Ye Chaubara"                                                                                           | "Ye Galiyan Ye Chaubara"                                                                                           | "Ye Galiyan Ye Chaubara"                                                                                           | "Ye Galiyan Ye Chaubara"                                                                                           | "Ye Galiyan Ye Chaubara"                                                                                           | "Ye Galiyan Ye Chaubara"                                                                                           | "Ye Galiyan Ye Chaubara"                                                                                           | "Ye Galiyan Ye Chaubara"                                                                                           | "Ye Galiyan Ye Chaubara"                                                                                           | "Ye Galiyan Ye Chaubara"                                                                                           | "Ye Galiyan Ye Chaubara"                                                                                           | "Ye Galiyan Ye Chaubara"                                                                                           | "Ye Galiyan Ye Chaubara"                                                                                           | "Ye Galiyan Ye Chaubara"                                                                                           | "Ye Galiyan Ye Chaubara"                                                                                           | "Ye Galiyan Ye Chaubara"                                                                                           | "Ye Galiyan Ye Chaubara"                                                                                           | "Ye Galiyan Ye Chaubara"                                                                                           | "Ye Galiyan Ye Chaubara"                                                                                           | "Ye Galiyan Ye Chaubara"                                                                                           | "Ye Galiyan Ye Chaubara"                                                                                           | "Ye Galiyan Ye Chaubara"                                                                                           | "Ye Galiyan Ye Chaubara"                                                                                           | "Ye Galiyan Ye Chaubara"                                                                                           | "Ye Galiyan Ye Chaubara"                                                                                           | "Ye Galiyan Ye Chaubara"                                                                                           | "Ye Galiyan Ye Chaubara"                                                                                           | "Ye Galiyan Ye Chaubara"                                                                                           | "Ye Galiyan Ye Chaubara"                                                                                           | "Ye Galiyan Ye Chaubara"                                                                                           | "Ye Galiyan Ye Chaubara"                                                                                           | "Ye Galiyan Ye Chaubara"                                                                                           | "Ye Galiyan Ye Chaubara"                                                                                           | "Ye Galiyan Ye Chaubara"                                                                                           | "Ye Galiyan Ye Chaubara"                                                                                           | "Ye Galiyan Ye Chaubara"                                                                                           | "Ye Galiyan Ye Chaubara"                                                                                           | "Ye Galiyan Ye Chaubara"                                                                                           | "Ye Galiyan Ye Chaubara"                                                                                           | "Ye Galiyan Ye Chaubara"                                                                                           | "Ye Galiyan Ye Chaubara"                                                                                           | "Ye Galiyan Ye Chaubara"                                                                                           | "Ye Galiyan Ye Chaubara"                                                                                           | "Ye Galiyan Ye Chaubara"                                                                                           | "Ye Galiyan Ye Chaubara"                                                                                           | "Ye Galiyan Ye Chaubara"                                                                                           | "Ye Galiyan Ye Chaubara"                                                                                           | "Ye Galiyan Ye Chaubara"                                                                                           | "Ye Galiyan Ye Chaubara"                                                                                           | "Ye Galiyan Ye Chaubara"                                                                                           | "Ye Galiyan Ye Chaubara"                                                                                           | "Ye Galiyan Ye Chaubara"                                                                                           | "Ye Galiyan Ye Chaubara"                                                                                           | "Ye Galiyan Ye Chaubara"                                                                                           | "Ye Galiyan Ye Chaubara"                                                                                           | "Ye Galiyan Ye Chaubara"                                                                                           | "Ye Galiyan Ye Chaubara"                                                                                           | "Ye Galiyan Ye Chaubara"                                                                                           | "Ye Galiyan Ye Chaubara"                                                                                           | "Ye Galiyan Ye Chaubara"                                                                                           | "Ye Galiyan Ye Chaubara"                                                                                           | "Ye Galiyan Ye Chaubara"                                                                                           | "Ye Galiyan Ye Chaubara"                                                                                           | "Ye Galiyan Ye Chaubara"                                                                                           | "Ye Galiyan Ye Chaubara"                                                                                           | "Ye Galiyan Ye Chaubara"                                                                                           | "Ye Galiyan Ye Chaubara"                                                                                           | "Ye Galiyan Ye Chaubara"                                                                                           | "Ye Galiyan Ye Chaubara"                                                                                           | "Ye Galiyan Ye Chaubara"                                                                                           | "Ye Galiyan Ye Chaubara"                                                                                           | "Ye Galiyan Ye Chaubara"                                                                                           | "Ye Galiyan Ye Chaubara"                                                                                           | "Ye Galiyan Ye Chaubara"                                                                                           | "Ye Galiyan Ye Chaubara"                                                                                           | "Ye Galiyan Ye Chaubara"                                                                                           | "Ye Galiyan Ye Chaubara"                                                                                           | "Ye Galiyan Ye Chaubara"                                                                                           | "Ye Galiyan Ye Chaubara"                                                                                           | "Ye Galiyan Ye Chaubara"                                                                                           | Lata Mangeshkar | Lata Mangeshkar | Lata Mangeshkar | Lata Mangeshkar | Lata Mangeshkar | Lata Mangeshkar | Lata Mangeshkar | Lata Mangeshkar | Lata Mangeshkar | Lata Mangeshkar | Lata Mangeshkar | Lata Mangeshkar | Lata Mangeshkar | Lata Mangeshkar | Lata Mangeshkar | Lata Mangeshkar | Lata Mangeshkar | Lata Mangeshkar | Lata Mangeshkar | Lata Mangeshkar | Lata Mangeshkar | Lata Mangeshkar | Lata Mangeshkar | Lata Mangeshkar | Lata Mangeshkar | Lata Mangeshkar | Lata Mangeshkar | Lata Mangeshkar | Lata Mangeshkar | Lata Mangeshkar | Lata Mangeshkar | Lata Mangeshkar | Lata Mangeshkar | Lata Mangeshkar | Lata Mangeshkar | Lata Mangeshkar | Lata Mangeshkar | Lata Mangeshkar | Lata Mangeshkar | Lata Mangeshkar | Lata Mangeshkar | Lata Mangeshkar | Lata Mangeshkar | Lata Mangeshkar | Lata Mangeshkar | Lata Mangeshkar | Lata Mangeshkar | Lata Mangeshkar | Lata Mangeshkar | Lata Mangeshkar | Lata Mangeshkar | Lata Mangeshkar | Lata Mangeshkar | Lata Mangeshkar | Lata Mangeshkar | Lata Mangeshkar | Lata Mangeshkar | Lata Mangeshkar | Lata Mangeshkar | Lata Mangeshkar | Lata Mangeshkar | Lata Mangeshkar | Lata Mangeshkar | Lata Mangeshkar | Lata Mangeshkar | Lata Mangeshkar | Lata Mangeshkar | Lata Mangeshkar | Lata Mangeshkar | Lata Mangeshkar | Lata Mangeshkar | Lata Mangeshkar | Lata Mangeshkar | Lata Mangeshkar | Lata Mangeshkar | Lata Mangeshkar | Lata Mangeshkar | Lata Mangeshkar | Lata Mangeshkar | Lata Mangeshkar | Lata Mangeshkar | Lata Mangeshkar | Lata Mangeshkar | Lata Mangeshkar | Lata Mangeshkar | Lata Mangeshkar | Lata Mangeshkar | Lata Mangeshkar | Lata Mangeshkar | Lata Mangeshkar | Lata Mangeshkar | Lata Mangeshkar | Lata Mangeshkar | Lata Mangeshkar | Lata Mangeshkar | Lata Mangeshkar | Lata Mangeshkar | Lata Mangeshkar | Lata Mangeshkar | Lata Mangeshkar | Neil Mukesh                         | Neil Mukesh                         | Neil Mukesh                         | Neil Mukesh                         | Neil Mukesh                         | Neil Mukesh                         | Neil Mukesh                         | Neil Mukesh                         | Neil Mukesh                         | Neil Mukesh                         | Neil Mukesh                         | Neil Mukesh                         | Neil Mukesh                         | Neil Mukesh                         | Neil Mukesh                         | Neil Mukesh                         | Neil Mukesh                         | Neil Mukesh                         | Neil Mukesh                         | Neil Mukesh                         | Neil Mukesh                         | Neil Mukesh                         | Neil Mukesh                         | Neil Mukesh                         | Neil Mukesh                         | Neil Mukesh                         | Neil Mukesh                         | Neil Mukesh                         | Neil Mukesh                         | Neil Mukesh                         | Neil Mukesh                         | Neil Mukesh                         | Neil Mukesh                         | Neil Mukesh                         | Neil Mukesh                         | Neil Mukesh                         | Neil Mukesh                         | Neil Mukesh                         | Neil Mukesh                         | Neil Mukesh                         | Neil Mukesh                         | Neil Mukesh                         | Neil Mukesh                         | Neil Mukesh                         | Neil Mukesh                         | Neil Mukesh                         | Neil Mukesh                         | Neil Mukesh                         | Neil Mukesh                         | Neil Mukesh                         | Neil Mukesh                         | Neil Mukesh                         | Neil Mukesh                         | Neil Mukesh                         | Neil Mukesh                         | Neil Mukesh                         | Neil Mukesh                         | Neil Mukesh                         | Neil Mukesh                         | Neil Mukesh                         | Neil Mukesh                         | Neil Mukesh                         | Neil Mukesh                         | Neil Mukesh                         | Neil Mukesh                         | Neil Mukesh                         | Neil Mukesh                         | Neil Mukesh                         | Neil Mukesh                         | Neil Mukesh                         | Neil Mukesh                         | Neil Mukesh                         | Neil Mukesh                         | Neil Mukesh                         | Neil Mukesh                         | Neil Mukesh                         | Neil Mukesh                         | Neil Mukesh                         | Neil Mukesh                         | Neil Mukesh                         | Neil Mukesh                         | Neil Mukesh                         | Neil Mukesh                         | Neil Mukesh                         | Neil Mukesh                         | Neil Mukesh                         | Neil Mukesh                         | Neil Mukesh                         | Neil Mukesh                         | Neil Mukesh                         | Neil Mukesh                         | Neil Mukesh                         | Neil Mukesh                         | Neil Mukesh                         | Neil Mukesh                         | Neil Mukesh                         | Neil Mukesh                         | Neil Mukesh                         | Neil Mukesh                         | Neil Mukesh                         |                                                                  |                                                                  |                                                                  |                                                                  |                                                                  |                                                                  |                                                                  |                                                                  |                                                                  |                                                                  |                                                                  |                                                                  |                                                                  |                                                                  |                                                                  |                                                                  |                                                                  |                                                                  |                                                                  |                                                                  |                                                                  |                                                                  |                                                                  |                                                                  |                                                                  |                                                                  |                                                                  |                                                                  |                                                                  |                                                                  |                                                                  |                                                                  |                                                                  |                                                                  |                                                                  |                                                                  |                                                                  |                                                                  |                                                                  |                                                                  |                                                                  |                                                                  |                                                                  |                                                                  |                                                                  |                                                                  |                                                                  |                                                                  |                                                                  |                                                                  |                                                                  |                                                                  |                                                                  |                                                                  |                                                                  |                                                                  |                                                                  |                                                                  |                                                                  |                                                                  |                                                                  |                                                                  |                                                                  |                                                                  |                                                                  |                                                                  |                                                                  |                                                                  |                                                                  |                                                                  |                                                                  |                                                                  |                                                                  |                                                                  |                                                                  |                                                                  |                                                                  |                                                                  |                                                                  |                                                                  |                                                                  |                                                                  |                                                                  |                                                                  |                                                                  |                                                                  |                                                                  |                                                                  |                                                                  |                                                                  |                                                                  |                                                                  |                                                                  |                                                                  |                                                                  |                                                                  |                                                                  |                                                                  |                                                                  |                                                                  | Safe(Enters Top 4) | Safe(Enters Top 4) | Safe(Enters Top 4) | Safe(Enters Top 4) | Safe(Enters Top 4) | Safe(Enters Top 4) | Safe(Enters Top 4) | Safe(Enters Top 4) | Safe(Enters Top 4) | Safe(Enters Top 4) | Safe(Enters Top 4) | Safe(Enters Top 4) | Safe(Enters Top 4) | Safe(Enters Top 4) | Safe(Enters Top 4) | Safe(Enters Top 4) | Safe(Enters Top 4) | Safe(Enters Top 4) | Safe(Enters Top 4) | Safe(Enters Top 4) | Safe(Enters Top 4) | Safe(Enters Top 4) | Safe(Enters Top 4) | Safe(Enters Top 4) | Safe(Enters Top 4) | Safe(Enters Top 4) | Safe(Enters Top 4) | Safe(Enters Top 4) | Safe(Enters Top 4) | Safe(Enters Top 4) | Safe(Enters Top 4) | Safe(Enters Top 4) | Safe(Enters Top 4) | Safe(Enters Top 4) | Safe(Enters Top 4) | Safe(Enters Top 4) | Safe(Enters Top 4) | Safe(Enters Top 4) | Safe(Enters Top 4) | Safe(Enters Top 4) | Safe(Enters Top 4) | Safe(Enters Top 4) | Safe(Enters Top 4) | Safe(Enters Top 4) | Safe(Enters Top 4) | Safe(Enters Top 4) | Safe(Enters Top 4) | Safe(Enters Top 4) | Safe(Enters Top 4) | Safe(Enters Top 4) | Safe(Enters Top 4) | Safe(Enters Top 4) | Safe(Enters Top 4) | Safe(Enters Top 4) | Safe(Enters Top 4) | Safe(Enters Top 4) | Safe(Enters Top 4) | Safe(Enters Top 4) | Safe(Enters Top 4) | Safe(Enters Top 4) | Safe(Enters Top 4) | Safe(Enters Top 4) | Safe(Enters Top 4) | Safe(Enters Top 4) | Safe(Enters Top 4) | Safe(Enters Top 4) | Safe(Enters Top 4) | Safe(Enters Top 4) | Safe(Enters Top 4) | Safe(Enters Top 4) |
| Episode 27              | Episode 27              | Episode 27              | Episode 27              | Episode 27              | Episode 27              | Episode 27              | Episode 27              | Episode 27              | Episode 27              | Episode 27              | Episode 27              | Episode 27              | Episode 27              | Episode 27              | Episode 27              | Episode 27              | Episode 27              | Episode 27              | Episode 27              | Episode 27              | Episode 27              | Episode 27              | Episode 27              | Episode 27              | Episode 27              | Episode 27              | Episode 27              | Episode 27              | Episode 27              | Episode 27              | Episode 27              | Episode 27              | Episode 27              | Episode 27              | Episode 27              | Episode 27              | Episode 27              | Episode 27              | Episode 27              | Episode 27              | Episode 27              | Episode 27              | Episode 27              | Episode 27              | Episode 27              | Episode 27              | Episode 27              | Episode 27              | Episode 27              | Episode 27              | Episode 27              | Episode 27              | Episode 27              | Episode 27              | Episode 27              | Episode 27              | Episode 27              | Episode 27              | Episode 27              | Episode 27              | Episode 27              | Episode 27              | Episode 27              | Episode 27              | Episode 27              | Episode 27              | Episode 27              | Episode 27              | Episode 27              | Episode 27              | Episode 27              | Episode 27              | Episode 27              | Episode 27              | Episode 27              | Episode 27              | Episode 27              | Episode 27              | Episode 27              | Episode 27              | Episode 27              | Episode 27              | Episode 27              | Episode 27              | Episode 27              | Episode 27              | Episode 27              | Episode 27              | Episode 27              | 8 de marzo de 2008(School)     | 8 de marzo de 2008(School)     | 8 de marzo de 2008(School)     | 8 de marzo de 2008(School)     | 8 de marzo de 2008(School)     | 8 de marzo de 2008(School)     | 8 de marzo de 2008(School)     | 8 de marzo de 2008(School)     | 8 de marzo de 2008(School)     | 8 de marzo de 2008(School)     | 8 de marzo de 2008(School)     | 8 de marzo de 2008(School)     | 8 de marzo de 2008(School)     | 8 de marzo de 2008(School)     | 8 de marzo de 2008(School)     | 8 de marzo de 2008(School)     | 8 de marzo de 2008(School)     | 8 de marzo de 2008(School)     | 8 de marzo de 2008(School)     | 8 de marzo de 2008(School)     | 8 de marzo de 2008(School)     | 8 de marzo de 2008(School)     | 8 de marzo de 2008(School)     | 8 de marzo de 2008(School)     | 8 de marzo de 2008(School)     | 8 de marzo de 2008(School)     | 8 de marzo de 2008(School)     | 8 de marzo de 2008(School)     | 8 de marzo de 2008(School)     | 8 de marzo de 2008(School)     | 8 de marzo de 2008(School)     | 8 de marzo de 2008(School)     | 8 de marzo de 2008(School)     | 8 de marzo de 2008(School)     | 8 de marzo de 2008(School)     | 8 de marzo de 2008(School)     | 8 de marzo de 2008(School)     | 8 de marzo de 2008(School)     | 8 de marzo de 2008(School)     | 8 de marzo de 2008(School)     | 8 de marzo de 2008(School)     | 8 de marzo de 2008(School)     | 8 de marzo de 2008(School)     | 8 de marzo de 2008(School)     | 8 de marzo de 2008(School)     | 8 de marzo de 2008(School)     | 8 de marzo de 2008(School)     | 8 de marzo de 2008(School)     | 8 de marzo de 2008(School)     | 8 de marzo de 2008(School)     | 8 de marzo de 2008(School)     | 8 de marzo de 2008(School)     | 8 de marzo de 2008(School)     | 8 de marzo de 2008(School)     | 8 de marzo de 2008(School)     | 8 de marzo de 2008(School)     | 8 de marzo de 2008(School)     | 8 de marzo de 2008(School)     | 8 de marzo de 2008(School)     | 8 de marzo de 2008(School)     | 8 de marzo de 2008(School)     | 8 de marzo de 2008(School)     | 8 de marzo de 2008(School)     | 8 de marzo de 2008(School)     | 8 de marzo de 2008(School)     | 8 de marzo de 2008(School)     | 8 de marzo de 2008(School)     | 8 de marzo de 2008(School)     | 8 de marzo de 2008(School)     | 8 de marzo de 2008(School)     | 8 de marzo de 2008(School)     | 8 de marzo de 2008(School)     | 8 de marzo de 2008(School)     | 8 de marzo de 2008(School)     | 8 de marzo de 2008(School)     | 8 de marzo de 2008(School)     | 8 de marzo de 2008(School)     | 8 de marzo de 2008(School)     | 8 de marzo de 2008(School)     | 8 de marzo de 2008(School)     | 8 de marzo de 2008(School)     | 8 de marzo de 2008(School)     | 8 de marzo de 2008(School)     | 8 de marzo de 2008(School)     | 8 de marzo de 2008(School)     | 8 de marzo de 2008(School)     | 8 de marzo de 2008(School)     | 8 de marzo de 2008(School)     | 8 de marzo de 2008(School)     | 8 de marzo de 2008(School)     | 8 de marzo de 2008(School)     | 8 de marzo de 2008(School)     | 8 de marzo de 2008(School)     | 8 de marzo de 2008(School)     | 8 de marzo de 2008(School)     | 8 de marzo de 2008(School)     | 8 de marzo de 2008(School)     | 8 de marzo de 2008(School)     | 8 de marzo de 2008(School)     | 8 de marzo de 2008(School)     | "Gaa Re Mann" | "Gaa Re Mann" | "Gaa Re Mann" | "Gaa Re Mann" | "Gaa Re Mann" | "Gaa Re Mann" | "Gaa Re Mann" | "Gaa Re Mann" | "Gaa Re Mann" | "Gaa Re Mann" | "Gaa Re Mann" | "Gaa Re Mann" | "Gaa Re Mann" | "Gaa Re Mann" | "Gaa Re Mann" | "Gaa Re Mann" | "Gaa Re Mann" | "Gaa Re Mann" | "Gaa Re Mann" | "Gaa Re Mann" | "Gaa Re Mann" | "Gaa Re Mann" | "Gaa Re Mann" | "Gaa Re Mann" | "Gaa Re Mann" | "Gaa Re Mann" | "Gaa Re Mann" | "Gaa Re Mann" | "Gaa Re Mann" | "Gaa Re Mann" | "Gaa Re Mann" | "Gaa Re Mann" | "Gaa Re Mann" | "Gaa Re Mann" | "Gaa Re Mann" | "Gaa Re Mann" | "Gaa Re Mann" | "Gaa Re Mann" | "Gaa Re Mann" | "Gaa Re Mann" | "Gaa Re Mann" | "Gaa Re Mann" | "Gaa Re Mann" | "Gaa Re Mann" | "Gaa Re Mann" | "Gaa Re Mann" | "Gaa Re Mann" | "Gaa Re Mann" | "Gaa Re Mann" | "Gaa Re Mann" | "Gaa Re Mann" | "Gaa Re Mann" | "Gaa Re Mann" | "Gaa Re Mann" | "Gaa Re Mann" | "Gaa Re Mann" | "Gaa Re Mann" | "Gaa Re Mann" | "Gaa Re Mann" | "Gaa Re Mann" | "Gaa Re Mann" | "Gaa Re Mann" | "Gaa Re Mann" | "Gaa Re Mann" | "Gaa Re Mann" | "Gaa Re Mann" | "Gaa Re Mann" | "Gaa Re Mann" | "Gaa Re Mann" | "Gaa Re Mann" | "Gaa Re Mann" | "Gaa Re Mann" | "Gaa Re Mann" | "Gaa Re Mann" | "Gaa Re Mann" | "Gaa Re Mann" | "Gaa Re Mann" | "Gaa Re Mann" | "Gaa Re Mann" | "Gaa Re Mann" | "Gaa Re Mann" | "Gaa Re Mann" | "Gaa Re Mann" | "Gaa Re Mann" | "Gaa Re Mann" | "Gaa Re Mann" | "Gaa Re Mann" | "Gaa Re Mann" | "Gaa Re Mann" | "Gaa Re Mann" | "Gaa Re Mann" | "Gaa Re Mann" | "Gaa Re Mann" | "Gaa Re Mann" | "Gaa Re Mann" | "Gaa Re Mann" | "Gaa Re Mann" | "Gaa Re Mann" | "Gaa Re Mann" | "Gaa Re Mann" | "Gaa Re Mann" | "Gaa Re Mann" | "Gaa Re Mann" | "Gaa Re Mann" | "Gaa Re Mann" | "Gaa Re Mann" | "Gaa Re Mann" | "Gaa Re Mann" | "Gaa Re Mann" | "Gaa Re Mann" | "Gaa Re Mann" | "Gaa Re Mann" | "Gaa Re Mann" | "Gaa Re Mann" | "Gaa Re Mann" | "Gaa Re Mann" | "Gaa Re Mann" | "Gaa Re Mann" | "Gaa Re Mann" | "Gaa Re Mann" | "Gaa Re Mann" | "Gaa Re Mann" | "Gaa Re Mann" | "Gaa Re Mann" | "Gaa Re Mann" | "Gaa Re Mann" | "Gaa Re Mann" | "Gaa Re Mann" | "Gaa Re Mann" | "Gaa Re Mann" | Kavita Krishnamurthy, Alka Yagnik, Kailash Kher & Sudesh Bhonsle                                                   | Kavita Krishnamurthy, Alka Yagnik, Kailash Kher & Sudesh Bhonsle                                                   | Kavita Krishnamurthy, Alka Yagnik, Kailash Kher & Sudesh Bhonsle                                                   | Kavita Krishnamurthy, Alka Yagnik, Kailash Kher & Sudesh Bhonsle                                                   | Kavita Krishnamurthy, Alka Yagnik, Kailash Kher & Sudesh Bhonsle                                                   | Kavita Krishnamurthy, Alka Yagnik, Kailash Kher & Sudesh Bhonsle                                                   | Kavita Krishnamurthy, Alka Yagnik, Kailash Kher & Sudesh Bhonsle                                                   | Kavita Krishnamurthy, Alka Yagnik, Kailash Kher & Sudesh Bhonsle                                                   | Kavita Krishnamurthy, Alka Yagnik, Kailash Kher & Sudesh Bhonsle                                                   | Kavita Krishnamurthy, Alka Yagnik, Kailash Kher & Sudesh Bhonsle                                                   | Kavita Krishnamurthy, Alka Yagnik, Kailash Kher & Sudesh Bhonsle                                                   | Kavita Krishnamurthy, Alka Yagnik, Kailash Kher & Sudesh Bhonsle                                                   | Kavita Krishnamurthy, Alka Yagnik, Kailash Kher & Sudesh Bhonsle                                                   | Kavita Krishnamurthy, Alka Yagnik, Kailash Kher & Sudesh Bhonsle                                                   | Kavita Krishnamurthy, Alka Yagnik, Kailash Kher & Sudesh Bhonsle                                                   | Kavita Krishnamurthy, Alka Yagnik, Kailash Kher & Sudesh Bhonsle                                                   | Kavita Krishnamurthy, Alka Yagnik, Kailash Kher & Sudesh Bhonsle                                                   | Kavita Krishnamurthy, Alka Yagnik, Kailash Kher & Sudesh Bhonsle                                                   | Kavita Krishnamurthy, Alka Yagnik, Kailash Kher & Sudesh Bhonsle                                                   | Kavita Krishnamurthy, Alka Yagnik, Kailash Kher & Sudesh Bhonsle                                                   | Kavita Krishnamurthy, Alka Yagnik, Kailash Kher & Sudesh Bhonsle                                                   | Kavita Krishnamurthy, Alka Yagnik, Kailash Kher & Sudesh Bhonsle                                                   | Kavita Krishnamurthy, Alka Yagnik, Kailash Kher & Sudesh Bhonsle                                                   | Kavita Krishnamurthy, Alka Yagnik, Kailash Kher & Sudesh Bhonsle                                                   | Kavita Krishnamurthy, Alka Yagnik, Kailash Kher & Sudesh Bhonsle                                                   | Kavita Krishnamurthy, Alka Yagnik, Kailash Kher & Sudesh Bhonsle                                                   | Kavita Krishnamurthy, Alka Yagnik, Kailash Kher & Sudesh Bhonsle                                                   | Kavita Krishnamurthy, Alka Yagnik, Kailash Kher & Sudesh Bhonsle                                                   | Kavita Krishnamurthy, Alka Yagnik, Kailash Kher & Sudesh Bhonsle                                                   | Kavita Krishnamurthy, Alka Yagnik, Kailash Kher & Sudesh Bhonsle                                                   | Kavita Krishnamurthy, Alka Yagnik, Kailash Kher & Sudesh Bhonsle                                                   | Kavita Krishnamurthy, Alka Yagnik, Kailash Kher & Sudesh Bhonsle                                                   | Kavita Krishnamurthy, Alka Yagnik, Kailash Kher & Sudesh Bhonsle                                                   | Kavita Krishnamurthy, Alka Yagnik, Kailash Kher & Sudesh Bhonsle                                                   | Kavita Krishnamurthy, Alka Yagnik, Kailash Kher & Sudesh Bhonsle                                                   | Kavita Krishnamurthy, Alka Yagnik, Kailash Kher & Sudesh Bhonsle                                                   | Kavita Krishnamurthy, Alka Yagnik, Kailash Kher & Sudesh Bhonsle                                                   | Kavita Krishnamurthy, Alka Yagnik, Kailash Kher & Sudesh Bhonsle                                                   | Kavita Krishnamurthy, Alka Yagnik, Kailash Kher & Sudesh Bhonsle                                                   | Kavita Krishnamurthy, Alka Yagnik, Kailash Kher & Sudesh Bhonsle                                                   | Kavita Krishnamurthy, Alka Yagnik, Kailash Kher & Sudesh Bhonsle                                                   | Kavita Krishnamurthy, Alka Yagnik, Kailash Kher & Sudesh Bhonsle                                                   | Kavita Krishnamurthy, Alka Yagnik, Kailash Kher & Sudesh Bhonsle                                                   | Kavita Krishnamurthy, Alka Yagnik, Kailash Kher & Sudesh Bhonsle                                                   | Kavita Krishnamurthy, Alka Yagnik, Kailash Kher & Sudesh Bhonsle                                                   | Kavita Krishnamurthy, Alka Yagnik, Kailash Kher & Sudesh Bhonsle                                                   | Kavita Krishnamurthy, Alka Yagnik, Kailash Kher & Sudesh Bhonsle                                                   | Kavita Krishnamurthy, Alka Yagnik, Kailash Kher & Sudesh Bhonsle                                                   | Kavita Krishnamurthy, Alka Yagnik, Kailash Kher & Sudesh Bhonsle                                                   | Kavita Krishnamurthy, Alka Yagnik, Kailash Kher & Sudesh Bhonsle                                                   | Kavita Krishnamurthy, Alka Yagnik, Kailash Kher & Sudesh Bhonsle                                                   | Kavita Krishnamurthy, Alka Yagnik, Kailash Kher & Sudesh Bhonsle                                                   | Kavita Krishnamurthy, Alka Yagnik, Kailash Kher & Sudesh Bhonsle                                                   | Kavita Krishnamurthy, Alka Yagnik, Kailash Kher & Sudesh Bhonsle                                                   | Kavita Krishnamurthy, Alka Yagnik, Kailash Kher & Sudesh Bhonsle                                                   | Kavita Krishnamurthy, Alka Yagnik, Kailash Kher & Sudesh Bhonsle                                                   | Kavita Krishnamurthy, Alka Yagnik, Kailash Kher & Sudesh Bhonsle                                                   | Kavita Krishnamurthy, Alka Yagnik, Kailash Kher & Sudesh Bhonsle                                                   | Kavita Krishnamurthy, Alka Yagnik, Kailash Kher & Sudesh Bhonsle                                                   | Kavita Krishnamurthy, Alka Yagnik, Kailash Kher & Sudesh Bhonsle                                                   | Kavita Krishnamurthy, Alka Yagnik, Kailash Kher & Sudesh Bhonsle                                                   | Kavita Krishnamurthy, Alka Yagnik, Kailash Kher & Sudesh Bhonsle                                                   | Kavita Krishnamurthy, Alka Yagnik, Kailash Kher & Sudesh Bhonsle                                                   | Kavita Krishnamurthy, Alka Yagnik, Kailash Kher & Sudesh Bhonsle                                                   | Kavita Krishnamurthy, Alka Yagnik, Kailash Kher & Sudesh Bhonsle                                                   | Kavita Krishnamurthy, Alka Yagnik, Kailash Kher & Sudesh Bhonsle                                                   | Kavita Krishnamurthy, Alka Yagnik, Kailash Kher & Sudesh Bhonsle                                                   | Kavita Krishnamurthy, Alka Yagnik, Kailash Kher & Sudesh Bhonsle                                                   | Kavita Krishnamurthy, Alka Yagnik, Kailash Kher & Sudesh Bhonsle                                                   | Kavita Krishnamurthy, Alka Yagnik, Kailash Kher & Sudesh Bhonsle                                                   | Kavita Krishnamurthy, Alka Yagnik, Kailash Kher & Sudesh Bhonsle                                                   | Kavita Krishnamurthy, Alka Yagnik, Kailash Kher & Sudesh Bhonsle                                                   | Kavita Krishnamurthy, Alka Yagnik, Kailash Kher & Sudesh Bhonsle                                                   | Kavita Krishnamurthy, Alka Yagnik, Kailash Kher & Sudesh Bhonsle                                                   | Kavita Krishnamurthy, Alka Yagnik, Kailash Kher & Sudesh Bhonsle                                                   | Kavita Krishnamurthy, Alka Yagnik, Kailash Kher & Sudesh Bhonsle                                                   | Kavita Krishnamurthy, Alka Yagnik, Kailash Kher & Sudesh Bhonsle                                                   | Kavita Krishnamurthy, Alka Yagnik, Kailash Kher & Sudesh Bhonsle                                                   | Kavita Krishnamurthy, Alka Yagnik, Kailash Kher & Sudesh Bhonsle                                                   | Kavita Krishnamurthy, Alka Yagnik, Kailash Kher & Sudesh Bhonsle                                                   | Kavita Krishnamurthy, Alka Yagnik, Kailash Kher & Sudesh Bhonsle                                                   | Kavita Krishnamurthy, Alka Yagnik, Kailash Kher & Sudesh Bhonsle                                                   | Kavita Krishnamurthy, Alka Yagnik, Kailash Kher & Sudesh Bhonsle                                                   | Kavita Krishnamurthy, Alka Yagnik, Kailash Kher & Sudesh Bhonsle                                                   | Kavita Krishnamurthy, Alka Yagnik, Kailash Kher & Sudesh Bhonsle                                                   | Kavita Krishnamurthy, Alka Yagnik, Kailash Kher & Sudesh Bhonsle                                                   | Kavita Krishnamurthy, Alka Yagnik, Kailash Kher & Sudesh Bhonsle                                                   | Kavita Krishnamurthy, Alka Yagnik, Kailash Kher & Sudesh Bhonsle                                                   | Kavita Krishnamurthy, Alka Yagnik, Kailash Kher & Sudesh Bhonsle                                                   | Kavita Krishnamurthy, Alka Yagnik, Kailash Kher & Sudesh Bhonsle                                                   | Kavita Krishnamurthy, Alka Yagnik, Kailash Kher & Sudesh Bhonsle                                                   | Kavita Krishnamurthy, Alka Yagnik, Kailash Kher & Sudesh Bhonsle                                                   | Kavita Krishnamurthy, Alka Yagnik, Kailash Kher & Sudesh Bhonsle                                                   | Kavita Krishnamurthy, Alka Yagnik, Kailash Kher & Sudesh Bhonsle                                                   | Kavita Krishnamurthy, Alka Yagnik, Kailash Kher & Sudesh Bhonsle                                                   | Kavita Krishnamurthy, Alka Yagnik, Kailash Kher & Sudesh Bhonsle                                                   | Kavita Krishnamurthy, Alka Yagnik, Kailash Kher & Sudesh Bhonsle                                                   | Kavita Krishnamurthy, Alka Yagnik, Kailash Kher & Sudesh Bhonsle                                                   | Kavita Krishnamurthy, Alka Yagnik, Kailash Kher & Sudesh Bhonsle                                                   | Kavita Krishnamurthy, Alka Yagnik, Kailash Kher & Sudesh Bhonsle                                                   | Salman Khan                         | Salman Khan                         | Salman Khan                         | Salman Khan                         | Salman Khan                         | Salman Khan                         | Salman Khan                         | Salman Khan                         | Salman Khan                         | Salman Khan                         | Salman Khan                         | Salman Khan                         | Salman Khan                         | Salman Khan                         | Salman Khan                         | Salman Khan                         | Salman Khan                         | Salman Khan                         | Salman Khan                         | Salman Khan                         | Salman Khan                         | Salman Khan                         | Salman Khan                         | Salman Khan                         | Salman Khan                         | Salman Khan                         | Salman Khan                         | Salman Khan                         | Salman Khan                         | Salman Khan                         | Salman Khan                         | Salman Khan                         | Salman Khan                         | Salman Khan                         | Salman Khan                         | Salman Khan                         | Salman Khan                         | Salman Khan                         | Salman Khan                         | Salman Khan                         | Salman Khan                         | Salman Khan                         | Salman Khan                         | Salman Khan                         | Salman Khan                         | Salman Khan                         | Salman Khan                         | Salman Khan                         | Salman Khan                         | Salman Khan                         | Salman Khan                         | Salman Khan                         | Salman Khan                         | Salman Khan                         | Salman Khan                         | Salman Khan                         | Salman Khan                         | Salman Khan                         | Salman Khan                         | Salman Khan                         | Salman Khan                         | Salman Khan                         | Salman Khan                         | Salman Khan                         | Salman Khan                         | Salman Khan                         | Salman Khan                         | Salman Khan                         | Salman Khan                         | Salman Khan                         | Salman Khan                         | Salman Khan                         | Salman Khan                         | Salman Khan                         | Salman Khan                         | Salman Khan                         | Salman Khan                         | Salman Khan                         | Salman Khan                         | Salman Khan                         | Salman Khan                         | Salman Khan                         | Salman Khan                         | Salman Khan                         | Salman Khan                         | Salman Khan                         | Salman Khan                         | Salman Khan                         | Salman Khan                         | Salman Khan                         | Salman Khan                         | Salman Khan                         | Salman Khan                         | Salman Khan                         | Salman Khan                         | Salman Khan                         | Salman Khan                         | Salman Khan                         | Salman Khan                         | Salman Khan                         | "Kyon Ki", Alka Yagnik                                           | "Kyon Ki", Alka Yagnik                                           | "Kyon Ki", Alka Yagnik                                           | "Kyon Ki", Alka Yagnik                                           | "Kyon Ki", Alka Yagnik                                           | "Kyon Ki", Alka Yagnik                                           | "Kyon Ki", Alka Yagnik                                           | "Kyon Ki", Alka Yagnik                                           | "Kyon Ki", Alka Yagnik                                           | "Kyon Ki", Alka Yagnik                                           | "Kyon Ki", Alka Yagnik                                           | "Kyon Ki", Alka Yagnik                                           | "Kyon Ki", Alka Yagnik                                           | "Kyon Ki", Alka Yagnik                                           | "Kyon Ki", Alka Yagnik                                           | "Kyon Ki", Alka Yagnik                                           | "Kyon Ki", Alka Yagnik                                           | "Kyon Ki", Alka Yagnik                                           | "Kyon Ki", Alka Yagnik                                           | "Kyon Ki", Alka Yagnik                                           | "Kyon Ki", Alka Yagnik                                           | "Kyon Ki", Alka Yagnik                                           | "Kyon Ki", Alka Yagnik                                           | "Kyon Ki", Alka Yagnik                                           | "Kyon Ki", Alka Yagnik                                           | "Kyon Ki", Alka Yagnik                                           | "Kyon Ki", Alka Yagnik                                           | "Kyon Ki", Alka Yagnik                                           | "Kyon Ki", Alka Yagnik                                           | "Kyon Ki", Alka Yagnik                                           | "Kyon Ki", Alka Yagnik                                           | "Kyon Ki", Alka Yagnik                                           | "Kyon Ki", Alka Yagnik                                           | "Kyon Ki", Alka Yagnik                                           | "Kyon Ki", Alka Yagnik                                           | "Kyon Ki", Alka Yagnik                                           | "Kyon Ki", Alka Yagnik                                           | "Kyon Ki", Alka Yagnik                                           | "Kyon Ki", Alka Yagnik                                           | "Kyon Ki", Alka Yagnik                                           | "Kyon Ki", Alka Yagnik                                           | "Kyon Ki", Alka Yagnik                                           | "Kyon Ki", Alka Yagnik                                           | "Kyon Ki", Alka Yagnik                                           | "Kyon Ki", Alka Yagnik                                           | "Kyon Ki", Alka Yagnik                                           | "Kyon Ki", Alka Yagnik                                           | "Kyon Ki", Alka Yagnik                                           | "Kyon Ki", Alka Yagnik                                           | "Kyon Ki", Alka Yagnik                                           | "Kyon Ki", Alka Yagnik                                           | "Kyon Ki", Alka Yagnik                                           | "Kyon Ki", Alka Yagnik                                           | "Kyon Ki", Alka Yagnik                                           | "Kyon Ki", Alka Yagnik                                           | "Kyon Ki", Alka Yagnik                                           | "Kyon Ki", Alka Yagnik                                           | "Kyon Ki", Alka Yagnik                                           | "Kyon Ki", Alka Yagnik                                           | "Kyon Ki", Alka Yagnik                                           | "Kyon Ki", Alka Yagnik                                           | "Kyon Ki", Alka Yagnik                                           | "Kyon Ki", Alka Yagnik                                           | "Kyon Ki", Alka Yagnik                                           | "Kyon Ki", Alka Yagnik                                           | "Kyon Ki", Alka Yagnik                                           | "Kyon Ki", Alka Yagnik                                           | "Kyon Ki", Alka Yagnik                                           | "Kyon Ki", Alka Yagnik                                           | "Kyon Ki", Alka Yagnik                                           | "Kyon Ki", Alka Yagnik                                           | "Kyon Ki", Alka Yagnik                                           | "Kyon Ki", Alka Yagnik                                           | "Kyon Ki", Alka Yagnik                                           | "Kyon Ki", Alka Yagnik                                           | "Kyon Ki", Alka Yagnik                                           | "Kyon Ki", Alka Yagnik                                           | "Kyon Ki", Alka Yagnik                                           | "Kyon Ki", Alka Yagnik                                           | "Kyon Ki", Alka Yagnik                                           | "Kyon Ki", Alka Yagnik                                           | "Kyon Ki", Alka Yagnik                                           | "Kyon Ki", Alka Yagnik                                           | "Kyon Ki", Alka Yagnik                                           | "Kyon Ki", Alka Yagnik                                           | "Kyon Ki", Alka Yagnik                                           | "Kyon Ki", Alka Yagnik                                           | "Kyon Ki", Alka Yagnik                                           | "Kyon Ki", Alka Yagnik                                           | "Kyon Ki", Alka Yagnik                                           | "Kyon Ki", Alka Yagnik                                           | "Kyon Ki", Alka Yagnik                                           | "Kyon Ki", Alka Yagnik                                           | "Kyon Ki", Alka Yagnik                                           | "Kyon Ki", Alka Yagnik                                           | "Kyon Ki", Alka Yagnik                                           | "Kyon Ki", Alka Yagnik                                           | "Kyon Ki", Alka Yagnik                                           | "Kyon Ki", Alka Yagnik                                           | "Kyon Ki", Alka Yagnik                                           |                    |                    |                    |                    |                    |                    |                    |                    |                    |                    |                    |                    |                    |                    |                    |                    |                    |                    |                    |                    |                    |                    |                    |                    |                    |                    |                    |                    |                    |                    |                    |                    |                    |                    |                    |                    |                    |                    |                    |                    |                    |                    |                    |                    |                    |                    |                    |                    |                    |                    |                    |                    |                    |                    |                    |                    |                    |                    |                    |                    |                    |                    |                    |                    |                    |                    |                    |                    |                    |                    |
| Episode 28              | Episode 28              | Episode 28              | Episode 28              | Episode 28              | Episode 28              | Episode 28              | Episode 28              | Episode 28              | Episode 28              | Episode 28              | Episode 28              | Episode 28              | Episode 28              | Episode 28              | Episode 28              | Episode 28              | Episode 28              | Episode 28              | Episode 28              | Episode 28              | Episode 28              | Episode 28              | Episode 28              | Episode 28              | Episode 28              | Episode 28              | Episode 28              | Episode 28              | Episode 28              | Episode 28              | Episode 28              | Episode 28              | Episode 28              | Episode 28              | Episode 28              | Episode 28              | Episode 28              | Episode 28              | Episode 28              | Episode 28              | Episode 28              | Episode 28              | Episode 28              | Episode 28              | Episode 28              | Episode 28              | Episode 28              | Episode 28              | Episode 28              | Episode 28              | Episode 28              | Episode 28              | Episode 28              | Episode 28              | Episode 28              | Episode 28              | Episode 28              | Episode 28              | Episode 28              | Episode 28              | Episode 28              | Episode 28              | Episode 28              | Episode 28              | Episode 28              | Episode 28              | Episode 28              | Episode 28              | Episode 28              | Episode 28              | Episode 28              | Episode 28              | Episode 28              | Episode 28              | Episode 28              | Episode 28              | Episode 28              | Episode 28              | Episode 28              | Episode 28              | Episode 28              | Episode 28              | Episode 28              | Episode 28              | Episode 28              | Episode 28              | Episode 28              | Episode 28              | Episode 28              | 14 de marzo de 2008(Bollywood) | 14 de marzo de 2008(Bollywood) | 14 de marzo de 2008(Bollywood) | 14 de marzo de 2008(Bollywood) | 14 de marzo de 2008(Bollywood) | 14 de marzo de 2008(Bollywood) | 14 de marzo de 2008(Bollywood) | 14 de marzo de 2008(Bollywood) | 14 de marzo de 2008(Bollywood) | 14 de marzo de 2008(Bollywood) | 14 de marzo de 2008(Bollywood) | 14 de marzo de 2008(Bollywood) | 14 de marzo de 2008(Bollywood) | 14 de marzo de 2008(Bollywood) | 14 de marzo de 2008(Bollywood) | 14 de marzo de 2008(Bollywood) | 14 de marzo de 2008(Bollywood) | 14 de marzo de 2008(Bollywood) | 14 de marzo de 2008(Bollywood) | 14 de marzo de 2008(Bollywood) | 14 de marzo de 2008(Bollywood) | 14 de marzo de 2008(Bollywood) | 14 de marzo de 2008(Bollywood) | 14 de marzo de 2008(Bollywood) | 14 de marzo de 2008(Bollywood) | 14 de marzo de 2008(Bollywood) | 14 de marzo de 2008(Bollywood) | 14 de marzo de 2008(Bollywood) | 14 de marzo de 2008(Bollywood) | 14 de marzo de 2008(Bollywood) | 14 de marzo de 2008(Bollywood) | 14 de marzo de 2008(Bollywood) | 14 de marzo de 2008(Bollywood) | 14 de marzo de 2008(Bollywood) | 14 de marzo de 2008(Bollywood) | 14 de marzo de 2008(Bollywood) | 14 de marzo de 2008(Bollywood) | 14 de marzo de 2008(Bollywood) | 14 de marzo de 2008(Bollywood) | 14 de marzo de 2008(Bollywood) | 14 de marzo de 2008(Bollywood) | 14 de marzo de 2008(Bollywood) | 14 de marzo de 2008(Bollywood) | 14 de marzo de 2008(Bollywood) | 14 de marzo de 2008(Bollywood) | 14 de marzo de 2008(Bollywood) | 14 de marzo de 2008(Bollywood) | 14 de marzo de 2008(Bollywood) | 14 de marzo de 2008(Bollywood) | 14 de marzo de 2008(Bollywood) | 14 de marzo de 2008(Bollywood) | 14 de marzo de 2008(Bollywood) | 14 de marzo de 2008(Bollywood) | 14 de marzo de 2008(Bollywood) | 14 de marzo de 2008(Bollywood) | 14 de marzo de 2008(Bollywood) | 14 de marzo de 2008(Bollywood) | 14 de marzo de 2008(Bollywood) | 14 de marzo de 2008(Bollywood) | 14 de marzo de 2008(Bollywood) | 14 de marzo de 2008(Bollywood) | 14 de marzo de 2008(Bollywood) | 14 de marzo de 2008(Bollywood) | 14 de marzo de 2008(Bollywood) | 14 de marzo de 2008(Bollywood) | 14 de marzo de 2008(Bollywood) | 14 de marzo de 2008(Bollywood) | 14 de marzo de 2008(Bollywood) | 14 de marzo de 2008(Bollywood) | 14 de marzo de 2008(Bollywood) | 14 de marzo de 2008(Bollywood) | 14 de marzo de 2008(Bollywood) | 14 de marzo de 2008(Bollywood) | 14 de marzo de 2008(Bollywood) | 14 de marzo de 2008(Bollywood) | 14 de marzo de 2008(Bollywood) | 14 de marzo de 2008(Bollywood) | 14 de marzo de 2008(Bollywood) | 14 de marzo de 2008(Bollywood) | 14 de marzo de 2008(Bollywood) | 14 de marzo de 2008(Bollywood) | 14 de marzo de 2008(Bollywood) | 14 de marzo de 2008(Bollywood) | 14 de marzo de 2008(Bollywood) | 14 de marzo de 2008(Bollywood) | 14 de marzo de 2008(Bollywood) | 14 de marzo de 2008(Bollywood) | 14 de marzo de 2008(Bollywood) | 14 de marzo de 2008(Bollywood) | 14 de marzo de 2008(Bollywood) | 14 de marzo de 2008(Bollywood) | 14 de marzo de 2008(Bollywood) | 14 de marzo de 2008(Bollywood) | 14 de marzo de 2008(Bollywood) | 14 de marzo de 2008(Bollywood) | 14 de marzo de 2008(Bollywood) | 14 de marzo de 2008(Bollywood) | 14 de marzo de 2008(Bollywood) | 14 de marzo de 2008(Bollywood) | 14 de marzo de 2008(Bollywood) | "Ankhiyan Na Maar"                                                                                                 | "Ankhiyan Na Maar"                                                                                                 | "Ankhiyan Na Maar"                                                                                                 | "Ankhiyan Na Maar"                                                                                                 | "Ankhiyan Na Maar"                                                                                                 | "Ankhiyan Na Maar"                                                                                                 | "Ankhiyan Na Maar"                                                                                                 | "Ankhiyan Na Maar"                                                                                                 | "Ankhiyan Na Maar"                                                                                                 | "Ankhiyan Na Maar"                                                                                                 | "Ankhiyan Na Maar"                                                                                                 | "Ankhiyan Na Maar"                                                                                                 | "Ankhiyan Na Maar"                                                                                                 | "Ankhiyan Na Maar"                                                                                                 | "Ankhiyan Na Maar"                                                                                                 | "Ankhiyan Na Maar"                                                                                                 | "Ankhiyan Na Maar"                                                                                                 | "Ankhiyan Na Maar"                                                                                                 | "Ankhiyan Na Maar"                                                                                                 | "Ankhiyan Na Maar"                                                                                                 | "Ankhiyan Na Maar"                                                                                                 | "Ankhiyan Na Maar"                                                                                                 | "Ankhiyan Na Maar"                                                                                                 | "Ankhiyan Na Maar"                                                                                                 | "Ankhiyan Na Maar"                                                                                                 | "Ankhiyan Na Maar"                                                                                                 | "Ankhiyan Na Maar"                                                                                                 | "Ankhiyan Na Maar"                                                                                                 | "Ankhiyan Na Maar"                                                                                                 | "Ankhiyan Na Maar"                                                                                                 | "Ankhiyan Na Maar"                                                                                                 | "Ankhiyan Na Maar"                                                                                                 | "Ankhiyan Na Maar"                                                                                                 | "Ankhiyan Na Maar"                                                                                                 | "Ankhiyan Na Maar"                                                                                                 | "Ankhiyan Na Maar"                                                                                                 | "Ankhiyan Na Maar"                                                                                                 | "Ankhiyan Na Maar"                                                                                                 | "Ankhiyan Na Maar"                                                                                                 | "Ankhiyan Na Maar"                                                                                                 | "Ankhiyan Na Maar"                                                                                                 | "Ankhiyan Na Maar"                                                                                                 | "Ankhiyan Na Maar"                                                                                                 | "Ankhiyan Na Maar"                                                                                                 | "Ankhiyan Na Maar"                                                                                                 | "Ankhiyan Na Maar"                                                                                                 | "Ankhiyan Na Maar"                                                                                                 | "Ankhiyan Na Maar"                                                                                                 | "Ankhiyan Na Maar"                                                                                                 | "Ankhiyan Na Maar"                                                                                                 | "Ankhiyan Na Maar"                                                                                                 | "Ankhiyan Na Maar"                                                                                                 | "Ankhiyan Na Maar"                                                                                                 | "Ankhiyan Na Maar"                                                                                                 | "Ankhiyan Na Maar"                                                                                                 | "Ankhiyan Na Maar"                                                                                                 | "Ankhiyan Na Maar"                                                                                                 | "Ankhiyan Na Maar"                                                                                                 | "Ankhiyan Na Maar"                                                                                                 | "Ankhiyan Na Maar"                                                                                                 | "Ankhiyan Na Maar"                                                                                                 | "Ankhiyan Na Maar"                                                                                                 | "Ankhiyan Na Maar"                                                                                                 | "Ankhiyan Na Maar"                                                                                                 | "Ankhiyan Na Maar"                                                                                                 | "Ankhiyan Na Maar"                                                                                                 | "Ankhiyan Na Maar"                                                                                                 | "Ankhiyan Na Maar"                                                                                                 | "Ankhiyan Na Maar"                                                                                                 | "Ankhiyan Na Maar"                                                                                                 | "Ankhiyan Na Maar"                                                                                                 | "Ankhiyan Na Maar"                                                                                                 | "Ankhiyan Na Maar"                                                                                                 | "Ankhiyan Na Maar"                                                                                                 | "Ankhiyan Na Maar"                                                                                                 | "Ankhiyan Na Maar"                                                                                                 | "Ankhiyan Na Maar"                                                                                                 | "Ankhiyan Na Maar"                                                                                                 | "Ankhiyan Na Maar"                                                                                                 | "Ankhiyan Na Maar"                                                                                                 | "Ankhiyan Na Maar"                                                                                                 | "Ankhiyan Na Maar"                                                                                                 | "Ankhiyan Na Maar"                                                                                                 | "Ankhiyan Na Maar"                                                                                                 | "Ankhiyan Na Maar"                                                                                                 | "Ankhiyan Na Maar"                                                                                                 | "Ankhiyan Na Maar"                                                                                                 | "Ankhiyan Na Maar"                                                                                                 | "Ankhiyan Na Maar"                                                                                                 | "Ankhiyan Na Maar"                                                                                                 | "Ankhiyan Na Maar"                                                                                                 | "Ankhiyan Na Maar"                                                                                                 | "Ankhiyan Na Maar"                                                                                                 | "Ankhiyan Na Maar"                                                                                                 | "Ankhiyan Na Maar"                                                                                                 | "Ankhiyan Na Maar"                                                                                                 | "Ankhiyan Na Maar"                                                                                                 | "Ankhiyan Na Maar"                                                                                                 | "Ankhiyan Na Maar"                                                                                                 | "Ankhiyan Na Maar"                                                                                                 | "Ankhiyan Na Maar"                                                                                                 | "Ankhiyan Na Maar"                                                                                                 | "Ankhiyan Na Maar"                                                                                                 | "Ankhiyan Na Maar"                                                                                                 | "Ankhiyan Na Maar"                                                                                                 | "Ankhiyan Na Maar"                                                                                                 | "Ankhiyan Na Maar"                                                                                                 | "Ankhiyan Na Maar"                                                                                                 | "Ankhiyan Na Maar"                                                                                                 | "Ankhiyan Na Maar"                                                                                                 | "Ankhiyan Na Maar"                                                                                                 | "Ankhiyan Na Maar"                                                                                                 | "Ankhiyan Na Maar"                                                                                                 | "Ankhiyan Na Maar"                                                                                                 | "Ankhiyan Na Maar"                                                                                                 | "Ankhiyan Na Maar"                                                                                                 | "Ankhiyan Na Maar"                                                                                                 | "Ankhiyan Na Maar"                                                                                                 | "Ankhiyan Na Maar"                                                                                                 | "Ankhiyan Na Maar"                                                                                                 | "Ankhiyan Na Maar"                                                                                                 | "Ankhiyan Na Maar"                                                                                                 | "Ankhiyan Na Maar"                                                                                                 | "Ankhiyan Na Maar"                                                                                                 | "Ankhiyan Na Maar"                                                                                                 | "Ankhiyan Na Maar"                                                                                                 | "Ankhiyan Na Maar"                                                                                                 | "Ankhiyan Na Maar"                                                                                                 | "Ankhiyan Na Maar"                                                                                                 | "Ankhiyan Na Maar"                                                                                                 | Sunidhi Chauhan | Sunidhi Chauhan | Sunidhi Chauhan | Sunidhi Chauhan | Sunidhi Chauhan | Sunidhi Chauhan | Sunidhi Chauhan | Sunidhi Chauhan | Sunidhi Chauhan | Sunidhi Chauhan | Sunidhi Chauhan | Sunidhi Chauhan | Sunidhi Chauhan | Sunidhi Chauhan | Sunidhi Chauhan | Sunidhi Chauhan | Sunidhi Chauhan | Sunidhi Chauhan | Sunidhi Chauhan | Sunidhi Chauhan | Sunidhi Chauhan | Sunidhi Chauhan | Sunidhi Chauhan | Sunidhi Chauhan | Sunidhi Chauhan | Sunidhi Chauhan | Sunidhi Chauhan | Sunidhi Chauhan | Sunidhi Chauhan | Sunidhi Chauhan | Sunidhi Chauhan | Sunidhi Chauhan | Sunidhi Chauhan | Sunidhi Chauhan | Sunidhi Chauhan | Sunidhi Chauhan | Sunidhi Chauhan | Sunidhi Chauhan | Sunidhi Chauhan | Sunidhi Chauhan | Sunidhi Chauhan | Sunidhi Chauhan | Sunidhi Chauhan | Sunidhi Chauhan | Sunidhi Chauhan | Sunidhi Chauhan | Sunidhi Chauhan | Sunidhi Chauhan | Sunidhi Chauhan | Sunidhi Chauhan | Sunidhi Chauhan | Sunidhi Chauhan | Sunidhi Chauhan | Sunidhi Chauhan | Sunidhi Chauhan | Sunidhi Chauhan | Sunidhi Chauhan | Sunidhi Chauhan | Sunidhi Chauhan | Sunidhi Chauhan | Sunidhi Chauhan | Sunidhi Chauhan | Sunidhi Chauhan | Sunidhi Chauhan | Sunidhi Chauhan | Sunidhi Chauhan | Sunidhi Chauhan | Sunidhi Chauhan | Sunidhi Chauhan | Sunidhi Chauhan | Sunidhi Chauhan | Sunidhi Chauhan | Sunidhi Chauhan | Sunidhi Chauhan | Sunidhi Chauhan | Sunidhi Chauhan | Sunidhi Chauhan | Sunidhi Chauhan | Sunidhi Chauhan | Sunidhi Chauhan | Sunidhi Chauhan | Sunidhi Chauhan | Sunidhi Chauhan | Sunidhi Chauhan | Sunidhi Chauhan | Sunidhi Chauhan | Sunidhi Chauhan | Sunidhi Chauhan | Sunidhi Chauhan | Sunidhi Chauhan | Sunidhi Chauhan | Sunidhi Chauhan | Sunidhi Chauhan | Sunidhi Chauhan | Sunidhi Chauhan | Sunidhi Chauhan | Sunidhi Chauhan | Sunidhi Chauhan | Sunidhi Chauhan | Sunidhi Chauhan |                                     |                                     |                                     |                                     |                                     |                                     |                                     |                                     |                                     |                                     |                                     |                                     |                                     |                                     |                                     |                                     |                                     |                                     |                                     |                                     |                                     |                                     |                                     |                                     |                                     |                                     |                                     |                                     |                                     |                                     |                                     |                                     |                                     |                                     |                                     |                                     |                                     |                                     |                                     |                                     |                                     |                                     |                                     |                                     |                                     |                                     |                                     |                                     |                                     |                                     |                                     |                                     |                                     |                                     |                                     |                                     |                                     |                                     |                                     |                                     |                                     |                                     |                                     |                                     |                                     |                                     |                                     |                                     |                                     |                                     |                                     |                                     |                                     |                                     |                                     |                                     |                                     |                                     |                                     |                                     |                                     |                                     |                                     |                                     |                                     |                                     |                                     |                                     |                                     |                                     |                                     |                                     |                                     |                                     |                                     |                                     |                                     |                                     |                                     |                                     |                                                                  |                                                                  |                                                                  |                                                                  |                                                                  |                                                                  |                                                                  |                                                                  |                                                                  |                                                                  |                                                                  |                                                                  |                                                                  |                                                                  |                                                                  |                                                                  |                                                                  |                                                                  |                                                                  |                                                                  |                                                                  |                                                                  |                                                                  |                                                                  |                                                                  |                                                                  |                                                                  |                                                                  |                                                                  |                                                                  |                                                                  |                                                                  |                                                                  |                                                                  |                                                                  |                                                                  |                                                                  |                                                                  |                                                                  |                                                                  |                                                                  |                                                                  |                                                                  |                                                                  |                                                                  |                                                                  |                                                                  |                                                                  |                                                                  |                                                                  |                                                                  |                                                                  |                                                                  |                                                                  |                                                                  |                                                                  |                                                                  |                                                                  |                                                                  |                                                                  |                                                                  |                                                                  |                                                                  |                                                                  |                                                                  |                                                                  |                                                                  |                                                                  |                                                                  |                                                                  |                                                                  |                                                                  |                                                                  |                                                                  |                                                                  |                                                                  |                                                                  |                                                                  |                                                                  |                                                                  |                                                                  |                                                                  |                                                                  |                                                                  |                                                                  |                                                                  |                                                                  |                                                                  |                                                                  |                                                                  |                                                                  |                                                                  |                                                                  |                                                                  |                                                                  |                                                                  |                                                                  |                                                                  |                                                                  |                                                                  | Safe(Enters Top 3) | Safe(Enters Top 3) | Safe(Enters Top 3) | Safe(Enters Top 3) | Safe(Enters Top 3) | Safe(Enters Top 3) | Safe(Enters Top 3) | Safe(Enters Top 3) | Safe(Enters Top 3) | Safe(Enters Top 3) | Safe(Enters Top 3) | Safe(Enters Top 3) | Safe(Enters Top 3) | Safe(Enters Top 3) | Safe(Enters Top 3) | Safe(Enters Top 3) | Safe(Enters Top 3) | Safe(Enters Top 3) | Safe(Enters Top 3) | Safe(Enters Top 3) | Safe(Enters Top 3) | Safe(Enters Top 3) | Safe(Enters Top 3) | Safe(Enters Top 3) | Safe(Enters Top 3) | Safe(Enters Top 3) | Safe(Enters Top 3) | Safe(Enters Top 3) | Safe(Enters Top 3) | Safe(Enters Top 3) | Safe(Enters Top 3) | Safe(Enters Top 3) | Safe(Enters Top 3) | Safe(Enters Top 3) | Safe(Enters Top 3) | Safe(Enters Top 3) | Safe(Enters Top 3) | Safe(Enters Top 3) | Safe(Enters Top 3) | Safe(Enters Top 3) | Safe(Enters Top 3) | Safe(Enters Top 3) | Safe(Enters Top 3) | Safe(Enters Top 3) | Safe(Enters Top 3) | Safe(Enters Top 3) | Safe(Enters Top 3) | Safe(Enters Top 3) | Safe(Enters Top 3) | Safe(Enters Top 3) | Safe(Enters Top 3) | Safe(Enters Top 3) | Safe(Enters Top 3) | Safe(Enters Top 3) | Safe(Enters Top 3) | Safe(Enters Top 3) | Safe(Enters Top 3) | Safe(Enters Top 3) | Safe(Enters Top 3) | Safe(Enters Top 3) | Safe(Enters Top 3) | Safe(Enters Top 3) | Safe(Enters Top 3) | Safe(Enters Top 3) | Safe(Enters Top 3) | Safe(Enters Top 3) | Safe(Enters Top 3) | Safe(Enters Top 3) | Safe(Enters Top 3) | Safe(Enters Top 3) |
| Episode 29              | Episode 29              | Episode 29              | Episode 29              | Episode 29              | Episode 29              | Episode 29              | Episode 29              | Episode 29              | Episode 29              | Episode 29              | Episode 29              | Episode 29              | Episode 29              | Episode 29              | Episode 29              | Episode 29              | Episode 29              | Episode 29              | Episode 29              | Episode 29              | Episode 29              | Episode 29              | Episode 29              | Episode 29              | Episode 29              | Episode 29              | Episode 29              | Episode 29              | Episode 29              | Episode 29              | Episode 29              | Episode 29              | Episode 29              | Episode 29              | Episode 29              | Episode 29              | Episode 29              | Episode 29              | Episode 29              | Episode 29              | Episode 29              | Episode 29              | Episode 29              | Episode 29              | Episode 29              | Episode 29              | Episode 29              | Episode 29              | Episode 29              | Episode 29              | Episode 29              | Episode 29              | Episode 29              | Episode 29              | Episode 29              | Episode 29              | Episode 29              | Episode 29              | Episode 29              | Episode 29              | Episode 29              | Episode 29              | Episode 29              | Episode 29              | Episode 29              | Episode 29              | Episode 29              | Episode 29              | Episode 29              | Episode 29              | Episode 29              | Episode 29              | Episode 29              | Episode 29              | Episode 29              | Episode 29              | Episode 29              | Episode 29              | Episode 29              | Episode 29              | Episode 29              | Episode 29              | Episode 29              | Episode 29              | Episode 29              | Episode 29              | Episode 29              | Episode 29              | Episode 29              | 15 de marzo de 2008(Party)     | 15 de marzo de 2008(Party)     | 15 de marzo de 2008(Party)     | 15 de marzo de 2008(Party)     | 15 de marzo de 2008(Party)     | 15 de marzo de 2008(Party)     | 15 de marzo de 2008(Party)     | 15 de marzo de 2008(Party)     | 15 de marzo de 2008(Party)     | 15 de marzo de 2008(Party)     | 15 de marzo de 2008(Party)     | 15 de marzo de 2008(Party)     | 15 de marzo de 2008(Party)     | 15 de marzo de 2008(Party)     | 15 de marzo de 2008(Party)     | 15 de marzo de 2008(Party)     | 15 de marzo de 2008(Party)     | 15 de marzo de 2008(Party)     | 15 de marzo de 2008(Party)     | 15 de marzo de 2008(Party)     | 15 de marzo de 2008(Party)     | 15 de marzo de 2008(Party)     | 15 de marzo de 2008(Party)     | 15 de marzo de 2008(Party)     | 15 de marzo de 2008(Party)     | 15 de marzo de 2008(Party)     | 15 de marzo de 2008(Party)     | 15 de marzo de 2008(Party)     | 15 de marzo de 2008(Party)     | 15 de marzo de 2008(Party)     | 15 de marzo de 2008(Party)     | 15 de marzo de 2008(Party)     | 15 de marzo de 2008(Party)     | 15 de marzo de 2008(Party)     | 15 de marzo de 2008(Party)     | 15 de marzo de 2008(Party)     | 15 de marzo de 2008(Party)     | 15 de marzo de 2008(Party)     | 15 de marzo de 2008(Party)     | 15 de marzo de 2008(Party)     | 15 de marzo de 2008(Party)     | 15 de marzo de 2008(Party)     | 15 de marzo de 2008(Party)     | 15 de marzo de 2008(Party)     | 15 de marzo de 2008(Party)     | 15 de marzo de 2008(Party)     | 15 de marzo de 2008(Party)     | 15 de marzo de 2008(Party)     | 15 de marzo de 2008(Party)     | 15 de marzo de 2008(Party)     | 15 de marzo de 2008(Party)     | 15 de marzo de 2008(Party)     | 15 de marzo de 2008(Party)     | 15 de marzo de 2008(Party)     | 15 de marzo de 2008(Party)     | 15 de marzo de 2008(Party)     | 15 de marzo de 2008(Party)     | 15 de marzo de 2008(Party)     | 15 de marzo de 2008(Party)     | 15 de marzo de 2008(Party)     | 15 de marzo de 2008(Party)     | 15 de marzo de 2008(Party)     | 15 de marzo de 2008(Party)     | 15 de marzo de 2008(Party)     | 15 de marzo de 2008(Party)     | 15 de marzo de 2008(Party)     | 15 de marzo de 2008(Party)     | 15 de marzo de 2008(Party)     | 15 de marzo de 2008(Party)     | 15 de marzo de 2008(Party)     | 15 de marzo de 2008(Party)     | 15 de marzo de 2008(Party)     | 15 de marzo de 2008(Party)     | 15 de marzo de 2008(Party)     | 15 de marzo de 2008(Party)     | 15 de marzo de 2008(Party)     | 15 de marzo de 2008(Party)     | 15 de marzo de 2008(Party)     | 15 de marzo de 2008(Party)     | 15 de marzo de 2008(Party)     | 15 de marzo de 2008(Party)     | 15 de marzo de 2008(Party)     | 15 de marzo de 2008(Party)     | 15 de marzo de 2008(Party)     | 15 de marzo de 2008(Party)     | 15 de marzo de 2008(Party)     | 15 de marzo de 2008(Party)     | 15 de marzo de 2008(Party)     | 15 de marzo de 2008(Party)     | 15 de marzo de 2008(Party)     | 15 de marzo de 2008(Party)     | 15 de marzo de 2008(Party)     | 15 de marzo de 2008(Party)     | 15 de marzo de 2008(Party)     | 15 de marzo de 2008(Party)     | 15 de marzo de 2008(Party)     | 15 de marzo de 2008(Party)     | 15 de marzo de 2008(Party)     | 15 de marzo de 2008(Party)     | 15 de marzo de 2008(Party)     | "Deedar De" | "Deedar De" | "Deedar De" | "Deedar De" | "Deedar De" | "Deedar De" | "Deedar De" | "Deedar De" | "Deedar De" | "Deedar De" | "Deedar De" | "Deedar De" | "Deedar De" | "Deedar De" | "Deedar De" | "Deedar De" | "Deedar De" | "Deedar De" | "Deedar De" | "Deedar De" | "Deedar De" | "Deedar De" | "Deedar De" | "Deedar De" | "Deedar De" | "Deedar De" | "Deedar De" | "Deedar De" | "Deedar De" | "Deedar De" | "Deedar De" | "Deedar De" | "Deedar De" | "Deedar De" | "Deedar De" | "Deedar De" | "Deedar De" | "Deedar De" | "Deedar De" | "Deedar De" | "Deedar De" | "Deedar De" | "Deedar De" | "Deedar De" | "Deedar De" | "Deedar De" | "Deedar De" | "Deedar De" | "Deedar De" | "Deedar De" | "Deedar De" | "Deedar De" | "Deedar De" | "Deedar De" | "Deedar De" | "Deedar De" | "Deedar De" | "Deedar De" | "Deedar De" | "Deedar De" | "Deedar De" | "Deedar De" | "Deedar De" | "Deedar De" | "Deedar De" | "Deedar De" | "Deedar De" | "Deedar De" | "Deedar De" | "Deedar De" | "Deedar De" | "Deedar De" | "Deedar De" | "Deedar De" | "Deedar De" | "Deedar De" | "Deedar De" | "Deedar De" | "Deedar De" | "Deedar De" | "Deedar De" | "Deedar De" | "Deedar De" | "Deedar De" | "Deedar De" | "Deedar De" | "Deedar De" | "Deedar De" | "Deedar De" | "Deedar De" | "Deedar De" | "Deedar De" | "Deedar De" | "Deedar De" | "Deedar De" | "Deedar De" | "Deedar De" | "Deedar De" | "Deedar De" | "Deedar De" | "Deedar De" | "Deedar De" | "Deedar De" | "Deedar De" | "Deedar De" | "Deedar De" | "Deedar De" | "Deedar De" | "Deedar De" | "Deedar De" | "Deedar De" | "Deedar De" | "Deedar De" | "Deedar De" | "Deedar De" | "Deedar De" | "Deedar De" | "Deedar De" | "Deedar De" | "Deedar De" | "Deedar De" | "Deedar De" | "Deedar De" | "Deedar De" | "Deedar De" | "Deedar De" | "Deedar De" | "Deedar De" | "Deedar De" | "Deedar De" | Sunidhi Chauhan | Sunidhi Chauhan | Sunidhi Chauhan | Sunidhi Chauhan | Sunidhi Chauhan | Sunidhi Chauhan | Sunidhi Chauhan | Sunidhi Chauhan | Sunidhi Chauhan | Sunidhi Chauhan | Sunidhi Chauhan | Sunidhi Chauhan | Sunidhi Chauhan | Sunidhi Chauhan | Sunidhi Chauhan | Sunidhi Chauhan | Sunidhi Chauhan | Sunidhi Chauhan | Sunidhi Chauhan | Sunidhi Chauhan | Sunidhi Chauhan | Sunidhi Chauhan | Sunidhi Chauhan | Sunidhi Chauhan | Sunidhi Chauhan | Sunidhi Chauhan | Sunidhi Chauhan | Sunidhi Chauhan | Sunidhi Chauhan | Sunidhi Chauhan | Sunidhi Chauhan | Sunidhi Chauhan | Sunidhi Chauhan | Sunidhi Chauhan | Sunidhi Chauhan | Sunidhi Chauhan | Sunidhi Chauhan | Sunidhi Chauhan | Sunidhi Chauhan | Sunidhi Chauhan | Sunidhi Chauhan | Sunidhi Chauhan | Sunidhi Chauhan | Sunidhi Chauhan | Sunidhi Chauhan | Sunidhi Chauhan | Sunidhi Chauhan | Sunidhi Chauhan | Sunidhi Chauhan | Sunidhi Chauhan | Sunidhi Chauhan | Sunidhi Chauhan | Sunidhi Chauhan | Sunidhi Chauhan | Sunidhi Chauhan | Sunidhi Chauhan | Sunidhi Chauhan | Sunidhi Chauhan | Sunidhi Chauhan | Sunidhi Chauhan | Sunidhi Chauhan | Sunidhi Chauhan | Sunidhi Chauhan | Sunidhi Chauhan | Sunidhi Chauhan | Sunidhi Chauhan | Sunidhi Chauhan | Sunidhi Chauhan | Sunidhi Chauhan | Sunidhi Chauhan | Sunidhi Chauhan | Sunidhi Chauhan | Sunidhi Chauhan | Sunidhi Chauhan | Sunidhi Chauhan | Sunidhi Chauhan | Sunidhi Chauhan | Sunidhi Chauhan | Sunidhi Chauhan | Sunidhi Chauhan | Sunidhi Chauhan | Sunidhi Chauhan | Sunidhi Chauhan | Sunidhi Chauhan | Sunidhi Chauhan | Sunidhi Chauhan | Sunidhi Chauhan | Sunidhi Chauhan | Sunidhi Chauhan | Sunidhi Chauhan | Sunidhi Chauhan | Sunidhi Chauhan | Sunidhi Chauhan | Sunidhi Chauhan | Sunidhi Chauhan | Sunidhi Chauhan | Sunidhi Chauhan | Sunidhi Chauhan | Sunidhi Chauhan | Sunidhi Chauhan | Aadesh Shrivastava                  | Aadesh Shrivastava                  | Aadesh Shrivastava                  | Aadesh Shrivastava                  | Aadesh Shrivastava                  | Aadesh Shrivastava                  | Aadesh Shrivastava                  | Aadesh Shrivastava                  | Aadesh Shrivastava                  | Aadesh Shrivastava                  | Aadesh Shrivastava                  | Aadesh Shrivastava                  | Aadesh Shrivastava                  | Aadesh Shrivastava                  | Aadesh Shrivastava                  | Aadesh Shrivastava                  | Aadesh Shrivastava                  | Aadesh Shrivastava                  | Aadesh Shrivastava                  | Aadesh Shrivastava                  | Aadesh Shrivastava                  | Aadesh Shrivastava                  | Aadesh Shrivastava                  | Aadesh Shrivastava                  | Aadesh Shrivastava                  | Aadesh Shrivastava                  | Aadesh Shrivastava                  | Aadesh Shrivastava                  | Aadesh Shrivastava                  | Aadesh Shrivastava                  | Aadesh Shrivastava                  | Aadesh Shrivastava                  | Aadesh Shrivastava                  | Aadesh Shrivastava                  | Aadesh Shrivastava                  | Aadesh Shrivastava                  | Aadesh Shrivastava                  | Aadesh Shrivastava                  | Aadesh Shrivastava                  | Aadesh Shrivastava                  | Aadesh Shrivastava                  | Aadesh Shrivastava                  | Aadesh Shrivastava                  | Aadesh Shrivastava                  | Aadesh Shrivastava                  | Aadesh Shrivastava                  | Aadesh Shrivastava                  | Aadesh Shrivastava                  | Aadesh Shrivastava                  | Aadesh Shrivastava                  | Aadesh Shrivastava                  | Aadesh Shrivastava                  | Aadesh Shrivastava                  | Aadesh Shrivastava                  | Aadesh Shrivastava                  | Aadesh Shrivastava                  | Aadesh Shrivastava                  | Aadesh Shrivastava                  | Aadesh Shrivastava                  | Aadesh Shrivastava                  | Aadesh Shrivastava                  | Aadesh Shrivastava                  | Aadesh Shrivastava                  | Aadesh Shrivastava                  | Aadesh Shrivastava                  | Aadesh Shrivastava                  | Aadesh Shrivastava                  | Aadesh Shrivastava                  | Aadesh Shrivastava                  | Aadesh Shrivastava                  | Aadesh Shrivastava                  | Aadesh Shrivastava                  | Aadesh Shrivastava                  | Aadesh Shrivastava                  | Aadesh Shrivastava                  | Aadesh Shrivastava                  | Aadesh Shrivastava                  | Aadesh Shrivastava                  | Aadesh Shrivastava                  | Aadesh Shrivastava                  | Aadesh Shrivastava                  | Aadesh Shrivastava                  | Aadesh Shrivastava                  | Aadesh Shrivastava                  | Aadesh Shrivastava                  | Aadesh Shrivastava                  | Aadesh Shrivastava                  | Aadesh Shrivastava                  | Aadesh Shrivastava                  | Aadesh Shrivastava                  | Aadesh Shrivastava                  | Aadesh Shrivastava                  | Aadesh Shrivastava                  | Aadesh Shrivastava                  | Aadesh Shrivastava                  | Aadesh Shrivastava                  | Aadesh Shrivastava                  | Aadesh Shrivastava                  | Aadesh Shrivastava                  | Aadesh Shrivastava                  | "Kaanta Laga(Remix)", Shefali Zariwala                           | "Kaanta Laga(Remix)", Shefali Zariwala                           | "Kaanta Laga(Remix)", Shefali Zariwala                           | "Kaanta Laga(Remix)", Shefali Zariwala                           | "Kaanta Laga(Remix)", Shefali Zariwala                           | "Kaanta Laga(Remix)", Shefali Zariwala                           | "Kaanta Laga(Remix)", Shefali Zariwala                           | "Kaanta Laga(Remix)", Shefali Zariwala                           | "Kaanta Laga(Remix)", Shefali Zariwala                           | "Kaanta Laga(Remix)", Shefali Zariwala                           | "Kaanta Laga(Remix)", Shefali Zariwala                           | "Kaanta Laga(Remix)", Shefali Zariwala                           | "Kaanta Laga(Remix)", Shefali Zariwala                           | "Kaanta Laga(Remix)", Shefali Zariwala                           | "Kaanta Laga(Remix)", Shefali Zariwala                           | "Kaanta Laga(Remix)", Shefali Zariwala                           | "Kaanta Laga(Remix)", Shefali Zariwala                           | "Kaanta Laga(Remix)", Shefali Zariwala                           | "Kaanta Laga(Remix)", Shefali Zariwala                           | "Kaanta Laga(Remix)", Shefali Zariwala                           | "Kaanta Laga(Remix)", Shefali Zariwala                           | "Kaanta Laga(Remix)", Shefali Zariwala                           | "Kaanta Laga(Remix)", Shefali Zariwala                           | "Kaanta Laga(Remix)", Shefali Zariwala                           | "Kaanta Laga(Remix)", Shefali Zariwala                           | "Kaanta Laga(Remix)", Shefali Zariwala                           | "Kaanta Laga(Remix)", Shefali Zariwala                           | "Kaanta Laga(Remix)", Shefali Zariwala                           | "Kaanta Laga(Remix)", Shefali Zariwala                           | "Kaanta Laga(Remix)", Shefali Zariwala                           | "Kaanta Laga(Remix)", Shefali Zariwala                           | "Kaanta Laga(Remix)", Shefali Zariwala                           | "Kaanta Laga(Remix)", Shefali Zariwala                           | "Kaanta Laga(Remix)", Shefali Zariwala                           | "Kaanta Laga(Remix)", Shefali Zariwala                           | "Kaanta Laga(Remix)", Shefali Zariwala                           | "Kaanta Laga(Remix)", Shefali Zariwala                           | "Kaanta Laga(Remix)", Shefali Zariwala                           | "Kaanta Laga(Remix)", Shefali Zariwala                           | "Kaanta Laga(Remix)", Shefali Zariwala                           | "Kaanta Laga(Remix)", Shefali Zariwala                           | "Kaanta Laga(Remix)", Shefali Zariwala                           | "Kaanta Laga(Remix)", Shefali Zariwala                           | "Kaanta Laga(Remix)", Shefali Zariwala                           | "Kaanta Laga(Remix)", Shefali Zariwala                           | "Kaanta Laga(Remix)", Shefali Zariwala                           | "Kaanta Laga(Remix)", Shefali Zariwala                           | "Kaanta Laga(Remix)", Shefali Zariwala                           | "Kaanta Laga(Remix)", Shefali Zariwala                           | "Kaanta Laga(Remix)", Shefali Zariwala                           | "Kaanta Laga(Remix)", Shefali Zariwala                           | "Kaanta Laga(Remix)", Shefali Zariwala                           | "Kaanta Laga(Remix)", Shefali Zariwala                           | "Kaanta Laga(Remix)", Shefali Zariwala                           | "Kaanta Laga(Remix)", Shefali Zariwala                           | "Kaanta Laga(Remix)", Shefali Zariwala                           | "Kaanta Laga(Remix)", Shefali Zariwala                           | "Kaanta Laga(Remix)", Shefali Zariwala                           | "Kaanta Laga(Remix)", Shefali Zariwala                           | "Kaanta Laga(Remix)", Shefali Zariwala                           | "Kaanta Laga(Remix)", Shefali Zariwala                           | "Kaanta Laga(Remix)", Shefali Zariwala                           | "Kaanta Laga(Remix)", Shefali Zariwala                           | "Kaanta Laga(Remix)", Shefali Zariwala                           | "Kaanta Laga(Remix)", Shefali Zariwala                           | "Kaanta Laga(Remix)", Shefali Zariwala                           | "Kaanta Laga(Remix)", Shefali Zariwala                           | "Kaanta Laga(Remix)", Shefali Zariwala                           | "Kaanta Laga(Remix)", Shefali Zariwala                           | "Kaanta Laga(Remix)", Shefali Zariwala                           | "Kaanta Laga(Remix)", Shefali Zariwala                           | "Kaanta Laga(Remix)", Shefali Zariwala                           | "Kaanta Laga(Remix)", Shefali Zariwala                           | "Kaanta Laga(Remix)", Shefali Zariwala                           | "Kaanta Laga(Remix)", Shefali Zariwala                           | "Kaanta Laga(Remix)", Shefali Zariwala                           | "Kaanta Laga(Remix)", Shefali Zariwala                           | "Kaanta Laga(Remix)", Shefali Zariwala                           | "Kaanta Laga(Remix)", Shefali Zariwala                           | "Kaanta Laga(Remix)", Shefali Zariwala                           | "Kaanta Laga(Remix)", Shefali Zariwala                           | "Kaanta Laga(Remix)", Shefali Zariwala                           | "Kaanta Laga(Remix)", Shefali Zariwala                           | "Kaanta Laga(Remix)", Shefali Zariwala                           | "Kaanta Laga(Remix)", Shefali Zariwala                           | "Kaanta Laga(Remix)", Shefali Zariwala                           | "Kaanta Laga(Remix)", Shefali Zariwala                           | "Kaanta Laga(Remix)", Shefali Zariwala                           | "Kaanta Laga(Remix)", Shefali Zariwala                           | "Kaanta Laga(Remix)", Shefali Zariwala                           | "Kaanta Laga(Remix)", Shefali Zariwala                           | "Kaanta Laga(Remix)", Shefali Zariwala                           | "Kaanta Laga(Remix)", Shefali Zariwala                           | "Kaanta Laga(Remix)", Shefali Zariwala                           | "Kaanta Laga(Remix)", Shefali Zariwala                           | "Kaanta Laga(Remix)", Shefali Zariwala                           | "Kaanta Laga(Remix)", Shefali Zariwala                           | "Kaanta Laga(Remix)", Shefali Zariwala                           | "Kaanta Laga(Remix)", Shefali Zariwala                           | "Kaanta Laga(Remix)", Shefali Zariwala                           |                    |                    |                    |                    |                    |                    |                    |                    |                    |                    |                    |                    |                    |                    |                    |                    |                    |                    |                    |                    |                    |                    |                    |                    |                    |                    |                    |                    |                    |                    |                    |                    |                    |                    |                    |                    |                    |                    |                    |                    |                    |                    |                    |                    |                    |                    |                    |                    |                    |                    |                    |                    |                    |                    |                    |                    |                    |                    |                    |                    |                    |                    |                    |                    |                    |                    |                    |                    |                    |                    |
| Episode 30              | Episode 30              | Episode 30              | Episode 30              | Episode 30              | Episode 30              | Episode 30              | Episode 30              | Episode 30              | Episode 30              | Episode 30              | Episode 30              | Episode 30              | Episode 30              | Episode 30              | Episode 30              | Episode 30              | Episode 30              | Episode 30              | Episode 30              | Episode 30              | Episode 30              | Episode 30              | Episode 30              | Episode 30              | Episode 30              | Episode 30              | Episode 30              | Episode 30              | Episode 30              | Episode 30              | Episode 30              | Episode 30              | Episode 30              | Episode 30              | Episode 30              | Episode 30              | Episode 30              | Episode 30              | Episode 30              | Episode 30              | Episode 30              | Episode 30              | Episode 30              | Episode 30              | Episode 30              | Episode 30              | Episode 30              | Episode 30              | Episode 30              | Episode 30              | Episode 30              | Episode 30              | Episode 30              | Episode 30              | Episode 30              | Episode 30              | Episode 30              | Episode 30              | Episode 30              | Episode 30              | Episode 30              | Episode 30              | Episode 30              | Episode 30              | Episode 30              | Episode 30              | Episode 30              | Episode 30              | Episode 30              | Episode 30              | Episode 30              | Episode 30              | Episode 30              | Episode 30              | Episode 30              | Episode 30              | Episode 30              | Episode 30              | Episode 30              | Episode 30              | Episode 30              | Episode 30              | Episode 30              | Episode 30              | Episode 30              | Episode 30              | Episode 30              | Episode 30              | Episode 30              | 21 de marzo de 2008(Holi)      | 21 de marzo de 2008(Holi)      | 21 de marzo de 2008(Holi)      | 21 de marzo de 2008(Holi)      | 21 de marzo de 2008(Holi)      | 21 de marzo de 2008(Holi)      | 21 de marzo de 2008(Holi)      | 21 de marzo de 2008(Holi)      | 21 de marzo de 2008(Holi)      | 21 de marzo de 2008(Holi)      | 21 de marzo de 2008(Holi)      | 21 de marzo de 2008(Holi)      | 21 de marzo de 2008(Holi)      | 21 de marzo de 2008(Holi)      | 21 de marzo de 2008(Holi)      | 21 de marzo de 2008(Holi)      | 21 de marzo de 2008(Holi)      | 21 de marzo de 2008(Holi)      | 21 de marzo de 2008(Holi)      | 21 de marzo de 2008(Holi)      | 21 de marzo de 2008(Holi)      | 21 de marzo de 2008(Holi)      | 21 de marzo de 2008(Holi)      | 21 de marzo de 2008(Holi)      | 21 de marzo de 2008(Holi)      | 21 de marzo de 2008(Holi)      | 21 de marzo de 2008(Holi)      | 21 de marzo de 2008(Holi)      | 21 de marzo de 2008(Holi)      | 21 de marzo de 2008(Holi)      | 21 de marzo de 2008(Holi)      | 21 de marzo de 2008(Holi)      | 21 de marzo de 2008(Holi)      | 21 de marzo de 2008(Holi)      | 21 de marzo de 2008(Holi)      | 21 de marzo de 2008(Holi)      | 21 de marzo de 2008(Holi)      | 21 de marzo de 2008(Holi)      | 21 de marzo de 2008(Holi)      | 21 de marzo de 2008(Holi)      | 21 de marzo de 2008(Holi)      | 21 de marzo de 2008(Holi)      | 21 de marzo de 2008(Holi)      | 21 de marzo de 2008(Holi)      | 21 de marzo de 2008(Holi)      | 21 de marzo de 2008(Holi)      | 21 de marzo de 2008(Holi)      | 21 de marzo de 2008(Holi)      | 21 de marzo de 2008(Holi)      | 21 de marzo de 2008(Holi)      | 21 de marzo de 2008(Holi)      | 21 de marzo de 2008(Holi)      | 21 de marzo de 2008(Holi)      | 21 de marzo de 2008(Holi)      | 21 de marzo de 2008(Holi)      | 21 de marzo de 2008(Holi)      | 21 de marzo de 2008(Holi)      | 21 de marzo de 2008(Holi)      | 21 de marzo de 2008(Holi)      | 21 de marzo de 2008(Holi)      | 21 de marzo de 2008(Holi)      | 21 de marzo de 2008(Holi)      | 21 de marzo de 2008(Holi)      | 21 de marzo de 2008(Holi)      | 21 de marzo de 2008(Holi)      | 21 de marzo de 2008(Holi)      | 21 de marzo de 2008(Holi)      | 21 de marzo de 2008(Holi)      | 21 de marzo de 2008(Holi)      | 21 de marzo de 2008(Holi)      | 21 de marzo de 2008(Holi)      | 21 de marzo de 2008(Holi)      | 21 de marzo de 2008(Holi)      | 21 de marzo de 2008(Holi)      | 21 de marzo de 2008(Holi)      | 21 de marzo de 2008(Holi)      | 21 de marzo de 2008(Holi)      | 21 de marzo de 2008(Holi)      | 21 de marzo de 2008(Holi)      | 21 de marzo de 2008(Holi)      | 21 de marzo de 2008(Holi)      | 21 de marzo de 2008(Holi)      | 21 de marzo de 2008(Holi)      | 21 de marzo de 2008(Holi)      | 21 de marzo de 2008(Holi)      | 21 de marzo de 2008(Holi)      | 21 de marzo de 2008(Holi)      | 21 de marzo de 2008(Holi)      | 21 de marzo de 2008(Holi)      | 21 de marzo de 2008(Holi)      | 21 de marzo de 2008(Holi)      | 21 de marzo de 2008(Holi)      | 21 de marzo de 2008(Holi)      | 21 de marzo de 2008(Holi)      | 21 de marzo de 2008(Holi)      | 21 de marzo de 2008(Holi)      | 21 de marzo de 2008(Holi)      | 21 de marzo de 2008(Holi)      | 21 de marzo de 2008(Holi)      | 21 de marzo de 2008(Holi)      | "Mujhe Rang De" | "Mujhe Rang De" | "Mujhe Rang De" | "Mujhe Rang De" | "Mujhe Rang De" | "Mujhe Rang De" | "Mujhe Rang De" | "Mujhe Rang De" | "Mujhe Rang De" | "Mujhe Rang De" | "Mujhe Rang De" | "Mujhe Rang De" | "Mujhe Rang De" | "Mujhe Rang De" | "Mujhe Rang De" | "Mujhe Rang De" | "Mujhe Rang De" | "Mujhe Rang De" | "Mujhe Rang De" | "Mujhe Rang De" | "Mujhe Rang De" | "Mujhe Rang De" | "Mujhe Rang De" | "Mujhe Rang De" | "Mujhe Rang De" | "Mujhe Rang De" | "Mujhe Rang De" | "Mujhe Rang De" | "Mujhe Rang De" | "Mujhe Rang De" | "Mujhe Rang De" | "Mujhe Rang De" | "Mujhe Rang De" | "Mujhe Rang De" | "Mujhe Rang De" | "Mujhe Rang De" | "Mujhe Rang De" | "Mujhe Rang De" | "Mujhe Rang De" | "Mujhe Rang De" | "Mujhe Rang De" | "Mujhe Rang De" | "Mujhe Rang De" | "Mujhe Rang De" | "Mujhe Rang De" | "Mujhe Rang De" | "Mujhe Rang De" | "Mujhe Rang De" | "Mujhe Rang De" | "Mujhe Rang De" | "Mujhe Rang De" | "Mujhe Rang De" | "Mujhe Rang De" | "Mujhe Rang De" | "Mujhe Rang De" | "Mujhe Rang De" | "Mujhe Rang De" | "Mujhe Rang De" | "Mujhe Rang De" | "Mujhe Rang De" | "Mujhe Rang De" | "Mujhe Rang De" | "Mujhe Rang De" | "Mujhe Rang De" | "Mujhe Rang De" | "Mujhe Rang De" | "Mujhe Rang De" | "Mujhe Rang De" | "Mujhe Rang De" | "Mujhe Rang De" | "Mujhe Rang De" | "Mujhe Rang De" | "Mujhe Rang De" | "Mujhe Rang De" | "Mujhe Rang De" | "Mujhe Rang De" | "Mujhe Rang De" | "Mujhe Rang De" | "Mujhe Rang De" | "Mujhe Rang De" | "Mujhe Rang De" | "Mujhe Rang De" | "Mujhe Rang De" | "Mujhe Rang De" | "Mujhe Rang De" | "Mujhe Rang De" | "Mujhe Rang De" | "Mujhe Rang De" | "Mujhe Rang De" | "Mujhe Rang De" | "Mujhe Rang De" | "Mujhe Rang De" | "Mujhe Rang De" | "Mujhe Rang De" | "Mujhe Rang De" | "Mujhe Rang De" | "Mujhe Rang De" | "Mujhe Rang De" | "Mujhe Rang De" | "Mujhe Rang De" | "Mujhe Rang De" | "Mujhe Rang De" | "Mujhe Rang De" | "Mujhe Rang De" | "Mujhe Rang De" | "Mujhe Rang De" | "Mujhe Rang De" | "Mujhe Rang De" | "Mujhe Rang De" | "Mujhe Rang De" | "Mujhe Rang De" | "Mujhe Rang De" | "Mujhe Rang De" | "Mujhe Rang De" | "Mujhe Rang De" | "Mujhe Rang De" | "Mujhe Rang De" | "Mujhe Rang De" | "Mujhe Rang De" | "Mujhe Rang De" | "Mujhe Rang De" | "Mujhe Rang De" | "Mujhe Rang De" | "Mujhe Rang De" | "Mujhe Rang De" | "Mujhe Rang De" | "Mujhe Rang De" | "Mujhe Rang De" | "Mujhe Rang De" | "Mujhe Rang De" | Asha Bhosle | Asha Bhosle | Asha Bhosle | Asha Bhosle | Asha Bhosle | Asha Bhosle | Asha Bhosle | Asha Bhosle | Asha Bhosle | Asha Bhosle | Asha Bhosle | Asha Bhosle | Asha Bhosle | Asha Bhosle | Asha Bhosle | Asha Bhosle | Asha Bhosle | Asha Bhosle | Asha Bhosle | Asha Bhosle | Asha Bhosle | Asha Bhosle | Asha Bhosle | Asha Bhosle | Asha Bhosle | Asha Bhosle | Asha Bhosle | Asha Bhosle | Asha Bhosle | Asha Bhosle | Asha Bhosle | Asha Bhosle | Asha Bhosle | Asha Bhosle | Asha Bhosle | Asha Bhosle | Asha Bhosle | Asha Bhosle | Asha Bhosle | Asha Bhosle | Asha Bhosle | Asha Bhosle | Asha Bhosle | Asha Bhosle | Asha Bhosle | Asha Bhosle | Asha Bhosle | Asha Bhosle | Asha Bhosle | Asha Bhosle | Asha Bhosle | Asha Bhosle | Asha Bhosle | Asha Bhosle | Asha Bhosle | Asha Bhosle | Asha Bhosle | Asha Bhosle | Asha Bhosle | Asha Bhosle | Asha Bhosle | Asha Bhosle | Asha Bhosle | Asha Bhosle | Asha Bhosle | Asha Bhosle | Asha Bhosle | Asha Bhosle | Asha Bhosle | Asha Bhosle | Asha Bhosle | Asha Bhosle | Asha Bhosle | Asha Bhosle | Asha Bhosle | Asha Bhosle | Asha Bhosle | Asha Bhosle | Asha Bhosle | Asha Bhosle | Asha Bhosle | Asha Bhosle | Asha Bhosle | Asha Bhosle | Asha Bhosle | Asha Bhosle | Asha Bhosle | Asha Bhosle | Asha Bhosle | Asha Bhosle | Asha Bhosle | Asha Bhosle | Asha Bhosle | Asha Bhosle | Asha Bhosle | Asha Bhosle | Asha Bhosle | Asha Bhosle | Asha Bhosle | Asha Bhosle | Vasundhara Raje                     | Vasundhara Raje                     | Vasundhara Raje                     | Vasundhara Raje                     | Vasundhara Raje                     | Vasundhara Raje                     | Vasundhara Raje                     | Vasundhara Raje                     | Vasundhara Raje                     | Vasundhara Raje                     | Vasundhara Raje                     | Vasundhara Raje                     | Vasundhara Raje                     | Vasundhara Raje                     | Vasundhara Raje                     | Vasundhara Raje                     | Vasundhara Raje                     | Vasundhara Raje                     | Vasundhara Raje                     | Vasundhara Raje                     | Vasundhara Raje                     | Vasundhara Raje                     | Vasundhara Raje                     | Vasundhara Raje                     | Vasundhara Raje                     | Vasundhara Raje                     | Vasundhara Raje                     | Vasundhara Raje                     | Vasundhara Raje                     | Vasundhara Raje                     | Vasundhara Raje                     | Vasundhara Raje                     | Vasundhara Raje                     | Vasundhara Raje                     | Vasundhara Raje                     | Vasundhara Raje                     | Vasundhara Raje                     | Vasundhara Raje                     | Vasundhara Raje                     | Vasundhara Raje                     | Vasundhara Raje                     | Vasundhara Raje                     | Vasundhara Raje                     | Vasundhara Raje                     | Vasundhara Raje                     | Vasundhara Raje                     | Vasundhara Raje                     | Vasundhara Raje                     | Vasundhara Raje                     | Vasundhara Raje                     | Vasundhara Raje                     | Vasundhara Raje                     | Vasundhara Raje                     | Vasundhara Raje                     | Vasundhara Raje                     | Vasundhara Raje                     | Vasundhara Raje                     | Vasundhara Raje                     | Vasundhara Raje                     | Vasundhara Raje                     | Vasundhara Raje                     | Vasundhara Raje                     | Vasundhara Raje                     | Vasundhara Raje                     | Vasundhara Raje                     | Vasundhara Raje                     | Vasundhara Raje                     | Vasundhara Raje                     | Vasundhara Raje                     | Vasundhara Raje                     | Vasundhara Raje                     | Vasundhara Raje                     | Vasundhara Raje                     | Vasundhara Raje                     | Vasundhara Raje                     | Vasundhara Raje                     | Vasundhara Raje                     | Vasundhara Raje                     | Vasundhara Raje                     | Vasundhara Raje                     | Vasundhara Raje                     | Vasundhara Raje                     | Vasundhara Raje                     | Vasundhara Raje                     | Vasundhara Raje                     | Vasundhara Raje                     | Vasundhara Raje                     | Vasundhara Raje                     | Vasundhara Raje                     | Vasundhara Raje                     | Vasundhara Raje                     | Vasundhara Raje                     | Vasundhara Raje                     | Vasundhara Raje                     | Vasundhara Raje                     | Vasundhara Raje                     | Vasundhara Raje                     | Vasundhara Raje                     | Vasundhara Raje                     | Vasundhara Raje                     | "Nimbooda Nimbooda", Karsan Sagadia & Kavita Krishnamurthy       | "Nimbooda Nimbooda", Karsan Sagadia & Kavita Krishnamurthy       | "Nimbooda Nimbooda", Karsan Sagadia & Kavita Krishnamurthy       | "Nimbooda Nimbooda", Karsan Sagadia & Kavita Krishnamurthy       | "Nimbooda Nimbooda", Karsan Sagadia & Kavita Krishnamurthy       | "Nimbooda Nimbooda", Karsan Sagadia & Kavita Krishnamurthy       | "Nimbooda Nimbooda", Karsan Sagadia & Kavita Krishnamurthy       | "Nimbooda Nimbooda", Karsan Sagadia & Kavita Krishnamurthy       | "Nimbooda Nimbooda", Karsan Sagadia & Kavita Krishnamurthy       | "Nimbooda Nimbooda", Karsan Sagadia & Kavita Krishnamurthy       | "Nimbooda Nimbooda", Karsan Sagadia & Kavita Krishnamurthy       | "Nimbooda Nimbooda", Karsan Sagadia & Kavita Krishnamurthy       | "Nimbooda Nimbooda", Karsan Sagadia & Kavita Krishnamurthy       | "Nimbooda Nimbooda", Karsan Sagadia & Kavita Krishnamurthy       | "Nimbooda Nimbooda", Karsan Sagadia & Kavita Krishnamurthy       | "Nimbooda Nimbooda", Karsan Sagadia & Kavita Krishnamurthy       | "Nimbooda Nimbooda", Karsan Sagadia & Kavita Krishnamurthy       | "Nimbooda Nimbooda", Karsan Sagadia & Kavita Krishnamurthy       | "Nimbooda Nimbooda", Karsan Sagadia & Kavita Krishnamurthy       | "Nimbooda Nimbooda", Karsan Sagadia & Kavita Krishnamurthy       | "Nimbooda Nimbooda", Karsan Sagadia & Kavita Krishnamurthy       | "Nimbooda Nimbooda", Karsan Sagadia & Kavita Krishnamurthy       | "Nimbooda Nimbooda", Karsan Sagadia & Kavita Krishnamurthy       | "Nimbooda Nimbooda", Karsan Sagadia & Kavita Krishnamurthy       | "Nimbooda Nimbooda", Karsan Sagadia & Kavita Krishnamurthy       | "Nimbooda Nimbooda", Karsan Sagadia & Kavita Krishnamurthy       | "Nimbooda Nimbooda", Karsan Sagadia & Kavita Krishnamurthy       | "Nimbooda Nimbooda", Karsan Sagadia & Kavita Krishnamurthy       | "Nimbooda Nimbooda", Karsan Sagadia & Kavita Krishnamurthy       | "Nimbooda Nimbooda", Karsan Sagadia & Kavita Krishnamurthy       | "Nimbooda Nimbooda", Karsan Sagadia & Kavita Krishnamurthy       | "Nimbooda Nimbooda", Karsan Sagadia & Kavita Krishnamurthy       | "Nimbooda Nimbooda", Karsan Sagadia & Kavita Krishnamurthy       | "Nimbooda Nimbooda", Karsan Sagadia & Kavita Krishnamurthy       | "Nimbooda Nimbooda", Karsan Sagadia & Kavita Krishnamurthy       | "Nimbooda Nimbooda", Karsan Sagadia & Kavita Krishnamurthy       | "Nimbooda Nimbooda", Karsan Sagadia & Kavita Krishnamurthy       | "Nimbooda Nimbooda", Karsan Sagadia & Kavita Krishnamurthy       | "Nimbooda Nimbooda", Karsan Sagadia & Kavita Krishnamurthy       | "Nimbooda Nimbooda", Karsan Sagadia & Kavita Krishnamurthy       | "Nimbooda Nimbooda", Karsan Sagadia & Kavita Krishnamurthy       | "Nimbooda Nimbooda", Karsan Sagadia & Kavita Krishnamurthy       | "Nimbooda Nimbooda", Karsan Sagadia & Kavita Krishnamurthy       | "Nimbooda Nimbooda", Karsan Sagadia & Kavita Krishnamurthy       | "Nimbooda Nimbooda", Karsan Sagadia & Kavita Krishnamurthy       | "Nimbooda Nimbooda", Karsan Sagadia & Kavita Krishnamurthy       | "Nimbooda Nimbooda", Karsan Sagadia & Kavita Krishnamurthy       | "Nimbooda Nimbooda", Karsan Sagadia & Kavita Krishnamurthy       | "Nimbooda Nimbooda", Karsan Sagadia & Kavita Krishnamurthy       | "Nimbooda Nimbooda", Karsan Sagadia & Kavita Krishnamurthy       | "Nimbooda Nimbooda", Karsan Sagadia & Kavita Krishnamurthy       | "Nimbooda Nimbooda", Karsan Sagadia & Kavita Krishnamurthy       | "Nimbooda Nimbooda", Karsan Sagadia & Kavita Krishnamurthy       | "Nimbooda Nimbooda", Karsan Sagadia & Kavita Krishnamurthy       | "Nimbooda Nimbooda", Karsan Sagadia & Kavita Krishnamurthy       | "Nimbooda Nimbooda", Karsan Sagadia & Kavita Krishnamurthy       | "Nimbooda Nimbooda", Karsan Sagadia & Kavita Krishnamurthy       | "Nimbooda Nimbooda", Karsan Sagadia & Kavita Krishnamurthy       | "Nimbooda Nimbooda", Karsan Sagadia & Kavita Krishnamurthy       | "Nimbooda Nimbooda", Karsan Sagadia & Kavita Krishnamurthy       | "Nimbooda Nimbooda", Karsan Sagadia & Kavita Krishnamurthy       | "Nimbooda Nimbooda", Karsan Sagadia & Kavita Krishnamurthy       | "Nimbooda Nimbooda", Karsan Sagadia & Kavita Krishnamurthy       | "Nimbooda Nimbooda", Karsan Sagadia & Kavita Krishnamurthy       | "Nimbooda Nimbooda", Karsan Sagadia & Kavita Krishnamurthy       | "Nimbooda Nimbooda", Karsan Sagadia & Kavita Krishnamurthy       | "Nimbooda Nimbooda", Karsan Sagadia & Kavita Krishnamurthy       | "Nimbooda Nimbooda", Karsan Sagadia & Kavita Krishnamurthy       | "Nimbooda Nimbooda", Karsan Sagadia & Kavita Krishnamurthy       | "Nimbooda Nimbooda", Karsan Sagadia & Kavita Krishnamurthy       | "Nimbooda Nimbooda", Karsan Sagadia & Kavita Krishnamurthy       | "Nimbooda Nimbooda", Karsan Sagadia & Kavita Krishnamurthy       | "Nimbooda Nimbooda", Karsan Sagadia & Kavita Krishnamurthy       | "Nimbooda Nimbooda", Karsan Sagadia & Kavita Krishnamurthy       | "Nimbooda Nimbooda", Karsan Sagadia & Kavita Krishnamurthy       | "Nimbooda Nimbooda", Karsan Sagadia & Kavita Krishnamurthy       | "Nimbooda Nimbooda", Karsan Sagadia & Kavita Krishnamurthy       | "Nimbooda Nimbooda", Karsan Sagadia & Kavita Krishnamurthy       | "Nimbooda Nimbooda", Karsan Sagadia & Kavita Krishnamurthy       | "Nimbooda Nimbooda", Karsan Sagadia & Kavita Krishnamurthy       | "Nimbooda Nimbooda", Karsan Sagadia & Kavita Krishnamurthy       | "Nimbooda Nimbooda", Karsan Sagadia & Kavita Krishnamurthy       | "Nimbooda Nimbooda", Karsan Sagadia & Kavita Krishnamurthy       | "Nimbooda Nimbooda", Karsan Sagadia & Kavita Krishnamurthy       | "Nimbooda Nimbooda", Karsan Sagadia & Kavita Krishnamurthy       | "Nimbooda Nimbooda", Karsan Sagadia & Kavita Krishnamurthy       | "Nimbooda Nimbooda", Karsan Sagadia & Kavita Krishnamurthy       | "Nimbooda Nimbooda", Karsan Sagadia & Kavita Krishnamurthy       | "Nimbooda Nimbooda", Karsan Sagadia & Kavita Krishnamurthy       | "Nimbooda Nimbooda", Karsan Sagadia & Kavita Krishnamurthy       | "Nimbooda Nimbooda", Karsan Sagadia & Kavita Krishnamurthy       | "Nimbooda Nimbooda", Karsan Sagadia & Kavita Krishnamurthy       | "Nimbooda Nimbooda", Karsan Sagadia & Kavita Krishnamurthy       | "Nimbooda Nimbooda", Karsan Sagadia & Kavita Krishnamurthy       | "Nimbooda Nimbooda", Karsan Sagadia & Kavita Krishnamurthy       | "Nimbooda Nimbooda", Karsan Sagadia & Kavita Krishnamurthy       | "Nimbooda Nimbooda", Karsan Sagadia & Kavita Krishnamurthy       | "Nimbooda Nimbooda", Karsan Sagadia & Kavita Krishnamurthy       | "Nimbooda Nimbooda", Karsan Sagadia & Kavita Krishnamurthy       | "Nimbooda Nimbooda", Karsan Sagadia & Kavita Krishnamurthy       | Safe(Enters Top 2) | Safe(Enters Top 2) | Safe(Enters Top 2) | Safe(Enters Top 2) | Safe(Enters Top 2) | Safe(Enters Top 2) | Safe(Enters Top 2) | Safe(Enters Top 2) | Safe(Enters Top 2) | Safe(Enters Top 2) | Safe(Enters Top 2) | Safe(Enters Top 2) | Safe(Enters Top 2) | Safe(Enters Top 2) | Safe(Enters Top 2) | Safe(Enters Top 2) | Safe(Enters Top 2) | Safe(Enters Top 2) | Safe(Enters Top 2) | Safe(Enters Top 2) | Safe(Enters Top 2) | Safe(Enters Top 2) | Safe(Enters Top 2) | Safe(Enters Top 2) | Safe(Enters Top 2) | Safe(Enters Top 2) | Safe(Enters Top 2) | Safe(Enters Top 2) | Safe(Enters Top 2) | Safe(Enters Top 2) | Safe(Enters Top 2) | Safe(Enters Top 2) | Safe(Enters Top 2) | Safe(Enters Top 2) | Safe(Enters Top 2) | Safe(Enters Top 2) | Safe(Enters Top 2) | Safe(Enters Top 2) | Safe(Enters Top 2) | Safe(Enters Top 2) | Safe(Enters Top 2) | Safe(Enters Top 2) | Safe(Enters Top 2) | Safe(Enters Top 2) | Safe(Enters Top 2) | Safe(Enters Top 2) | Safe(Enters Top 2) | Safe(Enters Top 2) | Safe(Enters Top 2) | Safe(Enters Top 2) | Safe(Enters Top 2) | Safe(Enters Top 2) | Safe(Enters Top 2) | Safe(Enters Top 2) | Safe(Enters Top 2) | Safe(Enters Top 2) | Safe(Enters Top 2) | Safe(Enters Top 2) | Safe(Enters Top 2) | Safe(Enters Top 2) | Safe(Enters Top 2) | Safe(Enters Top 2) | Safe(Enters Top 2) | Safe(Enters Top 2) | Safe(Enters Top 2) | Safe(Enters Top 2) | Safe(Enters Top 2) | Safe(Enters Top 2) | Safe(Enters Top 2) | Safe(Enters Top 2) |
| Episode 31              | Episode 31              | Episode 31              | Episode 31              | Episode 31              | Episode 31              | Episode 31              | Episode 31              | Episode 31              | Episode 31              | Episode 31              | Episode 31              | Episode 31              | Episode 31              | Episode 31              | Episode 31              | Episode 31              | Episode 31              | Episode 31              | Episode 31              | Episode 31              | Episode 31              | Episode 31              | Episode 31              | Episode 31              | Episode 31              | Episode 31              | Episode 31              | Episode 31              | Episode 31              | Episode 31              | Episode 31              | Episode 31              | Episode 31              | Episode 31              | Episode 31              | Episode 31              | Episode 31              | Episode 31              | Episode 31              | Episode 31              | Episode 31              | Episode 31              | Episode 31              | Episode 31              | Episode 31              | Episode 31              | Episode 31              | Episode 31              | Episode 31              | Episode 31              | Episode 31              | Episode 31              | Episode 31              | Episode 31              | Episode 31              | Episode 31              | Episode 31              | Episode 31              | Episode 31              | Episode 31              | Episode 31              | Episode 31              | Episode 31              | Episode 31              | Episode 31              | Episode 31              | Episode 31              | Episode 31              | Episode 31              | Episode 31              | Episode 31              | Episode 31              | Episode 31              | Episode 31              | Episode 31              | Episode 31              | Episode 31              | Episode 31              | Episode 31              | Episode 31              | Episode 31              | Episode 31              | Episode 31              | Episode 31              | Episode 31              | Episode 31              | Episode 31              | Episode 31              | Episode 31              | 22 de marzo de 2008            | 22 de marzo de 2008            | 22 de marzo de 2008            | 22 de marzo de 2008            | 22 de marzo de 2008            | 22 de marzo de 2008            | 22 de marzo de 2008            | 22 de marzo de 2008            | 22 de marzo de 2008            | 22 de marzo de 2008            | 22 de marzo de 2008            | 22 de marzo de 2008            | 22 de marzo de 2008            | 22 de marzo de 2008            | 22 de marzo de 2008            | 22 de marzo de 2008            | 22 de marzo de 2008            | 22 de marzo de 2008            | 22 de marzo de 2008            | 22 de marzo de 2008            | 22 de marzo de 2008            | 22 de marzo de 2008            | 22 de marzo de 2008            | 22 de marzo de 2008            | 22 de marzo de 2008            | 22 de marzo de 2008            | 22 de marzo de 2008            | 22 de marzo de 2008            | 22 de marzo de 2008            | 22 de marzo de 2008            | 22 de marzo de 2008            | 22 de marzo de 2008            | 22 de marzo de 2008            | 22 de marzo de 2008            | 22 de marzo de 2008            | 22 de marzo de 2008            | 22 de marzo de 2008            | 22 de marzo de 2008            | 22 de marzo de 2008            | 22 de marzo de 2008            | 22 de marzo de 2008            | 22 de marzo de 2008            | 22 de marzo de 2008            | 22 de marzo de 2008            | 22 de marzo de 2008            | 22 de marzo de 2008            | 22 de marzo de 2008            | 22 de marzo de 2008            | 22 de marzo de 2008            | 22 de marzo de 2008            | 22 de marzo de 2008            | 22 de marzo de 2008            | 22 de marzo de 2008            | 22 de marzo de 2008            | 22 de marzo de 2008            | 22 de marzo de 2008            | 22 de marzo de 2008            | 22 de marzo de 2008            | 22 de marzo de 2008            | 22 de marzo de 2008            | 22 de marzo de 2008            | 22 de marzo de 2008            | 22 de marzo de 2008            | 22 de marzo de 2008            | 22 de marzo de 2008            | 22 de marzo de 2008            | 22 de marzo de 2008            | 22 de marzo de 2008            | 22 de marzo de 2008            | 22 de marzo de 2008            | 22 de marzo de 2008            | 22 de marzo de 2008            | 22 de marzo de 2008            | 22 de marzo de 2008            | 22 de marzo de 2008            | 22 de marzo de 2008            | 22 de marzo de 2008            | 22 de marzo de 2008            | 22 de marzo de 2008            | 22 de marzo de 2008            | 22 de marzo de 2008            | 22 de marzo de 2008            | 22 de marzo de 2008            | 22 de marzo de 2008            | 22 de marzo de 2008            | 22 de marzo de 2008            | 22 de marzo de 2008            | 22 de marzo de 2008            | 22 de marzo de 2008            | 22 de marzo de 2008            | 22 de marzo de 2008            | 22 de marzo de 2008            | 22 de marzo de 2008            | 22 de marzo de 2008            | 22 de marzo de 2008            | 22 de marzo de 2008            | 22 de marzo de 2008            | 22 de marzo de 2008            | 22 de marzo de 2008            | 22 de marzo de 2008            | "Kambakht Ishq" | "Kambakht Ishq" | "Kambakht Ishq" | "Kambakht Ishq" | "Kambakht Ishq" | "Kambakht Ishq" | "Kambakht Ishq" | "Kambakht Ishq" | "Kambakht Ishq" | "Kambakht Ishq" | "Kambakht Ishq" | "Kambakht Ishq" | "Kambakht Ishq" | "Kambakht Ishq" | "Kambakht Ishq" | "Kambakht Ishq" | "Kambakht Ishq" | "Kambakht Ishq" | "Kambakht Ishq" | "Kambakht Ishq" | "Kambakht Ishq" | "Kambakht Ishq" | "Kambakht Ishq" | "Kambakht Ishq" | "Kambakht Ishq" | "Kambakht Ishq" | "Kambakht Ishq" | "Kambakht Ishq" | "Kambakht Ishq" | "Kambakht Ishq" | "Kambakht Ishq" | "Kambakht Ishq" | "Kambakht Ishq" | "Kambakht Ishq" | "Kambakht Ishq" | "Kambakht Ishq" | "Kambakht Ishq" | "Kambakht Ishq" | "Kambakht Ishq" | "Kambakht Ishq" | "Kambakht Ishq" | "Kambakht Ishq" | "Kambakht Ishq" | "Kambakht Ishq" | "Kambakht Ishq" | "Kambakht Ishq" | "Kambakht Ishq" | "Kambakht Ishq" | "Kambakht Ishq" | "Kambakht Ishq" | "Kambakht Ishq" | "Kambakht Ishq" | "Kambakht Ishq" | "Kambakht Ishq" | "Kambakht Ishq" | "Kambakht Ishq" | "Kambakht Ishq" | "Kambakht Ishq" | "Kambakht Ishq" | "Kambakht Ishq" | "Kambakht Ishq" | "Kambakht Ishq" | "Kambakht Ishq" | "Kambakht Ishq" | "Kambakht Ishq" | "Kambakht Ishq" | "Kambakht Ishq" | "Kambakht Ishq" | "Kambakht Ishq" | "Kambakht Ishq" | "Kambakht Ishq" | "Kambakht Ishq" | "Kambakht Ishq" | "Kambakht Ishq" | "Kambakht Ishq" | "Kambakht Ishq" | "Kambakht Ishq" | "Kambakht Ishq" | "Kambakht Ishq" | "Kambakht Ishq" | "Kambakht Ishq" | "Kambakht Ishq" | "Kambakht Ishq" | "Kambakht Ishq" | "Kambakht Ishq" | "Kambakht Ishq" | "Kambakht Ishq" | "Kambakht Ishq" | "Kambakht Ishq" | "Kambakht Ishq" | "Kambakht Ishq" | "Kambakht Ishq" | "Kambakht Ishq" | "Kambakht Ishq" | "Kambakht Ishq" | "Kambakht Ishq" | "Kambakht Ishq" | "Kambakht Ishq" | "Kambakht Ishq" | "Kambakht Ishq" | "Kambakht Ishq" | "Kambakht Ishq" | "Kambakht Ishq" | "Kambakht Ishq" | "Kambakht Ishq" | "Kambakht Ishq" | "Kambakht Ishq" | "Kambakht Ishq" | "Kambakht Ishq" | "Kambakht Ishq" | "Kambakht Ishq" | "Kambakht Ishq" | "Kambakht Ishq" | "Kambakht Ishq" | "Kambakht Ishq" | "Kambakht Ishq" | "Kambakht Ishq" | "Kambakht Ishq" | "Kambakht Ishq" | "Kambakht Ishq" | "Kambakht Ishq" | "Kambakht Ishq" | "Kambakht Ishq" | "Kambakht Ishq" | "Kambakht Ishq" | "Kambakht Ishq" | "Kambakht Ishq" | "Kambakht Ishq" | "Kambakht Ishq" | "Kambakht Ishq" | Asha Bhosle | Asha Bhosle | Asha Bhosle | Asha Bhosle | Asha Bhosle | Asha Bhosle | Asha Bhosle | Asha Bhosle | Asha Bhosle | Asha Bhosle | Asha Bhosle | Asha Bhosle | Asha Bhosle | Asha Bhosle | Asha Bhosle | Asha Bhosle | Asha Bhosle | Asha Bhosle | Asha Bhosle | Asha Bhosle | Asha Bhosle | Asha Bhosle | Asha Bhosle | Asha Bhosle | Asha Bhosle | Asha Bhosle | Asha Bhosle | Asha Bhosle | Asha Bhosle | Asha Bhosle | Asha Bhosle | Asha Bhosle | Asha Bhosle | Asha Bhosle | Asha Bhosle | Asha Bhosle | Asha Bhosle | Asha Bhosle | Asha Bhosle | Asha Bhosle | Asha Bhosle | Asha Bhosle | Asha Bhosle | Asha Bhosle | Asha Bhosle | Asha Bhosle | Asha Bhosle | Asha Bhosle | Asha Bhosle | Asha Bhosle | Asha Bhosle | Asha Bhosle | Asha Bhosle | Asha Bhosle | Asha Bhosle | Asha Bhosle | Asha Bhosle | Asha Bhosle | Asha Bhosle | Asha Bhosle | Asha Bhosle | Asha Bhosle | Asha Bhosle | Asha Bhosle | Asha Bhosle | Asha Bhosle | Asha Bhosle | Asha Bhosle | Asha Bhosle | Asha Bhosle | Asha Bhosle | Asha Bhosle | Asha Bhosle | Asha Bhosle | Asha Bhosle | Asha Bhosle | Asha Bhosle | Asha Bhosle | Asha Bhosle | Asha Bhosle | Asha Bhosle | Asha Bhosle | Asha Bhosle | Asha Bhosle | Asha Bhosle | Asha Bhosle | Asha Bhosle | Asha Bhosle | Asha Bhosle | Asha Bhosle | Asha Bhosle | Asha Bhosle | Asha Bhosle | Asha Bhosle | Asha Bhosle | Asha Bhosle | Asha Bhosle | Asha Bhosle | Asha Bhosle | Asha Bhosle | Urmila Matondkar                    | Urmila Matondkar                    | Urmila Matondkar                    | Urmila Matondkar                    | Urmila Matondkar                    | Urmila Matondkar                    | Urmila Matondkar                    | Urmila Matondkar                    | Urmila Matondkar                    | Urmila Matondkar                    | Urmila Matondkar                    | Urmila Matondkar                    | Urmila Matondkar                    | Urmila Matondkar                    | Urmila Matondkar                    | Urmila Matondkar                    | Urmila Matondkar                    | Urmila Matondkar                    | Urmila Matondkar                    | Urmila Matondkar                    | Urmila Matondkar                    | Urmila Matondkar                    | Urmila Matondkar                    | Urmila Matondkar                    | Urmila Matondkar                    | Urmila Matondkar                    | Urmila Matondkar                    | Urmila Matondkar                    | Urmila Matondkar                    | Urmila Matondkar                    | Urmila Matondkar                    | Urmila Matondkar                    | Urmila Matondkar                    | Urmila Matondkar                    | Urmila Matondkar                    | Urmila Matondkar                    | Urmila Matondkar                    | Urmila Matondkar                    | Urmila Matondkar                    | Urmila Matondkar                    | Urmila Matondkar                    | Urmila Matondkar                    | Urmila Matondkar                    | Urmila Matondkar                    | Urmila Matondkar                    | Urmila Matondkar                    | Urmila Matondkar                    | Urmila Matondkar                    | Urmila Matondkar                    | Urmila Matondkar                    | Urmila Matondkar                    | Urmila Matondkar                    | Urmila Matondkar                    | Urmila Matondkar                    | Urmila Matondkar                    | Urmila Matondkar                    | Urmila Matondkar                    | Urmila Matondkar                    | Urmila Matondkar                    | Urmila Matondkar                    | Urmila Matondkar                    | Urmila Matondkar                    | Urmila Matondkar                    | Urmila Matondkar                    | Urmila Matondkar                    | Urmila Matondkar                    | Urmila Matondkar                    | Urmila Matondkar                    | Urmila Matondkar                    | Urmila Matondkar                    | Urmila Matondkar                    | Urmila Matondkar                    | Urmila Matondkar                    | Urmila Matondkar                    | Urmila Matondkar                    | Urmila Matondkar                    | Urmila Matondkar                    | Urmila Matondkar                    | Urmila Matondkar                    | Urmila Matondkar                    | Urmila Matondkar                    | Urmila Matondkar                    | Urmila Matondkar                    | Urmila Matondkar                    | Urmila Matondkar                    | Urmila Matondkar                    | Urmila Matondkar                    | Urmila Matondkar                    | Urmila Matondkar                    | Urmila Matondkar                    | Urmila Matondkar                    | Urmila Matondkar                    | Urmila Matondkar                    | Urmila Matondkar                    | Urmila Matondkar                    | Urmila Matondkar                    | Urmila Matondkar                    | Urmila Matondkar                    | Urmila Matondkar                    | Urmila Matondkar                    | "Dola Re", Kavita Krishnamurthy & Shreya Ghoshal                 | "Dola Re", Kavita Krishnamurthy & Shreya Ghoshal                 | "Dola Re", Kavita Krishnamurthy & Shreya Ghoshal                 | "Dola Re", Kavita Krishnamurthy & Shreya Ghoshal                 | "Dola Re", Kavita Krishnamurthy & Shreya Ghoshal                 | "Dola Re", Kavita Krishnamurthy & Shreya Ghoshal                 | "Dola Re", Kavita Krishnamurthy & Shreya Ghoshal                 | "Dola Re", Kavita Krishnamurthy & Shreya Ghoshal                 | "Dola Re", Kavita Krishnamurthy & Shreya Ghoshal                 | "Dola Re", Kavita Krishnamurthy & Shreya Ghoshal                 | "Dola Re", Kavita Krishnamurthy & Shreya Ghoshal                 | "Dola Re", Kavita Krishnamurthy & Shreya Ghoshal                 | "Dola Re", Kavita Krishnamurthy & Shreya Ghoshal                 | "Dola Re", Kavita Krishnamurthy & Shreya Ghoshal                 | "Dola Re", Kavita Krishnamurthy & Shreya Ghoshal                 | "Dola Re", Kavita Krishnamurthy & Shreya Ghoshal                 | "Dola Re", Kavita Krishnamurthy & Shreya Ghoshal                 | "Dola Re", Kavita Krishnamurthy & Shreya Ghoshal                 | "Dola Re", Kavita Krishnamurthy & Shreya Ghoshal                 | "Dola Re", Kavita Krishnamurthy & Shreya Ghoshal                 | "Dola Re", Kavita Krishnamurthy & Shreya Ghoshal                 | "Dola Re", Kavita Krishnamurthy & Shreya Ghoshal                 | "Dola Re", Kavita Krishnamurthy & Shreya Ghoshal                 | "Dola Re", Kavita Krishnamurthy & Shreya Ghoshal                 | "Dola Re", Kavita Krishnamurthy & Shreya Ghoshal                 | "Dola Re", Kavita Krishnamurthy & Shreya Ghoshal                 | "Dola Re", Kavita Krishnamurthy & Shreya Ghoshal                 | "Dola Re", Kavita Krishnamurthy & Shreya Ghoshal                 | "Dola Re", Kavita Krishnamurthy & Shreya Ghoshal                 | "Dola Re", Kavita Krishnamurthy & Shreya Ghoshal                 | "Dola Re", Kavita Krishnamurthy & Shreya Ghoshal                 | "Dola Re", Kavita Krishnamurthy & Shreya Ghoshal                 | "Dola Re", Kavita Krishnamurthy & Shreya Ghoshal                 | "Dola Re", Kavita Krishnamurthy & Shreya Ghoshal                 | "Dola Re", Kavita Krishnamurthy & Shreya Ghoshal                 | "Dola Re", Kavita Krishnamurthy & Shreya Ghoshal                 | "Dola Re", Kavita Krishnamurthy & Shreya Ghoshal                 | "Dola Re", Kavita Krishnamurthy & Shreya Ghoshal                 | "Dola Re", Kavita Krishnamurthy & Shreya Ghoshal                 | "Dola Re", Kavita Krishnamurthy & Shreya Ghoshal                 | "Dola Re", Kavita Krishnamurthy & Shreya Ghoshal                 | "Dola Re", Kavita Krishnamurthy & Shreya Ghoshal                 | "Dola Re", Kavita Krishnamurthy & Shreya Ghoshal                 | "Dola Re", Kavita Krishnamurthy & Shreya Ghoshal                 | "Dola Re", Kavita Krishnamurthy & Shreya Ghoshal                 | "Dola Re", Kavita Krishnamurthy & Shreya Ghoshal                 | "Dola Re", Kavita Krishnamurthy & Shreya Ghoshal                 | "Dola Re", Kavita Krishnamurthy & Shreya Ghoshal                 | "Dola Re", Kavita Krishnamurthy & Shreya Ghoshal                 | "Dola Re", Kavita Krishnamurthy & Shreya Ghoshal                 | "Dola Re", Kavita Krishnamurthy & Shreya Ghoshal                 | "Dola Re", Kavita Krishnamurthy & Shreya Ghoshal                 | "Dola Re", Kavita Krishnamurthy & Shreya Ghoshal                 | "Dola Re", Kavita Krishnamurthy & Shreya Ghoshal                 | "Dola Re", Kavita Krishnamurthy & Shreya Ghoshal                 | "Dola Re", Kavita Krishnamurthy & Shreya Ghoshal                 | "Dola Re", Kavita Krishnamurthy & Shreya Ghoshal                 | "Dola Re", Kavita Krishnamurthy & Shreya Ghoshal                 | "Dola Re", Kavita Krishnamurthy & Shreya Ghoshal                 | "Dola Re", Kavita Krishnamurthy & Shreya Ghoshal                 | "Dola Re", Kavita Krishnamurthy & Shreya Ghoshal                 | "Dola Re", Kavita Krishnamurthy & Shreya Ghoshal                 | "Dola Re", Kavita Krishnamurthy & Shreya Ghoshal                 | "Dola Re", Kavita Krishnamurthy & Shreya Ghoshal                 | "Dola Re", Kavita Krishnamurthy & Shreya Ghoshal                 | "Dola Re", Kavita Krishnamurthy & Shreya Ghoshal                 | "Dola Re", Kavita Krishnamurthy & Shreya Ghoshal                 | "Dola Re", Kavita Krishnamurthy & Shreya Ghoshal                 | "Dola Re", Kavita Krishnamurthy & Shreya Ghoshal                 | "Dola Re", Kavita Krishnamurthy & Shreya Ghoshal                 | "Dola Re", Kavita Krishnamurthy & Shreya Ghoshal                 | "Dola Re", Kavita Krishnamurthy & Shreya Ghoshal                 | "Dola Re", Kavita Krishnamurthy & Shreya Ghoshal                 | "Dola Re", Kavita Krishnamurthy & Shreya Ghoshal                 | "Dola Re", Kavita Krishnamurthy & Shreya Ghoshal                 | "Dola Re", Kavita Krishnamurthy & Shreya Ghoshal                 | "Dola Re", Kavita Krishnamurthy & Shreya Ghoshal                 | "Dola Re", Kavita Krishnamurthy & Shreya Ghoshal                 | "Dola Re", Kavita Krishnamurthy & Shreya Ghoshal                 | "Dola Re", Kavita Krishnamurthy & Shreya Ghoshal                 | "Dola Re", Kavita Krishnamurthy & Shreya Ghoshal                 | "Dola Re", Kavita Krishnamurthy & Shreya Ghoshal                 | "Dola Re", Kavita Krishnamurthy & Shreya Ghoshal                 | "Dola Re", Kavita Krishnamurthy & Shreya Ghoshal                 | "Dola Re", Kavita Krishnamurthy & Shreya Ghoshal                 | "Dola Re", Kavita Krishnamurthy & Shreya Ghoshal                 | "Dola Re", Kavita Krishnamurthy & Shreya Ghoshal                 | "Dola Re", Kavita Krishnamurthy & Shreya Ghoshal                 | "Dola Re", Kavita Krishnamurthy & Shreya Ghoshal                 | "Dola Re", Kavita Krishnamurthy & Shreya Ghoshal                 | "Dola Re", Kavita Krishnamurthy & Shreya Ghoshal                 | "Dola Re", Kavita Krishnamurthy & Shreya Ghoshal                 | "Dola Re", Kavita Krishnamurthy & Shreya Ghoshal                 | "Dola Re", Kavita Krishnamurthy & Shreya Ghoshal                 | "Dola Re", Kavita Krishnamurthy & Shreya Ghoshal                 | "Dola Re", Kavita Krishnamurthy & Shreya Ghoshal                 | "Dola Re", Kavita Krishnamurthy & Shreya Ghoshal                 | "Dola Re", Kavita Krishnamurthy & Shreya Ghoshal                 | "Dola Re", Kavita Krishnamurthy & Shreya Ghoshal                 | "Dola Re", Kavita Krishnamurthy & Shreya Ghoshal                 |                    |                    |                    |                    |                    |                    |                    |                    |                    |                    |                    |                    |                    |                    |                    |                    |                    |                    |                    |                    |                    |                    |                    |                    |                    |                    |                    |                    |                    |                    |                    |                    |                    |                    |                    |                    |                    |                    |                    |                    |                    |                    |                    |                    |                    |                    |                    |                    |                    |                    |                    |                    |                    |                    |                    |                    |                    |                    |                    |                    |                    |                    |                    |                    |                    |                    |                    |                    |                    |                    |
| Episode 31              | Episode 31              | Episode 31              | Episode 31              | Episode 31              | Episode 31              | Episode 31              | Episode 31              | Episode 31              | Episode 31              | Episode 31              | Episode 31              | Episode 31              | Episode 31              | Episode 31              | Episode 31              | Episode 31              | Episode 31              | Episode 31              | Episode 31              | Episode 31              | Episode 31              | Episode 31              | Episode 31              | Episode 31              | Episode 31              | Episode 31              | Episode 31              | Episode 31              | Episode 31              | Episode 31              | Episode 31              | Episode 31              | Episode 31              | Episode 31              | Episode 31              | Episode 31              | Episode 31              | Episode 31              | Episode 31              | Episode 31              | Episode 31              | Episode 31              | Episode 31              | Episode 31              | Episode 31              | Episode 31              | Episode 31              | Episode 31              | Episode 31              | Episode 31              | Episode 31              | Episode 31              | Episode 31              | Episode 31              | Episode 31              | Episode 31              | Episode 31              | Episode 31              | Episode 31              | Episode 31              | Episode 31              | Episode 31              | Episode 31              | Episode 31              | Episode 31              | Episode 31              | Episode 31              | Episode 31              | Episode 31              | Episode 31              | Episode 31              | Episode 31              | Episode 31              | Episode 31              | Episode 31              | Episode 31              | Episode 31              | Episode 31              | Episode 31              | Episode 31              | Episode 31              | Episode 31              | Episode 31              | Episode 31              | Episode 31              | Episode 31              | Episode 31              | Episode 31              | Episode 31              | 28 de marzo de 2008            | 28 de marzo de 2008            | 28 de marzo de 2008            | 28 de marzo de 2008            | 28 de marzo de 2008            | 28 de marzo de 2008            | 28 de marzo de 2008            | 28 de marzo de 2008            | 28 de marzo de 2008            | 28 de marzo de 2008            | 28 de marzo de 2008            | 28 de marzo de 2008            | 28 de marzo de 2008            | 28 de marzo de 2008            | 28 de marzo de 2008            | 28 de marzo de 2008            | 28 de marzo de 2008            | 28 de marzo de 2008            | 28 de marzo de 2008            | 28 de marzo de 2008            | 28 de marzo de 2008            | 28 de marzo de 2008            | 28 de marzo de 2008            | 28 de marzo de 2008            | 28 de marzo de 2008            | 28 de marzo de 2008            | 28 de marzo de 2008            | 28 de marzo de 2008            | 28 de marzo de 2008            | 28 de marzo de 2008            | 28 de marzo de 2008            | 28 de marzo de 2008            | 28 de marzo de 2008            | 28 de marzo de 2008            | 28 de marzo de 2008            | 28 de marzo de 2008            | 28 de marzo de 2008            | 28 de marzo de 2008            | 28 de marzo de 2008            | 28 de marzo de 2008            | 28 de marzo de 2008            | 28 de marzo de 2008            | 28 de marzo de 2008            | 28 de marzo de 2008            | 28 de marzo de 2008            | 28 de marzo de 2008            | 28 de marzo de 2008            | 28 de marzo de 2008            | 28 de marzo de 2008            | 28 de marzo de 2008            | 28 de marzo de 2008            | 28 de marzo de 2008            | 28 de marzo de 2008            | 28 de marzo de 2008            | 28 de marzo de 2008            | 28 de marzo de 2008            | 28 de marzo de 2008            | 28 de marzo de 2008            | 28 de marzo de 2008            | 28 de marzo de 2008            | 28 de marzo de 2008            | 28 de marzo de 2008            | 28 de marzo de 2008            | 28 de marzo de 2008            | 28 de marzo de 2008            | 28 de marzo de 2008            | 28 de marzo de 2008            | 28 de marzo de 2008            | 28 de marzo de 2008            | 28 de marzo de 2008            | 28 de marzo de 2008            | 28 de marzo de 2008            | 28 de marzo de 2008            | 28 de marzo de 2008            | 28 de marzo de 2008            | 28 de marzo de 2008            | 28 de marzo de 2008            | 28 de marzo de 2008            | 28 de marzo de 2008            | 28 de marzo de 2008            | 28 de marzo de 2008            | 28 de marzo de 2008            | 28 de marzo de 2008            | 28 de marzo de 2008            | 28 de marzo de 2008            | 28 de marzo de 2008            | 28 de marzo de 2008            | 28 de marzo de 2008            | 28 de marzo de 2008            | 28 de marzo de 2008            | 28 de marzo de 2008            | 28 de marzo de 2008            | 28 de marzo de 2008            | 28 de marzo de 2008            | 28 de marzo de 2008            | 28 de marzo de 2008            | 28 de marzo de 2008            | 28 de marzo de 2008            | 28 de marzo de 2008            | 28 de marzo de 2008            | "Maahi Ve" | "Maahi Ve" | "Maahi Ve" | "Maahi Ve" | "Maahi Ve" | "Maahi Ve" | "Maahi Ve" | "Maahi Ve" | "Maahi Ve" | "Maahi Ve" | "Maahi Ve" | "Maahi Ve" | "Maahi Ve" | "Maahi Ve" | "Maahi Ve" | "Maahi Ve" | "Maahi Ve" | "Maahi Ve" | "Maahi Ve" | "Maahi Ve" | "Maahi Ve" | "Maahi Ve" | "Maahi Ve" | "Maahi Ve" | "Maahi Ve" | "Maahi Ve" | "Maahi Ve" | "Maahi Ve" | "Maahi Ve" | "Maahi Ve" | "Maahi Ve" | "Maahi Ve" | "Maahi Ve" | "Maahi Ve" | "Maahi Ve" | "Maahi Ve" | "Maahi Ve" | "Maahi Ve" | "Maahi Ve" | "Maahi Ve" | "Maahi Ve" | "Maahi Ve" | "Maahi Ve" | "Maahi Ve" | "Maahi Ve" | "Maahi Ve" | "Maahi Ve" | "Maahi Ve" | "Maahi Ve" | "Maahi Ve" | "Maahi Ve" | "Maahi Ve" | "Maahi Ve" | "Maahi Ve" | "Maahi Ve" | "Maahi Ve" | "Maahi Ve" | "Maahi Ve" | "Maahi Ve" | "Maahi Ve" | "Maahi Ve" | "Maahi Ve" | "Maahi Ve" | "Maahi Ve" | "Maahi Ve" | "Maahi Ve" | "Maahi Ve" | "Maahi Ve" | "Maahi Ve" | "Maahi Ve" | "Maahi Ve" | "Maahi Ve" | "Maahi Ve" | "Maahi Ve" | "Maahi Ve" | "Maahi Ve" | "Maahi Ve" | "Maahi Ve" | "Maahi Ve" | "Maahi Ve" | "Maahi Ve" | "Maahi Ve" | "Maahi Ve" | "Maahi Ve" | "Maahi Ve" | "Maahi Ve" | "Maahi Ve" | "Maahi Ve" | "Maahi Ve" | "Maahi Ve" | "Maahi Ve" | "Maahi Ve" | "Maahi Ve" | "Maahi Ve" | "Maahi Ve" | "Maahi Ve" | "Maahi Ve" | "Maahi Ve" | "Maahi Ve" | "Maahi Ve" | "Maahi Ve" | "Maahi Ve" | "Maahi Ve" | "Maahi Ve" | "Maahi Ve" | "Maahi Ve" | "Maahi Ve" | "Maahi Ve" | "Maahi Ve" | "Maahi Ve" | "Maahi Ve" | "Maahi Ve" | "Maahi Ve" | "Maahi Ve" | "Maahi Ve" | "Maahi Ve" | "Maahi Ve" | "Maahi Ve" | "Maahi Ve" | "Maahi Ve" | "Maahi Ve" | "Maahi Ve" | "Maahi Ve" | "Maahi Ve" | "Maahi Ve" | "Maahi Ve" | "Maahi Ve" | "Maahi Ve" | "Maahi Ve" | "Maahi Ve" | Richa Sharma & Sukhwinder Singh                                                                                    | Richa Sharma & Sukhwinder Singh                                                                                    | Richa Sharma & Sukhwinder Singh                                                                                    | Richa Sharma & Sukhwinder Singh                                                                                    | Richa Sharma & Sukhwinder Singh                                                                                    | Richa Sharma & Sukhwinder Singh                                                                                    | Richa Sharma & Sukhwinder Singh                                                                                    | Richa Sharma & Sukhwinder Singh                                                                                    | Richa Sharma & Sukhwinder Singh                                                                                    | Richa Sharma & Sukhwinder Singh                                                                                    | Richa Sharma & Sukhwinder Singh                                                                                    | Richa Sharma & Sukhwinder Singh                                                                                    | Richa Sharma & Sukhwinder Singh                                                                                    | Richa Sharma & Sukhwinder Singh                                                                                    | Richa Sharma & Sukhwinder Singh                                                                                    | Richa Sharma & Sukhwinder Singh                                                                                    | Richa Sharma & Sukhwinder Singh                                                                                    | Richa Sharma & Sukhwinder Singh                                                                                    | Richa Sharma & Sukhwinder Singh                                                                                    | Richa Sharma & Sukhwinder Singh                                                                                    | Richa Sharma & Sukhwinder Singh                                                                                    | Richa Sharma & Sukhwinder Singh                                                                                    | Richa Sharma & Sukhwinder Singh                                                                                    | Richa Sharma & Sukhwinder Singh                                                                                    | Richa Sharma & Sukhwinder Singh                                                                                    | Richa Sharma & Sukhwinder Singh                                                                                    | Richa Sharma & Sukhwinder Singh                                                                                    | Richa Sharma & Sukhwinder Singh                                                                                    | Richa Sharma & Sukhwinder Singh                                                                                    | Richa Sharma & Sukhwinder Singh                                                                                    | Richa Sharma & Sukhwinder Singh                                                                                    | Richa Sharma & Sukhwinder Singh                                                                                    | Richa Sharma & Sukhwinder Singh                                                                                    | Richa Sharma & Sukhwinder Singh                                                                                    | Richa Sharma & Sukhwinder Singh                                                                                    | Richa Sharma & Sukhwinder Singh                                                                                    | Richa Sharma & Sukhwinder Singh                                                                                    | Richa Sharma & Sukhwinder Singh                                                                                    | Richa Sharma & Sukhwinder Singh                                                                                    | Richa Sharma & Sukhwinder Singh                                                                                    | Richa Sharma & Sukhwinder Singh                                                                                    | Richa Sharma & Sukhwinder Singh                                                                                    | Richa Sharma & Sukhwinder Singh                                                                                    | Richa Sharma & Sukhwinder Singh                                                                                    | Richa Sharma & Sukhwinder Singh                                                                                    | Richa Sharma & Sukhwinder Singh                                                                                    | Richa Sharma & Sukhwinder Singh                                                                                    | Richa Sharma & Sukhwinder Singh                                                                                    | Richa Sharma & Sukhwinder Singh                                                                                    | Richa Sharma & Sukhwinder Singh                                                                                    | Richa Sharma & Sukhwinder Singh                                                                                    | Richa Sharma & Sukhwinder Singh                                                                                    | Richa Sharma & Sukhwinder Singh                                                                                    | Richa Sharma & Sukhwinder Singh                                                                                    | Richa Sharma & Sukhwinder Singh                                                                                    | Richa Sharma & Sukhwinder Singh                                                                                    | Richa Sharma & Sukhwinder Singh                                                                                    | Richa Sharma & Sukhwinder Singh                                                                                    | Richa Sharma & Sukhwinder Singh                                                                                    | Richa Sharma & Sukhwinder Singh                                                                                    | Richa Sharma & Sukhwinder Singh                                                                                    | Richa Sharma & Sukhwinder Singh                                                                                    | Richa Sharma & Sukhwinder Singh                                                                                    | Richa Sharma & Sukhwinder Singh                                                                                    | Richa Sharma & Sukhwinder Singh                                                                                    | Richa Sharma & Sukhwinder Singh                                                                                    | Richa Sharma & Sukhwinder Singh                                                                                    | Richa Sharma & Sukhwinder Singh                                                                                    | Richa Sharma & Sukhwinder Singh                                                                                    | Richa Sharma & Sukhwinder Singh                                                                                    | Richa Sharma & Sukhwinder Singh                                                                                    | Richa Sharma & Sukhwinder Singh                                                                                    | Richa Sharma & Sukhwinder Singh                                                                                    | Richa Sharma & Sukhwinder Singh                                                                                    | Richa Sharma & Sukhwinder Singh                                                                                    | Richa Sharma & Sukhwinder Singh                                                                                    | Richa Sharma & Sukhwinder Singh                                                                                    | Richa Sharma & Sukhwinder Singh                                                                                    | Richa Sharma & Sukhwinder Singh                                                                                    | Richa Sharma & Sukhwinder Singh                                                                                    | Richa Sharma & Sukhwinder Singh                                                                                    | Richa Sharma & Sukhwinder Singh                                                                                    | Richa Sharma & Sukhwinder Singh                                                                                    | Richa Sharma & Sukhwinder Singh                                                                                    | Richa Sharma & Sukhwinder Singh                                                                                    | Richa Sharma & Sukhwinder Singh                                                                                    | Richa Sharma & Sukhwinder Singh                                                                                    | Richa Sharma & Sukhwinder Singh                                                                                    | Richa Sharma & Sukhwinder Singh                                                                                    | Richa Sharma & Sukhwinder Singh                                                                                    | Richa Sharma & Sukhwinder Singh                                                                                    | Richa Sharma & Sukhwinder Singh                                                                                    | Richa Sharma & Sukhwinder Singh                                                                                    | Richa Sharma & Sukhwinder Singh                                                                                    | Richa Sharma & Sukhwinder Singh                                                                                    | Richa Sharma & Sukhwinder Singh                                                                                    | Richa Sharma & Sukhwinder Singh                                                                                    | Richa Sharma & Sukhwinder Singh                                                                                    | Richa Sharma & Sukhwinder Singh                                                                                    | Richa Sharma & Sukhwinder Singh                                                                                    | Shilpa Shetty                       | Shilpa Shetty                       | Shilpa Shetty                       | Shilpa Shetty                       | Shilpa Shetty                       | Shilpa Shetty                       | Shilpa Shetty                       | Shilpa Shetty                       | Shilpa Shetty                       | Shilpa Shetty                       | Shilpa Shetty                       | Shilpa Shetty                       | Shilpa Shetty                       | Shilpa Shetty                       | Shilpa Shetty                       | Shilpa Shetty                       | Shilpa Shetty                       | Shilpa Shetty                       | Shilpa Shetty                       | Shilpa Shetty                       | Shilpa Shetty                       | Shilpa Shetty                       | Shilpa Shetty                       | Shilpa Shetty                       | Shilpa Shetty                       | Shilpa Shetty                       | Shilpa Shetty                       | Shilpa Shetty                       | Shilpa Shetty                       | Shilpa Shetty                       | Shilpa Shetty                       | Shilpa Shetty                       | Shilpa Shetty                       | Shilpa Shetty                       | Shilpa Shetty                       | Shilpa Shetty                       | Shilpa Shetty                       | Shilpa Shetty                       | Shilpa Shetty                       | Shilpa Shetty                       | Shilpa Shetty                       | Shilpa Shetty                       | Shilpa Shetty                       | Shilpa Shetty                       | Shilpa Shetty                       | Shilpa Shetty                       | Shilpa Shetty                       | Shilpa Shetty                       | Shilpa Shetty                       | Shilpa Shetty                       | Shilpa Shetty                       | Shilpa Shetty                       | Shilpa Shetty                       | Shilpa Shetty                       | Shilpa Shetty                       | Shilpa Shetty                       | Shilpa Shetty                       | Shilpa Shetty                       | Shilpa Shetty                       | Shilpa Shetty                       | Shilpa Shetty                       | Shilpa Shetty                       | Shilpa Shetty                       | Shilpa Shetty                       | Shilpa Shetty                       | Shilpa Shetty                       | Shilpa Shetty                       | Shilpa Shetty                       | Shilpa Shetty                       | Shilpa Shetty                       | Shilpa Shetty                       | Shilpa Shetty                       | Shilpa Shetty                       | Shilpa Shetty                       | Shilpa Shetty                       | Shilpa Shetty                       | Shilpa Shetty                       | Shilpa Shetty                       | Shilpa Shetty                       | Shilpa Shetty                       | Shilpa Shetty                       | Shilpa Shetty                       | Shilpa Shetty                       | Shilpa Shetty                       | Shilpa Shetty                       | Shilpa Shetty                       | Shilpa Shetty                       | Shilpa Shetty                       | Shilpa Shetty                       | Shilpa Shetty                       | Shilpa Shetty                       | Shilpa Shetty                       | Shilpa Shetty                       | Shilpa Shetty                       | Shilpa Shetty                       | Shilpa Shetty                       | Shilpa Shetty                       | Shilpa Shetty                       | Shilpa Shetty                       | Shilpa Shetty                       | "O Meri Jaan", Suhail Kaul                                       | "O Meri Jaan", Suhail Kaul                                       | "O Meri Jaan", Suhail Kaul                                       | "O Meri Jaan", Suhail Kaul                                       | "O Meri Jaan", Suhail Kaul                                       | "O Meri Jaan", Suhail Kaul                                       | "O Meri Jaan", Suhail Kaul                                       | "O Meri Jaan", Suhail Kaul                                       | "O Meri Jaan", Suhail Kaul                                       | "O Meri Jaan", Suhail Kaul                                       | "O Meri Jaan", Suhail Kaul                                       | "O Meri Jaan", Suhail Kaul                                       | "O Meri Jaan", Suhail Kaul                                       | "O Meri Jaan", Suhail Kaul                                       | "O Meri Jaan", Suhail Kaul                                       | "O Meri Jaan", Suhail Kaul                                       | "O Meri Jaan", Suhail Kaul                                       | "O Meri Jaan", Suhail Kaul                                       | "O Meri Jaan", Suhail Kaul                                       | "O Meri Jaan", Suhail Kaul                                       | "O Meri Jaan", Suhail Kaul                                       | "O Meri Jaan", Suhail Kaul                                       | "O Meri Jaan", Suhail Kaul                                       | "O Meri Jaan", Suhail Kaul                                       | "O Meri Jaan", Suhail Kaul                                       | "O Meri Jaan", Suhail Kaul                                       | "O Meri Jaan", Suhail Kaul                                       | "O Meri Jaan", Suhail Kaul                                       | "O Meri Jaan", Suhail Kaul                                       | "O Meri Jaan", Suhail Kaul                                       | "O Meri Jaan", Suhail Kaul                                       | "O Meri Jaan", Suhail Kaul                                       | "O Meri Jaan", Suhail Kaul                                       | "O Meri Jaan", Suhail Kaul                                       | "O Meri Jaan", Suhail Kaul                                       | "O Meri Jaan", Suhail Kaul                                       | "O Meri Jaan", Suhail Kaul                                       | "O Meri Jaan", Suhail Kaul                                       | "O Meri Jaan", Suhail Kaul                                       | "O Meri Jaan", Suhail Kaul                                       | "O Meri Jaan", Suhail Kaul                                       | "O Meri Jaan", Suhail Kaul                                       | "O Meri Jaan", Suhail Kaul                                       | "O Meri Jaan", Suhail Kaul                                       | "O Meri Jaan", Suhail Kaul                                       | "O Meri Jaan", Suhail Kaul                                       | "O Meri Jaan", Suhail Kaul                                       | "O Meri Jaan", Suhail Kaul                                       | "O Meri Jaan", Suhail Kaul                                       | "O Meri Jaan", Suhail Kaul                                       | "O Meri Jaan", Suhail Kaul                                       | "O Meri Jaan", Suhail Kaul                                       | "O Meri Jaan", Suhail Kaul                                       | "O Meri Jaan", Suhail Kaul                                       | "O Meri Jaan", Suhail Kaul                                       | "O Meri Jaan", Suhail Kaul                                       | "O Meri Jaan", Suhail Kaul                                       | "O Meri Jaan", Suhail Kaul                                       | "O Meri Jaan", Suhail Kaul                                       | "O Meri Jaan", Suhail Kaul                                       | "O Meri Jaan", Suhail Kaul                                       | "O Meri Jaan", Suhail Kaul                                       | "O Meri Jaan", Suhail Kaul                                       | "O Meri Jaan", Suhail Kaul                                       | "O Meri Jaan", Suhail Kaul                                       | "O Meri Jaan", Suhail Kaul                                       | "O Meri Jaan", Suhail Kaul                                       | "O Meri Jaan", Suhail Kaul                                       | "O Meri Jaan", Suhail Kaul                                       | "O Meri Jaan", Suhail Kaul                                       | "O Meri Jaan", Suhail Kaul                                       | "O Meri Jaan", Suhail Kaul                                       | "O Meri Jaan", Suhail Kaul                                       | "O Meri Jaan", Suhail Kaul                                       | "O Meri Jaan", Suhail Kaul                                       | "O Meri Jaan", Suhail Kaul                                       | "O Meri Jaan", Suhail Kaul                                       | "O Meri Jaan", Suhail Kaul                                       | "O Meri Jaan", Suhail Kaul                                       | "O Meri Jaan", Suhail Kaul                                       | "O Meri Jaan", Suhail Kaul                                       | "O Meri Jaan", Suhail Kaul                                       | "O Meri Jaan", Suhail Kaul                                       | "O Meri Jaan", Suhail Kaul                                       | "O Meri Jaan", Suhail Kaul                                       | "O Meri Jaan", Suhail Kaul                                       | "O Meri Jaan", Suhail Kaul                                       | "O Meri Jaan", Suhail Kaul                                       | "O Meri Jaan", Suhail Kaul                                       | "O Meri Jaan", Suhail Kaul                                       | "O Meri Jaan", Suhail Kaul                                       | "O Meri Jaan", Suhail Kaul                                       | "O Meri Jaan", Suhail Kaul                                       | "O Meri Jaan", Suhail Kaul                                       | "O Meri Jaan", Suhail Kaul                                       | "O Meri Jaan", Suhail Kaul                                       | "O Meri Jaan", Suhail Kaul                                       | "O Meri Jaan", Suhail Kaul                                       | "O Meri Jaan", Suhail Kaul                                       | "O Meri Jaan", Suhail Kaul                                       |                    |                    |                    |                    |                    |                    |                    |                    |                    |                    |                    |                    |                    |                    |                    |                    |                    |                    |                    |                    |                    |                    |                    |                    |                    |                    |                    |                    |                    |                    |                    |                    |                    |                    |                    |                    |                    |                    |                    |                    |                    |                    |                    |                    |                    |                    |                    |                    |                    |                    |                    |                    |                    |                    |                    |                    |                    |                    |                    |                    |                    |                    |                    |                    |                    |                    |                    |                    |                    |                    |
| Episode 33              | Episode 33              | Episode 33              | Episode 33              | Episode 33              | Episode 33              | Episode 33              | Episode 33              | Episode 33              | Episode 33              | Episode 33              | Episode 33              | Episode 33              | Episode 33              | Episode 33              | Episode 33              | Episode 33              | Episode 33              | Episode 33              | Episode 33              | Episode 33              | Episode 33              | Episode 33              | Episode 33              | Episode 33              | Episode 33              | Episode 33              | Episode 33              | Episode 33              | Episode 33              | Episode 33              | Episode 33              | Episode 33              | Episode 33              | Episode 33              | Episode 33              | Episode 33              | Episode 33              | Episode 33              | Episode 33              | Episode 33              | Episode 33              | Episode 33              | Episode 33              | Episode 33              | Episode 33              | Episode 33              | Episode 33              | Episode 33              | Episode 33              | Episode 33              | Episode 33              | Episode 33              | Episode 33              | Episode 33              | Episode 33              | Episode 33              | Episode 33              | Episode 33              | Episode 33              | Episode 33              | Episode 33              | Episode 33              | Episode 33              | Episode 33              | Episode 33              | Episode 33              | Episode 33              | Episode 33              | Episode 33              | Episode 33              | Episode 33              | Episode 33              | Episode 33              | Episode 33              | Episode 33              | Episode 33              | Episode 33              | Episode 33              | Episode 33              | Episode 33              | Episode 33              | Episode 33              | Episode 33              | Episode 33              | Episode 33              | Episode 33              | Episode 33              | Episode 33              | Episode 33              | 29 de marzo de 2008            | 29 de marzo de 2008            | 29 de marzo de 2008            | 29 de marzo de 2008            | 29 de marzo de 2008            | 29 de marzo de 2008            | 29 de marzo de 2008            | 29 de marzo de 2008            | 29 de marzo de 2008            | 29 de marzo de 2008            | 29 de marzo de 2008            | 29 de marzo de 2008            | 29 de marzo de 2008            | 29 de marzo de 2008            | 29 de marzo de 2008            | 29 de marzo de 2008            | 29 de marzo de 2008            | 29 de marzo de 2008            | 29 de marzo de 2008            | 29 de marzo de 2008            | 29 de marzo de 2008            | 29 de marzo de 2008            | 29 de marzo de 2008            | 29 de marzo de 2008            | 29 de marzo de 2008            | 29 de marzo de 2008            | 29 de marzo de 2008            | 29 de marzo de 2008            | 29 de marzo de 2008            | 29 de marzo de 2008            | 29 de marzo de 2008            | 29 de marzo de 2008            | 29 de marzo de 2008            | 29 de marzo de 2008            | 29 de marzo de 2008            | 29 de marzo de 2008            | 29 de marzo de 2008            | 29 de marzo de 2008            | 29 de marzo de 2008            | 29 de marzo de 2008            | 29 de marzo de 2008            | 29 de marzo de 2008            | 29 de marzo de 2008            | 29 de marzo de 2008            | 29 de marzo de 2008            | 29 de marzo de 2008            | 29 de marzo de 2008            | 29 de marzo de 2008            | 29 de marzo de 2008            | 29 de marzo de 2008            | 29 de marzo de 2008            | 29 de marzo de 2008            | 29 de marzo de 2008            | 29 de marzo de 2008            | 29 de marzo de 2008            | 29 de marzo de 2008            | 29 de marzo de 2008            | 29 de marzo de 2008            | 29 de marzo de 2008            | 29 de marzo de 2008            | 29 de marzo de 2008            | 29 de marzo de 2008            | 29 de marzo de 2008            | 29 de marzo de 2008            | 29 de marzo de 2008            | 29 de marzo de 2008            | 29 de marzo de 2008            | 29 de marzo de 2008            | 29 de marzo de 2008            | 29 de marzo de 2008            | 29 de marzo de 2008            | 29 de marzo de 2008            | 29 de marzo de 2008            | 29 de marzo de 2008            | 29 de marzo de 2008            | 29 de marzo de 2008            | 29 de marzo de 2008            | 29 de marzo de 2008            | 29 de marzo de 2008            | 29 de marzo de 2008            | 29 de marzo de 2008            | 29 de marzo de 2008            | 29 de marzo de 2008            | 29 de marzo de 2008            | 29 de marzo de 2008            | 29 de marzo de 2008            | 29 de marzo de 2008            | 29 de marzo de 2008            | 29 de marzo de 2008            | 29 de marzo de 2008            | 29 de marzo de 2008            | 29 de marzo de 2008            | 29 de marzo de 2008            | 29 de marzo de 2008            | 29 de marzo de 2008            | 29 de marzo de 2008            | 29 de marzo de 2008            | 29 de marzo de 2008            | 29 de marzo de 2008            | 29 de marzo de 2008            | "Dhadak Dhadak" | "Dhadak Dhadak" | "Dhadak Dhadak" | "Dhadak Dhadak" | "Dhadak Dhadak" | "Dhadak Dhadak" | "Dhadak Dhadak" | "Dhadak Dhadak" | "Dhadak Dhadak" | "Dhadak Dhadak" | "Dhadak Dhadak" | "Dhadak Dhadak" | "Dhadak Dhadak" | "Dhadak Dhadak" | "Dhadak Dhadak" | "Dhadak Dhadak" | "Dhadak Dhadak" | "Dhadak Dhadak" | "Dhadak Dhadak" | "Dhadak Dhadak" | "Dhadak Dhadak" | "Dhadak Dhadak" | "Dhadak Dhadak" | "Dhadak Dhadak" | "Dhadak Dhadak" | "Dhadak Dhadak" | "Dhadak Dhadak" | "Dhadak Dhadak" | "Dhadak Dhadak" | "Dhadak Dhadak" | "Dhadak Dhadak" | "Dhadak Dhadak" | "Dhadak Dhadak" | "Dhadak Dhadak" | "Dhadak Dhadak" | "Dhadak Dhadak" | "Dhadak Dhadak" | "Dhadak Dhadak" | "Dhadak Dhadak" | "Dhadak Dhadak" | "Dhadak Dhadak" | "Dhadak Dhadak" | "Dhadak Dhadak" | "Dhadak Dhadak" | "Dhadak Dhadak" | "Dhadak Dhadak" | "Dhadak Dhadak" | "Dhadak Dhadak" | "Dhadak Dhadak" | "Dhadak Dhadak" | "Dhadak Dhadak" | "Dhadak Dhadak" | "Dhadak Dhadak" | "Dhadak Dhadak" | "Dhadak Dhadak" | "Dhadak Dhadak" | "Dhadak Dhadak" | "Dhadak Dhadak" | "Dhadak Dhadak" | "Dhadak Dhadak" | "Dhadak Dhadak" | "Dhadak Dhadak" | "Dhadak Dhadak" | "Dhadak Dhadak" | "Dhadak Dhadak" | "Dhadak Dhadak" | "Dhadak Dhadak" | "Dhadak Dhadak" | "Dhadak Dhadak" | "Dhadak Dhadak" | "Dhadak Dhadak" | "Dhadak Dhadak" | "Dhadak Dhadak" | "Dhadak Dhadak" | "Dhadak Dhadak" | "Dhadak Dhadak" | "Dhadak Dhadak" | "Dhadak Dhadak" | "Dhadak Dhadak" | "Dhadak Dhadak" | "Dhadak Dhadak" | "Dhadak Dhadak" | "Dhadak Dhadak" | "Dhadak Dhadak" | "Dhadak Dhadak" | "Dhadak Dhadak" | "Dhadak Dhadak" | "Dhadak Dhadak" | "Dhadak Dhadak" | "Dhadak Dhadak" | "Dhadak Dhadak" | "Dhadak Dhadak" | "Dhadak Dhadak" | "Dhadak Dhadak" | "Dhadak Dhadak" | "Dhadak Dhadak" | "Dhadak Dhadak" | "Dhadak Dhadak" | "Dhadak Dhadak" | "Dhadak Dhadak" | "Dhadak Dhadak" | "Dhadak Dhadak" | "Dhadak Dhadak" | "Dhadak Dhadak" | "Dhadak Dhadak" | "Dhadak Dhadak" | "Dhadak Dhadak" | "Dhadak Dhadak" | "Dhadak Dhadak" | "Dhadak Dhadak" | "Dhadak Dhadak" | "Dhadak Dhadak" | "Dhadak Dhadak" | "Dhadak Dhadak" | "Dhadak Dhadak" | "Dhadak Dhadak" | "Dhadak Dhadak" | "Dhadak Dhadak" | "Dhadak Dhadak" | "Dhadak Dhadak" | "Dhadak Dhadak" | "Dhadak Dhadak" | "Dhadak Dhadak" | "Dhadak Dhadak" | "Dhadak Dhadak" | "Dhadak Dhadak" | "Dhadak Dhadak" | "Dhadak Dhadak" | "Dhadak Dhadak" | "Dhadak Dhadak" | Udit Narayan, Sunidhi Chauhan & Nihira Joshi                                                                       | Udit Narayan, Sunidhi Chauhan & Nihira Joshi                                                                       | Udit Narayan, Sunidhi Chauhan & Nihira Joshi                                                                       | Udit Narayan, Sunidhi Chauhan & Nihira Joshi                                                                       | Udit Narayan, Sunidhi Chauhan & Nihira Joshi                                                                       | Udit Narayan, Sunidhi Chauhan & Nihira Joshi                                                                       | Udit Narayan, Sunidhi Chauhan & Nihira Joshi                                                                       | Udit Narayan, Sunidhi Chauhan & Nihira Joshi                                                                       | Udit Narayan, Sunidhi Chauhan & Nihira Joshi                                                                       | Udit Narayan, Sunidhi Chauhan & Nihira Joshi                                                                       | Udit Narayan, Sunidhi Chauhan & Nihira Joshi                                                                       | Udit Narayan, Sunidhi Chauhan & Nihira Joshi                                                                       | Udit Narayan, Sunidhi Chauhan & Nihira Joshi                                                                       | Udit Narayan, Sunidhi Chauhan & Nihira Joshi                                                                       | Udit Narayan, Sunidhi Chauhan & Nihira Joshi                                                                       | Udit Narayan, Sunidhi Chauhan & Nihira Joshi                                                                       | Udit Narayan, Sunidhi Chauhan & Nihira Joshi                                                                       | Udit Narayan, Sunidhi Chauhan & Nihira Joshi                                                                       | Udit Narayan, Sunidhi Chauhan & Nihira Joshi                                                                       | Udit Narayan, Sunidhi Chauhan & Nihira Joshi                                                                       | Udit Narayan, Sunidhi Chauhan & Nihira Joshi                                                                       | Udit Narayan, Sunidhi Chauhan & Nihira Joshi                                                                       | Udit Narayan, Sunidhi Chauhan & Nihira Joshi                                                                       | Udit Narayan, Sunidhi Chauhan & Nihira Joshi                                                                       | Udit Narayan, Sunidhi Chauhan & Nihira Joshi                                                                       | Udit Narayan, Sunidhi Chauhan & Nihira Joshi                                                                       | Udit Narayan, Sunidhi Chauhan & Nihira Joshi                                                                       | Udit Narayan, Sunidhi Chauhan & Nihira Joshi                                                                       | Udit Narayan, Sunidhi Chauhan & Nihira Joshi                                                                       | Udit Narayan, Sunidhi Chauhan & Nihira Joshi                                                                       | Udit Narayan, Sunidhi Chauhan & Nihira Joshi                                                                       | Udit Narayan, Sunidhi Chauhan & Nihira Joshi                                                                       | Udit Narayan, Sunidhi Chauhan & Nihira Joshi                                                                       | Udit Narayan, Sunidhi Chauhan & Nihira Joshi                                                                       | Udit Narayan, Sunidhi Chauhan & Nihira Joshi                                                                       | Udit Narayan, Sunidhi Chauhan & Nihira Joshi                                                                       | Udit Narayan, Sunidhi Chauhan & Nihira Joshi                                                                       | Udit Narayan, Sunidhi Chauhan & Nihira Joshi                                                                       | Udit Narayan, Sunidhi Chauhan & Nihira Joshi                                                                       | Udit Narayan, Sunidhi Chauhan & Nihira Joshi                                                                       | Udit Narayan, Sunidhi Chauhan & Nihira Joshi                                                                       | Udit Narayan, Sunidhi Chauhan & Nihira Joshi                                                                       | Udit Narayan, Sunidhi Chauhan & Nihira Joshi                                                                       | Udit Narayan, Sunidhi Chauhan & Nihira Joshi                                                                       | Udit Narayan, Sunidhi Chauhan & Nihira Joshi                                                                       | Udit Narayan, Sunidhi Chauhan & Nihira Joshi                                                                       | Udit Narayan, Sunidhi Chauhan & Nihira Joshi                                                                       | Udit Narayan, Sunidhi Chauhan & Nihira Joshi                                                                       | Udit Narayan, Sunidhi Chauhan & Nihira Joshi                                                                       | Udit Narayan, Sunidhi Chauhan & Nihira Joshi                                                                       | Udit Narayan, Sunidhi Chauhan & Nihira Joshi                                                                       | Udit Narayan, Sunidhi Chauhan & Nihira Joshi                                                                       | Udit Narayan, Sunidhi Chauhan & Nihira Joshi                                                                       | Udit Narayan, Sunidhi Chauhan & Nihira Joshi                                                                       | Udit Narayan, Sunidhi Chauhan & Nihira Joshi                                                                       | Udit Narayan, Sunidhi Chauhan & Nihira Joshi                                                                       | Udit Narayan, Sunidhi Chauhan & Nihira Joshi                                                                       | Udit Narayan, Sunidhi Chauhan & Nihira Joshi                                                                       | Udit Narayan, Sunidhi Chauhan & Nihira Joshi                                                                       | Udit Narayan, Sunidhi Chauhan & Nihira Joshi                                                                       | Udit Narayan, Sunidhi Chauhan & Nihira Joshi                                                                       | Udit Narayan, Sunidhi Chauhan & Nihira Joshi                                                                       | Udit Narayan, Sunidhi Chauhan & Nihira Joshi                                                                       | Udit Narayan, Sunidhi Chauhan & Nihira Joshi                                                                       | Udit Narayan, Sunidhi Chauhan & Nihira Joshi                                                                       | Udit Narayan, Sunidhi Chauhan & Nihira Joshi                                                                       | Udit Narayan, Sunidhi Chauhan & Nihira Joshi                                                                       | Udit Narayan, Sunidhi Chauhan & Nihira Joshi                                                                       | Udit Narayan, Sunidhi Chauhan & Nihira Joshi                                                                       | Udit Narayan, Sunidhi Chauhan & Nihira Joshi                                                                       | Udit Narayan, Sunidhi Chauhan & Nihira Joshi                                                                       | Udit Narayan, Sunidhi Chauhan & Nihira Joshi                                                                       | Udit Narayan, Sunidhi Chauhan & Nihira Joshi                                                                       | Udit Narayan, Sunidhi Chauhan & Nihira Joshi                                                                       | Udit Narayan, Sunidhi Chauhan & Nihira Joshi                                                                       | Udit Narayan, Sunidhi Chauhan & Nihira Joshi                                                                       | Udit Narayan, Sunidhi Chauhan & Nihira Joshi                                                                       | Udit Narayan, Sunidhi Chauhan & Nihira Joshi                                                                       | Udit Narayan, Sunidhi Chauhan & Nihira Joshi                                                                       | Udit Narayan, Sunidhi Chauhan & Nihira Joshi                                                                       | Udit Narayan, Sunidhi Chauhan & Nihira Joshi                                                                       | Udit Narayan, Sunidhi Chauhan & Nihira Joshi                                                                       | Udit Narayan, Sunidhi Chauhan & Nihira Joshi                                                                       | Udit Narayan, Sunidhi Chauhan & Nihira Joshi                                                                       | Udit Narayan, Sunidhi Chauhan & Nihira Joshi                                                                       | Udit Narayan, Sunidhi Chauhan & Nihira Joshi                                                                       | Udit Narayan, Sunidhi Chauhan & Nihira Joshi                                                                       | Udit Narayan, Sunidhi Chauhan & Nihira Joshi                                                                       | Udit Narayan, Sunidhi Chauhan & Nihira Joshi                                                                       | Udit Narayan, Sunidhi Chauhan & Nihira Joshi                                                                       | Udit Narayan, Sunidhi Chauhan & Nihira Joshi                                                                       | Udit Narayan, Sunidhi Chauhan & Nihira Joshi                                                                       | Udit Narayan, Sunidhi Chauhan & Nihira Joshi                                                                       | Udit Narayan, Sunidhi Chauhan & Nihira Joshi                                                                       | Udit Narayan, Sunidhi Chauhan & Nihira Joshi                                                                       | Udit Narayan, Sunidhi Chauhan & Nihira Joshi                                                                       | Udit Narayan, Sunidhi Chauhan & Nihira Joshi                                                                       | Udit Narayan, Sunidhi Chauhan & Nihira Joshi                                                                       | Udit Narayan, Sunidhi Chauhan & Nihira Joshi                                                                       | Udit Narayan, Sunidhi Chauhan & Nihira Joshi                                                                       | Rani Mukerji                        | Rani Mukerji                        | Rani Mukerji                        | Rani Mukerji                        | Rani Mukerji                        | Rani Mukerji                        | Rani Mukerji                        | Rani Mukerji                        | Rani Mukerji                        | Rani Mukerji                        | Rani Mukerji                        | Rani Mukerji                        | Rani Mukerji                        | Rani Mukerji                        | Rani Mukerji                        | Rani Mukerji                        | Rani Mukerji                        | Rani Mukerji                        | Rani Mukerji                        | Rani Mukerji                        | Rani Mukerji                        | Rani Mukerji                        | Rani Mukerji                        | Rani Mukerji                        | Rani Mukerji                        | Rani Mukerji                        | Rani Mukerji                        | Rani Mukerji                        | Rani Mukerji                        | Rani Mukerji                        | Rani Mukerji                        | Rani Mukerji                        | Rani Mukerji                        | Rani Mukerji                        | Rani Mukerji                        | Rani Mukerji                        | Rani Mukerji                        | Rani Mukerji                        | Rani Mukerji                        | Rani Mukerji                        | Rani Mukerji                        | Rani Mukerji                        | Rani Mukerji                        | Rani Mukerji                        | Rani Mukerji                        | Rani Mukerji                        | Rani Mukerji                        | Rani Mukerji                        | Rani Mukerji                        | Rani Mukerji                        | Rani Mukerji                        | Rani Mukerji                        | Rani Mukerji                        | Rani Mukerji                        | Rani Mukerji                        | Rani Mukerji                        | Rani Mukerji                        | Rani Mukerji                        | Rani Mukerji                        | Rani Mukerji                        | Rani Mukerji                        | Rani Mukerji                        | Rani Mukerji                        | Rani Mukerji                        | Rani Mukerji                        | Rani Mukerji                        | Rani Mukerji                        | Rani Mukerji                        | Rani Mukerji                        | Rani Mukerji                        | Rani Mukerji                        | Rani Mukerji                        | Rani Mukerji                        | Rani Mukerji                        | Rani Mukerji                        | Rani Mukerji                        | Rani Mukerji                        | Rani Mukerji                        | Rani Mukerji                        | Rani Mukerji                        | Rani Mukerji                        | Rani Mukerji                        | Rani Mukerji                        | Rani Mukerji                        | Rani Mukerji                        | Rani Mukerji                        | Rani Mukerji                        | Rani Mukerji                        | Rani Mukerji                        | Rani Mukerji                        | Rani Mukerji                        | Rani Mukerji                        | Rani Mukerji                        | Rani Mukerji                        | Rani Mukerji                        | Rani Mukerji                        | Rani Mukerji                        | Rani Mukerji                        | Rani Mukerji                        | Rani Mukerji                        | "Shankar Kare Dumroo Baaje", "Chalka Chalka", Richa Sharma       | "Shankar Kare Dumroo Baaje", "Chalka Chalka", Richa Sharma       | "Shankar Kare Dumroo Baaje", "Chalka Chalka", Richa Sharma       | "Shankar Kare Dumroo Baaje", "Chalka Chalka", Richa Sharma       | "Shankar Kare Dumroo Baaje", "Chalka Chalka", Richa Sharma       | "Shankar Kare Dumroo Baaje", "Chalka Chalka", Richa Sharma       | "Shankar Kare Dumroo Baaje", "Chalka Chalka", Richa Sharma       | "Shankar Kare Dumroo Baaje", "Chalka Chalka", Richa Sharma       | "Shankar Kare Dumroo Baaje", "Chalka Chalka", Richa Sharma       | "Shankar Kare Dumroo Baaje", "Chalka Chalka", Richa Sharma       | "Shankar Kare Dumroo Baaje", "Chalka Chalka", Richa Sharma       | "Shankar Kare Dumroo Baaje", "Chalka Chalka", Richa Sharma       | "Shankar Kare Dumroo Baaje", "Chalka Chalka", Richa Sharma       | "Shankar Kare Dumroo Baaje", "Chalka Chalka", Richa Sharma       | "Shankar Kare Dumroo Baaje", "Chalka Chalka", Richa Sharma       | "Shankar Kare Dumroo Baaje", "Chalka Chalka", Richa Sharma       | "Shankar Kare Dumroo Baaje", "Chalka Chalka", Richa Sharma       | "Shankar Kare Dumroo Baaje", "Chalka Chalka", Richa Sharma       | "Shankar Kare Dumroo Baaje", "Chalka Chalka", Richa Sharma       | "Shankar Kare Dumroo Baaje", "Chalka Chalka", Richa Sharma       | "Shankar Kare Dumroo Baaje", "Chalka Chalka", Richa Sharma       | "Shankar Kare Dumroo Baaje", "Chalka Chalka", Richa Sharma       | "Shankar Kare Dumroo Baaje", "Chalka Chalka", Richa Sharma       | "Shankar Kare Dumroo Baaje", "Chalka Chalka", Richa Sharma       | "Shankar Kare Dumroo Baaje", "Chalka Chalka", Richa Sharma       | "Shankar Kare Dumroo Baaje", "Chalka Chalka", Richa Sharma       | "Shankar Kare Dumroo Baaje", "Chalka Chalka", Richa Sharma       | "Shankar Kare Dumroo Baaje", "Chalka Chalka", Richa Sharma       | "Shankar Kare Dumroo Baaje", "Chalka Chalka", Richa Sharma       | "Shankar Kare Dumroo Baaje", "Chalka Chalka", Richa Sharma       | "Shankar Kare Dumroo Baaje", "Chalka Chalka", Richa Sharma       | "Shankar Kare Dumroo Baaje", "Chalka Chalka", Richa Sharma       | "Shankar Kare Dumroo Baaje", "Chalka Chalka", Richa Sharma       | "Shankar Kare Dumroo Baaje", "Chalka Chalka", Richa Sharma       | "Shankar Kare Dumroo Baaje", "Chalka Chalka", Richa Sharma       | "Shankar Kare Dumroo Baaje", "Chalka Chalka", Richa Sharma       | "Shankar Kare Dumroo Baaje", "Chalka Chalka", Richa Sharma       | "Shankar Kare Dumroo Baaje", "Chalka Chalka", Richa Sharma       | "Shankar Kare Dumroo Baaje", "Chalka Chalka", Richa Sharma       | "Shankar Kare Dumroo Baaje", "Chalka Chalka", Richa Sharma       | "Shankar Kare Dumroo Baaje", "Chalka Chalka", Richa Sharma       | "Shankar Kare Dumroo Baaje", "Chalka Chalka", Richa Sharma       | "Shankar Kare Dumroo Baaje", "Chalka Chalka", Richa Sharma       | "Shankar Kare Dumroo Baaje", "Chalka Chalka", Richa Sharma       | "Shankar Kare Dumroo Baaje", "Chalka Chalka", Richa Sharma       | "Shankar Kare Dumroo Baaje", "Chalka Chalka", Richa Sharma       | "Shankar Kare Dumroo Baaje", "Chalka Chalka", Richa Sharma       | "Shankar Kare Dumroo Baaje", "Chalka Chalka", Richa Sharma       | "Shankar Kare Dumroo Baaje", "Chalka Chalka", Richa Sharma       | "Shankar Kare Dumroo Baaje", "Chalka Chalka", Richa Sharma       | "Shankar Kare Dumroo Baaje", "Chalka Chalka", Richa Sharma       | "Shankar Kare Dumroo Baaje", "Chalka Chalka", Richa Sharma       | "Shankar Kare Dumroo Baaje", "Chalka Chalka", Richa Sharma       | "Shankar Kare Dumroo Baaje", "Chalka Chalka", Richa Sharma       | "Shankar Kare Dumroo Baaje", "Chalka Chalka", Richa Sharma       | "Shankar Kare Dumroo Baaje", "Chalka Chalka", Richa Sharma       | "Shankar Kare Dumroo Baaje", "Chalka Chalka", Richa Sharma       | "Shankar Kare Dumroo Baaje", "Chalka Chalka", Richa Sharma       | "Shankar Kare Dumroo Baaje", "Chalka Chalka", Richa Sharma       | "Shankar Kare Dumroo Baaje", "Chalka Chalka", Richa Sharma       | "Shankar Kare Dumroo Baaje", "Chalka Chalka", Richa Sharma       | "Shankar Kare Dumroo Baaje", "Chalka Chalka", Richa Sharma       | "Shankar Kare Dumroo Baaje", "Chalka Chalka", Richa Sharma       | "Shankar Kare Dumroo Baaje", "Chalka Chalka", Richa Sharma       | "Shankar Kare Dumroo Baaje", "Chalka Chalka", Richa Sharma       | "Shankar Kare Dumroo Baaje", "Chalka Chalka", Richa Sharma       | "Shankar Kare Dumroo Baaje", "Chalka Chalka", Richa Sharma       | "Shankar Kare Dumroo Baaje", "Chalka Chalka", Richa Sharma       | "Shankar Kare Dumroo Baaje", "Chalka Chalka", Richa Sharma       | "Shankar Kare Dumroo Baaje", "Chalka Chalka", Richa Sharma       | "Shankar Kare Dumroo Baaje", "Chalka Chalka", Richa Sharma       | "Shankar Kare Dumroo Baaje", "Chalka Chalka", Richa Sharma       | "Shankar Kare Dumroo Baaje", "Chalka Chalka", Richa Sharma       | "Shankar Kare Dumroo Baaje", "Chalka Chalka", Richa Sharma       | "Shankar Kare Dumroo Baaje", "Chalka Chalka", Richa Sharma       | "Shankar Kare Dumroo Baaje", "Chalka Chalka", Richa Sharma       | "Shankar Kare Dumroo Baaje", "Chalka Chalka", Richa Sharma       | "Shankar Kare Dumroo Baaje", "Chalka Chalka", Richa Sharma       | "Shankar Kare Dumroo Baaje", "Chalka Chalka", Richa Sharma       | "Shankar Kare Dumroo Baaje", "Chalka Chalka", Richa Sharma       | "Shankar Kare Dumroo Baaje", "Chalka Chalka", Richa Sharma       | "Shankar Kare Dumroo Baaje", "Chalka Chalka", Richa Sharma       | "Shankar Kare Dumroo Baaje", "Chalka Chalka", Richa Sharma       | "Shankar Kare Dumroo Baaje", "Chalka Chalka", Richa Sharma       | "Shankar Kare Dumroo Baaje", "Chalka Chalka", Richa Sharma       | "Shankar Kare Dumroo Baaje", "Chalka Chalka", Richa Sharma       | "Shankar Kare Dumroo Baaje", "Chalka Chalka", Richa Sharma       | "Shankar Kare Dumroo Baaje", "Chalka Chalka", Richa Sharma       | "Shankar Kare Dumroo Baaje", "Chalka Chalka", Richa Sharma       | "Shankar Kare Dumroo Baaje", "Chalka Chalka", Richa Sharma       | "Shankar Kare Dumroo Baaje", "Chalka Chalka", Richa Sharma       | "Shankar Kare Dumroo Baaje", "Chalka Chalka", Richa Sharma       | "Shankar Kare Dumroo Baaje", "Chalka Chalka", Richa Sharma       | "Shankar Kare Dumroo Baaje", "Chalka Chalka", Richa Sharma       | "Shankar Kare Dumroo Baaje", "Chalka Chalka", Richa Sharma       | "Shankar Kare Dumroo Baaje", "Chalka Chalka", Richa Sharma       | "Shankar Kare Dumroo Baaje", "Chalka Chalka", Richa Sharma       | "Shankar Kare Dumroo Baaje", "Chalka Chalka", Richa Sharma       | "Shankar Kare Dumroo Baaje", "Chalka Chalka", Richa Sharma       | "Shankar Kare Dumroo Baaje", "Chalka Chalka", Richa Sharma       |                    |                    |                    |                    |                    |                    |                    |                    |                    |                    |                    |                    |                    |                    |                    |                    |                    |                    |                    |                    |                    |                    |                    |                    |                    |                    |                    |                    |                    |                    |                    |                    |                    |                    |                    |                    |                    |                    |                    |                    |                    |                    |                    |                    |                    |                    |                    |                    |                    |                    |                    |                    |                    |                    |                    |                    |                    |                    |                    |                    |                    |                    |                    |                    |                    |                    |                    |                    |                    |                    |
| Episode 34              | Episode 34              | Episode 34              | Episode 34              | Episode 34              | Episode 34              | Episode 34              | Episode 34              | Episode 34              | Episode 34              | Episode 34              | Episode 34              | Episode 34              | Episode 34              | Episode 34              | Episode 34              | Episode 34              | Episode 34              | Episode 34              | Episode 34              | Episode 34              | Episode 34              | Episode 34              | Episode 34              | Episode 34              | Episode 34              | Episode 34              | Episode 34              | Episode 34              | Episode 34              | Episode 34              | Episode 34              | Episode 34              | Episode 34              | Episode 34              | Episode 34              | Episode 34              | Episode 34              | Episode 34              | Episode 34              | Episode 34              | Episode 34              | Episode 34              | Episode 34              | Episode 34              | Episode 34              | Episode 34              | Episode 34              | Episode 34              | Episode 34              | Episode 34              | Episode 34              | Episode 34              | Episode 34              | Episode 34              | Episode 34              | Episode 34              | Episode 34              | Episode 34              | Episode 34              | Episode 34              | Episode 34              | Episode 34              | Episode 34              | Episode 34              | Episode 34              | Episode 34              | Episode 34              | Episode 34              | Episode 34              | Episode 34              | Episode 34              | Episode 34              | Episode 34              | Episode 34              | Episode 34              | Episode 34              | Episode 34              | Episode 34              | Episode 34              | Episode 34              | Episode 34              | Episode 34              | Episode 34              | Episode 34              | Episode 34              | Episode 34              | Episode 34              | Episode 34              | Episode 34              | 4 de abril de 2008             | 4 de abril de 2008             | 4 de abril de 2008             | 4 de abril de 2008             | 4 de abril de 2008             | 4 de abril de 2008             | 4 de abril de 2008             | 4 de abril de 2008             | 4 de abril de 2008             | 4 de abril de 2008             | 4 de abril de 2008             | 4 de abril de 2008             | 4 de abril de 2008             | 4 de abril de 2008             | 4 de abril de 2008             | 4 de abril de 2008             | 4 de abril de 2008             | 4 de abril de 2008             | 4 de abril de 2008             | 4 de abril de 2008             | 4 de abril de 2008             | 4 de abril de 2008             | 4 de abril de 2008             | 4 de abril de 2008             | 4 de abril de 2008             | 4 de abril de 2008             | 4 de abril de 2008             | 4 de abril de 2008             | 4 de abril de 2008             | 4 de abril de 2008             | 4 de abril de 2008             | 4 de abril de 2008             | 4 de abril de 2008             | 4 de abril de 2008             | 4 de abril de 2008             | 4 de abril de 2008             | 4 de abril de 2008             | 4 de abril de 2008             | 4 de abril de 2008             | 4 de abril de 2008             | 4 de abril de 2008             | 4 de abril de 2008             | 4 de abril de 2008             | 4 de abril de 2008             | 4 de abril de 2008             | 4 de abril de 2008             | 4 de abril de 2008             | 4 de abril de 2008             | 4 de abril de 2008             | 4 de abril de 2008             | 4 de abril de 2008             | 4 de abril de 2008             | 4 de abril de 2008             | 4 de abril de 2008             | 4 de abril de 2008             | 4 de abril de 2008             | 4 de abril de 2008             | 4 de abril de 2008             | 4 de abril de 2008             | 4 de abril de 2008             | 4 de abril de 2008             | 4 de abril de 2008             | 4 de abril de 2008             | 4 de abril de 2008             | 4 de abril de 2008             | 4 de abril de 2008             | 4 de abril de 2008             | 4 de abril de 2008             | 4 de abril de 2008             | 4 de abril de 2008             | 4 de abril de 2008             | 4 de abril de 2008             | 4 de abril de 2008             | 4 de abril de 2008             | 4 de abril de 2008             | 4 de abril de 2008             | 4 de abril de 2008             | 4 de abril de 2008             | 4 de abril de 2008             | 4 de abril de 2008             | 4 de abril de 2008             | 4 de abril de 2008             | 4 de abril de 2008             | 4 de abril de 2008             | 4 de abril de 2008             | 4 de abril de 2008             | 4 de abril de 2008             | 4 de abril de 2008             | 4 de abril de 2008             | 4 de abril de 2008             | 4 de abril de 2008             | 4 de abril de 2008             | 4 de abril de 2008             | 4 de abril de 2008             | 4 de abril de 2008             | 4 de abril de 2008             | 4 de abril de 2008             | 4 de abril de 2008             | 4 de abril de 2008             | 4 de abril de 2008             | "Bhor Bhaye Panghat Pe"                                                                                            | "Bhor Bhaye Panghat Pe"                                                                                            | "Bhor Bhaye Panghat Pe"                                                                                            | "Bhor Bhaye Panghat Pe"                                                                                            | "Bhor Bhaye Panghat Pe"                                                                                            | "Bhor Bhaye Panghat Pe"                                                                                            | "Bhor Bhaye Panghat Pe"                                                                                            | "Bhor Bhaye Panghat Pe"                                                                                            | "Bhor Bhaye Panghat Pe"                                                                                            | "Bhor Bhaye Panghat Pe"                                                                                            | "Bhor Bhaye Panghat Pe"                                                                                            | "Bhor Bhaye Panghat Pe"                                                                                            | "Bhor Bhaye Panghat Pe"                                                                                            | "Bhor Bhaye Panghat Pe"                                                                                            | "Bhor Bhaye Panghat Pe"                                                                                            | "Bhor Bhaye Panghat Pe"                                                                                            | "Bhor Bhaye Panghat Pe"                                                                                            | "Bhor Bhaye Panghat Pe"                                                                                            | "Bhor Bhaye Panghat Pe"                                                                                            | "Bhor Bhaye Panghat Pe"                                                                                            | "Bhor Bhaye Panghat Pe"                                                                                            | "Bhor Bhaye Panghat Pe"                                                                                            | "Bhor Bhaye Panghat Pe"                                                                                            | "Bhor Bhaye Panghat Pe"                                                                                            | "Bhor Bhaye Panghat Pe"                                                                                            | "Bhor Bhaye Panghat Pe"                                                                                            | "Bhor Bhaye Panghat Pe"                                                                                            | "Bhor Bhaye Panghat Pe"                                                                                            | "Bhor Bhaye Panghat Pe"                                                                                            | "Bhor Bhaye Panghat Pe"                                                                                            | "Bhor Bhaye Panghat Pe"                                                                                            | "Bhor Bhaye Panghat Pe"                                                                                            | "Bhor Bhaye Panghat Pe"                                                                                            | "Bhor Bhaye Panghat Pe"                                                                                            | "Bhor Bhaye Panghat Pe"                                                                                            | "Bhor Bhaye Panghat Pe"                                                                                            | "Bhor Bhaye Panghat Pe"                                                                                            | "Bhor Bhaye Panghat Pe"                                                                                            | "Bhor Bhaye Panghat Pe"                                                                                            | "Bhor Bhaye Panghat Pe"                                                                                            | "Bhor Bhaye Panghat Pe"                                                                                            | "Bhor Bhaye Panghat Pe"                                                                                            | "Bhor Bhaye Panghat Pe"                                                                                            | "Bhor Bhaye Panghat Pe"                                                                                            | "Bhor Bhaye Panghat Pe"                                                                                            | "Bhor Bhaye Panghat Pe"                                                                                            | "Bhor Bhaye Panghat Pe"                                                                                            | "Bhor Bhaye Panghat Pe"                                                                                            | "Bhor Bhaye Panghat Pe"                                                                                            | "Bhor Bhaye Panghat Pe"                                                                                            | "Bhor Bhaye Panghat Pe"                                                                                            | "Bhor Bhaye Panghat Pe"                                                                                            | "Bhor Bhaye Panghat Pe"                                                                                            | "Bhor Bhaye Panghat Pe"                                                                                            | "Bhor Bhaye Panghat Pe"                                                                                            | "Bhor Bhaye Panghat Pe"                                                                                            | "Bhor Bhaye Panghat Pe"                                                                                            | "Bhor Bhaye Panghat Pe"                                                                                            | "Bhor Bhaye Panghat Pe"                                                                                            | "Bhor Bhaye Panghat Pe"                                                                                            | "Bhor Bhaye Panghat Pe"                                                                                            | "Bhor Bhaye Panghat Pe"                                                                                            | "Bhor Bhaye Panghat Pe"                                                                                            | "Bhor Bhaye Panghat Pe"                                                                                            | "Bhor Bhaye Panghat Pe"                                                                                            | "Bhor Bhaye Panghat Pe"                                                                                            | "Bhor Bhaye Panghat Pe"                                                                                            | "Bhor Bhaye Panghat Pe"                                                                                            | "Bhor Bhaye Panghat Pe"                                                                                            | "Bhor Bhaye Panghat Pe"                                                                                            | "Bhor Bhaye Panghat Pe"                                                                                            | "Bhor Bhaye Panghat Pe"                                                                                            | "Bhor Bhaye Panghat Pe"                                                                                            | "Bhor Bhaye Panghat Pe"                                                                                            | "Bhor Bhaye Panghat Pe"                                                                                            | "Bhor Bhaye Panghat Pe"                                                                                            | "Bhor Bhaye Panghat Pe"                                                                                            | "Bhor Bhaye Panghat Pe"                                                                                            | "Bhor Bhaye Panghat Pe"                                                                                            | "Bhor Bhaye Panghat Pe"                                                                                            | "Bhor Bhaye Panghat Pe"                                                                                            | "Bhor Bhaye Panghat Pe"                                                                                            | "Bhor Bhaye Panghat Pe"                                                                                            | "Bhor Bhaye Panghat Pe"                                                                                            | "Bhor Bhaye Panghat Pe"                                                                                            | "Bhor Bhaye Panghat Pe"                                                                                            | "Bhor Bhaye Panghat Pe"                                                                                            | "Bhor Bhaye Panghat Pe"                                                                                            | "Bhor Bhaye Panghat Pe"                                                                                            | "Bhor Bhaye Panghat Pe"                                                                                            | "Bhor Bhaye Panghat Pe"                                                                                            | "Bhor Bhaye Panghat Pe"                                                                                            | "Bhor Bhaye Panghat Pe"                                                                                            | "Bhor Bhaye Panghat Pe"                                                                                            | "Bhor Bhaye Panghat Pe"                                                                                            | "Bhor Bhaye Panghat Pe"                                                                                            | "Bhor Bhaye Panghat Pe"                                                                                            | "Bhor Bhaye Panghat Pe"                                                                                            | "Bhor Bhaye Panghat Pe"                                                                                            | "Bhor Bhaye Panghat Pe"                                                                                            | "Bhor Bhaye Panghat Pe"                                                                                            | "Bhor Bhaye Panghat Pe"                                                                                            | "Bhor Bhaye Panghat Pe"                                                                                            | "Bhor Bhaye Panghat Pe"                                                                                            | "Bhor Bhaye Panghat Pe"                                                                                            | "Bhor Bhaye Panghat Pe"                                                                                            | "Bhor Bhaye Panghat Pe"                                                                                            | "Bhor Bhaye Panghat Pe"                                                                                            | "Bhor Bhaye Panghat Pe"                                                                                            | "Bhor Bhaye Panghat Pe"                                                                                            | "Bhor Bhaye Panghat Pe"                                                                                            | "Bhor Bhaye Panghat Pe"                                                                                            | "Bhor Bhaye Panghat Pe"                                                                                            | "Bhor Bhaye Panghat Pe"                                                                                            | "Bhor Bhaye Panghat Pe"                                                                                            | "Bhor Bhaye Panghat Pe"                                                                                            | "Bhor Bhaye Panghat Pe"                                                                                            | "Bhor Bhaye Panghat Pe"                                                                                            | "Bhor Bhaye Panghat Pe"                                                                                            | "Bhor Bhaye Panghat Pe"                                                                                            | "Bhor Bhaye Panghat Pe"                                                                                            | "Bhor Bhaye Panghat Pe"                                                                                            | "Bhor Bhaye Panghat Pe"                                                                                            | "Bhor Bhaye Panghat Pe"                                                                                            | "Bhor Bhaye Panghat Pe"                                                                                            | "Bhor Bhaye Panghat Pe"                                                                                            | "Bhor Bhaye Panghat Pe"                                                                                            | "Bhor Bhaye Panghat Pe"                                                                                            | "Bhor Bhaye Panghat Pe"                                                                                            | "Bhor Bhaye Panghat Pe"                                                                                            | Lata Mangeshkar | Lata Mangeshkar | Lata Mangeshkar | Lata Mangeshkar | Lata Mangeshkar | Lata Mangeshkar | Lata Mangeshkar | Lata Mangeshkar | Lata Mangeshkar | Lata Mangeshkar | Lata Mangeshkar | Lata Mangeshkar | Lata Mangeshkar | Lata Mangeshkar | Lata Mangeshkar | Lata Mangeshkar | Lata Mangeshkar | Lata Mangeshkar | Lata Mangeshkar | Lata Mangeshkar | Lata Mangeshkar | Lata Mangeshkar | Lata Mangeshkar | Lata Mangeshkar | Lata Mangeshkar | Lata Mangeshkar | Lata Mangeshkar | Lata Mangeshkar | Lata Mangeshkar | Lata Mangeshkar | Lata Mangeshkar | Lata Mangeshkar | Lata Mangeshkar | Lata Mangeshkar | Lata Mangeshkar | Lata Mangeshkar | Lata Mangeshkar | Lata Mangeshkar | Lata Mangeshkar | Lata Mangeshkar | Lata Mangeshkar | Lata Mangeshkar | Lata Mangeshkar | Lata Mangeshkar | Lata Mangeshkar | Lata Mangeshkar | Lata Mangeshkar | Lata Mangeshkar | Lata Mangeshkar | Lata Mangeshkar | Lata Mangeshkar | Lata Mangeshkar | Lata Mangeshkar | Lata Mangeshkar | Lata Mangeshkar | Lata Mangeshkar | Lata Mangeshkar | Lata Mangeshkar | Lata Mangeshkar | Lata Mangeshkar | Lata Mangeshkar | Lata Mangeshkar | Lata Mangeshkar | Lata Mangeshkar | Lata Mangeshkar | Lata Mangeshkar | Lata Mangeshkar | Lata Mangeshkar | Lata Mangeshkar | Lata Mangeshkar | Lata Mangeshkar | Lata Mangeshkar | Lata Mangeshkar | Lata Mangeshkar | Lata Mangeshkar | Lata Mangeshkar | Lata Mangeshkar | Lata Mangeshkar | Lata Mangeshkar | Lata Mangeshkar | Lata Mangeshkar | Lata Mangeshkar | Lata Mangeshkar | Lata Mangeshkar | Lata Mangeshkar | Lata Mangeshkar | Lata Mangeshkar | Lata Mangeshkar | Lata Mangeshkar | Lata Mangeshkar | Lata Mangeshkar | Lata Mangeshkar | Lata Mangeshkar | Lata Mangeshkar | Lata Mangeshkar | Lata Mangeshkar | Lata Mangeshkar | Lata Mangeshkar | Lata Mangeshkar | Lata Mangeshkar | Bipasha Basu                        | Bipasha Basu                        | Bipasha Basu                        | Bipasha Basu                        | Bipasha Basu                        | Bipasha Basu                        | Bipasha Basu                        | Bipasha Basu                        | Bipasha Basu                        | Bipasha Basu                        | Bipasha Basu                        | Bipasha Basu                        | Bipasha Basu                        | Bipasha Basu                        | Bipasha Basu                        | Bipasha Basu                        | Bipasha Basu                        | Bipasha Basu                        | Bipasha Basu                        | Bipasha Basu                        | Bipasha Basu                        | Bipasha Basu                        | Bipasha Basu                        | Bipasha Basu                        | Bipasha Basu                        | Bipasha Basu                        | Bipasha Basu                        | Bipasha Basu                        | Bipasha Basu                        | Bipasha Basu                        | Bipasha Basu                        | Bipasha Basu                        | Bipasha Basu                        | Bipasha Basu                        | Bipasha Basu                        | Bipasha Basu                        | Bipasha Basu                        | Bipasha Basu                        | Bipasha Basu                        | Bipasha Basu                        | Bipasha Basu                        | Bipasha Basu                        | Bipasha Basu                        | Bipasha Basu                        | Bipasha Basu                        | Bipasha Basu                        | Bipasha Basu                        | Bipasha Basu                        | Bipasha Basu                        | Bipasha Basu                        | Bipasha Basu                        | Bipasha Basu                        | Bipasha Basu                        | Bipasha Basu                        | Bipasha Basu                        | Bipasha Basu                        | Bipasha Basu                        | Bipasha Basu                        | Bipasha Basu                        | Bipasha Basu                        | Bipasha Basu                        | Bipasha Basu                        | Bipasha Basu                        | Bipasha Basu                        | Bipasha Basu                        | Bipasha Basu                        | Bipasha Basu                        | Bipasha Basu                        | Bipasha Basu                        | Bipasha Basu                        | Bipasha Basu                        | Bipasha Basu                        | Bipasha Basu                        | Bipasha Basu                        | Bipasha Basu                        | Bipasha Basu                        | Bipasha Basu                        | Bipasha Basu                        | Bipasha Basu                        | Bipasha Basu                        | Bipasha Basu                        | Bipasha Basu                        | Bipasha Basu                        | Bipasha Basu                        | Bipasha Basu                        | Bipasha Basu                        | Bipasha Basu                        | Bipasha Basu                        | Bipasha Basu                        | Bipasha Basu                        | Bipasha Basu                        | Bipasha Basu                        | Bipasha Basu                        | Bipasha Basu                        | Bipasha Basu                        | Bipasha Basu                        | Bipasha Basu                        | Bipasha Basu                        | Bipasha Basu                        | Bipasha Basu                        | "Saaki Saaki", Sukhwinder Singh & Sunidhi Chauhan                | "Saaki Saaki", Sukhwinder Singh & Sunidhi Chauhan                | "Saaki Saaki", Sukhwinder Singh & Sunidhi Chauhan                | "Saaki Saaki", Sukhwinder Singh & Sunidhi Chauhan                | "Saaki Saaki", Sukhwinder Singh & Sunidhi Chauhan                | "Saaki Saaki", Sukhwinder Singh & Sunidhi Chauhan                | "Saaki Saaki", Sukhwinder Singh & Sunidhi Chauhan                | "Saaki Saaki", Sukhwinder Singh & Sunidhi Chauhan                | "Saaki Saaki", Sukhwinder Singh & Sunidhi Chauhan                | "Saaki Saaki", Sukhwinder Singh & Sunidhi Chauhan                | "Saaki Saaki", Sukhwinder Singh & Sunidhi Chauhan                | "Saaki Saaki", Sukhwinder Singh & Sunidhi Chauhan                | "Saaki Saaki", Sukhwinder Singh & Sunidhi Chauhan                | "Saaki Saaki", Sukhwinder Singh & Sunidhi Chauhan                | "Saaki Saaki", Sukhwinder Singh & Sunidhi Chauhan                | "Saaki Saaki", Sukhwinder Singh & Sunidhi Chauhan                | "Saaki Saaki", Sukhwinder Singh & Sunidhi Chauhan                | "Saaki Saaki", Sukhwinder Singh & Sunidhi Chauhan                | "Saaki Saaki", Sukhwinder Singh & Sunidhi Chauhan                | "Saaki Saaki", Sukhwinder Singh & Sunidhi Chauhan                | "Saaki Saaki", Sukhwinder Singh & Sunidhi Chauhan                | "Saaki Saaki", Sukhwinder Singh & Sunidhi Chauhan                | "Saaki Saaki", Sukhwinder Singh & Sunidhi Chauhan                | "Saaki Saaki", Sukhwinder Singh & Sunidhi Chauhan                | "Saaki Saaki", Sukhwinder Singh & Sunidhi Chauhan                | "Saaki Saaki", Sukhwinder Singh & Sunidhi Chauhan                | "Saaki Saaki", Sukhwinder Singh & Sunidhi Chauhan                | "Saaki Saaki", Sukhwinder Singh & Sunidhi Chauhan                | "Saaki Saaki", Sukhwinder Singh & Sunidhi Chauhan                | "Saaki Saaki", Sukhwinder Singh & Sunidhi Chauhan                | "Saaki Saaki", Sukhwinder Singh & Sunidhi Chauhan                | "Saaki Saaki", Sukhwinder Singh & Sunidhi Chauhan                | "Saaki Saaki", Sukhwinder Singh & Sunidhi Chauhan                | "Saaki Saaki", Sukhwinder Singh & Sunidhi Chauhan                | "Saaki Saaki", Sukhwinder Singh & Sunidhi Chauhan                | "Saaki Saaki", Sukhwinder Singh & Sunidhi Chauhan                | "Saaki Saaki", Sukhwinder Singh & Sunidhi Chauhan                | "Saaki Saaki", Sukhwinder Singh & Sunidhi Chauhan                | "Saaki Saaki", Sukhwinder Singh & Sunidhi Chauhan                | "Saaki Saaki", Sukhwinder Singh & Sunidhi Chauhan                | "Saaki Saaki", Sukhwinder Singh & Sunidhi Chauhan                | "Saaki Saaki", Sukhwinder Singh & Sunidhi Chauhan                | "Saaki Saaki", Sukhwinder Singh & Sunidhi Chauhan                | "Saaki Saaki", Sukhwinder Singh & Sunidhi Chauhan                | "Saaki Saaki", Sukhwinder Singh & Sunidhi Chauhan                | "Saaki Saaki", Sukhwinder Singh & Sunidhi Chauhan                | "Saaki Saaki", Sukhwinder Singh & Sunidhi Chauhan                | "Saaki Saaki", Sukhwinder Singh & Sunidhi Chauhan                | "Saaki Saaki", Sukhwinder Singh & Sunidhi Chauhan                | "Saaki Saaki", Sukhwinder Singh & Sunidhi Chauhan                | "Saaki Saaki", Sukhwinder Singh & Sunidhi Chauhan                | "Saaki Saaki", Sukhwinder Singh & Sunidhi Chauhan                | "Saaki Saaki", Sukhwinder Singh & Sunidhi Chauhan                | "Saaki Saaki", Sukhwinder Singh & Sunidhi Chauhan                | "Saaki Saaki", Sukhwinder Singh & Sunidhi Chauhan                | "Saaki Saaki", Sukhwinder Singh & Sunidhi Chauhan                | "Saaki Saaki", Sukhwinder Singh & Sunidhi Chauhan                | "Saaki Saaki", Sukhwinder Singh & Sunidhi Chauhan                | "Saaki Saaki", Sukhwinder Singh & Sunidhi Chauhan                | "Saaki Saaki", Sukhwinder Singh & Sunidhi Chauhan                | "Saaki Saaki", Sukhwinder Singh & Sunidhi Chauhan                | "Saaki Saaki", Sukhwinder Singh & Sunidhi Chauhan                | "Saaki Saaki", Sukhwinder Singh & Sunidhi Chauhan                | "Saaki Saaki", Sukhwinder Singh & Sunidhi Chauhan                | "Saaki Saaki", Sukhwinder Singh & Sunidhi Chauhan                | "Saaki Saaki", Sukhwinder Singh & Sunidhi Chauhan                | "Saaki Saaki", Sukhwinder Singh & Sunidhi Chauhan                | "Saaki Saaki", Sukhwinder Singh & Sunidhi Chauhan                | "Saaki Saaki", Sukhwinder Singh & Sunidhi Chauhan                | "Saaki Saaki", Sukhwinder Singh & Sunidhi Chauhan                | "Saaki Saaki", Sukhwinder Singh & Sunidhi Chauhan                | "Saaki Saaki", Sukhwinder Singh & Sunidhi Chauhan                | "Saaki Saaki", Sukhwinder Singh & Sunidhi Chauhan                | "Saaki Saaki", Sukhwinder Singh & Sunidhi Chauhan                | "Saaki Saaki", Sukhwinder Singh & Sunidhi Chauhan                | "Saaki Saaki", Sukhwinder Singh & Sunidhi Chauhan                | "Saaki Saaki", Sukhwinder Singh & Sunidhi Chauhan                | "Saaki Saaki", Sukhwinder Singh & Sunidhi Chauhan                | "Saaki Saaki", Sukhwinder Singh & Sunidhi Chauhan                | "Saaki Saaki", Sukhwinder Singh & Sunidhi Chauhan                | "Saaki Saaki", Sukhwinder Singh & Sunidhi Chauhan                | "Saaki Saaki", Sukhwinder Singh & Sunidhi Chauhan                | "Saaki Saaki", Sukhwinder Singh & Sunidhi Chauhan                | "Saaki Saaki", Sukhwinder Singh & Sunidhi Chauhan                | "Saaki Saaki", Sukhwinder Singh & Sunidhi Chauhan                | "Saaki Saaki", Sukhwinder Singh & Sunidhi Chauhan                | "Saaki Saaki", Sukhwinder Singh & Sunidhi Chauhan                | "Saaki Saaki", Sukhwinder Singh & Sunidhi Chauhan                | "Saaki Saaki", Sukhwinder Singh & Sunidhi Chauhan                | "Saaki Saaki", Sukhwinder Singh & Sunidhi Chauhan                | "Saaki Saaki", Sukhwinder Singh & Sunidhi Chauhan                | "Saaki Saaki", Sukhwinder Singh & Sunidhi Chauhan                | "Saaki Saaki", Sukhwinder Singh & Sunidhi Chauhan                | "Saaki Saaki", Sukhwinder Singh & Sunidhi Chauhan                | "Saaki Saaki", Sukhwinder Singh & Sunidhi Chauhan                | "Saaki Saaki", Sukhwinder Singh & Sunidhi Chauhan                | "Saaki Saaki", Sukhwinder Singh & Sunidhi Chauhan                | "Saaki Saaki", Sukhwinder Singh & Sunidhi Chauhan                | "Saaki Saaki", Sukhwinder Singh & Sunidhi Chauhan                | "Saaki Saaki", Sukhwinder Singh & Sunidhi Chauhan                |                    |                    |                    |                    |                    |                    |                    |                    |                    |                    |                    |                    |                    |                    |                    |                    |                    |                    |                    |                    |                    |                    |                    |                    |                    |                    |                    |                    |                    |                    |                    |                    |                    |                    |                    |                    |                    |                    |                    |                    |                    |                    |                    |                    |                    |                    |                    |                    |                    |                    |                    |                    |                    |                    |                    |                    |                    |                    |                    |                    |                    |                    |                    |                    |                    |                    |                    |                    |                    |                    |
| GRAND FINALE            | GRAND FINALE            | GRAND FINALE            | GRAND FINALE            | GRAND FINALE            | GRAND FINALE            | GRAND FINALE            | GRAND FINALE            | GRAND FINALE            | GRAND FINALE            | GRAND FINALE            | GRAND FINALE            | GRAND FINALE            | GRAND FINALE            | GRAND FINALE            | GRAND FINALE            | GRAND FINALE            | GRAND FINALE            | GRAND FINALE            | GRAND FINALE            | GRAND FINALE            | GRAND FINALE            | GRAND FINALE            | GRAND FINALE            | GRAND FINALE            | GRAND FINALE            | GRAND FINALE            | GRAND FINALE            | GRAND FINALE            | GRAND FINALE            | GRAND FINALE            | GRAND FINALE            | GRAND FINALE            | GRAND FINALE            | GRAND FINALE            | GRAND FINALE            | GRAND FINALE            | GRAND FINALE            | GRAND FINALE            | GRAND FINALE            | GRAND FINALE            | GRAND FINALE            | GRAND FINALE            | GRAND FINALE            | GRAND FINALE            | GRAND FINALE            | GRAND FINALE            | GRAND FINALE            | GRAND FINALE            | GRAND FINALE            | GRAND FINALE            | GRAND FINALE            | GRAND FINALE            | GRAND FINALE            | GRAND FINALE            | GRAND FINALE            | GRAND FINALE            | GRAND FINALE            | GRAND FINALE            | GRAND FINALE            | GRAND FINALE            | GRAND FINALE            | GRAND FINALE            | GRAND FINALE            | GRAND FINALE            | GRAND FINALE            | GRAND FINALE            | GRAND FINALE            | GRAND FINALE            | GRAND FINALE            | GRAND FINALE            | GRAND FINALE            | GRAND FINALE            | GRAND FINALE            | GRAND FINALE            | GRAND FINALE            | GRAND FINALE            | GRAND FINALE            | GRAND FINALE            | GRAND FINALE            | GRAND FINALE            | GRAND FINALE            | GRAND FINALE            | GRAND FINALE            | GRAND FINALE            | GRAND FINALE            | GRAND FINALE            | GRAND FINALE            | GRAND FINALE            | GRAND FINALE            | 5 de abril de 2008             | 5 de abril de 2008             | 5 de abril de 2008             | 5 de abril de 2008             | 5 de abril de 2008             | 5 de abril de 2008             | 5 de abril de 2008             | 5 de abril de 2008             | 5 de abril de 2008             | 5 de abril de 2008             | 5 de abril de 2008             | 5 de abril de 2008             | 5 de abril de 2008             | 5 de abril de 2008             | 5 de abril de 2008             | 5 de abril de 2008             | 5 de abril de 2008             | 5 de abril de 2008             | 5 de abril de 2008             | 5 de abril de 2008             | 5 de abril de 2008             | 5 de abril de 2008             | 5 de abril de 2008             | 5 de abril de 2008             | 5 de abril de 2008             | 5 de abril de 2008             | 5 de abril de 2008             | 5 de abril de 2008             | 5 de abril de 2008             | 5 de abril de 2008             | 5 de abril de 2008             | 5 de abril de 2008             | 5 de abril de 2008             | 5 de abril de 2008             | 5 de abril de 2008             | 5 de abril de 2008             | 5 de abril de 2008             | 5 de abril de 2008             | 5 de abril de 2008             | 5 de abril de 2008             | 5 de abril de 2008             | 5 de abril de 2008             | 5 de abril de 2008             | 5 de abril de 2008             | 5 de abril de 2008             | 5 de abril de 2008             | 5 de abril de 2008             | 5 de abril de 2008             | 5 de abril de 2008             | 5 de abril de 2008             | 5 de abril de 2008             | 5 de abril de 2008             | 5 de abril de 2008             | 5 de abril de 2008             | 5 de abril de 2008             | 5 de abril de 2008             | 5 de abril de 2008             | 5 de abril de 2008             | 5 de abril de 2008             | 5 de abril de 2008             | 5 de abril de 2008             | 5 de abril de 2008             | 5 de abril de 2008             | 5 de abril de 2008             | 5 de abril de 2008             | 5 de abril de 2008             | 5 de abril de 2008             | 5 de abril de 2008             | 5 de abril de 2008             | 5 de abril de 2008             | 5 de abril de 2008             | 5 de abril de 2008             | 5 de abril de 2008             | 5 de abril de 2008             | 5 de abril de 2008             | 5 de abril de 2008             | 5 de abril de 2008             | 5 de abril de 2008             | 5 de abril de 2008             | 5 de abril de 2008             | 5 de abril de 2008             | 5 de abril de 2008             | 5 de abril de 2008             | 5 de abril de 2008             | 5 de abril de 2008             | 5 de abril de 2008             | 5 de abril de 2008             | 5 de abril de 2008             | 5 de abril de 2008             | 5 de abril de 2008             | 5 de abril de 2008             | 5 de abril de 2008             | 5 de abril de 2008             | 5 de abril de 2008             | 5 de abril de 2008             | 5 de abril de 2008             | 5 de abril de 2008             | 5 de abril de 2008             | 5 de abril de 2008             | 5 de abril de 2008             | "Raat Baaki, Race Saanson Ki, Jhumka Gira Re, Ek Do Teen, Kajra Mohabbat Waala, Crazy Kiya Re, Aa Aa Ashiqui Mein" | "Raat Baaki, Race Saanson Ki, Jhumka Gira Re, Ek Do Teen, Kajra Mohabbat Waala, Crazy Kiya Re, Aa Aa Ashiqui Mein" | "Raat Baaki, Race Saanson Ki, Jhumka Gira Re, Ek Do Teen, Kajra Mohabbat Waala, Crazy Kiya Re, Aa Aa Ashiqui Mein" | "Raat Baaki, Race Saanson Ki, Jhumka Gira Re, Ek Do Teen, Kajra Mohabbat Waala, Crazy Kiya Re, Aa Aa Ashiqui Mein" | "Raat Baaki, Race Saanson Ki, Jhumka Gira Re, Ek Do Teen, Kajra Mohabbat Waala, Crazy Kiya Re, Aa Aa Ashiqui Mein" | "Raat Baaki, Race Saanson Ki, Jhumka Gira Re, Ek Do Teen, Kajra Mohabbat Waala, Crazy Kiya Re, Aa Aa Ashiqui Mein" | "Raat Baaki, Race Saanson Ki, Jhumka Gira Re, Ek Do Teen, Kajra Mohabbat Waala, Crazy Kiya Re, Aa Aa Ashiqui Mein" | "Raat Baaki, Race Saanson Ki, Jhumka Gira Re, Ek Do Teen, Kajra Mohabbat Waala, Crazy Kiya Re, Aa Aa Ashiqui Mein" | "Raat Baaki, Race Saanson Ki, Jhumka Gira Re, Ek Do Teen, Kajra Mohabbat Waala, Crazy Kiya Re, Aa Aa Ashiqui Mein" | "Raat Baaki, Race Saanson Ki, Jhumka Gira Re, Ek Do Teen, Kajra Mohabbat Waala, Crazy Kiya Re, Aa Aa Ashiqui Mein" | "Raat Baaki, Race Saanson Ki, Jhumka Gira Re, Ek Do Teen, Kajra Mohabbat Waala, Crazy Kiya Re, Aa Aa Ashiqui Mein" | "Raat Baaki, Race Saanson Ki, Jhumka Gira Re, Ek Do Teen, Kajra Mohabbat Waala, Crazy Kiya Re, Aa Aa Ashiqui Mein" | "Raat Baaki, Race Saanson Ki, Jhumka Gira Re, Ek Do Teen, Kajra Mohabbat Waala, Crazy Kiya Re, Aa Aa Ashiqui Mein" | "Raat Baaki, Race Saanson Ki, Jhumka Gira Re, Ek Do Teen, Kajra Mohabbat Waala, Crazy Kiya Re, Aa Aa Ashiqui Mein" | "Raat Baaki, Race Saanson Ki, Jhumka Gira Re, Ek Do Teen, Kajra Mohabbat Waala, Crazy Kiya Re, Aa Aa Ashiqui Mein" | "Raat Baaki, Race Saanson Ki, Jhumka Gira Re, Ek Do Teen, Kajra Mohabbat Waala, Crazy Kiya Re, Aa Aa Ashiqui Mein" | "Raat Baaki, Race Saanson Ki, Jhumka Gira Re, Ek Do Teen, Kajra Mohabbat Waala, Crazy Kiya Re, Aa Aa Ashiqui Mein" | "Raat Baaki, Race Saanson Ki, Jhumka Gira Re, Ek Do Teen, Kajra Mohabbat Waala, Crazy Kiya Re, Aa Aa Ashiqui Mein" | "Raat Baaki, Race Saanson Ki, Jhumka Gira Re, Ek Do Teen, Kajra Mohabbat Waala, Crazy Kiya Re, Aa Aa Ashiqui Mein" | "Raat Baaki, Race Saanson Ki, Jhumka Gira Re, Ek Do Teen, Kajra Mohabbat Waala, Crazy Kiya Re, Aa Aa Ashiqui Mein" | "Raat Baaki, Race Saanson Ki, Jhumka Gira Re, Ek Do Teen, Kajra Mohabbat Waala, Crazy Kiya Re, Aa Aa Ashiqui Mein" | "Raat Baaki, Race Saanson Ki, Jhumka Gira Re, Ek Do Teen, Kajra Mohabbat Waala, Crazy Kiya Re, Aa Aa Ashiqui Mein" | "Raat Baaki, Race Saanson Ki, Jhumka Gira Re, Ek Do Teen, Kajra Mohabbat Waala, Crazy Kiya Re, Aa Aa Ashiqui Mein" | "Raat Baaki, Race Saanson Ki, Jhumka Gira Re, Ek Do Teen, Kajra Mohabbat Waala, Crazy Kiya Re, Aa Aa Ashiqui Mein" | "Raat Baaki, Race Saanson Ki, Jhumka Gira Re, Ek Do Teen, Kajra Mohabbat Waala, Crazy Kiya Re, Aa Aa Ashiqui Mein" | "Raat Baaki, Race Saanson Ki, Jhumka Gira Re, Ek Do Teen, Kajra Mohabbat Waala, Crazy Kiya Re, Aa Aa Ashiqui Mein" | "Raat Baaki, Race Saanson Ki, Jhumka Gira Re, Ek Do Teen, Kajra Mohabbat Waala, Crazy Kiya Re, Aa Aa Ashiqui Mein" | "Raat Baaki, Race Saanson Ki, Jhumka Gira Re, Ek Do Teen, Kajra Mohabbat Waala, Crazy Kiya Re, Aa Aa Ashiqui Mein" | "Raat Baaki, Race Saanson Ki, Jhumka Gira Re, Ek Do Teen, Kajra Mohabbat Waala, Crazy Kiya Re, Aa Aa Ashiqui Mein" | "Raat Baaki, Race Saanson Ki, Jhumka Gira Re, Ek Do Teen, Kajra Mohabbat Waala, Crazy Kiya Re, Aa Aa Ashiqui Mein" | "Raat Baaki, Race Saanson Ki, Jhumka Gira Re, Ek Do Teen, Kajra Mohabbat Waala, Crazy Kiya Re, Aa Aa Ashiqui Mein" | "Raat Baaki, Race Saanson Ki, Jhumka Gira Re, Ek Do Teen, Kajra Mohabbat Waala, Crazy Kiya Re, Aa Aa Ashiqui Mein" | "Raat Baaki, Race Saanson Ki, Jhumka Gira Re, Ek Do Teen, Kajra Mohabbat Waala, Crazy Kiya Re, Aa Aa Ashiqui Mein" | "Raat Baaki, Race Saanson Ki, Jhumka Gira Re, Ek Do Teen, Kajra Mohabbat Waala, Crazy Kiya Re, Aa Aa Ashiqui Mein" | "Raat Baaki, Race Saanson Ki, Jhumka Gira Re, Ek Do Teen, Kajra Mohabbat Waala, Crazy Kiya Re, Aa Aa Ashiqui Mein" | "Raat Baaki, Race Saanson Ki, Jhumka Gira Re, Ek Do Teen, Kajra Mohabbat Waala, Crazy Kiya Re, Aa Aa Ashiqui Mein" | "Raat Baaki, Race Saanson Ki, Jhumka Gira Re, Ek Do Teen, Kajra Mohabbat Waala, Crazy Kiya Re, Aa Aa Ashiqui Mein" | "Raat Baaki, Race Saanson Ki, Jhumka Gira Re, Ek Do Teen, Kajra Mohabbat Waala, Crazy Kiya Re, Aa Aa Ashiqui Mein" | "Raat Baaki, Race Saanson Ki, Jhumka Gira Re, Ek Do Teen, Kajra Mohabbat Waala, Crazy Kiya Re, Aa Aa Ashiqui Mein" | "Raat Baaki, Race Saanson Ki, Jhumka Gira Re, Ek Do Teen, Kajra Mohabbat Waala, Crazy Kiya Re, Aa Aa Ashiqui Mein" | "Raat Baaki, Race Saanson Ki, Jhumka Gira Re, Ek Do Teen, Kajra Mohabbat Waala, Crazy Kiya Re, Aa Aa Ashiqui Mein" | "Raat Baaki, Race Saanson Ki, Jhumka Gira Re, Ek Do Teen, Kajra Mohabbat Waala, Crazy Kiya Re, Aa Aa Ashiqui Mein" | "Raat Baaki, Race Saanson Ki, Jhumka Gira Re, Ek Do Teen, Kajra Mohabbat Waala, Crazy Kiya Re, Aa Aa Ashiqui Mein" | "Raat Baaki, Race Saanson Ki, Jhumka Gira Re, Ek Do Teen, Kajra Mohabbat Waala, Crazy Kiya Re, Aa Aa Ashiqui Mein" | "Raat Baaki, Race Saanson Ki, Jhumka Gira Re, Ek Do Teen, Kajra Mohabbat Waala, Crazy Kiya Re, Aa Aa Ashiqui Mein" | "Raat Baaki, Race Saanson Ki, Jhumka Gira Re, Ek Do Teen, Kajra Mohabbat Waala, Crazy Kiya Re, Aa Aa Ashiqui Mein" | "Raat Baaki, Race Saanson Ki, Jhumka Gira Re, Ek Do Teen, Kajra Mohabbat Waala, Crazy Kiya Re, Aa Aa Ashiqui Mein" | "Raat Baaki, Race Saanson Ki, Jhumka Gira Re, Ek Do Teen, Kajra Mohabbat Waala, Crazy Kiya Re, Aa Aa Ashiqui Mein" | "Raat Baaki, Race Saanson Ki, Jhumka Gira Re, Ek Do Teen, Kajra Mohabbat Waala, Crazy Kiya Re, Aa Aa Ashiqui Mein" | "Raat Baaki, Race Saanson Ki, Jhumka Gira Re, Ek Do Teen, Kajra Mohabbat Waala, Crazy Kiya Re, Aa Aa Ashiqui Mein" | "Raat Baaki, Race Saanson Ki, Jhumka Gira Re, Ek Do Teen, Kajra Mohabbat Waala, Crazy Kiya Re, Aa Aa Ashiqui Mein" | "Raat Baaki, Race Saanson Ki, Jhumka Gira Re, Ek Do Teen, Kajra Mohabbat Waala, Crazy Kiya Re, Aa Aa Ashiqui Mein" | "Raat Baaki, Race Saanson Ki, Jhumka Gira Re, Ek Do Teen, Kajra Mohabbat Waala, Crazy Kiya Re, Aa Aa Ashiqui Mein" | "Raat Baaki, Race Saanson Ki, Jhumka Gira Re, Ek Do Teen, Kajra Mohabbat Waala, Crazy Kiya Re, Aa Aa Ashiqui Mein" | "Raat Baaki, Race Saanson Ki, Jhumka Gira Re, Ek Do Teen, Kajra Mohabbat Waala, Crazy Kiya Re, Aa Aa Ashiqui Mein" | "Raat Baaki, Race Saanson Ki, Jhumka Gira Re, Ek Do Teen, Kajra Mohabbat Waala, Crazy Kiya Re, Aa Aa Ashiqui Mein" | "Raat Baaki, Race Saanson Ki, Jhumka Gira Re, Ek Do Teen, Kajra Mohabbat Waala, Crazy Kiya Re, Aa Aa Ashiqui Mein" | "Raat Baaki, Race Saanson Ki, Jhumka Gira Re, Ek Do Teen, Kajra Mohabbat Waala, Crazy Kiya Re, Aa Aa Ashiqui Mein" | "Raat Baaki, Race Saanson Ki, Jhumka Gira Re, Ek Do Teen, Kajra Mohabbat Waala, Crazy Kiya Re, Aa Aa Ashiqui Mein" | "Raat Baaki, Race Saanson Ki, Jhumka Gira Re, Ek Do Teen, Kajra Mohabbat Waala, Crazy Kiya Re, Aa Aa Ashiqui Mein" | "Raat Baaki, Race Saanson Ki, Jhumka Gira Re, Ek Do Teen, Kajra Mohabbat Waala, Crazy Kiya Re, Aa Aa Ashiqui Mein" | "Raat Baaki, Race Saanson Ki, Jhumka Gira Re, Ek Do Teen, Kajra Mohabbat Waala, Crazy Kiya Re, Aa Aa Ashiqui Mein" | "Raat Baaki, Race Saanson Ki, Jhumka Gira Re, Ek Do Teen, Kajra Mohabbat Waala, Crazy Kiya Re, Aa Aa Ashiqui Mein" | "Raat Baaki, Race Saanson Ki, Jhumka Gira Re, Ek Do Teen, Kajra Mohabbat Waala, Crazy Kiya Re, Aa Aa Ashiqui Mein" | "Raat Baaki, Race Saanson Ki, Jhumka Gira Re, Ek Do Teen, Kajra Mohabbat Waala, Crazy Kiya Re, Aa Aa Ashiqui Mein" | "Raat Baaki, Race Saanson Ki, Jhumka Gira Re, Ek Do Teen, Kajra Mohabbat Waala, Crazy Kiya Re, Aa Aa Ashiqui Mein" | "Raat Baaki, Race Saanson Ki, Jhumka Gira Re, Ek Do Teen, Kajra Mohabbat Waala, Crazy Kiya Re, Aa Aa Ashiqui Mein" | "Raat Baaki, Race Saanson Ki, Jhumka Gira Re, Ek Do Teen, Kajra Mohabbat Waala, Crazy Kiya Re, Aa Aa Ashiqui Mein" | "Raat Baaki, Race Saanson Ki, Jhumka Gira Re, Ek Do Teen, Kajra Mohabbat Waala, Crazy Kiya Re, Aa Aa Ashiqui Mein" | "Raat Baaki, Race Saanson Ki, Jhumka Gira Re, Ek Do Teen, Kajra Mohabbat Waala, Crazy Kiya Re, Aa Aa Ashiqui Mein" | "Raat Baaki, Race Saanson Ki, Jhumka Gira Re, Ek Do Teen, Kajra Mohabbat Waala, Crazy Kiya Re, Aa Aa Ashiqui Mein" | "Raat Baaki, Race Saanson Ki, Jhumka Gira Re, Ek Do Teen, Kajra Mohabbat Waala, Crazy Kiya Re, Aa Aa Ashiqui Mein" | "Raat Baaki, Race Saanson Ki, Jhumka Gira Re, Ek Do Teen, Kajra Mohabbat Waala, Crazy Kiya Re, Aa Aa Ashiqui Mein" | "Raat Baaki, Race Saanson Ki, Jhumka Gira Re, Ek Do Teen, Kajra Mohabbat Waala, Crazy Kiya Re, Aa Aa Ashiqui Mein" | "Raat Baaki, Race Saanson Ki, Jhumka Gira Re, Ek Do Teen, Kajra Mohabbat Waala, Crazy Kiya Re, Aa Aa Ashiqui Mein" | "Raat Baaki, Race Saanson Ki, Jhumka Gira Re, Ek Do Teen, Kajra Mohabbat Waala, Crazy Kiya Re, Aa Aa Ashiqui Mein" | "Raat Baaki, Race Saanson Ki, Jhumka Gira Re, Ek Do Teen, Kajra Mohabbat Waala, Crazy Kiya Re, Aa Aa Ashiqui Mein" | "Raat Baaki, Race Saanson Ki, Jhumka Gira Re, Ek Do Teen, Kajra Mohabbat Waala, Crazy Kiya Re, Aa Aa Ashiqui Mein" | "Raat Baaki, Race Saanson Ki, Jhumka Gira Re, Ek Do Teen, Kajra Mohabbat Waala, Crazy Kiya Re, Aa Aa Ashiqui Mein" | "Raat Baaki, Race Saanson Ki, Jhumka Gira Re, Ek Do Teen, Kajra Mohabbat Waala, Crazy Kiya Re, Aa Aa Ashiqui Mein" | "Raat Baaki, Race Saanson Ki, Jhumka Gira Re, Ek Do Teen, Kajra Mohabbat Waala, Crazy Kiya Re, Aa Aa Ashiqui Mein" | "Raat Baaki, Race Saanson Ki, Jhumka Gira Re, Ek Do Teen, Kajra Mohabbat Waala, Crazy Kiya Re, Aa Aa Ashiqui Mein" | "Raat Baaki, Race Saanson Ki, Jhumka Gira Re, Ek Do Teen, Kajra Mohabbat Waala, Crazy Kiya Re, Aa Aa Ashiqui Mein" | "Raat Baaki, Race Saanson Ki, Jhumka Gira Re, Ek Do Teen, Kajra Mohabbat Waala, Crazy Kiya Re, Aa Aa Ashiqui Mein" | "Raat Baaki, Race Saanson Ki, Jhumka Gira Re, Ek Do Teen, Kajra Mohabbat Waala, Crazy Kiya Re, Aa Aa Ashiqui Mein" | "Raat Baaki, Race Saanson Ki, Jhumka Gira Re, Ek Do Teen, Kajra Mohabbat Waala, Crazy Kiya Re, Aa Aa Ashiqui Mein" | "Raat Baaki, Race Saanson Ki, Jhumka Gira Re, Ek Do Teen, Kajra Mohabbat Waala, Crazy Kiya Re, Aa Aa Ashiqui Mein" | "Raat Baaki, Race Saanson Ki, Jhumka Gira Re, Ek Do Teen, Kajra Mohabbat Waala, Crazy Kiya Re, Aa Aa Ashiqui Mein" | "Raat Baaki, Race Saanson Ki, Jhumka Gira Re, Ek Do Teen, Kajra Mohabbat Waala, Crazy Kiya Re, Aa Aa Ashiqui Mein" | "Raat Baaki, Race Saanson Ki, Jhumka Gira Re, Ek Do Teen, Kajra Mohabbat Waala, Crazy Kiya Re, Aa Aa Ashiqui Mein" | "Raat Baaki, Race Saanson Ki, Jhumka Gira Re, Ek Do Teen, Kajra Mohabbat Waala, Crazy Kiya Re, Aa Aa Ashiqui Mein" | "Raat Baaki, Race Saanson Ki, Jhumka Gira Re, Ek Do Teen, Kajra Mohabbat Waala, Crazy Kiya Re, Aa Aa Ashiqui Mein" | "Raat Baaki, Race Saanson Ki, Jhumka Gira Re, Ek Do Teen, Kajra Mohabbat Waala, Crazy Kiya Re, Aa Aa Ashiqui Mein" | "Raat Baaki, Race Saanson Ki, Jhumka Gira Re, Ek Do Teen, Kajra Mohabbat Waala, Crazy Kiya Re, Aa Aa Ashiqui Mein" | "Raat Baaki, Race Saanson Ki, Jhumka Gira Re, Ek Do Teen, Kajra Mohabbat Waala, Crazy Kiya Re, Aa Aa Ashiqui Mein" | "Raat Baaki, Race Saanson Ki, Jhumka Gira Re, Ek Do Teen, Kajra Mohabbat Waala, Crazy Kiya Re, Aa Aa Ashiqui Mein" | "Raat Baaki, Race Saanson Ki, Jhumka Gira Re, Ek Do Teen, Kajra Mohabbat Waala, Crazy Kiya Re, Aa Aa Ashiqui Mein" | "Raat Baaki, Race Saanson Ki, Jhumka Gira Re, Ek Do Teen, Kajra Mohabbat Waala, Crazy Kiya Re, Aa Aa Ashiqui Mein" | "Raat Baaki, Race Saanson Ki, Jhumka Gira Re, Ek Do Teen, Kajra Mohabbat Waala, Crazy Kiya Re, Aa Aa Ashiqui Mein" | "Raat Baaki, Race Saanson Ki, Jhumka Gira Re, Ek Do Teen, Kajra Mohabbat Waala, Crazy Kiya Re, Aa Aa Ashiqui Mein" | "Raat Baaki, Race Saanson Ki, Jhumka Gira Re, Ek Do Teen, Kajra Mohabbat Waala, Crazy Kiya Re, Aa Aa Ashiqui Mein" | "Raat Baaki, Race Saanson Ki, Jhumka Gira Re, Ek Do Teen, Kajra Mohabbat Waala, Crazy Kiya Re, Aa Aa Ashiqui Mein" | "Raat Baaki, Race Saanson Ki, Jhumka Gira Re, Ek Do Teen, Kajra Mohabbat Waala, Crazy Kiya Re, Aa Aa Ashiqui Mein" | "Raat Baaki, Race Saanson Ki, Jhumka Gira Re, Ek Do Teen, Kajra Mohabbat Waala, Crazy Kiya Re, Aa Aa Ashiqui Mein" | "Raat Baaki, Race Saanson Ki, Jhumka Gira Re, Ek Do Teen, Kajra Mohabbat Waala, Crazy Kiya Re, Aa Aa Ashiqui Mein" | "Raat Baaki, Race Saanson Ki, Jhumka Gira Re, Ek Do Teen, Kajra Mohabbat Waala, Crazy Kiya Re, Aa Aa Ashiqui Mein" | "Raat Baaki, Race Saanson Ki, Jhumka Gira Re, Ek Do Teen, Kajra Mohabbat Waala, Crazy Kiya Re, Aa Aa Ashiqui Mein" | "Raat Baaki, Race Saanson Ki, Jhumka Gira Re, Ek Do Teen, Kajra Mohabbat Waala, Crazy Kiya Re, Aa Aa Ashiqui Mein" | "Raat Baaki, Race Saanson Ki, Jhumka Gira Re, Ek Do Teen, Kajra Mohabbat Waala, Crazy Kiya Re, Aa Aa Ashiqui Mein" | "Raat Baaki, Race Saanson Ki, Jhumka Gira Re, Ek Do Teen, Kajra Mohabbat Waala, Crazy Kiya Re, Aa Aa Ashiqui Mein" | "Raat Baaki, Race Saanson Ki, Jhumka Gira Re, Ek Do Teen, Kajra Mohabbat Waala, Crazy Kiya Re, Aa Aa Ashiqui Mein" | "Raat Baaki, Race Saanson Ki, Jhumka Gira Re, Ek Do Teen, Kajra Mohabbat Waala, Crazy Kiya Re, Aa Aa Ashiqui Mein" | "Raat Baaki, Race Saanson Ki, Jhumka Gira Re, Ek Do Teen, Kajra Mohabbat Waala, Crazy Kiya Re, Aa Aa Ashiqui Mein" | "Raat Baaki, Race Saanson Ki, Jhumka Gira Re, Ek Do Teen, Kajra Mohabbat Waala, Crazy Kiya Re, Aa Aa Ashiqui Mein" | "Raat Baaki, Race Saanson Ki, Jhumka Gira Re, Ek Do Teen, Kajra Mohabbat Waala, Crazy Kiya Re, Aa Aa Ashiqui Mein" | "Raat Baaki, Race Saanson Ki, Jhumka Gira Re, Ek Do Teen, Kajra Mohabbat Waala, Crazy Kiya Re, Aa Aa Ashiqui Mein" | "Raat Baaki, Race Saanson Ki, Jhumka Gira Re, Ek Do Teen, Kajra Mohabbat Waala, Crazy Kiya Re, Aa Aa Ashiqui Mein" | "Raat Baaki, Race Saanson Ki, Jhumka Gira Re, Ek Do Teen, Kajra Mohabbat Waala, Crazy Kiya Re, Aa Aa Ashiqui Mein" | "Raat Baaki, Race Saanson Ki, Jhumka Gira Re, Ek Do Teen, Kajra Mohabbat Waala, Crazy Kiya Re, Aa Aa Ashiqui Mein" | "Raat Baaki, Race Saanson Ki, Jhumka Gira Re, Ek Do Teen, Kajra Mohabbat Waala, Crazy Kiya Re, Aa Aa Ashiqui Mein" | "Raat Baaki, Race Saanson Ki, Jhumka Gira Re, Ek Do Teen, Kajra Mohabbat Waala, Crazy Kiya Re, Aa Aa Ashiqui Mein" | "Raat Baaki, Race Saanson Ki, Jhumka Gira Re, Ek Do Teen, Kajra Mohabbat Waala, Crazy Kiya Re, Aa Aa Ashiqui Mein" | "Raat Baaki, Race Saanson Ki, Jhumka Gira Re, Ek Do Teen, Kajra Mohabbat Waala, Crazy Kiya Re, Aa Aa Ashiqui Mein" | "Raat Baaki, Race Saanson Ki, Jhumka Gira Re, Ek Do Teen, Kajra Mohabbat Waala, Crazy Kiya Re, Aa Aa Ashiqui Mein" | "Raat Baaki, Race Saanson Ki, Jhumka Gira Re, Ek Do Teen, Kajra Mohabbat Waala, Crazy Kiya Re, Aa Aa Ashiqui Mein" | "Raat Baaki, Race Saanson Ki, Jhumka Gira Re, Ek Do Teen, Kajra Mohabbat Waala, Crazy Kiya Re, Aa Aa Ashiqui Mein" | "Raat Baaki, Race Saanson Ki, Jhumka Gira Re, Ek Do Teen, Kajra Mohabbat Waala, Crazy Kiya Re, Aa Aa Ashiqui Mein" | "Raat Baaki, Race Saanson Ki, Jhumka Gira Re, Ek Do Teen, Kajra Mohabbat Waala, Crazy Kiya Re, Aa Aa Ashiqui Mein" | "Raat Baaki, Race Saanson Ki, Jhumka Gira Re, Ek Do Teen, Kajra Mohabbat Waala, Crazy Kiya Re, Aa Aa Ashiqui Mein" | "Raat Baaki, Race Saanson Ki, Jhumka Gira Re, Ek Do Teen, Kajra Mohabbat Waala, Crazy Kiya Re, Aa Aa Ashiqui Mein" | "Raat Baaki, Race Saanson Ki, Jhumka Gira Re, Ek Do Teen, Kajra Mohabbat Waala, Crazy Kiya Re, Aa Aa Ashiqui Mein" | "Raat Baaki, Race Saanson Ki, Jhumka Gira Re, Ek Do Teen, Kajra Mohabbat Waala, Crazy Kiya Re, Aa Aa Ashiqui Mein" | "Raat Baaki, Race Saanson Ki, Jhumka Gira Re, Ek Do Teen, Kajra Mohabbat Waala, Crazy Kiya Re, Aa Aa Ashiqui Mein" | "Raat Baaki, Race Saanson Ki, Jhumka Gira Re, Ek Do Teen, Kajra Mohabbat Waala, Crazy Kiya Re, Aa Aa Ashiqui Mein" | "Raat Baaki, Race Saanson Ki, Jhumka Gira Re, Ek Do Teen, Kajra Mohabbat Waala, Crazy Kiya Re, Aa Aa Ashiqui Mein" | "Raat Baaki, Race Saanson Ki, Jhumka Gira Re, Ek Do Teen, Kajra Mohabbat Waala, Crazy Kiya Re, Aa Aa Ashiqui Mein" | "Raat Baaki, Race Saanson Ki, Jhumka Gira Re, Ek Do Teen, Kajra Mohabbat Waala, Crazy Kiya Re, Aa Aa Ashiqui Mein" | "Raat Baaki, Race Saanson Ki, Jhumka Gira Re, Ek Do Teen, Kajra Mohabbat Waala, Crazy Kiya Re, Aa Aa Ashiqui Mein" | "Raat Baaki, Race Saanson Ki, Jhumka Gira Re, Ek Do Teen, Kajra Mohabbat Waala, Crazy Kiya Re, Aa Aa Ashiqui Mein" | "Raat Baaki, Race Saanson Ki, Jhumka Gira Re, Ek Do Teen, Kajra Mohabbat Waala, Crazy Kiya Re, Aa Aa Ashiqui Mein" | "Raat Baaki, Race Saanson Ki, Jhumka Gira Re, Ek Do Teen, Kajra Mohabbat Waala, Crazy Kiya Re, Aa Aa Ashiqui Mein" | "Raat Baaki, Race Saanson Ki, Jhumka Gira Re, Ek Do Teen, Kajra Mohabbat Waala, Crazy Kiya Re, Aa Aa Ashiqui Mein" | "Raat Baaki, Race Saanson Ki, Jhumka Gira Re, Ek Do Teen, Kajra Mohabbat Waala, Crazy Kiya Re, Aa Aa Ashiqui Mein" | "Raat Baaki, Race Saanson Ki, Jhumka Gira Re, Ek Do Teen, Kajra Mohabbat Waala, Crazy Kiya Re, Aa Aa Ashiqui Mein" | "Raat Baaki, Race Saanson Ki, Jhumka Gira Re, Ek Do Teen, Kajra Mohabbat Waala, Crazy Kiya Re, Aa Aa Ashiqui Mein" | "Raat Baaki, Race Saanson Ki, Jhumka Gira Re, Ek Do Teen, Kajra Mohabbat Waala, Crazy Kiya Re, Aa Aa Ashiqui Mein" | "Raat Baaki, Race Saanson Ki, Jhumka Gira Re, Ek Do Teen, Kajra Mohabbat Waala, Crazy Kiya Re, Aa Aa Ashiqui Mein" | "Raat Baaki, Race Saanson Ki, Jhumka Gira Re, Ek Do Teen, Kajra Mohabbat Waala, Crazy Kiya Re, Aa Aa Ashiqui Mein" | "Raat Baaki, Race Saanson Ki, Jhumka Gira Re, Ek Do Teen, Kajra Mohabbat Waala, Crazy Kiya Re, Aa Aa Ashiqui Mein" | "Raat Baaki, Race Saanson Ki, Jhumka Gira Re, Ek Do Teen, Kajra Mohabbat Waala, Crazy Kiya Re, Aa Aa Ashiqui Mein" | "Raat Baaki, Race Saanson Ki, Jhumka Gira Re, Ek Do Teen, Kajra Mohabbat Waala, Crazy Kiya Re, Aa Aa Ashiqui Mein" | "Raat Baaki, Race Saanson Ki, Jhumka Gira Re, Ek Do Teen, Kajra Mohabbat Waala, Crazy Kiya Re, Aa Aa Ashiqui Mein" | "Raat Baaki, Race Saanson Ki, Jhumka Gira Re, Ek Do Teen, Kajra Mohabbat Waala, Crazy Kiya Re, Aa Aa Ashiqui Mein" | "Raat Baaki, Race Saanson Ki, Jhumka Gira Re, Ek Do Teen, Kajra Mohabbat Waala, Crazy Kiya Re, Aa Aa Ashiqui Mein" | "Raat Baaki, Race Saanson Ki, Jhumka Gira Re, Ek Do Teen, Kajra Mohabbat Waala, Crazy Kiya Re, Aa Aa Ashiqui Mein" | "Raat Baaki, Race Saanson Ki, Jhumka Gira Re, Ek Do Teen, Kajra Mohabbat Waala, Crazy Kiya Re, Aa Aa Ashiqui Mein" | "Raat Baaki, Race Saanson Ki, Jhumka Gira Re, Ek Do Teen, Kajra Mohabbat Waala, Crazy Kiya Re, Aa Aa Ashiqui Mein" | "Raat Baaki, Race Saanson Ki, Jhumka Gira Re, Ek Do Teen, Kajra Mohabbat Waala, Crazy Kiya Re, Aa Aa Ashiqui Mein" | "Raat Baaki, Race Saanson Ki, Jhumka Gira Re, Ek Do Teen, Kajra Mohabbat Waala, Crazy Kiya Re, Aa Aa Ashiqui Mein" | "Raat Baaki, Race Saanson Ki, Jhumka Gira Re, Ek Do Teen, Kajra Mohabbat Waala, Crazy Kiya Re, Aa Aa Ashiqui Mein" | "Raat Baaki, Race Saanson Ki, Jhumka Gira Re, Ek Do Teen, Kajra Mohabbat Waala, Crazy Kiya Re, Aa Aa Ashiqui Mein" | "Raat Baaki, Race Saanson Ki, Jhumka Gira Re, Ek Do Teen, Kajra Mohabbat Waala, Crazy Kiya Re, Aa Aa Ashiqui Mein" | "Raat Baaki, Race Saanson Ki, Jhumka Gira Re, Ek Do Teen, Kajra Mohabbat Waala, Crazy Kiya Re, Aa Aa Ashiqui Mein" | "Raat Baaki, Race Saanson Ki, Jhumka Gira Re, Ek Do Teen, Kajra Mohabbat Waala, Crazy Kiya Re, Aa Aa Ashiqui Mein" | "Raat Baaki, Race Saanson Ki, Jhumka Gira Re, Ek Do Teen, Kajra Mohabbat Waala, Crazy Kiya Re, Aa Aa Ashiqui Mein" | "Raat Baaki, Race Saanson Ki, Jhumka Gira Re, Ek Do Teen, Kajra Mohabbat Waala, Crazy Kiya Re, Aa Aa Ashiqui Mein" | "Raat Baaki, Race Saanson Ki, Jhumka Gira Re, Ek Do Teen, Kajra Mohabbat Waala, Crazy Kiya Re, Aa Aa Ashiqui Mein" | "Raat Baaki, Race Saanson Ki, Jhumka Gira Re, Ek Do Teen, Kajra Mohabbat Waala, Crazy Kiya Re, Aa Aa Ashiqui Mein" | "Raat Baaki, Race Saanson Ki, Jhumka Gira Re, Ek Do Teen, Kajra Mohabbat Waala, Crazy Kiya Re, Aa Aa Ashiqui Mein" | "Raat Baaki, Race Saanson Ki, Jhumka Gira Re, Ek Do Teen, Kajra Mohabbat Waala, Crazy Kiya Re, Aa Aa Ashiqui Mein" | "Raat Baaki, Race Saanson Ki, Jhumka Gira Re, Ek Do Teen, Kajra Mohabbat Waala, Crazy Kiya Re, Aa Aa Ashiqui Mein" | "Raat Baaki, Race Saanson Ki, Jhumka Gira Re, Ek Do Teen, Kajra Mohabbat Waala, Crazy Kiya Re, Aa Aa Ashiqui Mein" | "Raat Baaki, Race Saanson Ki, Jhumka Gira Re, Ek Do Teen, Kajra Mohabbat Waala, Crazy Kiya Re, Aa Aa Ashiqui Mein" | "Raat Baaki, Race Saanson Ki, Jhumka Gira Re, Ek Do Teen, Kajra Mohabbat Waala, Crazy Kiya Re, Aa Aa Ashiqui Mein" | "Raat Baaki, Race Saanson Ki, Jhumka Gira Re, Ek Do Teen, Kajra Mohabbat Waala, Crazy Kiya Re, Aa Aa Ashiqui Mein" | "Raat Baaki, Race Saanson Ki, Jhumka Gira Re, Ek Do Teen, Kajra Mohabbat Waala, Crazy Kiya Re, Aa Aa Ashiqui Mein" | "Raat Baaki, Race Saanson Ki, Jhumka Gira Re, Ek Do Teen, Kajra Mohabbat Waala, Crazy Kiya Re, Aa Aa Ashiqui Mein" | "Raat Baaki, Race Saanson Ki, Jhumka Gira Re, Ek Do Teen, Kajra Mohabbat Waala, Crazy Kiya Re, Aa Aa Ashiqui Mein" | "Raat Baaki, Race Saanson Ki, Jhumka Gira Re, Ek Do Teen, Kajra Mohabbat Waala, Crazy Kiya Re, Aa Aa Ashiqui Mein" | "Raat Baaki, Race Saanson Ki, Jhumka Gira Re, Ek Do Teen, Kajra Mohabbat Waala, Crazy Kiya Re, Aa Aa Ashiqui Mein" | "Raat Baaki, Race Saanson Ki, Jhumka Gira Re, Ek Do Teen, Kajra Mohabbat Waala, Crazy Kiya Re, Aa Aa Ashiqui Mein" | "Raat Baaki, Race Saanson Ki, Jhumka Gira Re, Ek Do Teen, Kajra Mohabbat Waala, Crazy Kiya Re, Aa Aa Ashiqui Mein" | "Raat Baaki, Race Saanson Ki, Jhumka Gira Re, Ek Do Teen, Kajra Mohabbat Waala, Crazy Kiya Re, Aa Aa Ashiqui Mein" | "Raat Baaki, Race Saanson Ki, Jhumka Gira Re, Ek Do Teen, Kajra Mohabbat Waala, Crazy Kiya Re, Aa Aa Ashiqui Mein" | "Raat Baaki, Race Saanson Ki, Jhumka Gira Re, Ek Do Teen, Kajra Mohabbat Waala, Crazy Kiya Re, Aa Aa Ashiqui Mein" | "Raat Baaki, Race Saanson Ki, Jhumka Gira Re, Ek Do Teen, Kajra Mohabbat Waala, Crazy Kiya Re, Aa Aa Ashiqui Mein" | "Raat Baaki, Race Saanson Ki, Jhumka Gira Re, Ek Do Teen, Kajra Mohabbat Waala, Crazy Kiya Re, Aa Aa Ashiqui Mein" | "Raat Baaki, Race Saanson Ki, Jhumka Gira Re, Ek Do Teen, Kajra Mohabbat Waala, Crazy Kiya Re, Aa Aa Ashiqui Mein" | "Raat Baaki, Race Saanson Ki, Jhumka Gira Re, Ek Do Teen, Kajra Mohabbat Waala, Crazy Kiya Re, Aa Aa Ashiqui Mein" | "Raat Baaki, Race Saanson Ki, Jhumka Gira Re, Ek Do Teen, Kajra Mohabbat Waala, Crazy Kiya Re, Aa Aa Ashiqui Mein" | "Raat Baaki, Race Saanson Ki, Jhumka Gira Re, Ek Do Teen, Kajra Mohabbat Waala, Crazy Kiya Re, Aa Aa Ashiqui Mein" | "Raat Baaki, Race Saanson Ki, Jhumka Gira Re, Ek Do Teen, Kajra Mohabbat Waala, Crazy Kiya Re, Aa Aa Ashiqui Mein" | "Raat Baaki, Race Saanson Ki, Jhumka Gira Re, Ek Do Teen, Kajra Mohabbat Waala, Crazy Kiya Re, Aa Aa Ashiqui Mein" | "Raat Baaki, Race Saanson Ki, Jhumka Gira Re, Ek Do Teen, Kajra Mohabbat Waala, Crazy Kiya Re, Aa Aa Ashiqui Mein" | "Raat Baaki, Race Saanson Ki, Jhumka Gira Re, Ek Do Teen, Kajra Mohabbat Waala, Crazy Kiya Re, Aa Aa Ashiqui Mein" | "Raat Baaki, Race Saanson Ki, Jhumka Gira Re, Ek Do Teen, Kajra Mohabbat Waala, Crazy Kiya Re, Aa Aa Ashiqui Mein" | "Raat Baaki, Race Saanson Ki, Jhumka Gira Re, Ek Do Teen, Kajra Mohabbat Waala, Crazy Kiya Re, Aa Aa Ashiqui Mein" | "Raat Baaki, Race Saanson Ki, Jhumka Gira Re, Ek Do Teen, Kajra Mohabbat Waala, Crazy Kiya Re, Aa Aa Ashiqui Mein" | "Raat Baaki, Race Saanson Ki, Jhumka Gira Re, Ek Do Teen, Kajra Mohabbat Waala, Crazy Kiya Re, Aa Aa Ashiqui Mein" | "Raat Baaki, Race Saanson Ki, Jhumka Gira Re, Ek Do Teen, Kajra Mohabbat Waala, Crazy Kiya Re, Aa Aa Ashiqui Mein" | "Raat Baaki, Race Saanson Ki, Jhumka Gira Re, Ek Do Teen, Kajra Mohabbat Waala, Crazy Kiya Re, Aa Aa Ashiqui Mein" | "Raat Baaki, Race Saanson Ki, Jhumka Gira Re, Ek Do Teen, Kajra Mohabbat Waala, Crazy Kiya Re, Aa Aa Ashiqui Mein" | "Raat Baaki, Race Saanson Ki, Jhumka Gira Re, Ek Do Teen, Kajra Mohabbat Waala, Crazy Kiya Re, Aa Aa Ashiqui Mein" | "Raat Baaki, Race Saanson Ki, Jhumka Gira Re, Ek Do Teen, Kajra Mohabbat Waala, Crazy Kiya Re, Aa Aa Ashiqui Mein" | "Raat Baaki, Race Saanson Ki, Jhumka Gira Re, Ek Do Teen, Kajra Mohabbat Waala, Crazy Kiya Re, Aa Aa Ashiqui Mein" | "Raat Baaki, Race Saanson Ki, Jhumka Gira Re, Ek Do Teen, Kajra Mohabbat Waala, Crazy Kiya Re, Aa Aa Ashiqui Mein" | "Raat Baaki, Race Saanson Ki, Jhumka Gira Re, Ek Do Teen, Kajra Mohabbat Waala, Crazy Kiya Re, Aa Aa Ashiqui Mein" | "Raat Baaki, Race Saanson Ki, Jhumka Gira Re, Ek Do Teen, Kajra Mohabbat Waala, Crazy Kiya Re, Aa Aa Ashiqui Mein" | "Raat Baaki, Race Saanson Ki, Jhumka Gira Re, Ek Do Teen, Kajra Mohabbat Waala, Crazy Kiya Re, Aa Aa Ashiqui Mein" | "Raat Baaki, Race Saanson Ki, Jhumka Gira Re, Ek Do Teen, Kajra Mohabbat Waala, Crazy Kiya Re, Aa Aa Ashiqui Mein" | "Raat Baaki, Race Saanson Ki, Jhumka Gira Re, Ek Do Teen, Kajra Mohabbat Waala, Crazy Kiya Re, Aa Aa Ashiqui Mein" | "Raat Baaki, Race Saanson Ki, Jhumka Gira Re, Ek Do Teen, Kajra Mohabbat Waala, Crazy Kiya Re, Aa Aa Ashiqui Mein" | "Raat Baaki, Race Saanson Ki, Jhumka Gira Re, Ek Do Teen, Kajra Mohabbat Waala, Crazy Kiya Re, Aa Aa Ashiqui Mein" | "Raat Baaki, Race Saanson Ki, Jhumka Gira Re, Ek Do Teen, Kajra Mohabbat Waala, Crazy Kiya Re, Aa Aa Ashiqui Mein" | "Raat Baaki, Race Saanson Ki, Jhumka Gira Re, Ek Do Teen, Kajra Mohabbat Waala, Crazy Kiya Re, Aa Aa Ashiqui Mein" | "Raat Baaki, Race Saanson Ki, Jhumka Gira Re, Ek Do Teen, Kajra Mohabbat Waala, Crazy Kiya Re, Aa Aa Ashiqui Mein" | "Raat Baaki, Race Saanson Ki, Jhumka Gira Re, Ek Do Teen, Kajra Mohabbat Waala, Crazy Kiya Re, Aa Aa Ashiqui Mein" | "Raat Baaki, Race Saanson Ki, Jhumka Gira Re, Ek Do Teen, Kajra Mohabbat Waala, Crazy Kiya Re, Aa Aa Ashiqui Mein" | "Raat Baaki, Race Saanson Ki, Jhumka Gira Re, Ek Do Teen, Kajra Mohabbat Waala, Crazy Kiya Re, Aa Aa Ashiqui Mein" | "Raat Baaki, Race Saanson Ki, Jhumka Gira Re, Ek Do Teen, Kajra Mohabbat Waala, Crazy Kiya Re, Aa Aa Ashiqui Mein" | "Raat Baaki, Race Saanson Ki, Jhumka Gira Re, Ek Do Teen, Kajra Mohabbat Waala, Crazy Kiya Re, Aa Aa Ashiqui Mein" | "Raat Baaki, Race Saanson Ki, Jhumka Gira Re, Ek Do Teen, Kajra Mohabbat Waala, Crazy Kiya Re, Aa Aa Ashiqui Mein" | "Raat Baaki, Race Saanson Ki, Jhumka Gira Re, Ek Do Teen, Kajra Mohabbat Waala, Crazy Kiya Re, Aa Aa Ashiqui Mein" | "Raat Baaki, Race Saanson Ki, Jhumka Gira Re, Ek Do Teen, Kajra Mohabbat Waala, Crazy Kiya Re, Aa Aa Ashiqui Mein" | "Raat Baaki, Race Saanson Ki, Jhumka Gira Re, Ek Do Teen, Kajra Mohabbat Waala, Crazy Kiya Re, Aa Aa Ashiqui Mein" | "Raat Baaki, Race Saanson Ki, Jhumka Gira Re, Ek Do Teen, Kajra Mohabbat Waala, Crazy Kiya Re, Aa Aa Ashiqui Mein" | "Raat Baaki, Race Saanson Ki, Jhumka Gira Re, Ek Do Teen, Kajra Mohabbat Waala, Crazy Kiya Re, Aa Aa Ashiqui Mein" | "Raat Baaki, Race Saanson Ki, Jhumka Gira Re, Ek Do Teen, Kajra Mohabbat Waala, Crazy Kiya Re, Aa Aa Ashiqui Mein" | "Raat Baaki, Race Saanson Ki, Jhumka Gira Re, Ek Do Teen, Kajra Mohabbat Waala, Crazy Kiya Re, Aa Aa Ashiqui Mein" | "Raat Baaki, Race Saanson Ki, Jhumka Gira Re, Ek Do Teen, Kajra Mohabbat Waala, Crazy Kiya Re, Aa Aa Ashiqui Mein" | Amitabh Bachchan & Juhi Chawla      | Amitabh Bachchan & Juhi Chawla      | Amitabh Bachchan & Juhi Chawla      | Amitabh Bachchan & Juhi Chawla      | Amitabh Bachchan & Juhi Chawla      | Amitabh Bachchan & Juhi Chawla      | Amitabh Bachchan & Juhi Chawla      | Amitabh Bachchan & Juhi Chawla      | Amitabh Bachchan & Juhi Chawla      | Amitabh Bachchan & Juhi Chawla      | Amitabh Bachchan & Juhi Chawla      | Amitabh Bachchan & Juhi Chawla      | Amitabh Bachchan & Juhi Chawla      | Amitabh Bachchan & Juhi Chawla      | Amitabh Bachchan & Juhi Chawla      | Amitabh Bachchan & Juhi Chawla      | Amitabh Bachchan & Juhi Chawla      | Amitabh Bachchan & Juhi Chawla      | Amitabh Bachchan & Juhi Chawla      | Amitabh Bachchan & Juhi Chawla      | Amitabh Bachchan & Juhi Chawla      | Amitabh Bachchan & Juhi Chawla      | Amitabh Bachchan & Juhi Chawla      | Amitabh Bachchan & Juhi Chawla      | Amitabh Bachchan & Juhi Chawla      | Amitabh Bachchan & Juhi Chawla      | Amitabh Bachchan & Juhi Chawla      | Amitabh Bachchan & Juhi Chawla      | Amitabh Bachchan & Juhi Chawla      | Amitabh Bachchan & Juhi Chawla      | Amitabh Bachchan & Juhi Chawla      | Amitabh Bachchan & Juhi Chawla      | Amitabh Bachchan & Juhi Chawla      | Amitabh Bachchan & Juhi Chawla      | Amitabh Bachchan & Juhi Chawla      | Amitabh Bachchan & Juhi Chawla      | Amitabh Bachchan & Juhi Chawla      | Amitabh Bachchan & Juhi Chawla      | Amitabh Bachchan & Juhi Chawla      | Amitabh Bachchan & Juhi Chawla      | Amitabh Bachchan & Juhi Chawla      | Amitabh Bachchan & Juhi Chawla      | Amitabh Bachchan & Juhi Chawla      | Amitabh Bachchan & Juhi Chawla      | Amitabh Bachchan & Juhi Chawla      | Amitabh Bachchan & Juhi Chawla      | Amitabh Bachchan & Juhi Chawla      | Amitabh Bachchan & Juhi Chawla      | Amitabh Bachchan & Juhi Chawla      | Amitabh Bachchan & Juhi Chawla      | Amitabh Bachchan & Juhi Chawla      | Amitabh Bachchan & Juhi Chawla      | Amitabh Bachchan & Juhi Chawla      | Amitabh Bachchan & Juhi Chawla      | Amitabh Bachchan & Juhi Chawla      | Amitabh Bachchan & Juhi Chawla      | Amitabh Bachchan & Juhi Chawla      | Amitabh Bachchan & Juhi Chawla      | Amitabh Bachchan & Juhi Chawla      | Amitabh Bachchan & Juhi Chawla      | Amitabh Bachchan & Juhi Chawla      | Amitabh Bachchan & Juhi Chawla      | Amitabh Bachchan & Juhi Chawla      | Amitabh Bachchan & Juhi Chawla      | Amitabh Bachchan & Juhi Chawla      | Amitabh Bachchan & Juhi Chawla      | Amitabh Bachchan & Juhi Chawla      | Amitabh Bachchan & Juhi Chawla      | Amitabh Bachchan & Juhi Chawla      | Amitabh Bachchan & Juhi Chawla      | Amitabh Bachchan & Juhi Chawla      | Amitabh Bachchan & Juhi Chawla      | Amitabh Bachchan & Juhi Chawla      | Amitabh Bachchan & Juhi Chawla      | Amitabh Bachchan & Juhi Chawla      | Amitabh Bachchan & Juhi Chawla      | Amitabh Bachchan & Juhi Chawla      | Amitabh Bachchan & Juhi Chawla      | Amitabh Bachchan & Juhi Chawla      | Amitabh Bachchan & Juhi Chawla      | Amitabh Bachchan & Juhi Chawla      | Amitabh Bachchan & Juhi Chawla      | Amitabh Bachchan & Juhi Chawla      | Amitabh Bachchan & Juhi Chawla      | Amitabh Bachchan & Juhi Chawla      | Amitabh Bachchan & Juhi Chawla      | Amitabh Bachchan & Juhi Chawla      | Amitabh Bachchan & Juhi Chawla      | Amitabh Bachchan & Juhi Chawla      | Amitabh Bachchan & Juhi Chawla      | Amitabh Bachchan & Juhi Chawla      | Amitabh Bachchan & Juhi Chawla      | Amitabh Bachchan & Juhi Chawla      | Amitabh Bachchan & Juhi Chawla      | Amitabh Bachchan & Juhi Chawla      | Amitabh Bachchan & Juhi Chawla      | Amitabh Bachchan & Juhi Chawla      | Amitabh Bachchan & Juhi Chawla      | Amitabh Bachchan & Juhi Chawla      | Amitabh Bachchan & Juhi Chawla      | "Mere Dholna, Mauja hi Mauja, Maria Maria, Mayya Mayya, Khallas" | "Mere Dholna, Mauja hi Mauja, Maria Maria, Mayya Mayya, Khallas" | "Mere Dholna, Mauja hi Mauja, Maria Maria, Mayya Mayya, Khallas" | "Mere Dholna, Mauja hi Mauja, Maria Maria, Mayya Mayya, Khallas" | "Mere Dholna, Mauja hi Mauja, Maria Maria, Mayya Mayya, Khallas" | "Mere Dholna, Mauja hi Mauja, Maria Maria, Mayya Mayya, Khallas" | "Mere Dholna, Mauja hi Mauja, Maria Maria, Mayya Mayya, Khallas" | "Mere Dholna, Mauja hi Mauja, Maria Maria, Mayya Mayya, Khallas" | "Mere Dholna, Mauja hi Mauja, Maria Maria, Mayya Mayya, Khallas" | "Mere Dholna, Mauja hi Mauja, Maria Maria, Mayya Mayya, Khallas" | "Mere Dholna, Mauja hi Mauja, Maria Maria, Mayya Mayya, Khallas" | "Mere Dholna, Mauja hi Mauja, Maria Maria, Mayya Mayya, Khallas" | "Mere Dholna, Mauja hi Mauja, Maria Maria, Mayya Mayya, Khallas" | "Mere Dholna, Mauja hi Mauja, Maria Maria, Mayya Mayya, Khallas" | "Mere Dholna, Mauja hi Mauja, Maria Maria, Mayya Mayya, Khallas" | "Mere Dholna, Mauja hi Mauja, Maria Maria, Mayya Mayya, Khallas" | "Mere Dholna, Mauja hi Mauja, Maria Maria, Mayya Mayya, Khallas" | "Mere Dholna, Mauja hi Mauja, Maria Maria, Mayya Mayya, Khallas" | "Mere Dholna, Mauja hi Mauja, Maria Maria, Mayya Mayya, Khallas" | "Mere Dholna, Mauja hi Mauja, Maria Maria, Mayya Mayya, Khallas" | "Mere Dholna, Mauja hi Mauja, Maria Maria, Mayya Mayya, Khallas" | "Mere Dholna, Mauja hi Mauja, Maria Maria, Mayya Mayya, Khallas" | "Mere Dholna, Mauja hi Mauja, Maria Maria, Mayya Mayya, Khallas" | "Mere Dholna, Mauja hi Mauja, Maria Maria, Mayya Mayya, Khallas" | "Mere Dholna, Mauja hi Mauja, Maria Maria, Mayya Mayya, Khallas" | "Mere Dholna, Mauja hi Mauja, Maria Maria, Mayya Mayya, Khallas" | "Mere Dholna, Mauja hi Mauja, Maria Maria, Mayya Mayya, Khallas" | "Mere Dholna, Mauja hi Mauja, Maria Maria, Mayya Mayya, Khallas" | "Mere Dholna, Mauja hi Mauja, Maria Maria, Mayya Mayya, Khallas" | "Mere Dholna, Mauja hi Mauja, Maria Maria, Mayya Mayya, Khallas" | "Mere Dholna, Mauja hi Mauja, Maria Maria, Mayya Mayya, Khallas" | "Mere Dholna, Mauja hi Mauja, Maria Maria, Mayya Mayya, Khallas" | "Mere Dholna, Mauja hi Mauja, Maria Maria, Mayya Mayya, Khallas" | "Mere Dholna, Mauja hi Mauja, Maria Maria, Mayya Mayya, Khallas" | "Mere Dholna, Mauja hi Mauja, Maria Maria, Mayya Mayya, Khallas" | "Mere Dholna, Mauja hi Mauja, Maria Maria, Mayya Mayya, Khallas" | "Mere Dholna, Mauja hi Mauja, Maria Maria, Mayya Mayya, Khallas" | "Mere Dholna, Mauja hi Mauja, Maria Maria, Mayya Mayya, Khallas" | "Mere Dholna, Mauja hi Mauja, Maria Maria, Mayya Mayya, Khallas" | "Mere Dholna, Mauja hi Mauja, Maria Maria, Mayya Mayya, Khallas" | "Mere Dholna, Mauja hi Mauja, Maria Maria, Mayya Mayya, Khallas" | "Mere Dholna, Mauja hi Mauja, Maria Maria, Mayya Mayya, Khallas" | "Mere Dholna, Mauja hi Mauja, Maria Maria, Mayya Mayya, Khallas" | "Mere Dholna, Mauja hi Mauja, Maria Maria, Mayya Mayya, Khallas" | "Mere Dholna, Mauja hi Mauja, Maria Maria, Mayya Mayya, Khallas" | "Mere Dholna, Mauja hi Mauja, Maria Maria, Mayya Mayya, Khallas" | "Mere Dholna, Mauja hi Mauja, Maria Maria, Mayya Mayya, Khallas" | "Mere Dholna, Mauja hi Mauja, Maria Maria, Mayya Mayya, Khallas" | "Mere Dholna, Mauja hi Mauja, Maria Maria, Mayya Mayya, Khallas" | "Mere Dholna, Mauja hi Mauja, Maria Maria, Mayya Mayya, Khallas" | "Mere Dholna, Mauja hi Mauja, Maria Maria, Mayya Mayya, Khallas" | "Mere Dholna, Mauja hi Mauja, Maria Maria, Mayya Mayya, Khallas" | "Mere Dholna, Mauja hi Mauja, Maria Maria, Mayya Mayya, Khallas" | "Mere Dholna, Mauja hi Mauja, Maria Maria, Mayya Mayya, Khallas" | "Mere Dholna, Mauja hi Mauja, Maria Maria, Mayya Mayya, Khallas" | "Mere Dholna, Mauja hi Mauja, Maria Maria, Mayya Mayya, Khallas" | "Mere Dholna, Mauja hi Mauja, Maria Maria, Mayya Mayya, Khallas" | "Mere Dholna, Mauja hi Mauja, Maria Maria, Mayya Mayya, Khallas" | "Mere Dholna, Mauja hi Mauja, Maria Maria, Mayya Mayya, Khallas" | "Mere Dholna, Mauja hi Mauja, Maria Maria, Mayya Mayya, Khallas" | "Mere Dholna, Mauja hi Mauja, Maria Maria, Mayya Mayya, Khallas" | "Mere Dholna, Mauja hi Mauja, Maria Maria, Mayya Mayya, Khallas" | "Mere Dholna, Mauja hi Mauja, Maria Maria, Mayya Mayya, Khallas" | "Mere Dholna, Mauja hi Mauja, Maria Maria, Mayya Mayya, Khallas" | "Mere Dholna, Mauja hi Mauja, Maria Maria, Mayya Mayya, Khallas" | "Mere Dholna, Mauja hi Mauja, Maria Maria, Mayya Mayya, Khallas" | "Mere Dholna, Mauja hi Mauja, Maria Maria, Mayya Mayya, Khallas" | "Mere Dholna, Mauja hi Mauja, Maria Maria, Mayya Mayya, Khallas" | "Mere Dholna, Mauja hi Mauja, Maria Maria, Mayya Mayya, Khallas" | "Mere Dholna, Mauja hi Mauja, Maria Maria, Mayya Mayya, Khallas" | "Mere Dholna, Mauja hi Mauja, Maria Maria, Mayya Mayya, Khallas" | "Mere Dholna, Mauja hi Mauja, Maria Maria, Mayya Mayya, Khallas" | "Mere Dholna, Mauja hi Mauja, Maria Maria, Mayya Mayya, Khallas" | "Mere Dholna, Mauja hi Mauja, Maria Maria, Mayya Mayya, Khallas" | "Mere Dholna, Mauja hi Mauja, Maria Maria, Mayya Mayya, Khallas" | "Mere Dholna, Mauja hi Mauja, Maria Maria, Mayya Mayya, Khallas" | "Mere Dholna, Mauja hi Mauja, Maria Maria, Mayya Mayya, Khallas" | "Mere Dholna, Mauja hi Mauja, Maria Maria, Mayya Mayya, Khallas" | "Mere Dholna, Mauja hi Mauja, Maria Maria, Mayya Mayya, Khallas" | "Mere Dholna, Mauja hi Mauja, Maria Maria, Mayya Mayya, Khallas" | "Mere Dholna, Mauja hi Mauja, Maria Maria, Mayya Mayya, Khallas" | "Mere Dholna, Mauja hi Mauja, Maria Maria, Mayya Mayya, Khallas" | "Mere Dholna, Mauja hi Mauja, Maria Maria, Mayya Mayya, Khallas" | "Mere Dholna, Mauja hi Mauja, Maria Maria, Mayya Mayya, Khallas" | "Mere Dholna, Mauja hi Mauja, Maria Maria, Mayya Mayya, Khallas" | "Mere Dholna, Mauja hi Mauja, Maria Maria, Mayya Mayya, Khallas" | "Mere Dholna, Mauja hi Mauja, Maria Maria, Mayya Mayya, Khallas" | "Mere Dholna, Mauja hi Mauja, Maria Maria, Mayya Mayya, Khallas" | "Mere Dholna, Mauja hi Mauja, Maria Maria, Mayya Mayya, Khallas" | "Mere Dholna, Mauja hi Mauja, Maria Maria, Mayya Mayya, Khallas" | "Mere Dholna, Mauja hi Mauja, Maria Maria, Mayya Mayya, Khallas" | "Mere Dholna, Mauja hi Mauja, Maria Maria, Mayya Mayya, Khallas" | "Mere Dholna, Mauja hi Mauja, Maria Maria, Mayya Mayya, Khallas" | "Mere Dholna, Mauja hi Mauja, Maria Maria, Mayya Mayya, Khallas" | "Mere Dholna, Mauja hi Mauja, Maria Maria, Mayya Mayya, Khallas" | "Mere Dholna, Mauja hi Mauja, Maria Maria, Mayya Mayya, Khallas" | "Mere Dholna, Mauja hi Mauja, Maria Maria, Mayya Mayya, Khallas" | "Mere Dholna, Mauja hi Mauja, Maria Maria, Mayya Mayya, Khallas" | "Mere Dholna, Mauja hi Mauja, Maria Maria, Mayya Mayya, Khallas" | "Mere Dholna, Mauja hi Mauja, Maria Maria, Mayya Mayya, Khallas" | RUNNER UP          | RUNNER UP          | RUNNER UP          | RUNNER UP          | RUNNER UP          | RUNNER UP          | RUNNER UP          | RUNNER UP          | RUNNER UP          | RUNNER UP          | RUNNER UP          | RUNNER UP          | RUNNER UP          | RUNNER UP          | RUNNER UP          | RUNNER UP          | RUNNER UP          | RUNNER UP          | RUNNER UP          | RUNNER UP          | RUNNER UP          | RUNNER UP          | RUNNER UP          | RUNNER UP          | RUNNER UP          | RUNNER UP          | RUNNER UP          | RUNNER UP          | RUNNER UP          | RUNNER UP          | RUNNER UP          | RUNNER UP          | RUNNER UP          | RUNNER UP          | RUNNER UP          | RUNNER UP          | RUNNER UP          | RUNNER UP          | RUNNER UP          | RUNNER UP          | RUNNER UP          | RUNNER UP          | RUNNER UP          | RUNNER UP          | RUNNER UP          | RUNNER UP          | RUNNER UP          | RUNNER UP          | RUNNER UP          | RUNNER UP          | RUNNER UP          | RUNNER UP          | RUNNER UP          | RUNNER UP          | RUNNER UP          | RUNNER UP          | RUNNER UP          | RUNNER UP          | RUNNER UP          | RUNNER UP          | RUNNER UP          | RUNNER UP          | RUNNER UP          | RUNNER UP          | RUNNER UP          | RUNNER UP          | RUNNER UP          | RUNNER UP          | RUNNER UP          | RUNNER UP          |